# 신주쿠역

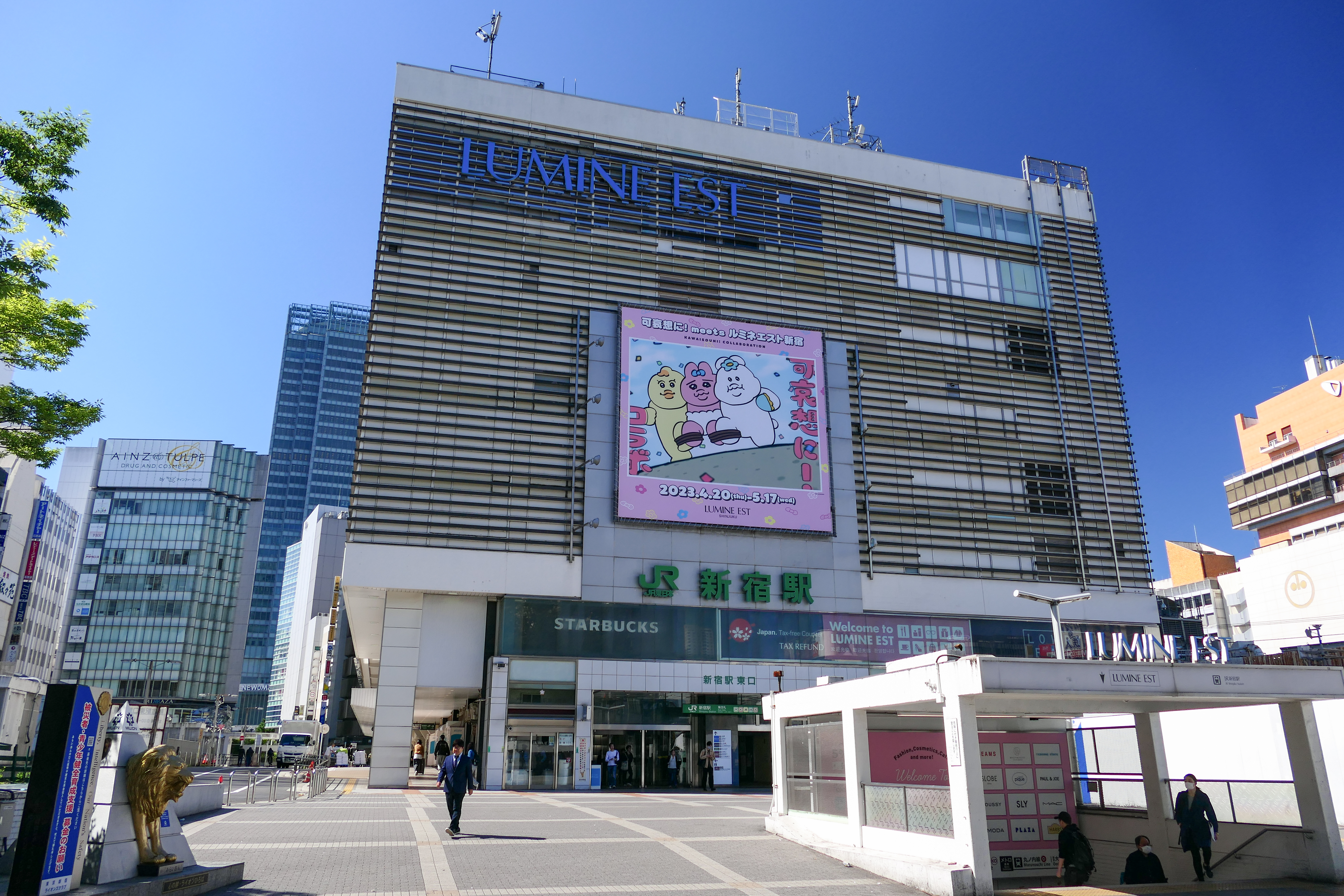
동쪽 출구에 있는 빌딩인 루미네에스트 신주쿠의 모습이다.

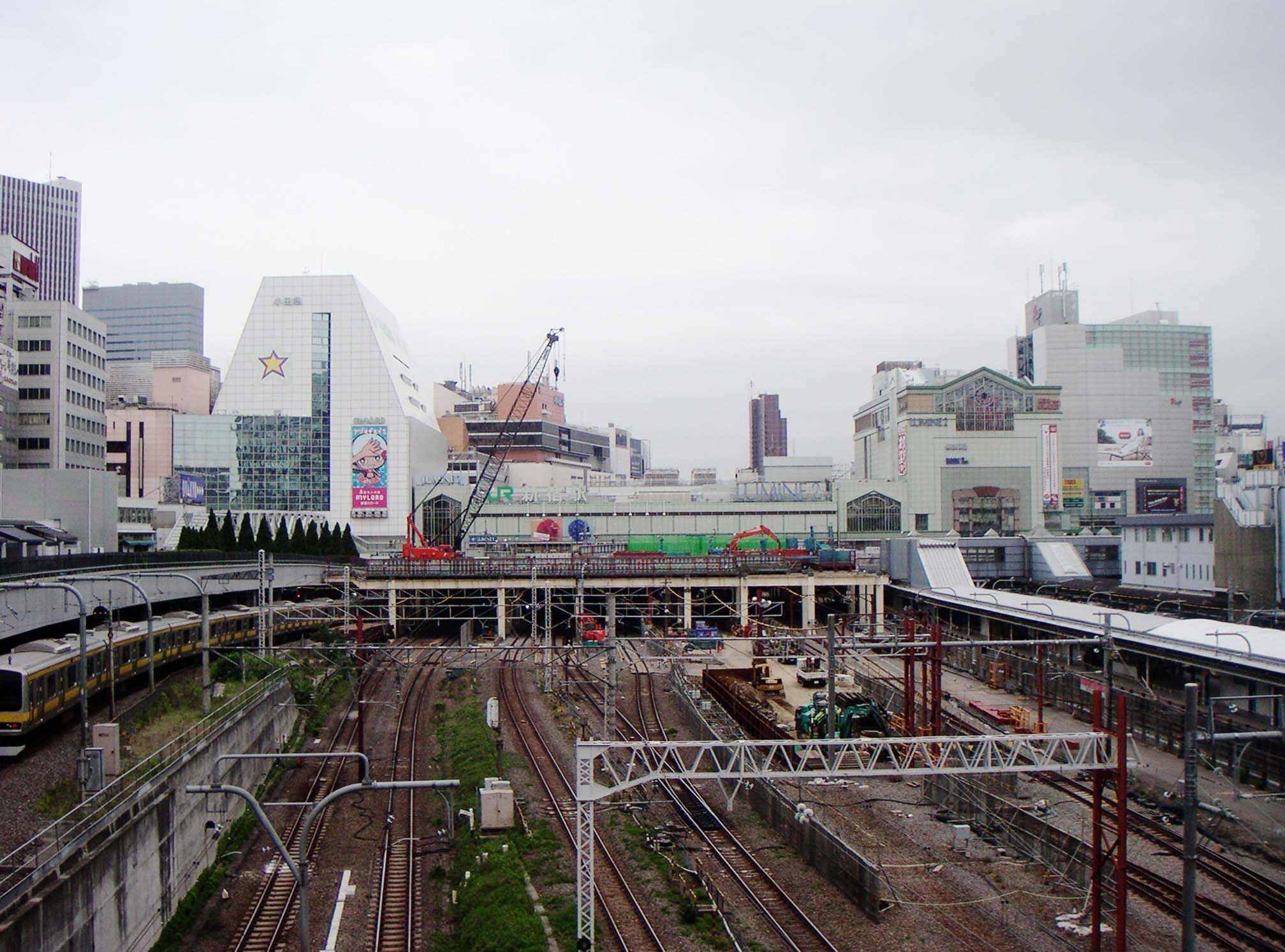
남쪽 출구의 원경(2005년 5월).

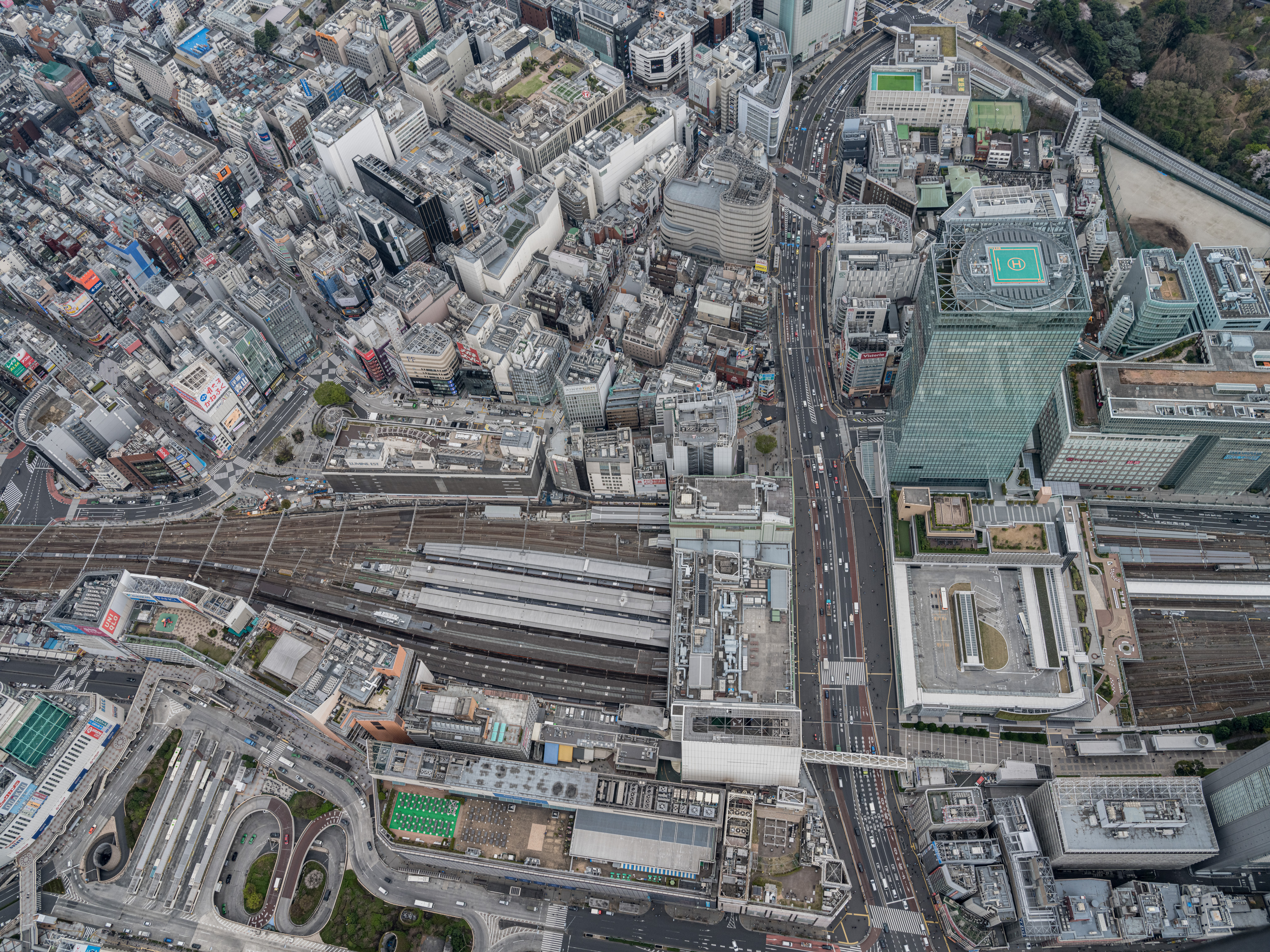
상공에서 내려다 본 역 전경(2021년 4월).

신주쿠역(일본어: 新宿駅 신주쿠에키[*])(영어: Shinjuku Station)은 도쿄도 신주쿠구 · 시부야구에 있는 동일본여객철도(JR 동일본), 게이오 전철, 오다큐 전철, 도쿄 지하철(도쿄 메트로), 도쿄도 교통국(도에이 지하철)의 역이다.
각 회사 노선 간의 환승이나 직통 운전도 포함한 하루 평균 승강 인원은 약 300만명으로 세계에서 가장 많은 역 이용자 수로 기네스 세계 기록에 등재되어 있다(2023년).
신주쿠 지구의 중심에 위치해 있어 도쿄도 서부의 다마 지역을 중심으로 교외 침상도시(베드타운)를 잇는 주오선, 사철 등의 노선과 신주쿠역에서 지요다구와 미나토구 등 도심 방면으로 향하는 지하철과 JR 노선이 결집하고 있으며, 많은 통근, 통학 승객들이 교외에서 도심 방면 등으로 환승하기 위해 이용하므로 이용객 수가 매우 많다.
신주쿠역의 주변은 동쪽 출입구(신주쿠, 가부키초)를 중심으로 일본 최대의 번화가, 환락가가 조성되어 있어 밤낮을 가리지 않고 많은 사람들이 이용한다. 또한, 서쪽 출입구(니시신주쿠)는 부도심으로 초고층 빌딩이 밀집한 오피스가이다. JR의 역을 중심으로 동, 서, 남쪽 출입구 주변의 각 지하철역, 상업 시설들이 지하 통로나 지하 상가 등으로 광범위하게 이어지고 있다.

## 개요
역이 개업한 1885년 당시에는 도쿄의 외곽에 위치하였기 때문에 이용객 수가 하루 50명 수준인 작은 역이었다. 1923년에 발생한 간토 대진재 이후 역 이용객 수가 급증하였고, 이후 고도경제성장기를 거치며 새로운 노선 개통에 따른 역 시설 확장과 역 주변 재개발 등으로 대형 터미널 역으로 발전하였다. 현재는 '신주쿠 그랜드 터미널'(新宿グランドターミナル)이라는 재개발 계획이 진행 중으로 2040년대 완성을 목표로 역 시설 개량 및 역 주변 건물의 스크랩 앤드 빌드가 계획되어 있다.

## 이용 가능한 노선

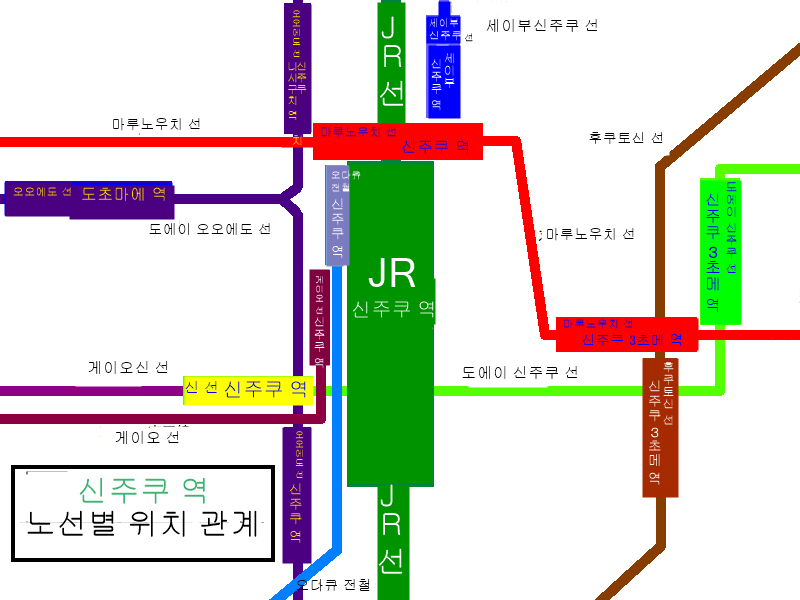
각사의 위치 관계

신주쿠역은 JR 동일본, 게이오 전철, 오다큐 전철, 도쿄 메트로, 도쿄도 교통국의 5개 회사가 운영하고 있는 터미널 역이다. 이 가운데 게이오선과 오다큐 오다와라선은 신주쿠역을 기점으로 하고 있다.
이중에서 도에이 오에도선의 승강장은 시부야구 요요기에 소재하며, 시부야구의 최북단에 위치한다(도에이 신주쿠선과 타사 노선들은 모두 신주쿠구). 동일 역명이지만 복수의 시구정촌에 소재지가 존재하는 드문 사례 중 하나이다.

### JR 동일본
JR 동일본의 당역에서 운영되는 노선은 선로 명칭으로는 야마노테선과 주오 본선이며(자세한 내용은 각 노선의 문서 참조) 야마노테선은 당역을 소속선으로 하고 있다. 한편, 당역에서 운영되는 운전 계통은 아래와 같이 다방면에 걸쳐 있다. 또한 특정도구시내제도에서의 "도쿄도 구내" 및 "도쿄 야마노테선 내"에 속한다. 또한 JR 동일본의 당역에는 「 SJK 」라는 쓰리(3) 레터 코드가 부여되어 있다.
(선로 명칭 상의) 야마노테선에서는 흔히 말하는 "전차선을 주행하는 순환 노선인 야마노테선 전철" 외에도 야마노테 화물선을 주행하는 사이쿄 선과 쇼난 신주쿠 라인의 모든 열차가 정차한다(여객 안내에서는 각각 다른 노선으로 취급되고 있다). 또한 공항연락특급 노선인 "나리타 익스프레스"와 도부 닛코 선 직통 특급 등도 야마노테 화물선을 경유하여 운행하고 있다.
주오 본선에서는 급행선을 주행하는 주오 선 쾌속 전철과 완행선을 주행하는 주오·소부 완행 열차의 두 계통의 노선이 운행되고 있다. 또한 고후역, 마쓰모토역 방면으로 가는 특급 열차도 운행한다(복복선 구간에서는 급행선을 주행한다).
- 야마노테선: 시부야역 · 시나가와역 방면(내선순환) - 당역 - 이케부쿠로역 · 우에노역 방면(외선순환)의 전차선을 주행하는 순환 노선 - 역 번호 「JY 17」
- 사이쿄선: 야마노테 화물선 주행. 오미야 방면(북행)의 가와고에선과 오사키역 방면(남행)의 린카이선과의 상호 직통 운전도 실시 - 역 번호 「JA 11」
- 쇼난 신주쿠 라인: 야마노테 화물선을 주행하는 중거리 노선. 당역을 통해 오미야 방면(북행)의 우쓰노미야선, 다카사키선과 요코하마역 방면(남행)의 도카이도선, 요코스카선과의 상호 직통 운전 실시. - 역 번호 「JS 20」
- 주오선 (쾌속) : 급행선을 주행하는 주오 본선의 중거리 노선. 하치오지역, 다카오카역 방면 열차와 다치카와역에서 오메선으로 직통하는 열차도 운행 - 역 번호 「JC 05」
- 주오·소부선 (각역정차) : 완행선을 주행하는 주오 본선의 근거리 노선. - 역 번호 「JB 10」

### 게이오 전철
게이오 전철의 노선은 선로 명칭 상으로는 게이오선 뿐이지만 운전 계통은 당역을 기점으로 하고 있는 게이오선과 도에이 지하철 신주쿠선과 직통 운전을 하고 있는 게이오 신선으로 나누어져 있으며, 전자가 발착하는 역은 "게이오선 신주쿠역"(京王線新宿駅), 후자(게이오 신선)가 발착하는 역은 "신센 신주쿠역"(新線新宿駅)이라고 불린다. 당역에는 신주쿠역, 신센 신주쿠역 공통으로 「KO 01」이라는 역 번호가 부여되었다.

### 오다큐 전철
오다큐 전철이 운행하는 노선 중 당역을 기점으로 하는 노선은 오다와라선 뿐이다. 그러나 쾌속 급행, 급행선은 사가미오노역에서 에노시마선에 직통하는 열차, 신유리가오카역에서 다마선에 직통하는 열차도 운행되고 있다. 또한, 특급 로망스카의 발착역이기도 하다. 「OH 01」이라는 역 번호가 부여되었다. 오다큐의 최북단, 최동단 역이다.

### 도쿄 지하철
도쿄 지하철(도쿄 메트로)은 마루노우치선이 운행되고 있으며 역 번호가 부여되었다.
- 도쿄 메트로 마루노우치선 - 역 번호 「M 08」

### 도쿄도 교통국
도쿄도 교통국(도에이 지하철)은 2개 노선이 운행되고 있으며 각 노선마다 역 번호가 부여되었다.
- 도에이 지하철 신주쿠선 - 역 번호 「S 01」
- 도에이 지하철 오에도선 - 역 번호 「E 27」

### 그 외의 철도 노선
아래의 역은 지하 통로로 연결되어 있는 역인데 철도 회사에 따라서는 공식 환승역으로 지정되어 있는 경우도 있다.
- 세이부신주쿠역 (세이부신주쿠선) - 신주쿠 서브나이드를 통해 연결되어 있다. 도쿄 메트로 마루노우치선의 신주쿠역(및 도에이 지하철 오에도선의 신주쿠니시구치역)과 환승역 취급으로 환승 할인이 적용된다. 도에이 지하철 신주쿠선, 오에도선을 제외한 다른 노선의 신주쿠역과도 정기권에 대한 연락 운수를 취급하고 있다(세이부신주쿠선 - 도에이 지하철 신주쿠역 방면 상호 간의 연락 운수는 신주쿠니시구치역에서 도초마에역 경유 외에도 나카이역 연결로도 취급하고 있다).
- 신주쿠니시구치역 (도에이 지하철 오에도선) - 마루노우치선 신주쿠역과 세이부 신주쿠역과 환승역 취급으로 환승 할인이 적용된다. 도에이 지하철 신주쿠선, 오에도선을 제외한 다른 노선의 신주쿠역과도 정기권에 대한 연락 운수를 취급하고 있다. 도쿄도 교통국은 타사 노선에서 오에도선으로의 환승에 대하여 목적지에 따라 신주쿠니시구치역과 신주쿠역을 구분하여 안내하고 있다.
- 신주쿠산초메역 (도쿄 메트로 마루노우치선, 후쿠토신선, 도에이 지하철 신주쿠선) - 도도 430호 신주쿠도리 바로 아래, 마루노우치선 바로 위의 지하 통로(메트로 프롬나드) 및 고슈 가도 바로 아래의 지하 통로를 통해 연결되어 있다.

### 지하철 각 노선과의 연락
당역에서 게이오, 오다큐, 도쿄 메트로, 도에이 지하철 상호 간에 환승 할인이 적용되는 경우도 있지만 연락되는 사업자에 따라 할인 여부가 따르다. 또한 도쿄 메트로 마루노우치선과 도에이 지하철 신주쿠선 · 오에도선은 두 역 사이의 거리가 멀어서 환승 할인이 적용되지 않는다. 마루노우치선과 신주쿠선의 환승은 신주쿠산초메 역, 마루노우치선과 오에도선의 환승은 도쿄 메트로 신주쿠역과 도에이 지하철 신주쿠니시구치역 사이(동일한 역으로 취급된다)에서 실시하면 환승 할인 70엔이 적용된다.
환승 할인 적용 여부 (○ : 적용 / × : 비적용)
| ○ | 오다큐 |             |                 |                         |
| ○ | ○      | 도쿄 메트로 |                 |                         |
| ○ | ○      | ×           | 도에이 신주쿠역 |                         |
| × | ×      | ○           | ×               | 도에이 신주쿠니시구치역 |

## 역사
도쿄의 부도심 신주쿠에 위치한 터미널 역이다. 1885년, 닛폰철도에 의해 당시의 미나미토시마군 쓰노하즈정에 현재의 야마노테선이 개통한 것이 신주쿠역의 시작이다. 4년 후인 1889년에는 미나미토시마군 요도바시정 소재가 되었다. 이 당시에는 도쿄시(현재의 도쿄 23구)에는 포함되지 않았으며, 도쿄시의 교외로서 역 주변은 주로 논밭으로 되어 있었다. 개업 당시부터 신주쿠를 부도심으로 하는 계획이 발표될 때까지 이 역은 변두리 소재로 이용객도 적었다. 그러나 1923년의 간토 대진재에서 아사쿠사나 긴자, 니혼바시 등 지반이 약한 번화가가 큰 피해를 받으며 표층 지반이 비교적 강한 무사시노 대지 위의 신주쿠나 도쿄 서부의 교외로 인구가 유입되었고, 점차 도쿄의 시가지가 서쪽(야마노테)으로 확대됨에 따라 도쿄시 서부의 터미널 역으로서 많은 사철이 들어오게 되었다. 터미널이 되고 주변이 발전함에 따라 이용객은 지속적으로 증가해 1931년에는 사철과 일본국유철도 (국철) 등을 합한 이용객 수가 일본 1위가 된다. 또한, 철도의 거점으로 성장함에 따라 전쟁 전부터 동쪽 출입구 지역은 도쿄의 주요 번화가로 발전하였다. 이후 1966년 승차 인원수에서는 국철 이케부쿠로역의 41만 67명을 제치고 신주쿠역이 41만 69명으로 일본 1위가 되었다. 또한 1960년대부터 신주쿠역의 서쪽 일대에서 진행된 신주쿠 부도심 계획에 의해 1970년대에는 많은 마천루가 지어졌고 이용객의 증가에 박차를 가하게 되었다.

### 제2차 세계대전이전
‘신주쿠(新宿)’라는 역의 이름의 유래는 에도 시대의 고슈 길(지금의 고슈 가도)의 니혼바시와 다카이도 사이에 새롭게 만들어진 슈쿠바인 ‘나이토 신주쿠(内藤新宿)’에서 비롯되었다.
1885년 3월 1일, 일본 최초의 사철(사실상의 반관반민(半官半民) 회사)인 일본 철도의 아카바네-시나가와 간(현재의 JR 야마노테선의 일부 및 아카바네선)의 지선이 개통되면서 중간역으로서 신주쿠역이 개업하였다. 초대 역사는 현재의 신주쿠역 동쪽 출입구 역 빌딩 '루미네이스트 신주쿠'(구 마이시티)의 위치에 있었다. 초대 역사는 목조로 개찰구는 1개소였고 열차는 2량 편성이었다. 당시에는 마을 외곽에 역이 있었기 때문에 역 앞에는 찻집이 있을 뿐이었고 승강 인원은 하루 50명 정도에 불과했으며, 비가 오는 날에는 이용객 수가 거의 없는 경우도 있었다고 한다.
이윽고 1889년 4월 11일, 고부 철도의 신주쿠 - 다치카와 간이 개통되고 8월에는 하치오지까지 연장되었다.
1906년 3월, 신주쿠역 구내 개량 공사가 준공되었다. 2대 역사가 현재의 동쪽 출입구 부근에서 고슈 출입구(甲州口, 현재의 남쪽 출입구 부근, 고슈 가도변)로 이전되었다. 역사 이전에 따라 고부 철도는 역 남단의 고슈 출입구와 북단의 오메 출입구(青梅口, 현재의 서쪽 출입구 부근, 오쿠보역 쪽의 오메 가도변)의 2개소에 플랫폼을 설치하였다. 오메 출입구 부근의 요도바시에는 요도바시 정수장이 있었고, 도쿄 지방 전매국 요도바시 공장이 긴자 3초메에서 이전해오는 등 부근에서 일하는 노동자가 증가함에 따른 통근 수요에 대응하기 위한 것이었다. 같은 해 3월 31일에는 철도 국유법이 공포되었고, 이것으로 인해 10월 1일에 고부 철도가 국유화되어 주오 본선의 일부가 되었다.
1923년에 간토 대진재가 발생하여 도쿄시 중심부는 치명적인 피해를 입었다. 지진으로 피해를 입은 사람들은 아사쿠사나 료코쿠 등의 번화가에서 지반이 안정된 도쿄 서부의 무사시노 대지로 이주하며 사람의 흐름이 크게 바뀌게 되었다. 이것에 따라 신주쿠역의 이용객도 급증하였다. 이듬해인 1924년에는 지진 재해 부흥을 위한 확장 공사가 진행되며 고부 철도에 의해 만들어진 주오선의 2개소였던 플랫폼이 일원화되었다. 1925년에는 철근 콘크리트 구조 2층 규모의 3대 역사가 완성되었다. 그리고 지진 4년후인 1927년에는 하루 평균 승강 인원수가 일본 1위가 되었다.
이때를 전후하여 사철의 노선이 들어오게 되었다. 1915년 게이오 전기궤도(현재의 게이오 전철)이 남쪽 출입구 쪽 고슈 가도 위에, 1923년 제국 전등 서부궤도선(이후의 도덴 스기나미선)이 동쪽 출입구에, 1927년에는 오다와라 급행철도(현재의 오다큐 전철)가 서쪽 출입구에, 각각의 신주쿠 역을 개업하였다.
게이오선의 신주쿠 기점은 원래는 신주쿠역이 아닌 신주쿠 오이와케 교차점(新宿追分交差点)으로 현재의 신주쿠산초메역의 위치 부근(이세탄 신주쿠점의 교차로 남쪽 길가)에 있었다. 후에 인접한 노면 밖의 토지로 이설되어 게이오 신주쿠역이 되었지만, 태평양 전쟁 말기인 1945년 5월 25일 공중 폭격으로 하쓰다이의 변전소가 피해를 입어 게이오선의 전압이 강하된 영향으로 남쪽 출입구 과선교의 급구배를 열차가 운행할 수 없게 되자 같은 해 7월에 현재의 서쪽 출입구 근처로 이전하게 되었다.
초대 신주쿠역은 예전의 슈쿠바 마을로 번성했던 나이토 신주쿠(内藤新宿, 현 신주쿠 1~3초메 부근) 기준으로는 서쪽으로 벗어난 장소에 있었지만, 2대 역사가 고슈 가도변에 건설되며 가도를 따라 상점이 늘어지기 시작하고 슈쿠바 마을에서 신주쿠역 주변에 걸쳐 활기를 띠게 되었다. 이후 3대 역사가 오메 가도변으로 옮겨지면서 역 동쪽 출입구의 번화가가 오메 가도변으로 확대되었다. 이 시기에 신주쿠역 부근에 백화점이 개점하여 1926년에 호테이야, 1930년에 미쓰코시 신주쿠점(현 빅클로)이 개업하였다. 1933년에는 이세탄이 개업하였고 인접했던 호테이야를 1935년에 인수하였다.

### 제2차 세계대전 이후
제2차 세계대전 이후에는 1952년에 세이부 철도의 신주쿠선이 세이부신주쿠역(가부키초 부근)까지 연장되었다. 또한 지하철 각 노선이 신주쿠역에 들어오며 개업하였다. 1960년대에는 신주쿠역을 나오자마자 고슈 가도를 위를 주행했던 게이오선이 노면 구간 폐지를 위해 지하화되었고, 오다큐 오다와라선도 한정된 공간에서 열차가 발착할 공간을 확보하기 위해 역이 이층화되었다. 1964년에는 민영역(국철의 역 빌딩)으로서 동쪽 출입구에 신주쿠 스테이션 빌딩(新宿ステーションビル, 이후 '마이시티'를 거쳐 루미네 이스트 신주쿠)가 개업하였다.
게이오와 오다큐의 승강장이 지상에 있었던 시기에는 타는곳의 번호가 국철(현 JR) → 오다큐 → 게이오 순서로 이어졌던 때도 있었다. 당시에는 각 회사 역을 잇는 연락 육교가 설치되어 환승에 사용되었다. 또한 궤간이 같은 국철과 오다큐 사이에는 연락선이 설치되어 있었다.
예전에는 국철역의 동쪽 출입구에는 신주쿠 화물역(新宿貨物駅)이 있어 구내는 조차장 기능도 갖추어져 있었고 그 부지는 요요기역 앞까지 펼쳐져 있었다. 신주쿠역의 가장 동쪽에는 야마노테 화물선이 지나고 있었고, 서쪽을 향해 하행 착발선 2선, 사역선 10선, 객차 유치선 2선이 있고, 서쪽에 각 여객선 승강장이 배치되어 있었다(엄밀히는 화물 사역선과 여객 승강장은 비스듬하게 어긋난 구조였다). 이외에 화물 적재선군, 화차 유치선군, 인상선이나 객화차구 등도 갖추어져 있었다. 선로는 주오 본선(주오선 쾌속, 주오·소부 완행선)과도 연결되어 있어 주오 본선의 서쪽 방면이나 동쪽 방면(이다마치역까지 제지를 수송)으로의 화물 열차의 중계 지점이기도 하였다.
야마노테선 내에서는 최대 규모의 화물역이었으며 1980년 5월 20일의 이케부쿠로 화물역 폐지 이후에는 야마노테선 최후의 화물역으로 남았다. 최종적으로는 1984년 2월 1일에 국철 신주쿠역에서의 화물 취급은 폐지되었다.
현재의 신주쿠역 남쪽에 위치한 1-6번선 승강장과 다카시마야 타임스 스퀘어, JR 신주쿠 미라이나 타워 빌딩 등의 일대가 예전의 신주쿠 화물역 터이다.

### 연표

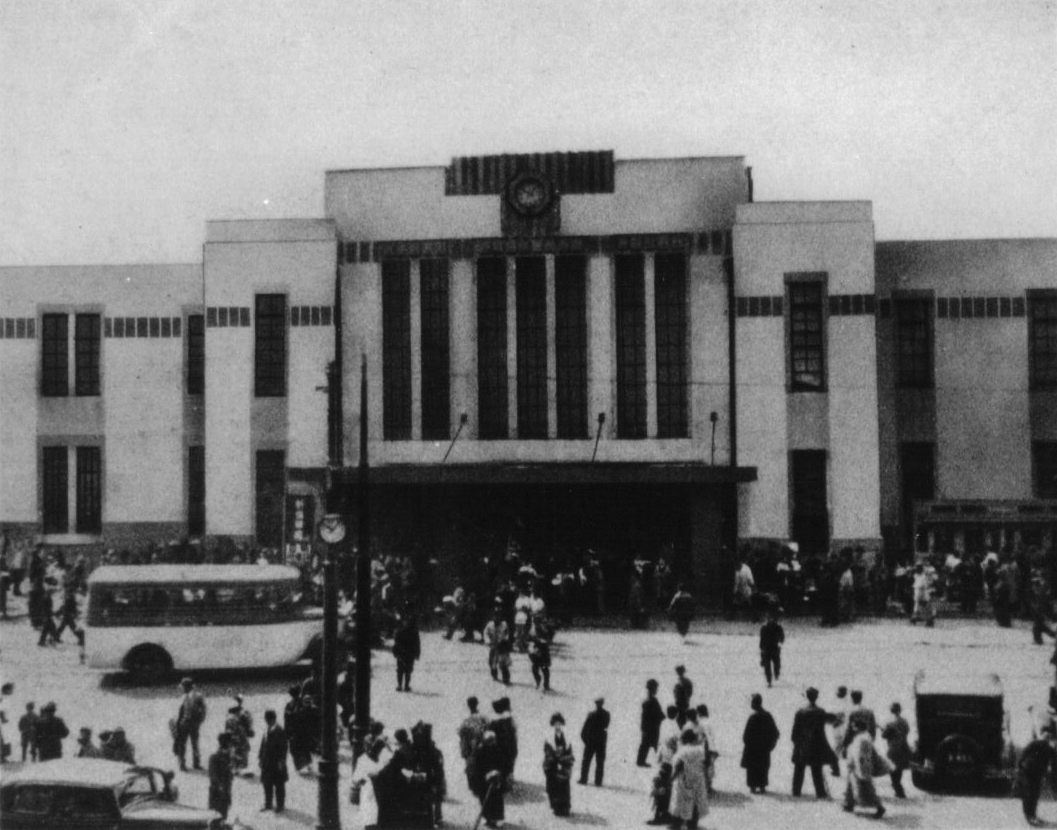
1925년의 신주쿠역.

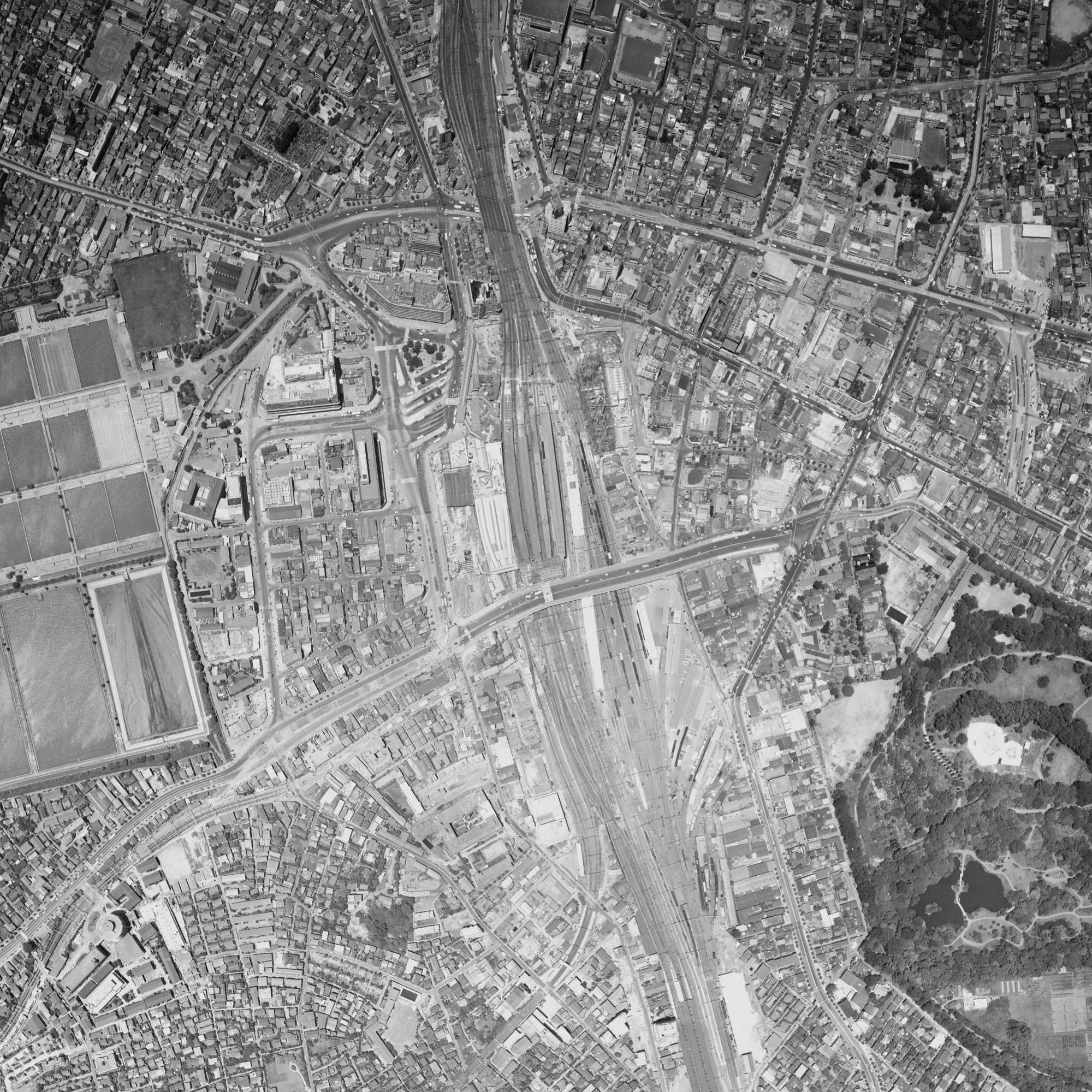
신주쿠역 주변의 흑백 항공 사진 (1963년 6월 촬영)

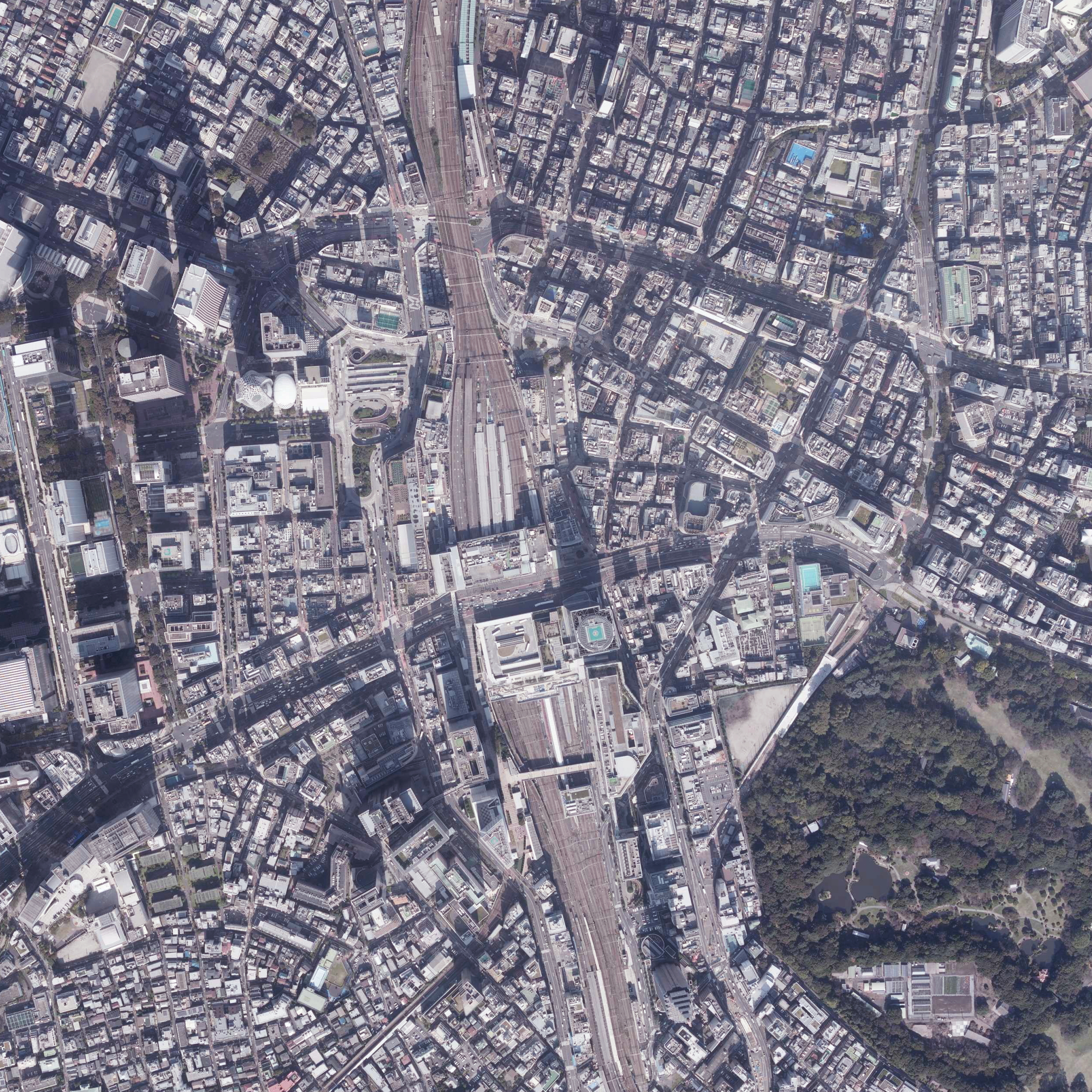
신주쿠역 주변의 항공 사진 (2019년 11월 촬영)

- 1885년 3월 1일 - 도쿄부 미나미토시마군 쓰노하즈촌에 일본철도(日本鉄道)의 역이 개업.[11][12] 화물 영업도 시작함.[11]
- 1889년 4월 11일 - 고부철도(甲武鉄道)의 역이 개업함.[13]
- 1904년 1월 - 역 개량 공사에 착수.[14]
- 1906년
  - 3월 1일 - 역 개량 공사 준공.[15] 동시에 고슈 가도에 접한 장소(현재의 동남쪽 출입구 부근)로 역사를 이전.[15][12]
  - 10월 1일 - 고부철도가 철도국유법에 의해 국유화됨.[16]
  - 11월 1일 - 일본철도가 철도국유법에 의해 국유화됨.[16]
- 1909년 10월 12일 - 선로 명칭 제정에 의해 야마노테선의 소속이 됨.
- 1915년 5월 1일 - 게이오 전기궤도(현재의 게이오 전철)가 역을 고슈 가도 위에 개업.[17]
- 1916년 11월 28일 - 역 구내에 있는 신주쿠 전차고(新宿電車庫)에서 화재 발생.[18]
- 1919년 10월 7일 - 역 개량 공사에 착수(이후 간토 대진재로 대파됨).[19]
- 1923년
  - 9월 1일 - 간토 대진재 발생으로 역사가 대파됨.[20][12]
  - 12월 1일 - 제국 전등 서부 궤도선(후의 도덴 스기나미선)이 역을 동쪽 출입구에 개업함.[20]
- 1924년
  - 7월 13일 - 주오선(구 고부철도) 고슈 출입구 승강장과 오메 출입구 승강장이 1개소로 집약됨.[21]
  - 9월 11일 - 오메 출입구(남쪽 출입구)를 개설.[21]
- 1925년 4월 26일 - 신 역사 완성.[21][12] 여객 전용 지하도 및 소하물(小荷物) 전용 지하도의 공용 개시.[21][22]
- 1926년
  - 5월 1일 - 고슈 가도 출입구에 있었던 구 역사 폐지.[21]
  - 6월 1일 - 화물 중계 승강장을 신설.[23]
- 1927년
  - 4월 1일 - 오다와라 급행철도(현재의 오다큐 전철)가 역을 개업함.[24]
  - 10월 28일 - 게이오 빌딩이 건설되어 게이오 전기궤도(현재의 게이오 전철)의 역이 역 빌딩 1층으로 이전.[25][26]
- 1932년 11월 21일 - 화물 중계 업무를 폐지.[27]
- 1937년
  - 4월 1일 - 특별 일등역(特別一等駅)으로 지정됨.[28]
  - 5월 1일 - 게이오 전기궤도(현재의 게이오 전철)의 역이 요쓰야신주쿠역(四谷新宿駅)에서 게이오 신주쿠역(京王新宿駅)으로 개칭됨.[26]
  - 6월 1일 - 게이오 전기궤도와의 연락 운수 개시.[28]
- 1942년 5월 1일 - 전시(戦時) 중의 합병으로 오다큐 전철의 역이 도쿄 급행 전철 오다와라선의 역이 됨.[29]
- 1944년 5월 31일 - 전시(戦時) 중의 합병으로 게이오 전기궤도의 역이 도쿄 급행 전철의 역이 됨.[26]
- 1945년
  - 5월 25일 - 공습으로 피해를 받음.[30]
  - 7월 24일 - 도큐 게이오선의 기점이 요쓰야 신주쿠역에서 국철 오메 출입구(현재의 서쪽 출입구)로 잠정 이전함.[30][31]
- 1947년
  - 1월 23일 - 고슈 출입구에 도큐 오다와라선과 도큐 게이오선과의 연락 출입구를 개설.[32]
  - 4월 7일 - 주오 지하도에 도큐 오다와라선과의 연락 출입구를 개설.[32]
- 1948년 6월 1일 - 도쿄 급행전철이 분할되어 도쿄 급행전철의 역이 게이오 제도전철(京王帝都電鉄, 현 게이오 전철) 및 오다큐 전철의 역이 됨.[29][31]
- 1952년 3월 25일 - 세이부신주쿠역이 개업함.[33]
- 1955년 10월 - 러시아워에 혼잡한 국철 승강장에 여객정리계학생반(旅客整理係学生班)을 투입. 승객을 차내로 밀어넣는 모습으로 인해 오시야(押し屋)라고 불리게 됨.[34]
- 1958년 5월 1일 - 주오 지하도 출입구(中央地下道口) 개설[35](주오 지하도에서 동쪽 출입구로의 출입구).[신문 3]
- 1959년 3월 15일 - 에이단 지하철(営団地下鉄, 현재의 도쿄 지하철) 마루노우치선의 역이 개업함.[36]
- 1961년
  - 2월 8일 - 에이단 지하철 오기쿠보선(荻窪線, 현재의 마루노우치선 신주쿠 - 오기쿠보 사이의 구간)이 개통.
  - 12월 7일 - 국철 고슈 출입구(후의 남쪽 출입구) 역사가 화재로 전소.[37]
- 1962년 11월 3일 - 오다큐 백화점(현재의 할크)이 오픈.[29][38]
- 1963년
  - 4월 1일 - 게이오 제도전철의 신주쿠역이 지하역이 됨.[39] 도로와의 병행 이용 형태에서 바뀜.[40][26]
  - 7월 1일 - 화물 저상 승강장의 사용 개시.[40]
  - 12월 1일 - 도덴 스기나미선이 폐지됨.[40]
  - 12월 20일 - 국철 고슈 출입구(남쪽 출입구) 역사가 재건됨.[41]
- 1964년
  - 2월 17일 - 오다와라선 신주쿠역의 제1차 대 개량 공사가 완료됨. 입체식 터미널의 지하 승강장 공동 이용을 개시함.[42][43]
  - 5월 18일 - 지상 8층, 지하 3층 규모의 국철 동쪽 출입구 역사 및 지하가가 완성됨. 오픈은 5월 20일.[43]
  - 11월 10일 - 게이오 백화점 신주쿠점이 오픈.[44]
- 1965년 9월 25일 - 미도리노마도구치(みどりの窓口) 개설.[45]
- 1966년 11월 30일 - 서쪽 출입구 역전 입체 광장이 완성됨.[46]
- 1967년
  - 8월 8일 - 주일미군 다치카와 기지로 향하던 항공기용 제트 연료 수송 화물열차가 충돌하여 화재가 난 '미군 연료 수송 열차 사고'(米軍燃料輸送列車事故)가 발생하여 국철 열차 1100개가 운행 중지를 함.[47]
  - 11월 21일 - 지상 14층, 지하 3층 규모의 오다큐 신주쿠역 빌딩이 완성됨.[47]
- 1968년
  - 6월 1일 - 오다큐 전철 신주쿠역 승강장에 쿨러를 설치하여 공용 개시.[신문 4]
  - 10월 21일 - 신주쿠 소란 사건이 발생.[48] 전학련(전일본학생자치회총연합)의 학생운동이 활발히 일어남.
- 1969년
  - 6월 28일 - 신주쿠 서쪽 출입구에서 반전 포크 게릴라 사건이 발생. 포크 송 가수들이 반전가 등으로 베트남 전쟁 반대를 외쳐 최대 4만명이 집결하자 경찰에 의해 집회가 금지당함.
  - 10월 21일 - 신주쿠역 선로에 과격파(극단주의자)가 난입하여 10.21 국제반전데이투쟁(1969년)이 일어남.[49]
- 1970년 3월 26일 - 도쿄 도덴이 폐지되어 신주쿠에서 노면 전차가 사라짐.[49]
- 1973년 4월 24일 - 수도권 국철 폭동(首都圏国電暴動) 발생. 신주쿠역 구내도 파괴, 방화 등의 피해를 입음.[50]
- 1974년 - 국철의 개찰구 내에 '알프스의 광장'(アルプスの広場) 개설.[51]
- 1976년 3월 10일 - 국철 남쪽 출입구 역사 개축. 신주쿠 루미네 오픈.[52]
- 1978년
  - 10월 31일 - 게이오 신선 개통.[44]
  - 11월 17일 - 국철 동쪽 출입구 역사 개축. 역 빌딩 이름을 신주쿠 마이시티(新宿マイシティ, 현 루미네 이스트 신주쿠)로 개칭.[53]
- 1980년
  - 3월 16일 - 도에이 지하철 신주쿠선의 역이 개업하여 게이오 제도전철과 상호 연결 운행 개시.[54][44]
  - 8월 19일 - 신주쿠 서쪽 출입구 버스 방화 사건이 발생함.[54]
- 1982년
  - 4월 1일 - 오다큐 전철 신주쿠 역 제2차 대개량 공사 완료.[29] 지상역 및 지하역 모두 10량 편성 운전에 대응(실제 10량 편성 운전은 지상역의 승강장만 사용하여 1977년 7월에 시작함[55])하여 환승이 편리해짐.
  - 9월 1일 - 국철 남쪽 출입구 콩코스가 확폭됨.[56]
- 1984년
  - 2월 1일 - 국철역의 화물 취급이 폐지됨.[57]
  - 10월 4일 - 남쪽 출입구에 역 빌딩 '신주쿠 미로드'(新宿ミロード) 오픈.[58]
- 1986년 3월 3일 - 국철 사이쿄선 운행 구간이 연장됨. 제1승강장(현 1,2번선)을 사용하게 되어 기존 승강장의 번선 번호가 바뀜.
- 1987년 4월 1일 - 국철분할민영화에 의해 국철 신주쿠역은 동일본여객철도(JR 동일본)의 역(야마노테선 소속)이 됨.[59]
- 1988년 10월 20일 - 루미네 2 출입구(후의 동남 개찰)가 오픈.[신문 5]
- 1990년
  - 6월 5일 - 마루노우치선 승강자의 니시신주쿠 쪽에 있는 인상선에서, 회송 열차가 차막이에 충돌하는 사고 발생.
  - 6월 30일 - 남쪽 출입구에 자동 개찰기를 설치하여 공용 개시.[60]
- 1991년
  - 1월 16일 - 오다큐 전철의 서쪽 출입구에 자동 개찰기를 설치하여 공용 개시.[61]
  - 2월 23일 - 게이오 제도전철의 개찰구에 자동 개찰기를 설치하여 공용 개시.[60]
  - 3월 9일 - JR의 동쪽 출입구, 중앙 출입구에 자동 개찰기를 설치하여 공용 개시.[60]
  - 3월 16일 - JR의 신 남쪽 출입구가 오픈.[60][신문 6] 동시에 자동 개찰기의 공용 개시.[60]
  - 3월 19일 - '나리타 익스프레스'가 운전을 개시하면서 제2 승강장(현 3,4번선)을 사용하게 되어, 기존 승강장의 번호가 바뀜. 서쪽 출입구, 오다큐 출입구에 자동 개찰기를 설치하여 공용 개시.[60]
- 1993년 12월 1일 - 다이어그램 개정으로 주오 본선의 중거리 열차의 당역 운행을 폐지.
- 1995년
  - 4월 1일 - JR의 동남 출입구에 자동 개찰기를 설치하여 공용 개시.[62]
  - 5월 5일 - 당역에서 사린 가스 사건이 발생(옴 진리교(현 알레프)의 전 신자의 범행).
- 1996년 3월 9일 - JR과 오다큐의 연락 개찰구에 자동 개찰기를 설치하여 공용 개시.[63]
- 1997년 12월 19일 - 도에이 지하철 오에도선의 역이 개업함.[64]
- 2000년 - JR 동일본의 역이 "간토의 역 백선"(関東の駅百選)에 선정됨. 오다큐, 게이오, 도에이, 에이단(현 도쿄 메트로)은 선정 대상에 포함되지 않음.
- 2001년
  - 3월 27일 - 게이오선의 다이어그램 개정으로 준특급이 신설되어 준특급의 시발역, 종착역이 됨.
  - 11월 18일 - IC 카드 'Suica'의 사용이 가능해짐.[보도 1]
  - 12월 1일 - 쇼난 신주쿠 라인이 정차를 개시함.
- 2002년 3월 23일 - 오다와라선에 쇼난 급행이 설정되어 발착역이 됨.[보도 2]
- 2003년 2월 1일 - 고슈 가도 과선교 재가설 공사에 따라 주오선 특급의 발착 승강장을 현재 사용되는 가설 승강장으로 이전함.[65] 그전까지 쓰였던 제3 승강장은 공사에 들어감.
- 2004년
  - 4월 1일 - 제도고속도교통영단(에이단 지하철)의 민영화에 의해, 마루노우치선의 역은 도쿄 지하철 (도쿄 메트로)의 역이 됨.[보도 3]
  - 9월 25일 - 고슈 가도 과선교의 재가설 공사에 따라 주오선 쾌속 상행선의 발착 승강장을 공사중이었던 제3 승강장으로 이전함.[66] 그전까지 쓰였던 제4 승강장은 공사에 들어감.
  - 12월 11일 - 오다와라선에 쾌속급행, 구간준급이 설정되어 발착역이 됨.[보도 4]
- 2006년
  - 3월 18일 - 도부 닛코선 직통 특급 '(스페시아) 닛코 · 기누가와' 운행 개시.[보도 5][보도 6]
  - 4월 16일 - 고슈 가도 과선교 재가설 공사에 따라 서던테라스 출입구가 개설됨. 주오선 쾌속 하행선의 발착 승강장을 공사중이었던 제4 승강장으로 이전함. 그전까지 쓰였던 제5 승강장은 공사에 들어감.
- 2007년
  - 3월 18일
    - JR 신주쿠 역에서 주오선 쾌속 및 특급 승강장의 바닥을 더 높게 함에 따라 야마노테선, 주오 · 소부 완행선의 번선 번호를 2씩 뒤로 밈(11 ~ 14번선 → 13 ~ 16번선).
    - 오다큐 전철, 게이오 전철, 도쿄 메트로, 도에이 지하철에서 IC 카드 'PASMO'의 이용이 가능해짐.[보도 7]

  - 4월 15일 - 고슈 가도 과선교 재가설 공사에 따라 주오선 쾌속 하행선 발착 승강장을 공사중이었던 제5 승강장(11,12번선)으로 이전함. 그때까지 사용하고 있던 제4 승강장(9,10번선)은 공사에 들어감.
  - 11월 25일 - 고슈 가도 과선교 재가설 공사에 따라 주오선 특급의 발착 승강장을 가설 승강장에서 공사중이었던 제4 승강장으로 이전함.[신문 7]
- 2008년 3월 15일 - 다이어그램 개정으로 나리타 익스프레스와 도부선 직통 특급 등의 발착 승강장을 제2 승강장에서 가설 승강장으로 이전함.
- 2010년 11월 28일 - 고슈 가도 과선교 재가설 공사에 따라 신 남쪽 출입구를 이전함.
- 2018년
  - 3월 17일 - 다이어그램 개정으로 오다큐선에서 신설된 통근급행의 종착역이 됨.[보도 8]
  - 11월 28일 - 이 날부터 약 3개월 간 에키나카 셰어 오피스 'STATION WORK'의 부스형 'STATION BOOTH'의 실증 실험을 고슈 가도 개찰 내에서 실시.[보도 9]
- 2019년
  - 8월 1일 - 'STATION BOOTH'를 본격 개시.[보도 10]
  - 9월 2일 - 사가미 철도의 차량이 처음으로 진입(JR과의 상호 직통 운전 전의 시험 및 보도 공개)[보도 11][신문 8]
  - 11월 30일 - 소테쓰선으로의 직통 운전 개시.[보도 12] 기본적으로는 당역 발착이지만, 일부 열차는 사이쿄선 무사시우라와, 오미야 방면까지 운행.[보도 12]
- 2020년
  - 2월 25일 - 신 남쪽 출입구 개찰 밖의 뷰 플라자의 영업을 종료.
  - 7월 19일 - 동서 자유 통로가 공용 개시.[보도 13][신문 9]
- 2022년
  - 1월 16일 - 뷰 플라자의 영업을 종료.[67]
  - 3월 1일 - 에키타비 컨시어지(동쪽 출입구 ・ 신남)이 개업.[보도 14]
  - 10월 2일 - 오다큐 백화점 신주쿠점 본관의 영업을 종료.[보도 15][보도 16][신문 10]

## 역 정보

### JR 동일본
섬식 승강장 8면 16선 구조의 지상역이다. 남북으로 뻗어 있는 승강장 및 선로는 동쪽부터 번호를 매겨 1~16번선으로 지정되어 있으며, 모든 승강장이 지상 승강장으로 되어 있다. 연락 통로는 북쪽 통로(北通路), 중앙 통로(中央通路)라 불리는 지하도, 남쪽 출입구 쪽의 고가 통로, JR 신주쿠 미라이나 타워와 바스타 신주쿠를 연결하는 고가 통로(구 신 남쪽 출입구, 구 서던테라스 출입구)의 총 4곳이다.
원래 신 남쪽 출입구(현 JR 신주쿠 미라이나 타워)는 1~6번선의 승강장에서만 연결되어 있었으나, 2006년 4월 16일 고가 통로가 연장되어 임시 역사로 서던테라스 출입구(현 바스타 신주쿠)가 만들어져, 모든 승강장에서 직접 연결 가능하게 되었다.
1~6번선은 다른 승강장보다 남쪽에 위치하고 있다. 특히 5,6번선 승강장의 북쪽 끝 부분은 7,8번선 승강장의 남쪽 끝과 맞닿을 정도의 위치에 있으며, 승강장의 대부분이 고슈 가도(국도 20호선)보다 남쪽에 있어 시부야구에 속한다. 더욱이 5,6번 선은 요요기역과의 거리가 200m 정도로(이것은 본 승강장의 길이보다 짧다) 요요기역의 발차 멜로디가 들릴 정도이다.
동일본여객철도 도쿄 지사 소속의 직영역이며, 관리역으로서 야마노테선의 신오쿠보역과 다카다노바바역을 관리한다. 또한, 신주쿠 총괄 센터의 거점역으로 위 두 역에 더해 주오선의 오쿠보역도 관할 내에 있다. 전보 약호는 시쿠(シク)이다. 이는 JR 서일본의 사쿠라슈쿠가와역, 신쿠라시키역, 신구역 등과 같다.
사무관 코드는 ▲442207을 사용하고 있다.
야마노테선과 주오 ・ 소부선 각역정차의 발차표는 사이쿄선 개통 전부터 설치되어 있었으며, 외장은 오래된 채로 있었지만 2020년에 액정 디스플레이식 신형으로 변경되었다.
2007년 5월부터 각 개찰 앞 등에 도쿄 근교의 계통 노선의 운행 상황 맵을 표시한 디스플레이가 설치되었다.
이용 편리성 향상을 위해 지속적으로 개량 공사가 이루어지고 있다. 주된 이유는 다음과 같다.
1. 당역을 동서로 넘고 있는 고슈 가도의 고가 통로(신주쿠 과선교)의 노후화가 진행되고 있어, 만성적인 교통 체증의 해소를 목적으로 고가 통로의 개량 공사가 진행되고 있다. 그때 신설되는 교각, 가설 구대의 설치 공간이나 인공 지반의 기둥 설치 공간을 확보하기 위해 배선 변경을 할 필요가 있다.
2. 배선 변경을 함에 있어 구내에 분산되어 있는 유지 보수 기지 및 중간 선, 이동 선을 집약화하여 새로운 5,6번선을 설치하는 공간을 마련하고, 구내에 다수 존재하는 더블 슬립 스위치나 싱글 슬립 스위치 등 특수 분기기의 폐지를 도모할 필요가 있다. 그 중 주오 쾌속선 관련 특수 분기기는 2007년 4월 15일의 공사에서 폐지되었다. 또한 1 ~ 4번선의 이케부쿠로 방면 선로에 대해서도 배선 변경 계획이 있고 주오 선 특급 승강장의 이설까지 실시될 예정이었으나 공사 일정의 사정으로 미루어지고 있다.[71]
3. 한때, 1 ~ 6번선 및 7 ~ 16번선 승강장은 환승 시간이 꽤 걸렸다. 이 부분은 2006년 4월 15일의 공사에 의해 크게 개선되었다.
4. 한때, 5,6번선의 주오 선 하행 특급 선로가 7,8번선에 발착하는 쾌속 열차의 선로와 평면 교차하고 있었다. 이 부분은 2007년 11월 25일부터 특급 승강장이 9,10번선으로 이전되어 이러한 현상이 해소되었다.

개량 공사 종료 이후, 신 남쪽 출입구, 고슈 가도 개찰, 미라이나 타워 개찰을 덮도록 택시 및 고속버스 승강장(바스타 신주쿠)과 역 빌딩(JR 신주쿠 미라이나 타워), 인공 녹지가 정비되었다. 이러한 남쪽 출구 일대의 정비는 2016년에 완료되었다.

#### 타는 곳
| 번선    | 노선                     | 방향     | 행선지                                                                      | 비고 |
| ------- | ------------------------ | -------- | --------------------------------------------------------------------------- | --- |
| 1 · 2   | 쇼난 신주쿠 라인         | 남행     | 요코하마 · 오후나 · 오다와라 · 즈시 방면                                    | |
| 1 · 2   | 사이쿄선                 | 남행     | 시부야 · 오사키 · 린카이선(신키바) · 소테쓰·JR직통선(에비나) 방면           | |
| 1 · 2   | 사이쿄선                 | 북행     | 이케부쿠로 · 오미야 · 가와고에 방면                                         | 당역 시발만 |
| 3       | 사이쿄선                 | 남행     | 시부야 · 오사키 · 린카이선(신키바) · 소테쓰·JR직통선(에비나) 방면           | 17시 이후의 당역 시발만                                                                                         |
| 3       | 사이쿄선                 | 북행     | 이케부쿠로 · 오미야 · 가와고에 방면                                         | 주로 당역 시발 열차                                                                                             |
| 4       | 사이쿄선                 | 북행     | 이케부쿠로 · 오미야 · 가와고에 방면                                         | 린카이선 · 소테쓰·JR직통선 방면에서만                                                                           |
| 4       | 쇼난 신주쿠 라인         | 북행     | 오미야 · 우쓰노미야 · 다카사키 방면                                         | |
| 5 · 6   | ■ 나리타 익스프레스      | -        | 나리타 공항 방면                                                            | '아카기', '(사피르) 오도리코', '쇼난'도 발착 ※사피르 오도리코는 주말 및 공휴일만 운행                           |
| 5 · 6   | 도부선 직통 (특급)       | -        | 도부 닛코 방면 '(스페시아) 닛코 ·기누가와'                                  | '아카기', '(사피르) 오도리코', '쇼난'도 발착 ※사피르 오도리코는 주말 및 공휴일만 운행                           |
| 7 · 8   | 주오선 (쾌속)            | 상행     | 오차노미즈 · 도쿄 방면 ■특급 '아즈사', '가이지'                             | 주로 쾌속열차는 8번선을, 특급열차는 7번선을 사용하지만, 4-5시대와 12-15시대의 모든 쾌속열차는 7번선을 사용한다. |
| 9 · 10  | ■ 주오 본선 (특급)       | 하행     | 오쓰키 · 고후 · 마쓰모토 · 가와구치코 방면 '아즈사', '가이지', '후지카이유' | |
| 11 · 12 | 주오선 (쾌속)            | 하행     | 나카노 · 미타카 · 다치카와 · 다카오 방면                                    | 11번선은 일부 열차만 ※주말 및 공휴일에 운행하는 '홀리데이 쾌속 오쿠타마'는 11번선                               |
| 13      | 주오 · 소부선 (각역정차) | 동행     | 스이도바시 · 아키하바라 · 지바 방면                                         | |
| 14      | 야마노테선               | 내선순환 | 하라주쿠 · 시부야 · 시나가와 방면                                           | |
| 15      | 야마노테선               | 외선순환 | 이케부쿠로 · 다바타 · 우에노 방면                                           | |
| 16      | 주오 · 소부선 (각역정차) | 서행     | 히가시나카노 · 나카노 · 미타카 방면                                         | |

(출처: JR 동일본 : 역 구내도)

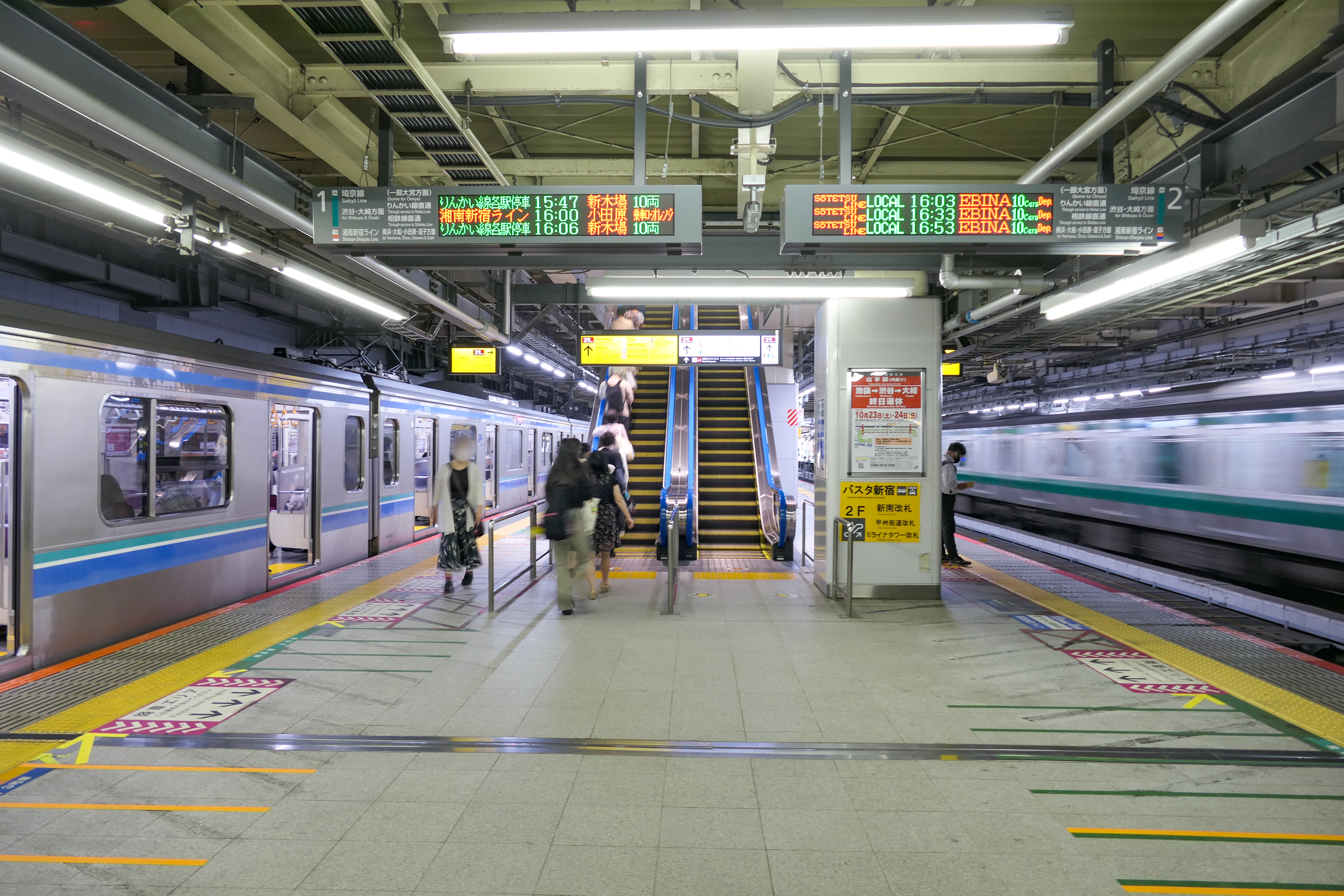
1,2번선 승강장 (2021년 10월, 사이쿄선 및 쇼난 신주쿠 라인 승강장)
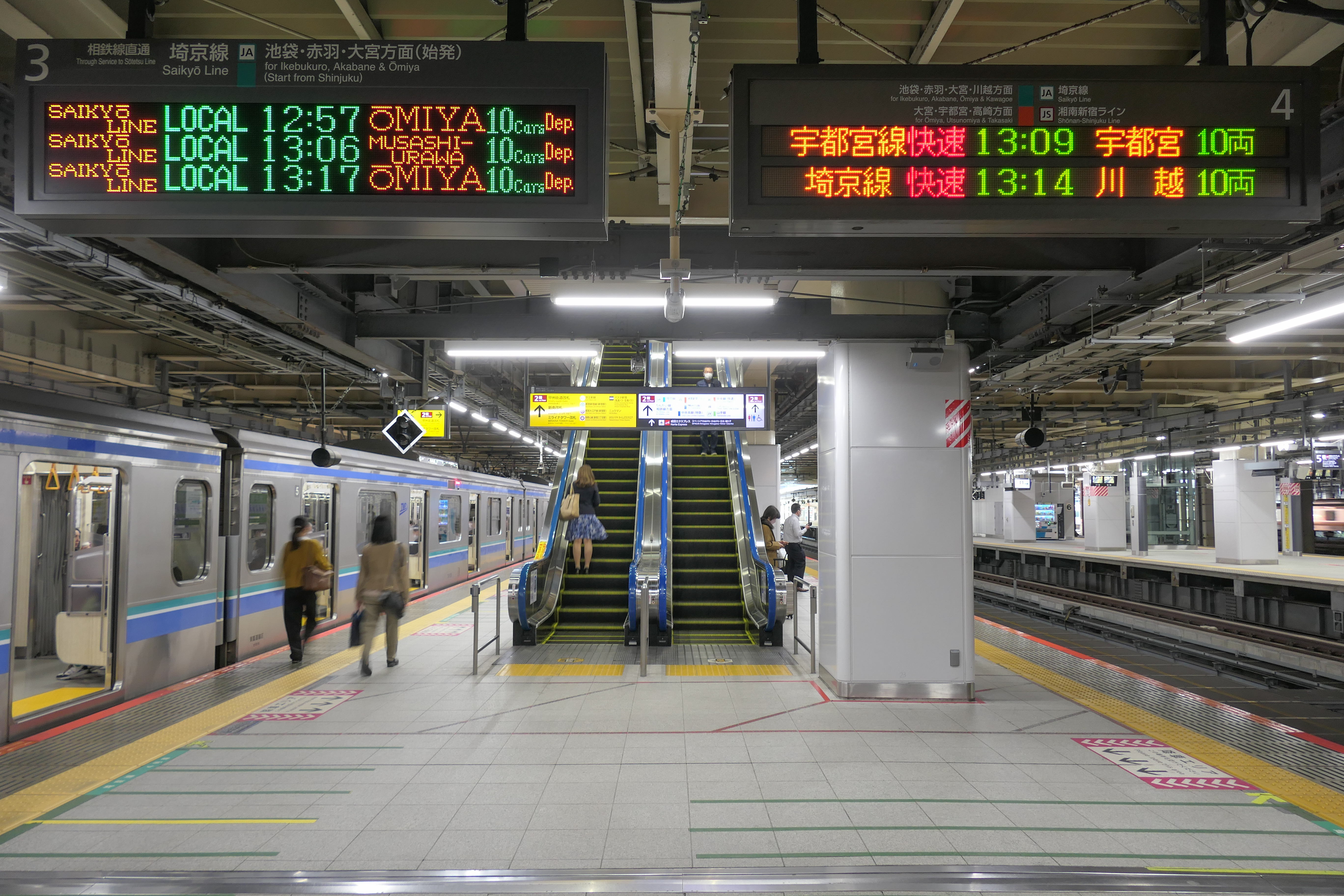
3,4번선 승강장 (2021년 10월, 사이쿄선 및 쇼난 신주쿠 라인 승강장)
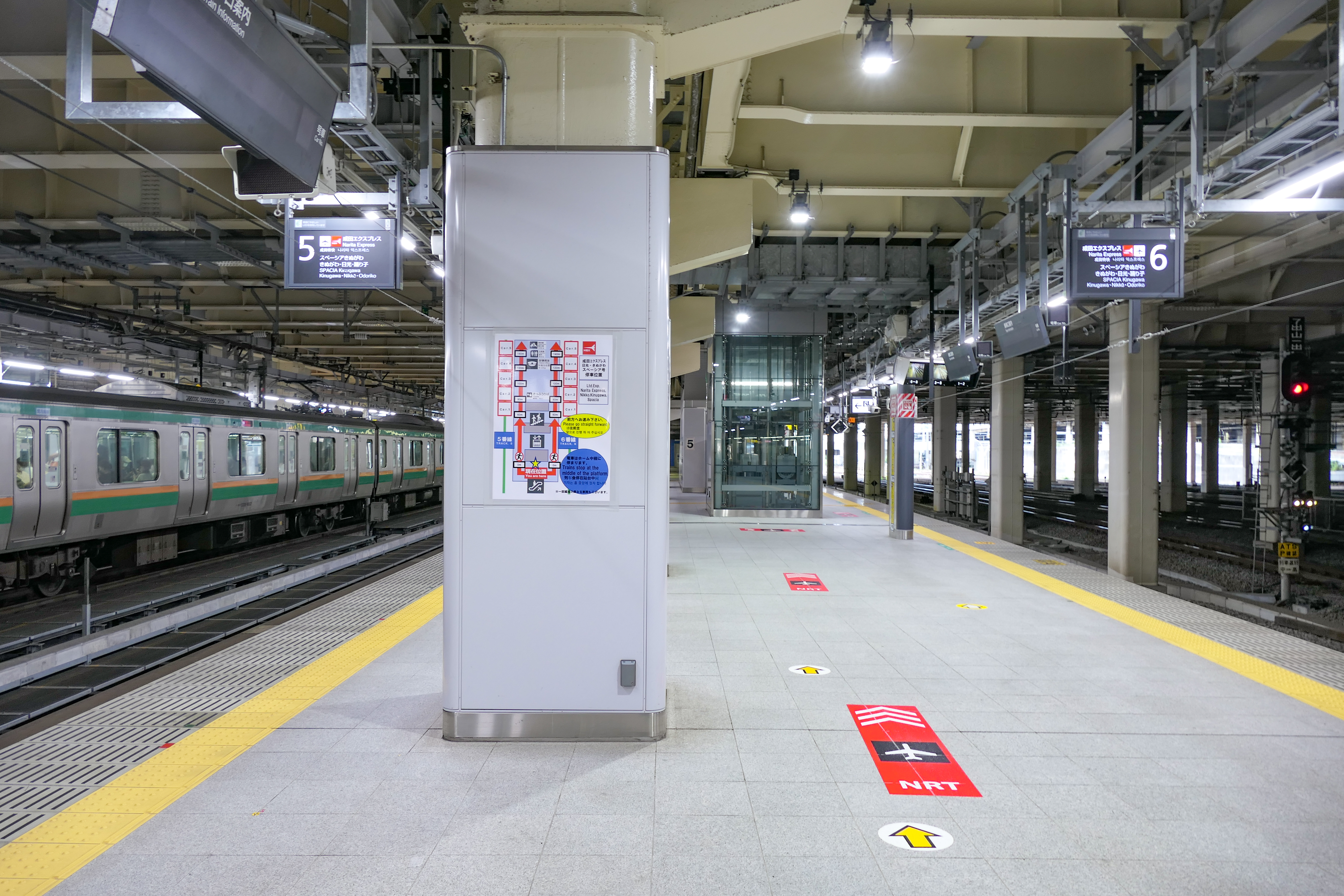
5,6번선 승강장 (2021년 10월, 나리타 익스프레스 및 도부선 특급 승강장)
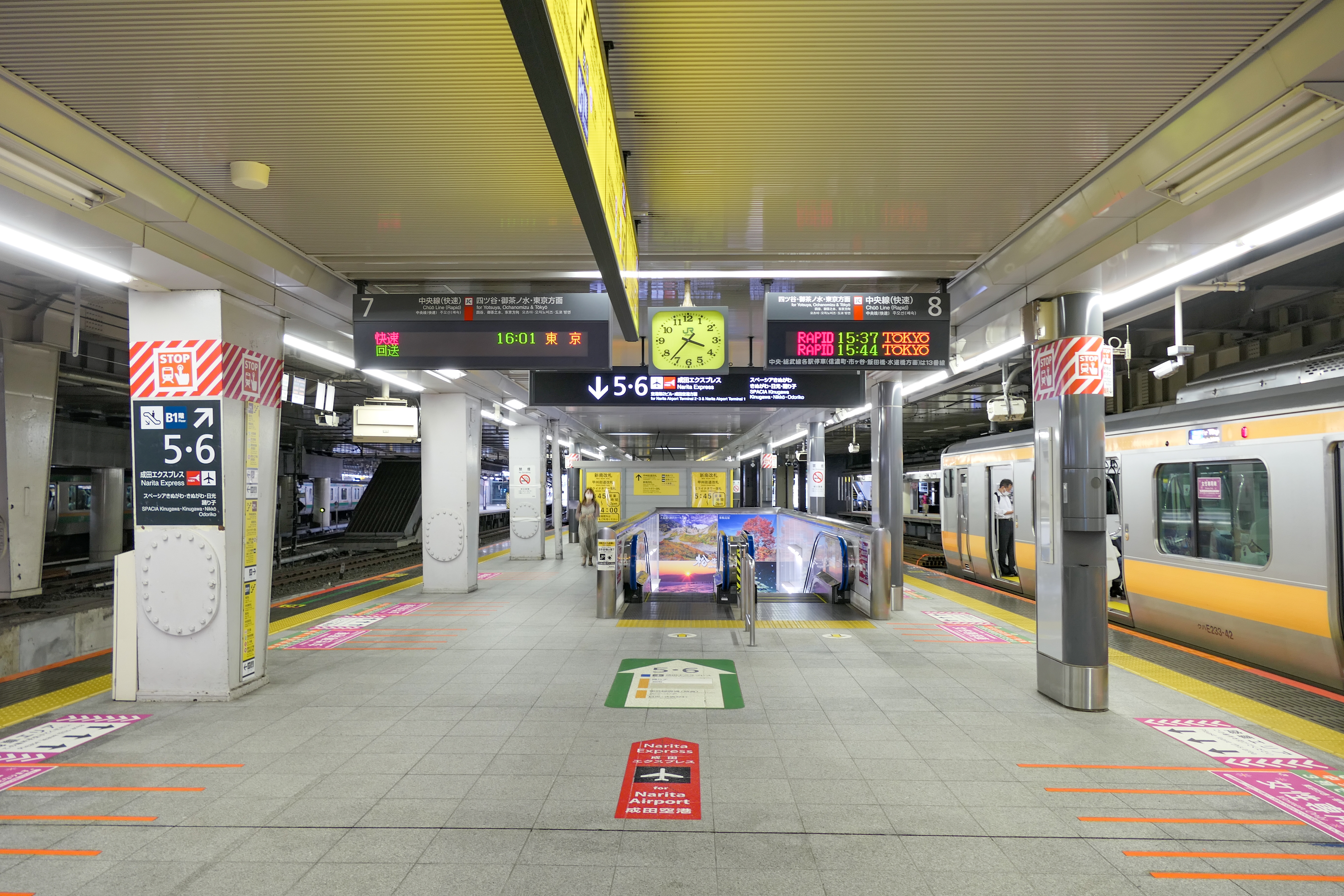
7,8번선 승강장 (2021년 10월, 주오선 쾌속 승강장)
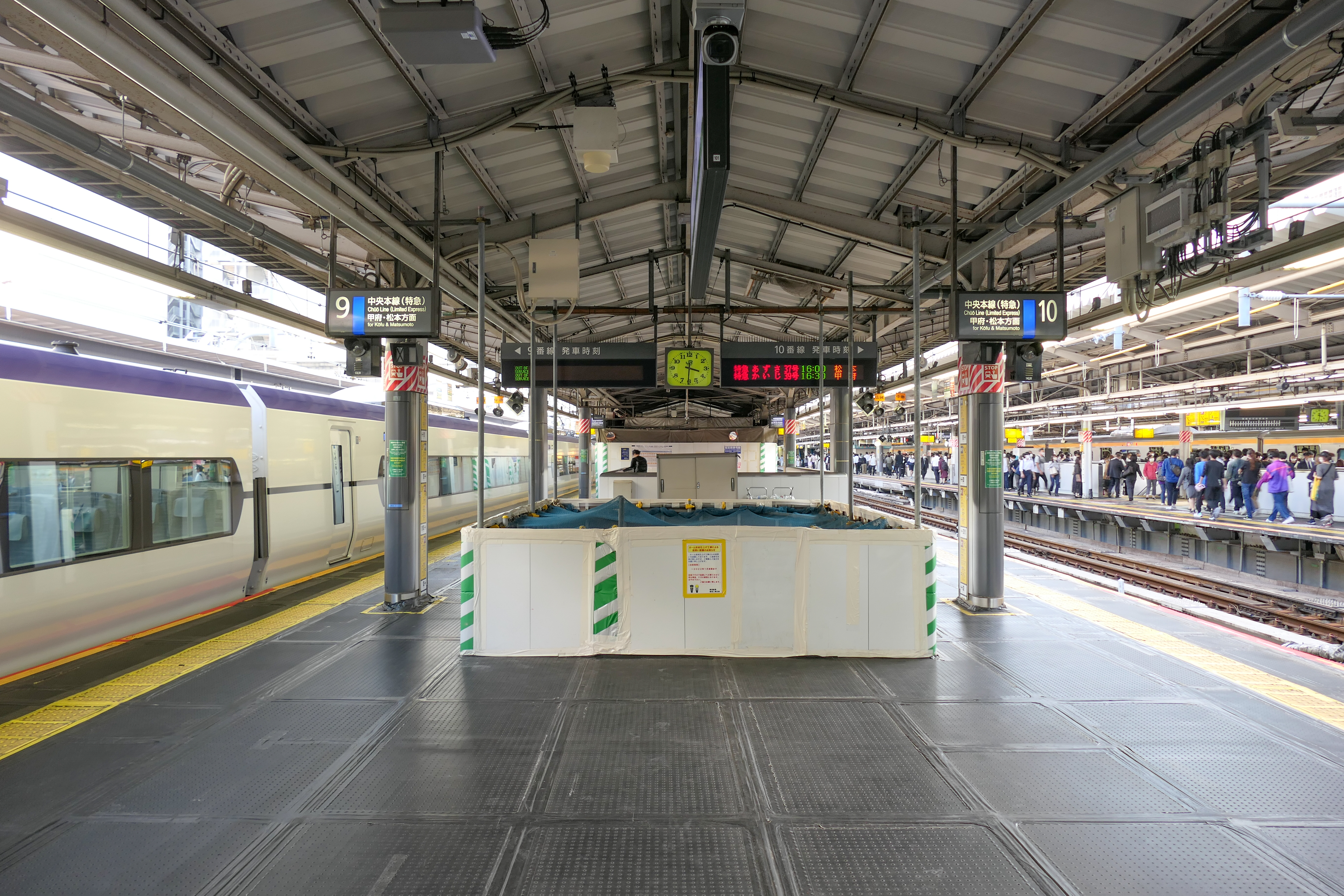
9,10번선 승강장 (2021년 10월, 주오 본선 특급 승강장)
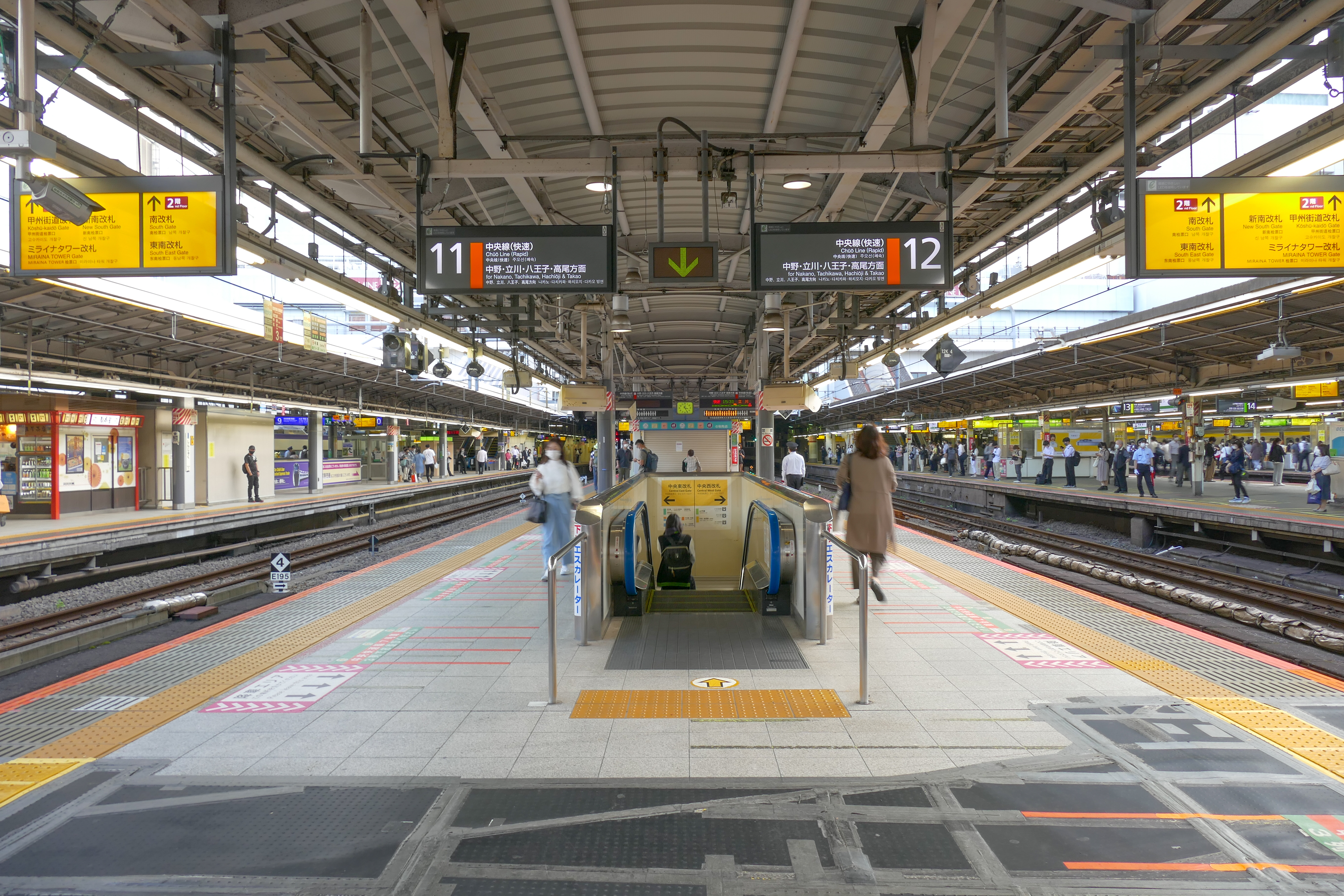
11,12번선 승강장 (2021년 10월, 주오선 쾌속 승강장)
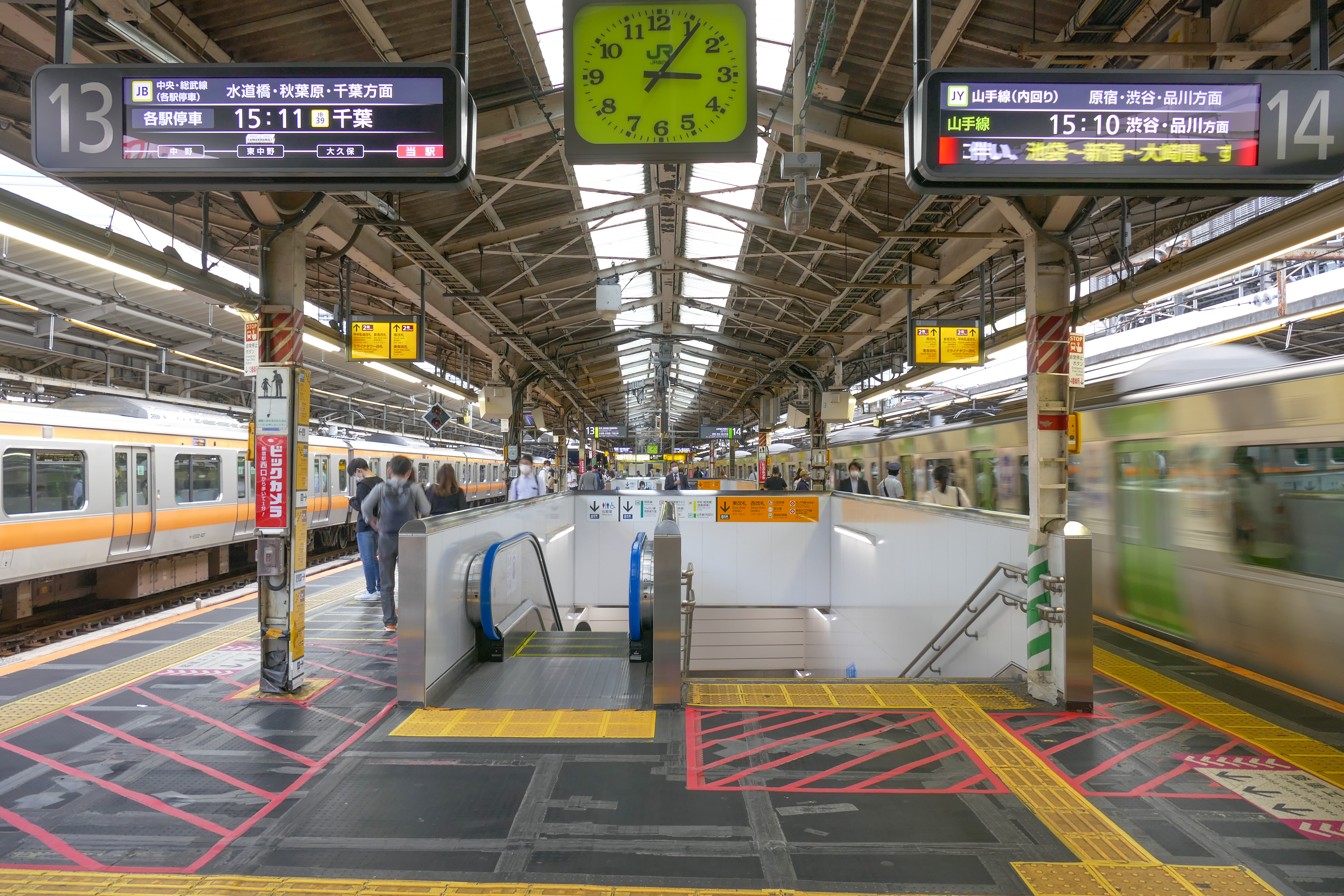
13,14번선 승강장 (2021년 10월, 주오·소부선 및 야마노테선 승강장)
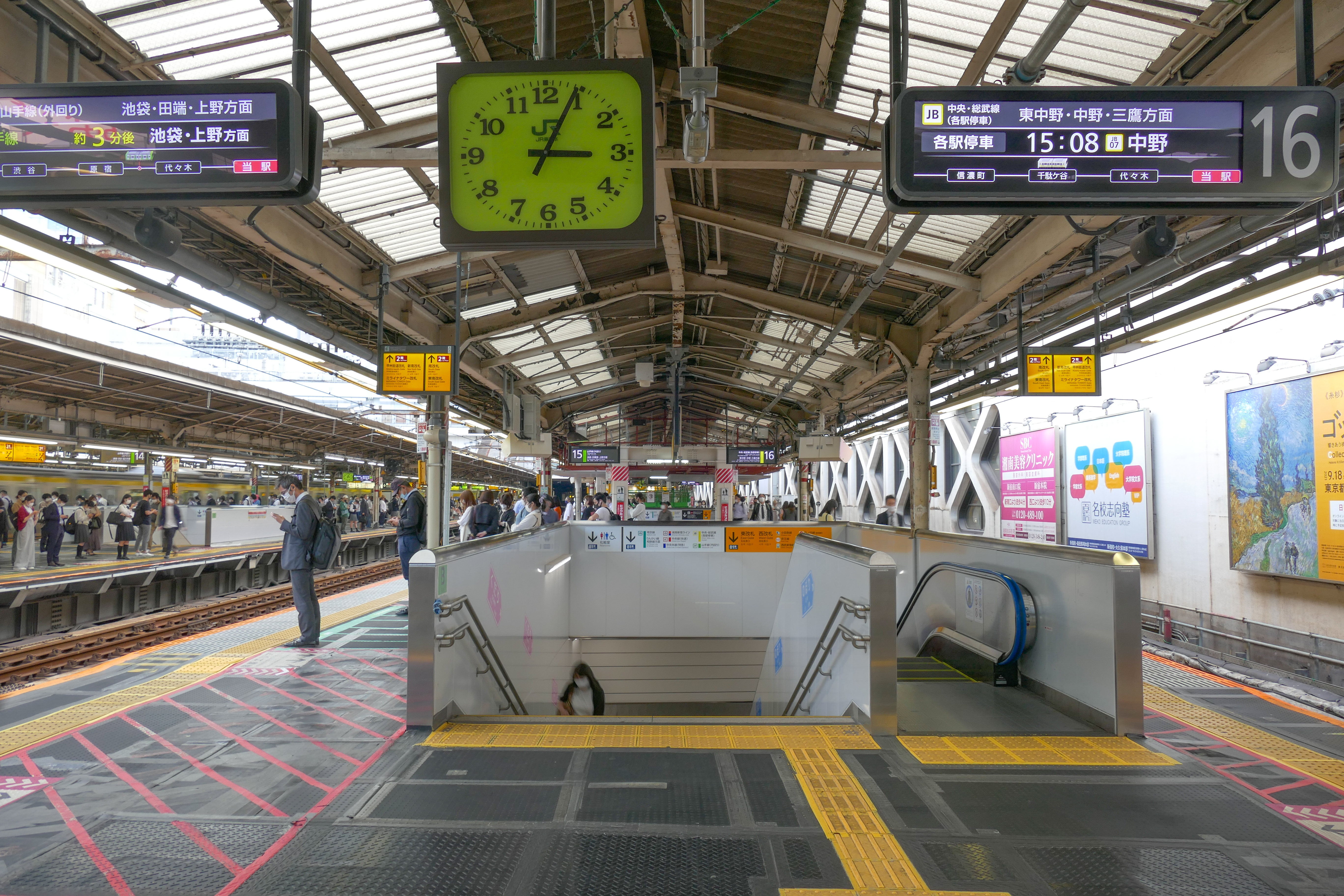
15,16번선 승강장 (2021년 10월, 야마노테선 및 주오·소부 완행선 승강장)

##### 비고
각선 모두 북쪽으로 가는 열차가 하행, 남쪽으로 가는 열차가 상행이다. 노선에서는 '내선순환'이나 '남행' 등의 표현을 하는 경우도 있으나(야마노테선, 주오·소부선 (각역정차), 쇼난 신주쿠 라인), 선로 명칭 상으로는 상행, 하행의 방향이 갖추어져 있다.
2008년 3월 15일의 다이어그램 개정으로 1번선 출발의 사이쿄선 하행 열차 설정이 사라졌으며, 직후의 선로 전환 공사로 1번선에서 이케부쿠로 방면으로 돌아가는데 필요한 출발 신호기와 포인트도 철거되었다. 그러나 2009년 11월 7일의 공사로 1·2번선이 시저스 크로싱(scissors crossing)으로 돌아가며 출발 신호기도 재설치됨으로써 다시 1번선에서 오미야 방면으로 되돌아갈 수 있게 되었다. 이후 2010년 3월 13일의 다이어그램 개정으로 1번선 출발의 사이쿄선 하행 열차의 설정이 부활하였다.
사이쿄선 오미야 방면에서의 열차가 당역에서 회차(오리카에시)하는 경우 주로 3번선에서 발착하지만, 일부 1·2·4번선에서 발착하는 경우도 있다. 2020년 1월 6일 이후부터는 승강장의 혼잡 완화 목적으로 17시 이후의 당역 시발 열차는 2번선에서 출발한다. 소테쓰선 직통은 기본적으로 당역 회차(오리카에시) 열차는 2번선에서, 오미야 방면에서의 직통은 1번선에서 발착하지만, 일부 열차는 2번선에서 발착한다. 그러나 2020년 1월 6일 이후부터는 상술한 이유로 17시 이후의 열차가 3번선에서 출발한다. 시간대에 따라서는 오미야 방면에서의 사이쿄선 신주쿠 발착 열차와 소테쓰・JR직통선 에비나 발착 열차가 마주보는 승강장에서 환승할 수 있게 되는 경우도 있다.
한때, 쇼난 신주쿠 라인 남행의 요코스카선 방면은 요코스카선의 노선 색상(파란색)으로 표기되어 있었다. 이전에는 당역 발착의 열차만 요코스카선 차량(215계·E217계)으로 운용한다는 이유가 있었지만, 2004년 10월 16일의 다이어그램 개정으로 그렇지 않게 되었으며, 2008년 3월 15일 시점에서는 남행(1번선)과 북행(4번선) 모두 주황색과 파란색을 수직으로 표기한 것으로 바뀌었다.
쇼난 신주쿠 라인의 다이어 혼란 때는 2번선에 더하여 쇼난 신주쿠 라인 안내가 현재는 없는 3번선 승강장을 중심으로 회차(오리카에시)한다. 또한 5·6번선에도 15량 편성이 입선 가능하며, 사이쿄선을 포함한 전 열차 오리카에시 운전 등으로 1-4번선만으로는 충분하지 않은 경우 쇼난 신주쿠 라인은 5번선도 사용하는 경우가 있다.

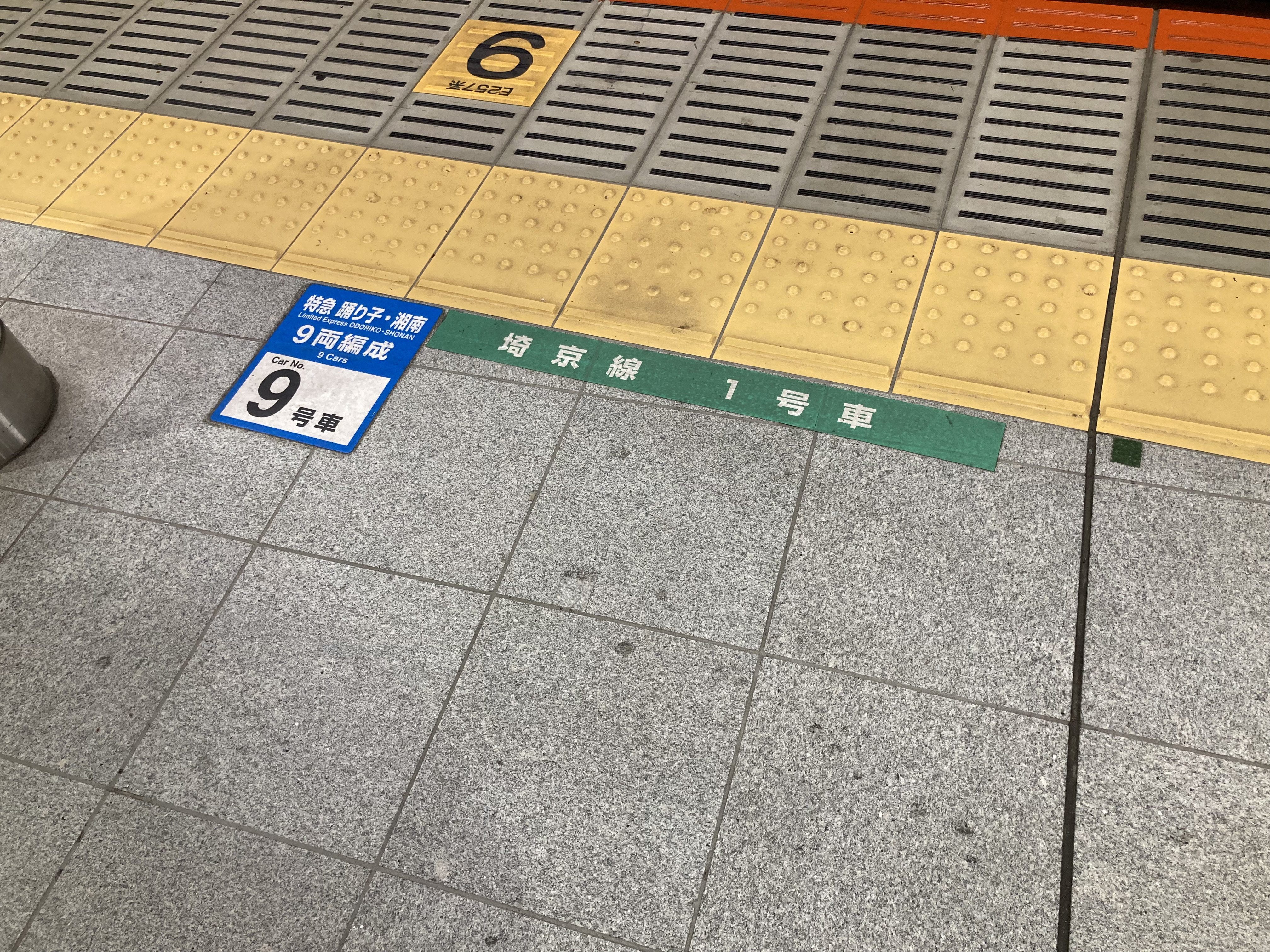
6번선의 사이쿄선 승차 위치. 사이쿄선의 다이어 혼란 발생 시 나리타 익스프레스 등의 특급 승강장인 5·6번선에 사이쿄선이 입선할 때를 대비하여 설치되어 있다.

소테쓰·JR직통선(소테쓰선 직통 열차)의 열차는 1·2번선에서 출발하며, 17시 이후에는 모든 열차가 3번선에서 출발한다. 당 노선에 다이어 혼란이 발생한 때, 그리고 쇼난 신주쿠 라인의 다이어 혼란 등으로 당역 오리카에시를 실시하는 경우에는 5·6번선 발착이 된다. 발차표는 기본적으로 사이쿄선 남행과 공용이지만 일부 콩코스에는 소테쓰선 직통 전용의 발차표가 구비되어 있다.
5·6번선의 북쪽에 에스컬레이터가 설치되어 있다. 또한 7·8번선과 남쪽 출구의 고가 통로 아래에 에스컬레이터와 엘리베이터가 설치되어 있기 때문에 5·6번선과 연결이 원활하게 되고 있다.
7·8번선(주오선 쾌속 상행)은 평일 아침의 러시아워(오전 7-9시대)에는 도쿄행이 7·8번선에서 번갈아가며 운행하여 대량의 승강객으로 인한 장시간(수 분)의 정차에 대응하고 있다. 아침 러시아워 이외에는 대략 4-5시대와 12-15시대에는 7번선, 그 이외의 시간대에는 8번선 발착이다. 또한 이 승강장에서 발착하는 도쿄행 열차의 경우, 당역 이후부터는 특급/라이너를 제외한 모든 열차가 요쓰야, 오차노미즈, 간다, 도쿄 순으로 정차하므로 도착 열차들은 신주쿠 이서에서의 열차 종별(통근쾌속, 주오쾌속, 오메쾌속, 쾌속)을 불문하고 모두 '쾌속 도쿄'(快速 東京)행이라고 음성, 전광 표시로 안내하고 있다. 7번선은 도쿄, 지바 행의 '아즈사', '가이지', 종착인 '슈퍼 아즈사', '아즈사'호 및 도쿄행의 주황색 열차가 사용하고 있다. 당역 정차인 '슈퍼 아즈사', '아즈사', '가이지'에서 7번선에 도착하는 열차는 도쿄역까지 회송된 후 도쿄 시발의 '가이지', '하치오지', '오메'로 운행된다.
9·10번선의 특급 승강장에 있는 역명판에는 하행 방향만 화살표로 되어 있고 인접역은 다치카와라고 표기되어 있다. 실제로도 특급의 다음 정차역은 다치카와역이다. 또한, '아즈사', '가이지' 등 주오히가시선 특급의 발착이 대부분이기 때문에 승강장에 실내형 흡연 코너가 설치되어 있다. 신칸센을 제외한 수도권의 역 콩코스 내에 흡연 시설이 설치된 것은 이 승강장과 우에노역 16·17번선의 2개소 뿐이다. 2019년 10월 25일부터 지하 개찰에서 9·10번선으로 연결되는 엘리베이터가 운영되고 있다.
7번선 측과 11번선(구 9번선) 측의 방면 안내판은 이전에는 배경이 파란색(중거리 노선색)이었으며 '주오 본선 (보통) 오쓰키 · 고후 방면'(中央本線（普通） 大月 ·甲府方面)으로 표기(후에 무표기)되어 있었지만 쇼난 신주쿠 라인의 개통에 따른 업데이트로 쾌속과 같은 색상인 주황색으로 변경되었다. 지금도 7번선의 방면 안내판은 무표기이지만 11번선의 방면 안내판은 12번선과 동일하게 표기되어 있다. 이전에는 9·10번선의 특급 승강장과 마찬가지로 하행 열차의 인접역이 미타카로 표기되어 있었다. 미타카는 특급 및 (현재는 임시 운전만 하는) 중거리 열차의 하행측 인접역이었다. 또한 상행 측은 쾌속과 마찬가지로 요쓰야(四ツ谷)로 표기되어 있었다. 현재는 상하행 모두 쾌속처럼 하행은 나카노(中野), 상행은 요쓰야(四ツ谷)로 표기되어 있다. 그러나 지금도 계단 부근의 띠는 중거리 색상인 파란색과 쾌속 색상인 주황색이 병용되어 있는 것도 있다.
지금도 신주쿠역에 발착하는 중거리 열차(특급 승강장 발착 제외)는 원칙적으로 상행은 7번선, 하행은 7·11번선 출발이며 8·12번선은 사용하지 않는다.
11·12번선(주오선 쾌속 하행) 승강장의 경우, 하행 열차는 기본적으로 12번선을 사용한다. 단, 평일 오전 8시 ~ 9시 및 18시 ~ 19시에는 11번선과 번갈아가며 발착한다. 이 승강장은 다른 승강장에 비해 폭이 좁기 때문에 열차가 지연되어 늦게 도착했다거나 금요일 등 휴일 전날 밤의 귀가 러시아워에는 열차를 기다리고 있는 승객들로 승강장이 혼잡한 상태에서 12번선에 도착한 열차에서도 대량의 승객이 하차하여 매우 위험한 상황에 빠질 수 있다. 또한 평일 심야의 당역 시발 쾌속(23:33 발차, 0:16 발차)은 11번선에서 출발한다. 2020년 7월 중순부터는 지하 개찰에서 11·12번선으로 연결되는 엘리베이터가 운영되고 있다.
13·14번선과 15·16번선은 각 방향별 배선에서, 동일 방향의 열차로 갈아타기 편리하게 되어 있지만 연결되어 있지 않은 경우도 있다. 2020년 2월 1일부터 지하 개찰에서 13·14번선으로 연결되는 엘리베이터가, 6월 28일부터는 지하 개찰에서 15·16번선으로 연결되는 엘리베이터가 운영되고 있다.
13·16번선의 ATOS 방송은 최근까지도 역무원 방송에도 끊기지 않는 사양으로 되어 있었으나 현재는 통상의 역들처럼 역무원 방송 시에는 ATOS 방송이 중단된다.

##### 배선도
개량 공사가 완료될 경우의 구내 배선도(예정)("주의 : 표시 폭 750px")를 표시하려면 오른쪽의 '보이기'를 클릭하십시오.
| ← 야마노테선: 시나가와 방면 | JR 신주쿠역 · 요요기역 배선 약도 (개량 공사 후) | → 주오 본선: 다카오 방면 야마노테선: 이케부쿠로 방면 |
| | ↓ 주오 본선: 도쿄 방면                          |                                                      |
| 범례 출처 : 《東日本旅客鉄道株式会社二十年史》 [동일본여객철도 주식회사 이십년사] (일본어). 동일본여객철도주식회사 편. 동일본여객철도주식회사. 2007. 357쪽. 노란색: 주오선 (각역정차) 연두색: 야마노테선 주황색: 주오선 (쾌속 · 특급) 파란색: 야마노테 화물선(사이쿄선, 쇼난 신주쿠 라인, 도부선 직통 특급, 나리타 익스프레스) |                                                 |                                                      |

##### 승강장 사용 상황의 변천
국철(현 JR 동일본) 역은 1960년대 중 1~10번선까지 공용되었다. 아래에 이후의 각 승강장의 사용 상황 변천을 정리한다.
|                    | 제1 승강장 (현 1 · 2번선)             | 제2 승강장 (현 3 · 4번선)                                                   | 가설 승강장 (현 5 · 6번선)                     | 제3 승강장 (현 7 · 8번선)   | 제4 승강장 (현 9 · 10번선)   | 제5 승강장 (현 11 · 12번선)   | 제6 승강장 (현 13 · 14번선)                           | 제7 승강장 (현 15 · 16번선)                           |
| ------------------ | ------------------------------------- | --------------------------------------------------------------------------- | ---------------------------------------------- | --------------------------- | ---------------------------- | ----------------------------- | ----------------------------------------------------- | ----------------------------------------------------- |
| ~ 1986년 3월 2일   | 미설치                                | 미설치                                                                      | 미설치                                         | 1 · 2번선 ■주오선 특급      | 3 · 4번선 ■주오선 쾌속 (상)  | 5 · 6번선 ■주오선 쾌속 (하)   | 7 · 8번선 ■주오 · 소부선 각정 (동) ■야마노테선 (내)   | 9 · 10번선 ■야마노테선 (외) ■주오 · 소부선 각정 (서)  |
| 1986년 3월 3일 ~   | 1 · 2번선 ■사이쿄선                   | 미설치                                                                      | 미설치                                         | 3 · 4번선 ■주오선 특급      | 5 · 6번선 ■주오선 쾌속 (상)  | 7 · 8번선 ■주오선 쾌속 (하)   | 9 · 10번선 ■주오 · 소부선 각정 (동) ■야마노테선 (내)  | 11 · 12번선 ■야마노테선 (외) ■주오 · 소부선 각정 (서) |
| 1991년 3월 19일 ~  | 1 · 2번선 ■사이쿄선                   | 3 · 4번선 ■나리타 익스프레스                                                | 미설치                                         | 5 · 6번선 ■주오선 특급      | 7 · 8번선 ■주오선 쾌속 (상)  | 9 · 10번선 ■주오선 쾌속 (하)  | 11 · 12번선 ■주오 · 소부선 각정 (동) ■야마노테선 (내) | 13 · 14번선 ■야마노테선 (외) ■주오 · 소부선 각정 (서) |
| 1995년 12월 1일 ~  | 1 · 2번선 ■사이쿄선                   | 3 · 4번선 ■사이쿄선 ■우쓰노미야선 · 다카사키선 ■나리타 익스프레스           | 미설치                                         | 5 · 6번선 ■주오선 특급      | 7 · 8번선 ■주오선 쾌속 (상)  | 9 · 10번선 ■주오선 쾌속 (하)  | 11 · 12번선 ■주오 · 소부선 각정 (동) ■야마노테선 (내) | 13 · 14번선 ■야마노테선 (외) ■주오 · 소부선 각정 (서) |
| 2001년 12월 1일 ~  | 1 · 2번선 ■사이쿄선 ■쇼난 신주쿠 라인 | 3 · 4번선 ■사이쿄선 ■쇼난 신주쿠 라인 ■나리타 익스프레스                    | 미설치                                         | 5 · 6번선 ■주오선 특급      | 7 · 8번선 ■주오선 쾌속 (상)  | 9 · 10번선 ■주오선 쾌속 (하)  | 11 · 12번선 ■주오 · 소부선 각정 (동) ■야마노테선 (내) | 13 · 14번선 ■야마노테선 (외) ■주오 · 소부선 각정 (서) |
| 2003년 2월 1일 ~   | 1 · 2번선 ■사이쿄선 ■쇼난 신주쿠 라인 | 3 · 4번선 ■사이쿄선 ■쇼난 신주쿠 라인 ■나리타 익스프레스                    | 5 · 6번선 ■주오선 특급                         | ■공사                       | 7 · 8번선 ■주오선 쾌속 (상)  | 9 · 10번선 ■주오선 쾌속 (하)  | 11 · 12번선 ■주오 · 소부선 각정 (동) ■야마노테선 (내) | 13 · 14번선 ■야마노테선 (외) ■주오 · 소부선 각정 (서) |
| 2004년 9월 25일 ~  | 1 · 2번선 ■사이쿄선 ■쇼난 신주쿠 라인 | 3 · 4번선 ■사이쿄선 ■쇼난 신주쿠 라인 ■나리타 익스프레스                    | 5 · 6번선 ■주오선 특급                         | 7 · 8번선 ■주오선 쾌속 (상) | ■공사                        | 9 · 10번선 ■주오선 쾌속 (하)  | 11 · 12번선 ■주오 · 소부선 각정 (동) ■야마노테선 (내) | 13 · 14번선 ■야마노테선 (외) ■주오 · 소부선 각정 (서) |
| 2006년 3월 18일 ~  | 1 · 2번선 ■사이쿄선 ■쇼난 신주쿠 라인 | 3 · 4번선 ■사이쿄선 ■쇼난 신주쿠 라인 ■도부 선 직통 특급 ■나리타 익스프레스 | 5 · 6번선 ■주오선 특급                         | 7 · 8번선 ■주오선 쾌속 (상) | ■공사                        | 9 · 10번선 ■주오선 쾌속 (하)  | 11 · 12번선 ■주오 · 소부선 각정 (동) ■야마노테선 (내) | 13 · 14번선 ■야마노테선 (외) ■주오 · 소부선 각정 (서) |
| 2006년 4월 16일 ~  | 1 · 2번선 ■사이쿄선 ■쇼난 신주쿠 라인 | 3 · 4번선 ■사이쿄선 ■쇼난 신주쿠 라인 ■도부 선 직통 특급 ■나리타 익스프레스 | 5 · 6번선 ■주오선 특급                         | 7 · 8번선 ■주오선 쾌속 (상) | 9 · 10번선 ■주오선 쾌속 (하) | ■공사                         | 11 · 12번선 ■주오 · 소부선 각정 (동) ■야마노테선 (내) | 13 · 14번선 ■야마노테선 (외) ■주오 · 소부선 각정 (서) |
| 2007년 3월 18일 ~  | 1 · 2번선 ■사이쿄선 ■쇼난 신주쿠 라인 | 3 · 4번선 ■사이쿄선 ■쇼난 신주쿠 라인 ■도부 선 직통 특급 ■나리타 익스프레스 | 5 · 6번선 ■주오선 특급                         | 7 · 8번선 ■주오선 쾌속 (상) | 9 · 10번선 ■주오선 쾌속 (하) | ■공사                         | 13 · 14번선 ■주오 · 소부선 각정 (동) ■야마노테선 (내) | 15 · 16번선 ■야마노테선 (외) ■주오 · 소부선 각정 (서) |
| 2007년 4월 15일 ~  | 1 · 2번선 ■사이쿄선 ■쇼난 신주쿠 라인 | 3 · 4번선 ■사이쿄선 ■쇼난 신주쿠 라인 ■도부 선 직통 특급 ■나리타 익스프레스 | 5 · 6번선 ■주오선 특급                         | 7 · 8번선 ■주오선 쾌속 (상) | ■공사                        | 11 · 12번선 ■주오선 쾌속 (하) | 13 · 14번선 ■주오 · 소부선 각정 (동) ■야마노테선 (내) | 15 · 16번선 ■야마노테선 (외) ■주오 · 소부선 각정 (서) |
| 2007년 11월 25일 ~ | 1 · 2번선 ■사이쿄선 ■쇼난 신주쿠 라인 | 3 · 4번선 ■사이쿄선 ■쇼난 신주쿠 라인 ■도부 선 직통 특급 ■나리타 익스프레스 | 5 · 6번선 ■일부 열차                           | 7 · 8번선 ■주오선 쾌속 (상) | 9 · 10번선 ■주오선 특급      | 11 · 12번선 ■주오선 쾌속 (하) | 13 · 14번선 ■주오 · 소부선 각정 (동) ■야마노테선 (내) | 15 · 16번선 ■야마노테선 (외) ■주오 · 소부선 각정 (서) |
| 2008년 3월 15일    | 1 · 2번선 ■사이쿄선 ■쇼난 신주쿠 라인 | 3 · 4번선 ■사이쿄선 ■쇼난 신주쿠 라인                                       | 5 · 6번선 ■도부선 직통 특급 ■나리타 익스프레스 | 7 · 8번선 ■주오선 쾌속 (상) | 9 · 10번선 ■주오선 특급      | 11 · 12번선 ■주오선 쾌속 (하) | 13 · 14번선 ■주오 · 소부선 각정 (동) ■야마노테선 (내) | 15 · 16번선 ■야마노테선 (외) ■주오 · 소부선 각정 (서) |

1986년에 사이쿄선을 당역으로 연장하기 위해 현재의 1·2번선이 있는 곳에 1면 2선의 승강장을 설치했지만 당시 국철에서는 "번선은 역장실에서 가까운 쪽(당역의 경우 동쪽)부터 번호를 매겨야 한다"라는 방침이 있었기 때문에 상기 5개 승강장의 모든 번선을 늦추게 되었다. 약 20년만의 번선 변경이며, 승강장을 번선으로 기억하는 이용객들은 혼란스러워 했다.
또한 1991년의 나리타 익스프레스의 운전 개시에서 당역이 시발역이었기 때문에 제2 승강장(현 3·4번선)이 신설되었다. 이후 주오선 특급 승강장의 개선 공사로 2003년에 그 기능은 요요기역 가까이에 신설된 가설 승강장(현 5·6번선)으로 이행되고 개량 공사 중이던 제3 승강장은 2004년에 주오선 쾌속 상행용(현 7·8번선)이 되고 동시에 그 때까지 주오선 쾌속 상행용이었던 제4 승강장의 공사가 시작되었다. 이 승강장은 2006년 4월 16일부터 주오선 쾌속 하행용(신 9·10번선)이 되어 원래의 주오선 쾌속 하행용이었던 제5 승강장(구 9·10번선)의 공사를 시작하여 2007년 4월 15일의 공사에서 다시 주오선 쾌속 하행은 이 승강장을 신 11·12번선으로 사용하게 되었다. 제4 승강장은 다시 공사된 후, 같은 해 11월 25일 주오선 특급 승강장으로 사용하게 되었다. 또한 5·6번선은 기존 주오선 특급 승강장으로 사용되어 왔지만 같은 날부터 9,10번선으로 이전했기 때문에 5,6번선은 '홈 라이너 오다와라'와 극히 일부의 '아즈사'의 종착, '가이지' 전 열차, 다카사키선 및 우쓰노미야선 방면의 특급 열차나 라이너 등에 사용되었다. 2008년 3월 15일의 다이어그램 개정 이후에는 '나리타 익스프레스' 전 열차와 도카이도, 다카사키선 및 우쓰노미야선 방면의 많은 라이너 및 특급 열차가 발착하게 되었다. 또한 역명판에 표기된 인접역은 이케부쿠로역과 시부야역이며, 이는 쇼난 신주쿠 라인의 옆 역대로 쓰여 있는 것이다. 또한 띠 중앙의 색깔은 파란색과 주황색으로, 나리타 익스프레스와 도부선 직통 특급의 안내 색상과 같다.
쇼난 신주쿠 라인이 등장한 초기에는 1·2번선이 15량 편성에 대응하고 있지 않은 반면, 3·4번선은 쇼난 신주쿠 라인의 개통 이전부터 나리타 익스프레스와 도카이도선, 우쓰노미야선, 다카사키선에 직통하는 보통 열차의 발착에 사용되었기 때문에 15량 편성에 대응하고 있었다. 따라서 1·2번선은 사이쿄선 전용 승강장으로 사용되었으며, 쇼난 신주쿠 라인은 진행 방향과 관계없이 3·4번선에서 발착했다. 하지만 3·4번선은 전술한 각종 열차나 에비스 방면의 사이쿄선용으로도 사용되고 있었기 때문에 열차 증편이 어렵게 되었다. 또한 남행 열차 중에는 4번선에서 출발하는 것도 있었기 때문에 같은 승강장에서 북행 열차와 남행 열차 둘 다 발착하게 되면서 이용객의 혼란을 초래하였다. 이러한 이유로 1·2번선도 15량 편성에 대응하게 함으로써 쇼난 신주쿠 라인이 발착할 수 있게 하였다. 2008년 3월 15일 현재는 남행의 쇼난 신주쿠 라인과 남행의 사이쿄선이 1번선을, 신주쿠에서 회차하는 사이쿄선이 2·3번선, 북행의 쇼난 신주쿠 라인과 북행의 사이쿄선이 4번선을 사용하고 있다. 그러나 1~4번선은 운행 계통이 복잡하기 때문에 더 많은 정보를 표시할 수 있도록 폭이 넓은 발차표가 설치되어 있다(1·2번선 신설 당시 반전 플랩 표시기를 설치하였는데, 후에 LED식 발차표를 신설한 이후 반전 플랩식의 발차표도 중형의 LED식으로 바꾸었다).

#### 발차 멜로디
JR 동일본에서는 야마하에 발차 멜로디 방송 시스템의 개발을 의뢰하여 1989년 3월 11일에 당역과 시부야역에 수도권 최초로 발차 멜로디를 시험적으로 도입하였다. 이 목적은 당시 악평이 많았던 전자 벨의 불쾌감을 해소하기 위한 것이었다. 악곡은 피아노나 하프, 마림바 등의 음색으로 방울, 시냇물 소리, 새의 지저귐 등 마음을 진정시키는 소리로 되어 있었으며, 수 초 정도 길이의 간단한 것이었다. 이후에는 모두 다른 곡으로 바뀌었다.

#### 콩코스

##### 동서 자유 통로 (구 북쪽 통로)
7 ~ 16번선의 북쪽을 동서로 연결하던 기존의 폭 17m 지하 통로를 25m로 확폭하고, 통로 양단에 있던 동쪽 출입구 개찰(→동쪽 개찰), 서쪽 출입구 개찰(→서쪽 개찰)을 통로 남측으로 이설하여 기존의 통로를 자유 통로화한 것으로 2020년 7월 19일에 운영을 개시하였다. 자유 통로의 운영에 따라 당역 동쪽 출입구와 서쪽 출입구 간의 이동에 남측의 고슈 가도나 북측의 메트로 프롬나드(지하 거리)·쓰노하즈 가드·오가드(야스쿠니도리)로 우회할 필요가 없어져 편리성이 향상되었다. 2021년 봄 경에는 LED 디지털 사이니지와 천장면에 대하여 연출 조명이나 음향 장치 등의 공간 연출을 하는 매체가 정비되었다. 연출 내용은 시간대와 계절에 따라 변화하며, 동네 관련이나 재해 등의 정보 발신도 이루어진다.
자유 통로의 동쪽 끝은 루미네 이스트 신주쿠의 지하 1번가로 직결되고, 서쪽 끝은 오다큐 백화점 신주쿠점의 아래층을 거쳐 서쪽 출입구 지하 광장, 버스 터미널로 연결된다. 자유 통로의 동쪽 개찰과 서쪽 개찰에 끼인 구역에 기존에 동쪽 출입구와 서쪽 출입구 양쪽에 있던 미도리노마도구치, 자동 권매기가 이설되었다.
북쪽 통로의 자유 통로화에 따라 기존 북쪽 통로가 담당하던 각 승강장 간의 연결은 자유 통로 남쪽 개찰구 내에 신설된 연락 통로로 대체되었다. 동쪽 개찰구 앞에서 후술하는 중앙 통로로 통하는 지하 통로가 있고, 기존에는 동쪽 출입구 바로 앞에 '알프스 광장'(アルプス広場)이라고 불리는 체류 공간이 존재했지만, 동서 자유 통로 및 신설 연락 통로의 공간 확보에 따라 폐지되었다. 에스컬레이터는 7·8번선, 13·14번선, 15·16번선에, 엘리베이터는 9·10번선, 11·12번선, 13·14번선, 15·16번선에 각각 설치되어 있다. 화장실은 동쪽 개찰구 앞의 7·8번선 계단 옆에 설치되어 있다.

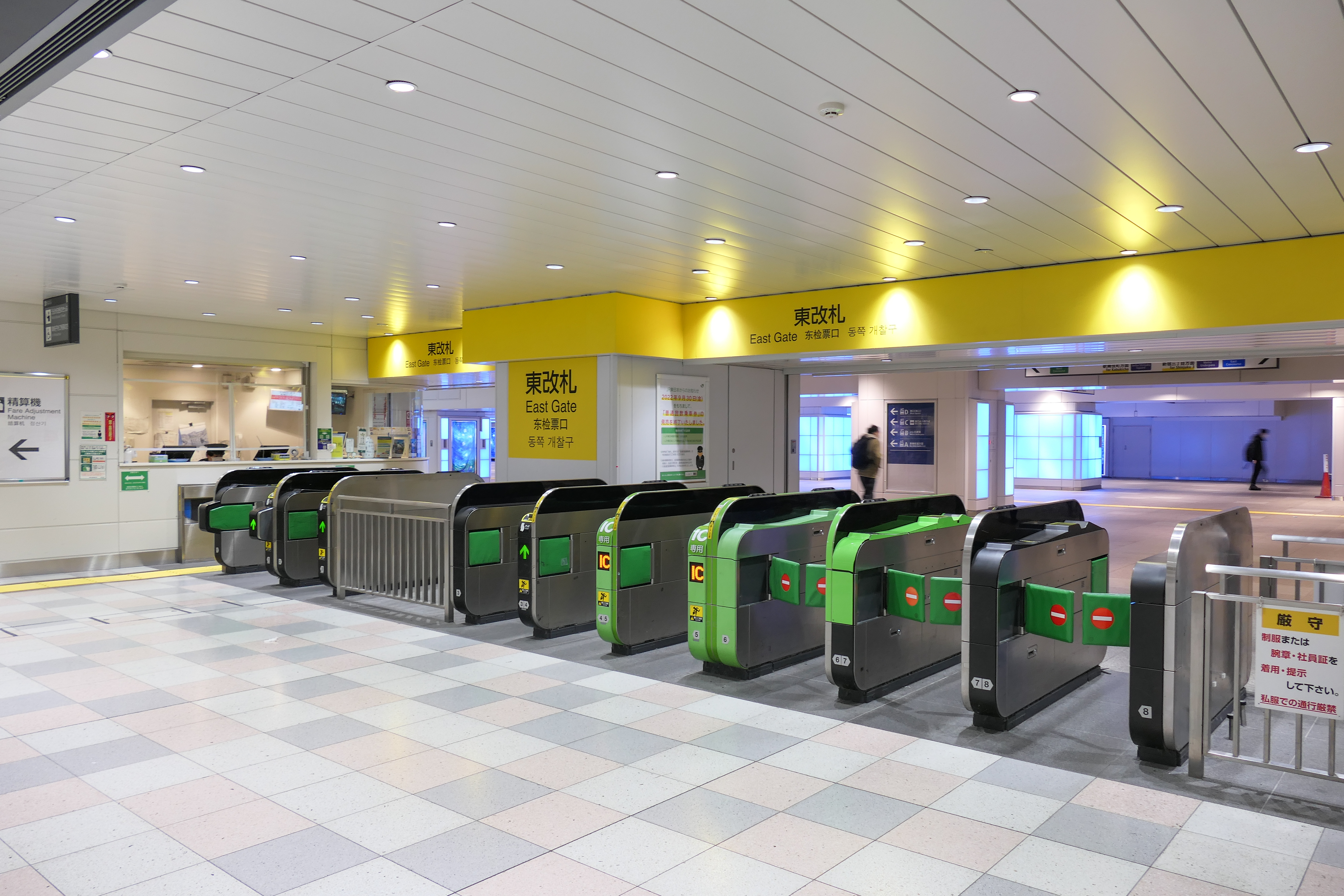
동쪽 개찰 (2022년 12월)
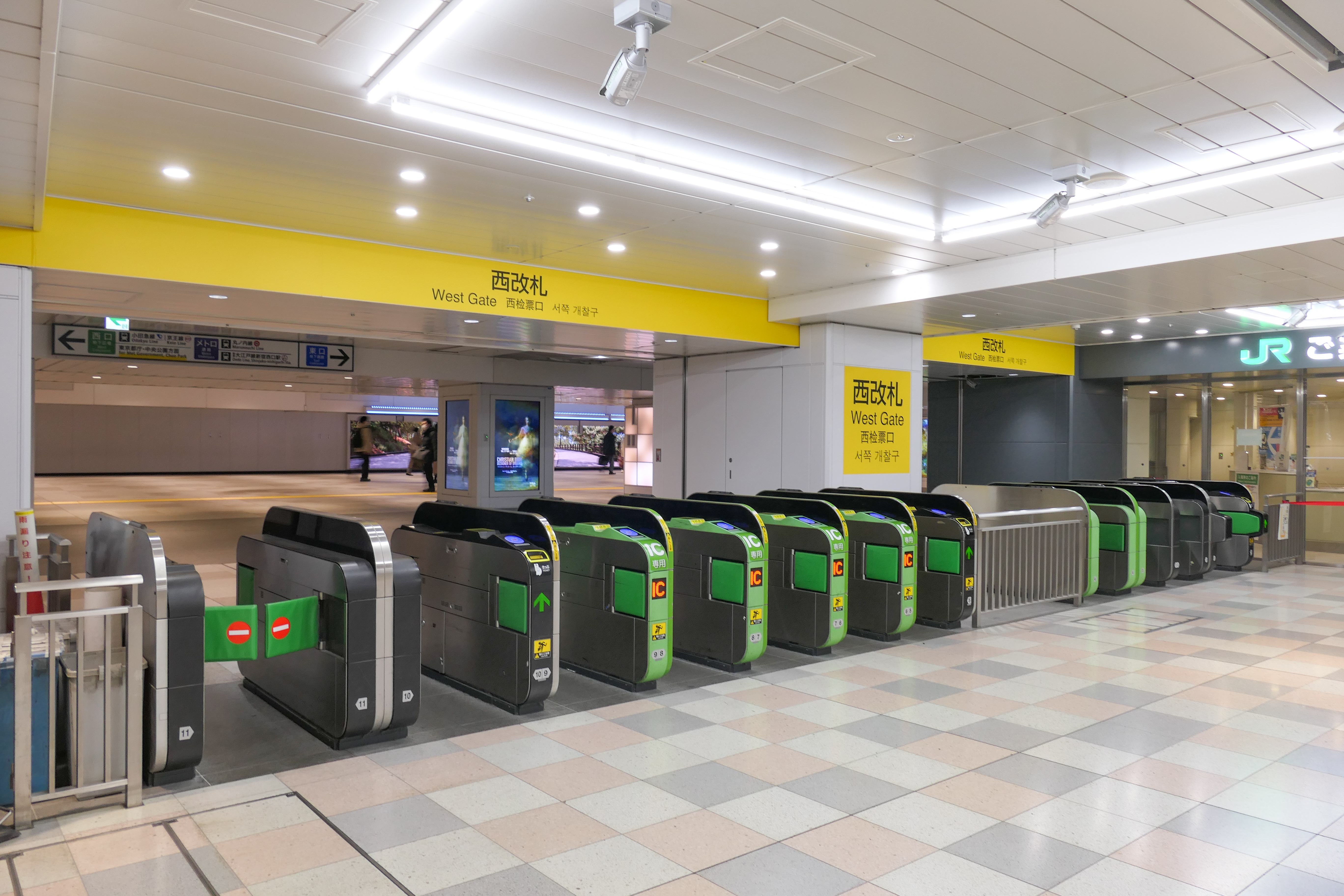
서쪽 개찰 (2022년 12월)
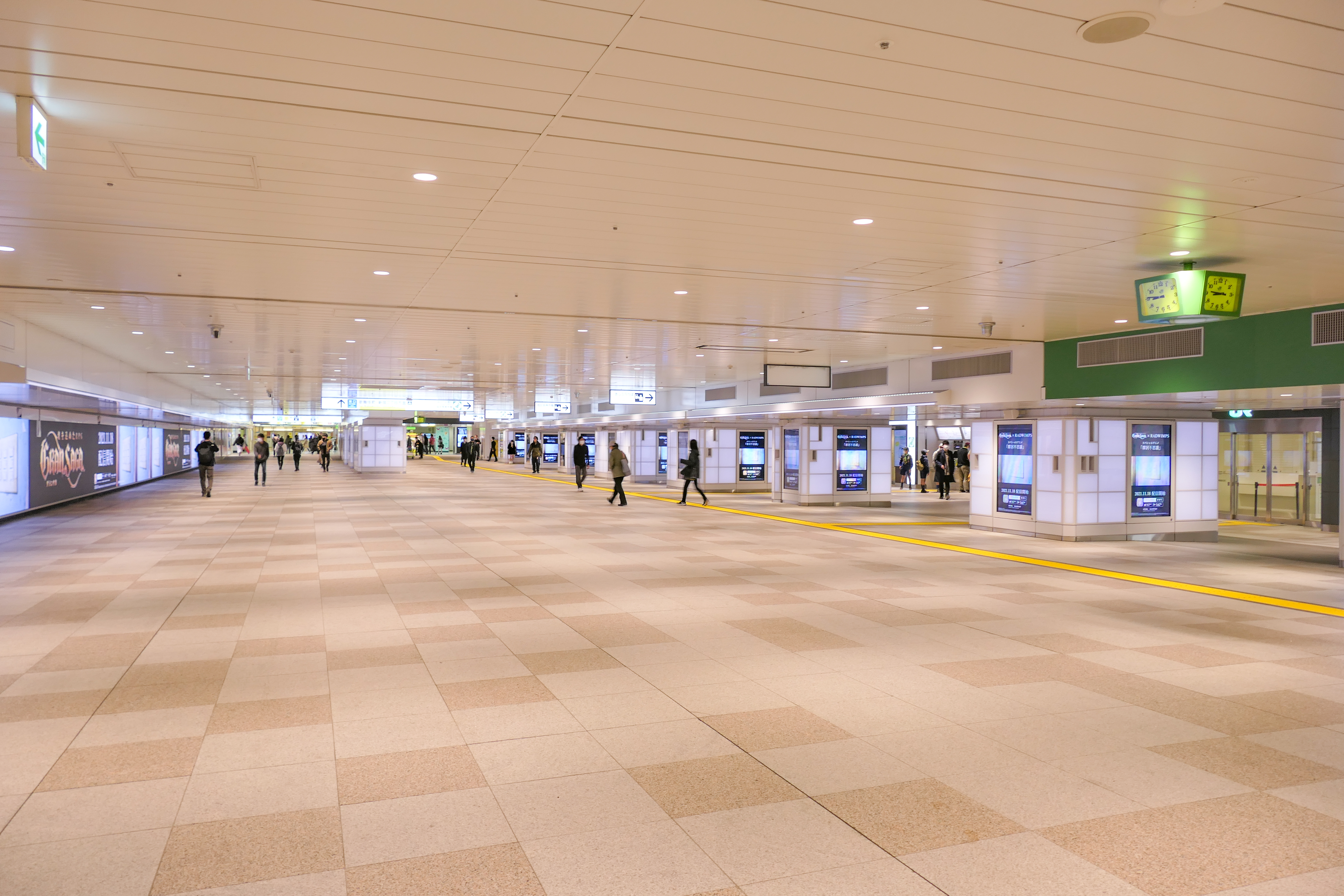
동서 자유 통로 (2021년 11월)
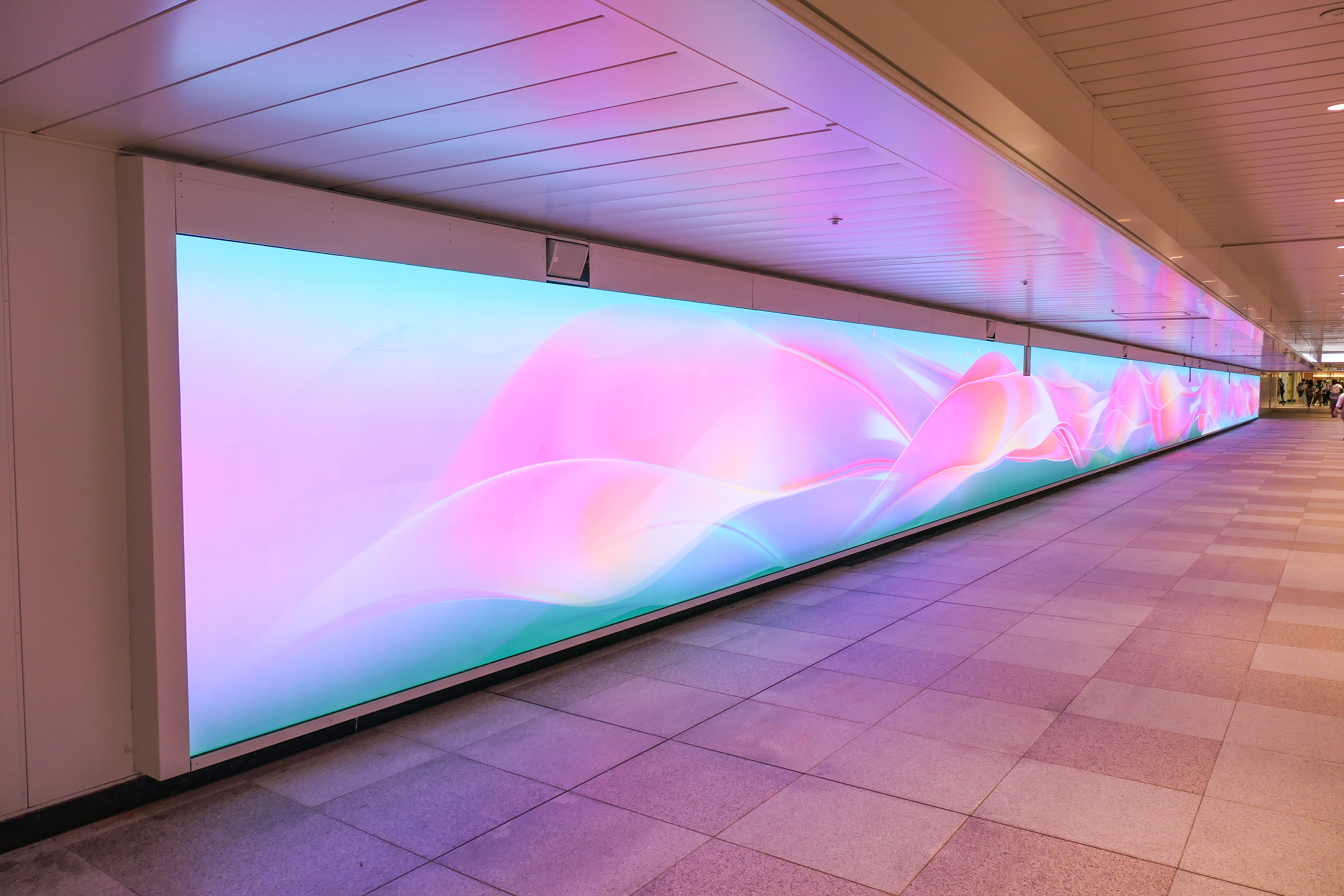
자유 통로에 설치된 디지털 사이니지 (2022년 8월)

##### 중앙 통로
1 ~ 6번선의 북쪽과 7 ~ 16번선의 중앙을 동서로(동쪽이 살짝 북쪽으로 치우쳐져 있다) 연결하는 지하 통로이다. 동쪽은 중앙 동쪽 출입구에서 루미네 이스트 신주쿠의 지하 1번가의 남쪽으로 직결된다. 상술한 지하 통로로 동쪽 개찰 방면과 개찰 내에서 직결된다. 서쪽 끝은 JR의 중앙 서쪽 개찰(구 중앙 서쪽 출입구 개찰)과 게이오선 연락 통로, 오다큐선 연락 출입구로 연결된다. 중앙 통로에서 보았을 때 오른쪽이 JR의 중앙 서쪽 개찰로 오다큐 백화점 신주쿠점의 아래층을 지나 서쪽 출입구 지하 광장으로 직결된다. 왼쪽은 오다큐선 연락 출구로 이어진다. 중앙은 게이오선 연락 통로로 통로를 지나 오른쪽은 게이오선 연락 출입구, 왼쪽은 JR 중앙 서쪽 개찰(통칭 게이오 출입구)로 게이오 백화점의 지하 매장, 오다큐 에이스 남관, 게이오 몰 방면으로 연결된다. 게이오 출입구는 게이오에 개찰 업무를 위탁하고 있으며, 게이오의 역무원이 게이오선과 같은 기기로 대응한다.
2020년 7월 19일의 동서 자유 통로 공용 개시에 따라 중앙 동쪽 개찰에서의 게이오선, 오다큐선 개찰 업무를 종료하였다. 이에 따라 중앙 동쪽 개찰에서는 더 이상 게이오선, 오다큐선을 이용할 수 없게 되었다. 아울러, 중앙 동쪽 개찰 쪽의 게이오선·오다큐선의 자동 매표기도 사용이 정지되었다.
중앙 동쪽 개찰 앞에는 BECK'S COFFEE SHOP과 경시청 철도 경찰대 신주쿠 분주소가 있다. 5·6번선은 중앙 통로에서 크게 떨어져 있기 때문에 지하 통로가 설치되어 있다(7·8번선과 공용). 에스컬레이터는 1·2번선, 3·4번선을 제외한 각 승강장에, 엘리베이터는 7·8번선에 설치되어 있다. 화장실은 3·4번선과 5·6번선의 지하 통로에 끼인 구역에 있다. 휠체어나 오스트메이트(인공 항문이나 인공 방광) 등의 이용에 대응한 다기능 화장실도 설치되어 있으나 평소에는 잠겨 있으며, 이용을 원하는 경우 문 옆의 인터폰으로 역무원에게 연락해야 한다.
중앙 동쪽 개찰에 가까운 콩코스에 있는 발차표는 일반적인 발차표보다 크기가 조금 작다.

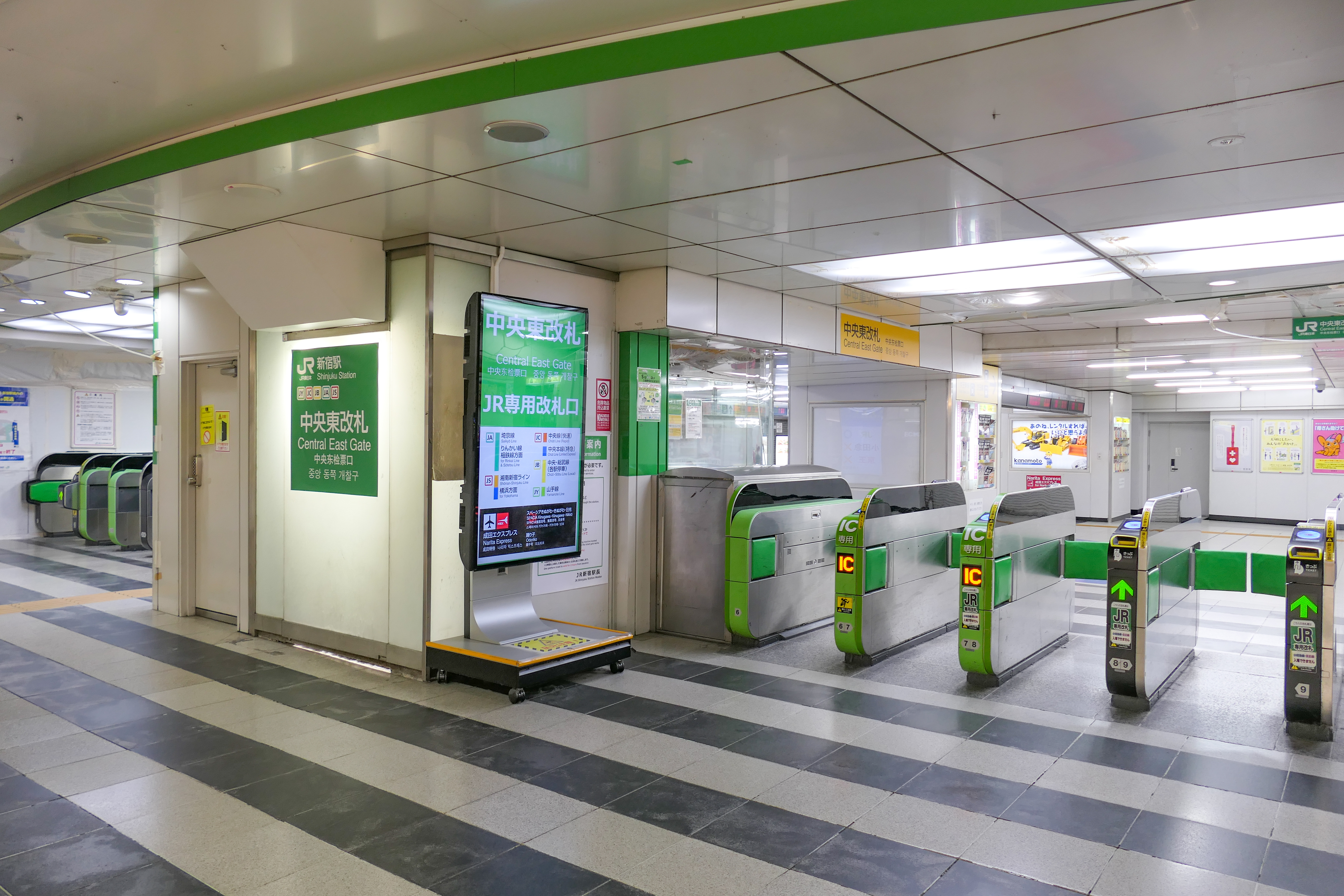
중앙 동쪽 개찰 (2021년 11월)
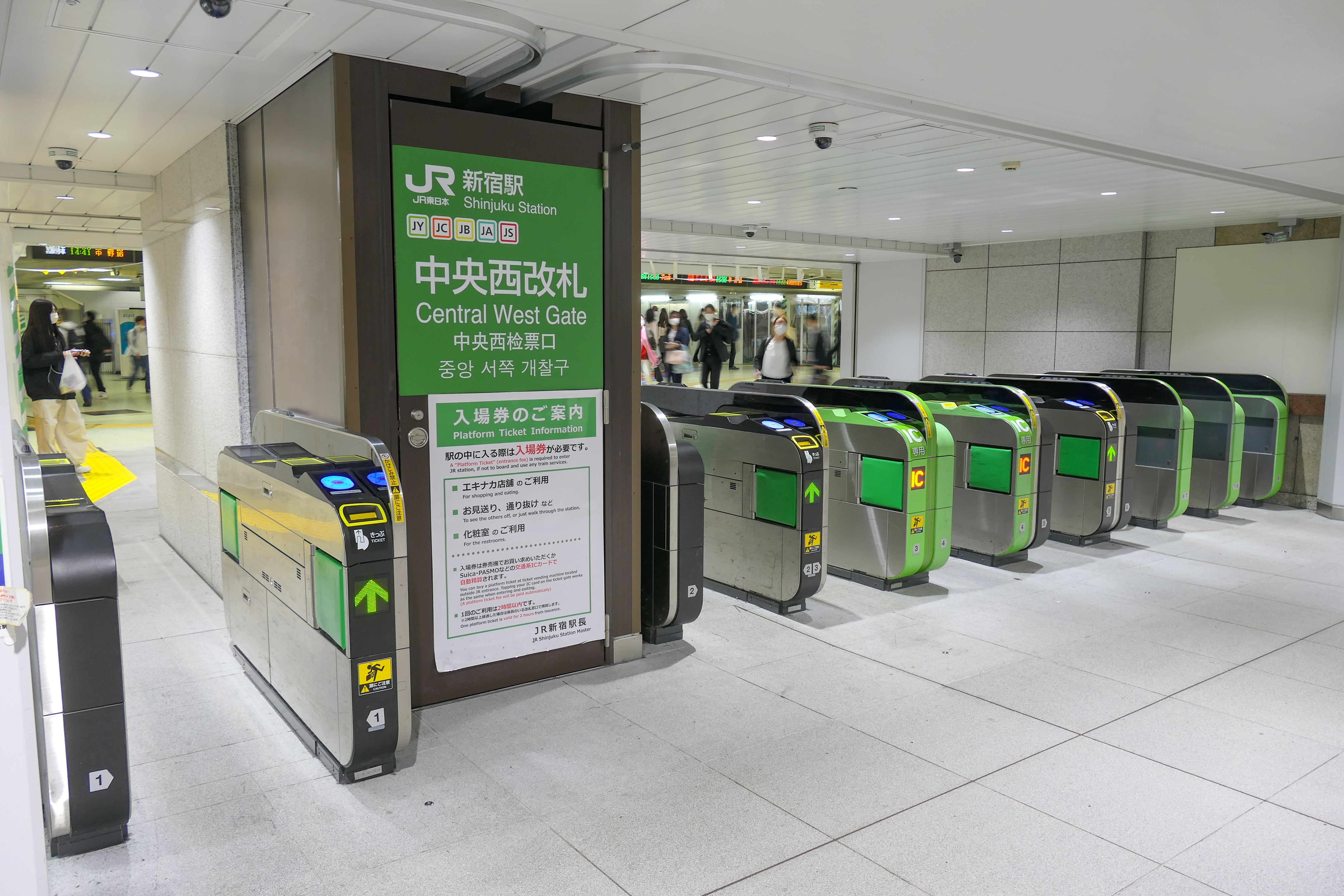
중앙 서쪽 개찰 (2021년 11월)
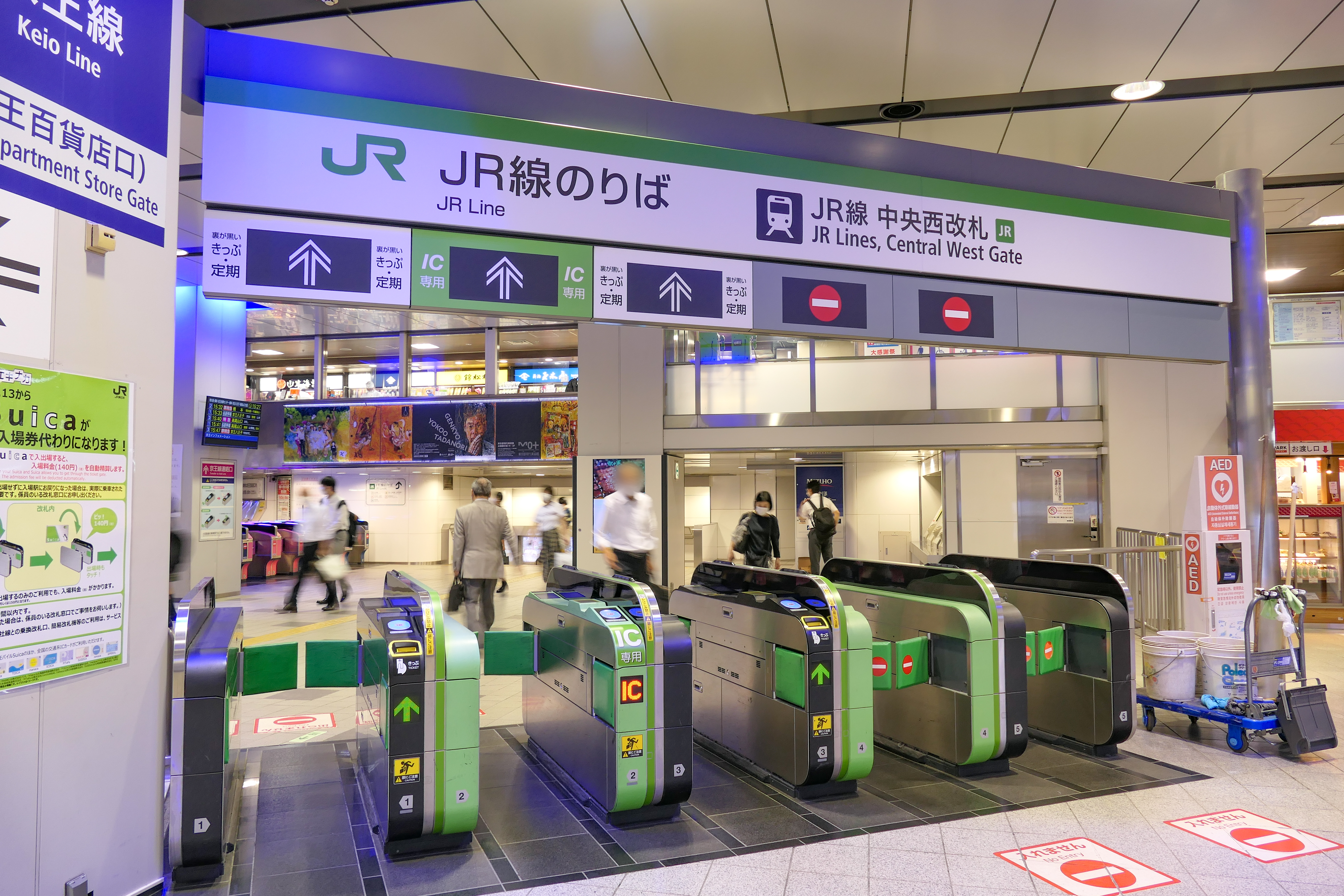
중앙 서쪽 개찰 (게이오 출입구 · 2021년 9월)
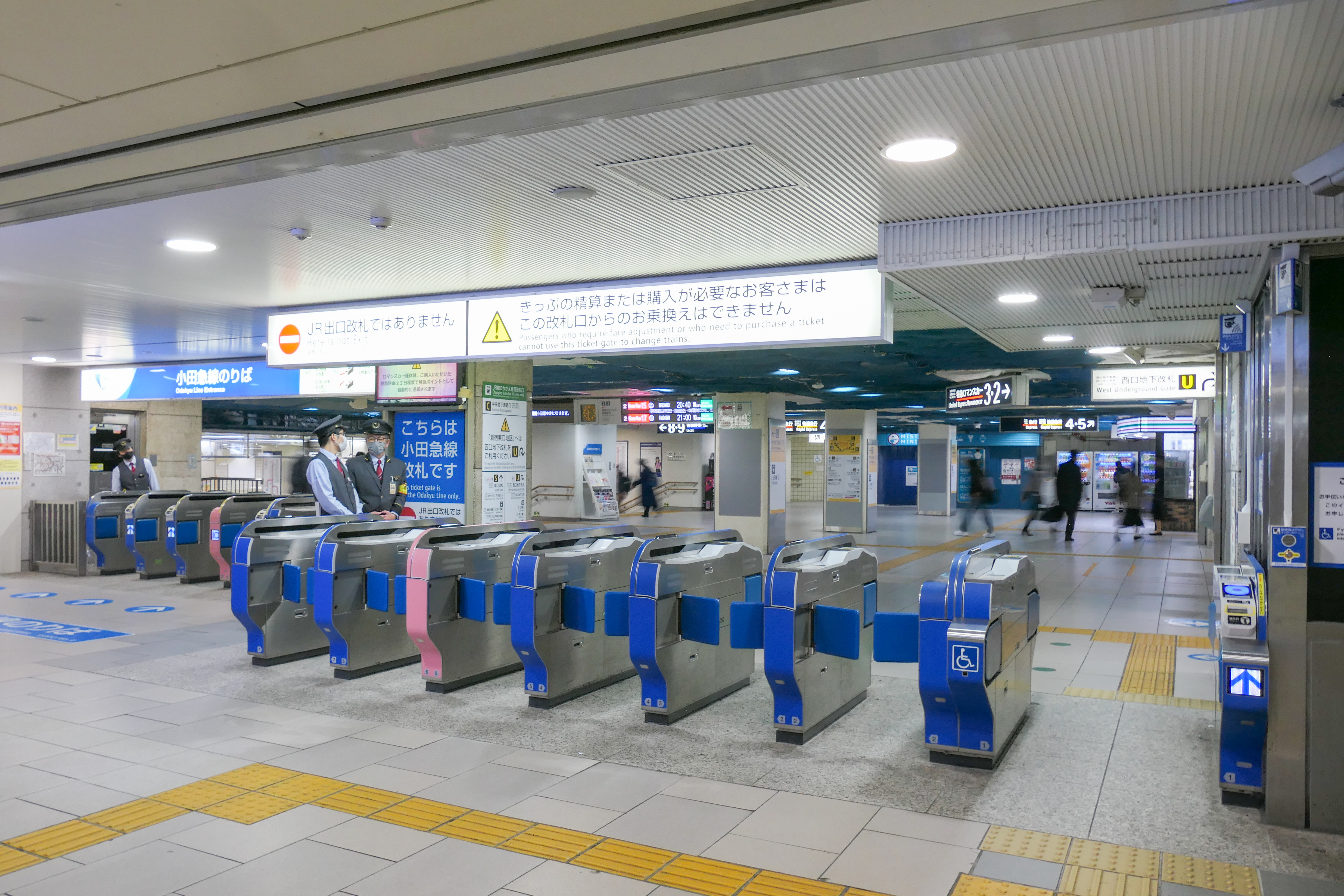
JR · 오다큐 연락 개찰 (중앙 서쪽 출입구 · 2022년 12월)
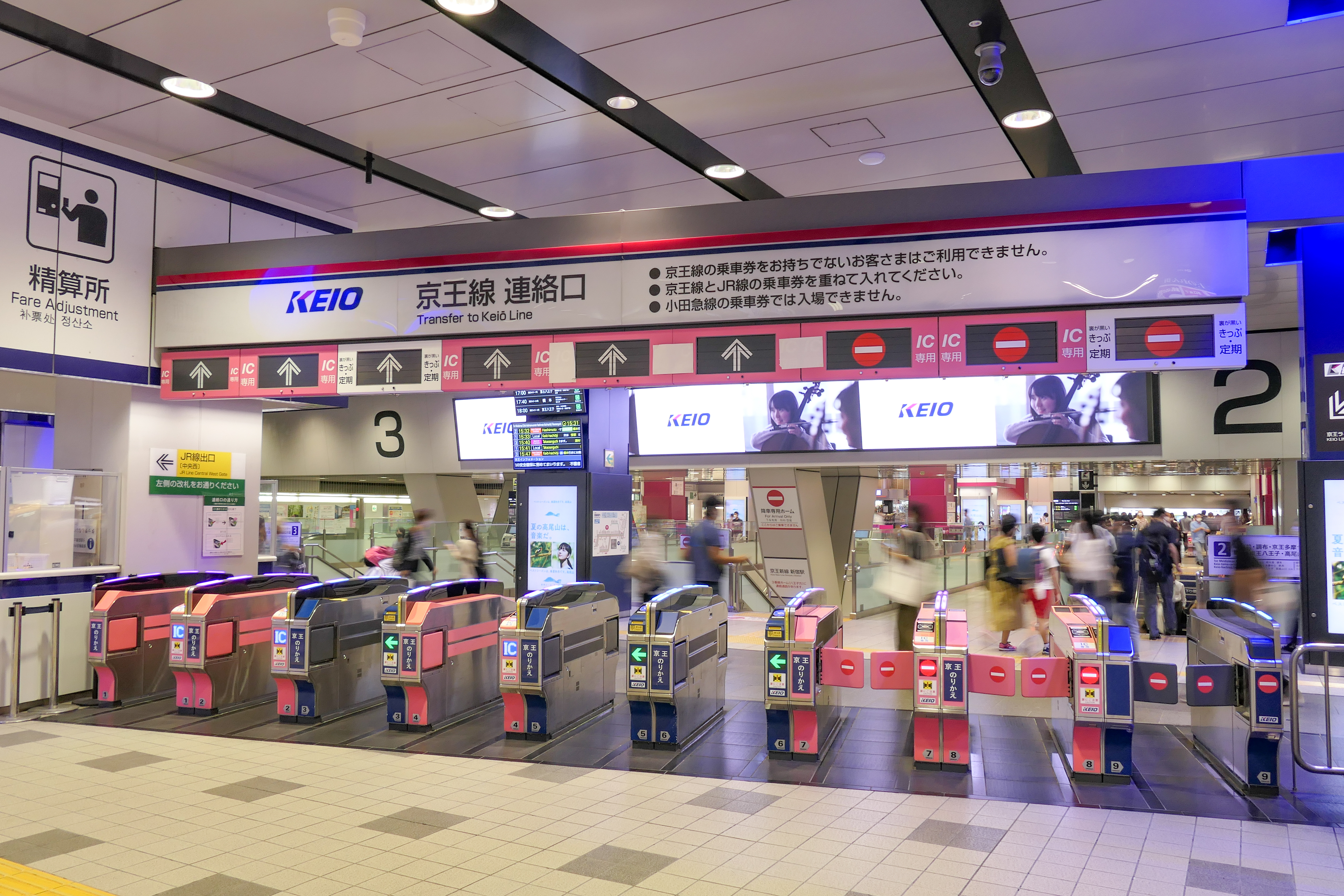
JR · 게이오 연락 개찰 (2021년 9월)

##### 남쪽 출입구 과선교
1·2번선의 중앙과 3·4번선의 북측, 7 ~ 16번선의 남측을 동서로 연결하는 과선교이다. 위층에는 루미네 2가 있으며, 개찰 내에도 일부 점포가 입주해 있다(후술). 과선교의 남쪽으로 나오면 남쪽 개찰(구 남쪽 출입구 개찰)로 고슈 가도(국도 20호)의 과선교를 통해 직결된다. 서쪽에는 오다큐선 연락 개찰과 접해 있다. 서쪽 끝에는 오다큐선 연락 출입구가, 동쪽 끝에는 동남쪽 개찰(구 동남쪽 출입구 개찰)이 있다. 동남쪽 출구 개찰구의 영업 시간은 6시 ~ 24시이다.
개찰 내에는 도토루 커피, 3COINS stations, 약국 등이 있으며, 루미네 2의 개찰 내 점포로서 세이조 이시이 등도 입주해 있다. 개찰구를 나와 오른쪽으로 가면 오다큐 선 개찰구, 오다큐 백화점 신주쿠점, 미로드 신주쿠점이 있다.
5·6번선을 제외한 각 승강장에서 에스컬레이터, 엘리베이터로 직결된다. 13-16번선으로의 에스컬레이터는 승강장에서 위쪽 방향으로만 설치되어 있으나 엘리베이터가 설치되어 있어 휠체어 등의 이동에 지장은 없다. 화장실은 7·8번선으로의 계단 옆에 있다. 휠체어와 오스트메이트(인공 방광이나 인공 항문) 등의 이용에 대응한 다기능 화장실도 설치되어 있지만 평소에는 잠겨 있으며, 이용을 원할 경우 문 옆의 인터폰으로 역무원에게 연락하여야 한다.
13-16번선은 2006년 4월 16일부터 신 남쪽 출입구 과선교의 연장에 따라 신 남쪽 출입구와 서던테라스 출입구로의 접근이 가능해지도록 승강장이 남쪽으로 연장되면서 기존 승강장 남쪽 끝에 있던 계단의 폭이 좁아졌다.

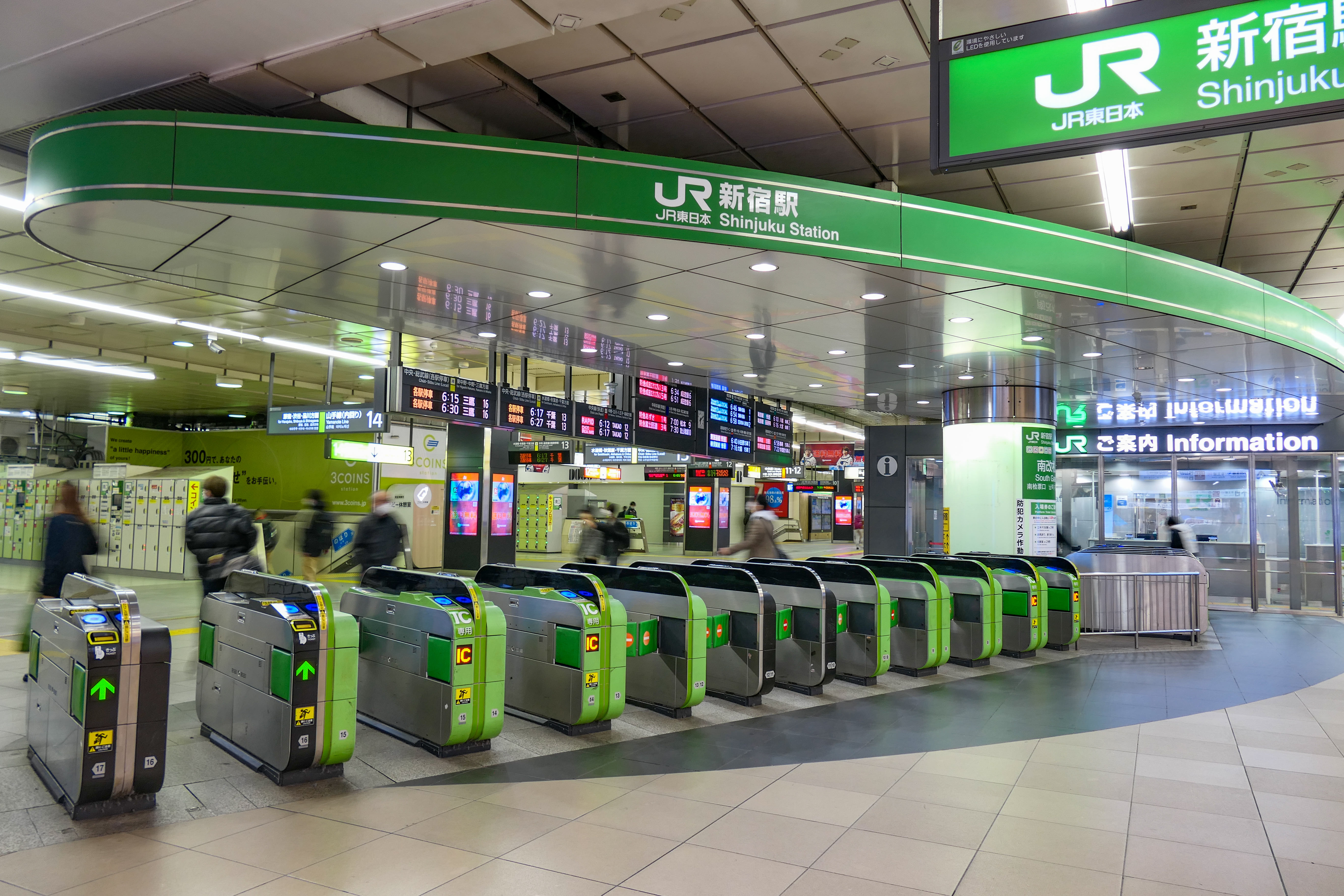
남쪽 개찰 (2021년 11월)
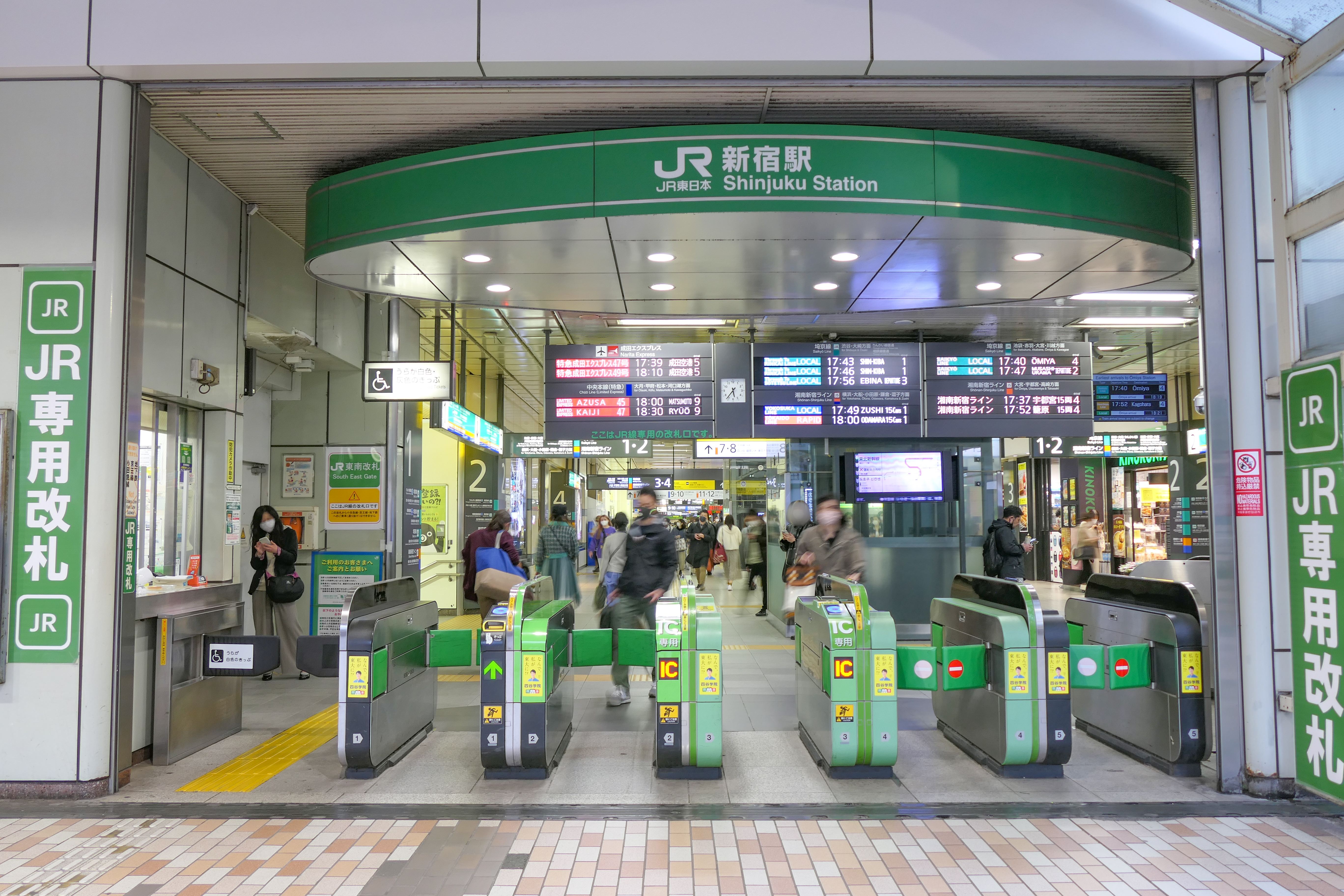
동남쪽 개찰 (2022년 3월)
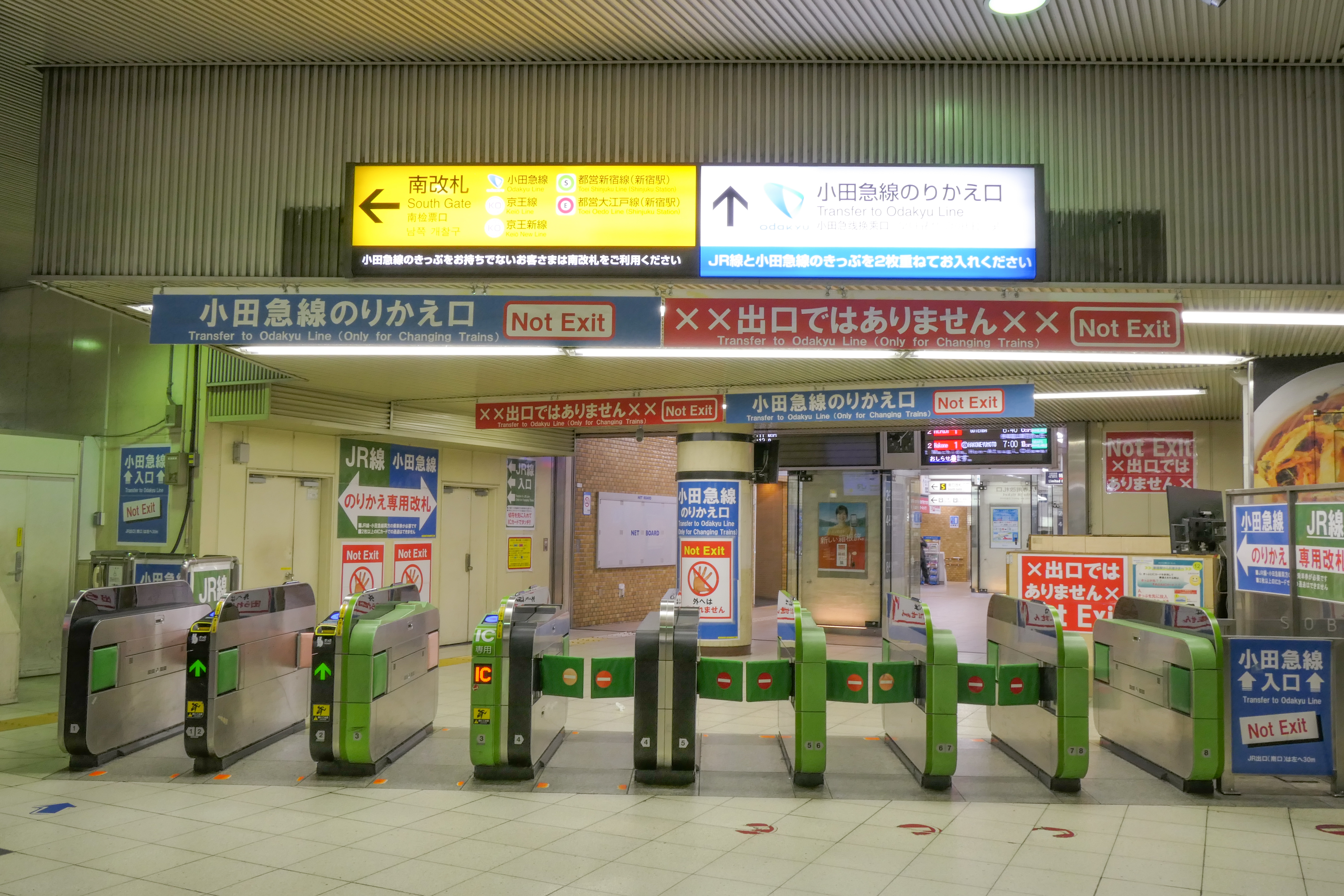
JR · 오다큐선 연락 개찰 (남쪽 출입구 · 2021년 11월)

##### 바스타 신주쿠 및 JR 신주쿠 미라이나 타워 과선교 (인공 지반)
1-6번선의 중앙과 7-16번선의 남쪽 끝을 연결하는, 고슈 가도 남측의 시부야구에 만들어진 인공 지반 상의 건물인 바스타 신주쿠 최하층·2층 부분에 상당한다.
북측의 동서 통로의 서쪽 끝에 화장실이 있으며, 그 동쪽에 고슈 가도 개찰(구 서던테라스 출입구)가 있다. 동서 통로의 동쪽 끝에는 미라이나 타워 개찰이 있다. 미라이나 타워 개찰의 위치 관계상 1·2번선의 계단은 통로를 따라 이케부쿠로 쪽의 에스컬레이터만 설치되어 있어(시부야 쪽은 미라이나 타워 개찰 창구 · 정산기), 앞에서 분기하는 형태로 1·2번선 계단 전용 통로가 설치되어 있다. 고슈 가도 개찰의 위치에서 남쪽으로 통로가 이어져 있으며, 남북 통로의 남쪽 끝에 신 남쪽 개찰(구 신 남쪽 출입구)가 있다. 또한, 미라이나 타워 개찰에는 고객 서포트 콜 시스템(お客さまサポートコールシステム)이 도입되어 있어 역무원 없이 종일 인터폰에 의한 안내를 시행하고 있다.
북쪽의 동서 통로에는 7-16번선으로의 계단, 에스컬레이터가 설치되어 있고, 7-16번선에서는 열차의 정차 위치(열차의 가장 끝)로부터 남쪽으로 승강장을 연장한 끝에 에스컬레이터(계단 없음)가 있으며, 과선교의 북쪽 끝에 간신히 연결되어 있는 상태로 승강장 위를 약간 걸어야 한다.
공사로 인해 수시로 위치가 변경되어 이용 시에 주의가 필요했으나 바스타 신주쿠의 개업과 함께 대체로 확정되었다.
고슈 가도 개찰은 이름대로 이 과선교에 설치된 신 역사 안에서 고슈 가도에 직결된 출입구의 형태로 설치되어 있으며, 마찬가지로 고슈 가도에 접한 기존의 남쪽 출입구의 대각선 맞은편에 위치해 있다. 원래 명칭은 서던테라스 출입구였지만 신주쿠 서던테라스에는 직결되어 있지 않다(구 서던 테라스 출입구는 직결되어 있었다).
신 남쪽 개찰은 고슈 가도 개찰의 바로 뒤에 있어 다카시마야 타임스 스퀘어에 가깝다. 또한, 공사 중에는 개찰 바깥의 통로로 구 서던테라스 출입구 개찰이 있던 자리 앞을 지나 신주쿠 서던테라스로 연결되었지만, 현재는 개찰 앞에 생긴 Suica의 펭귄 광장이 서던테라스로 직결된다. 미라이나 타워 개찰은 역사로 직결된 JR 신주쿠 미라이나 타워의 출입구에 접한 장소에 위치하고 있다.
1991년 3월 19일에 개설된 이 과선교는 당시 1-4번선만 이용 가능했으며, 동쪽 끝에 이설 전의 구 신 남쪽 출입구가 설치되어 있었다. 화장실은 해당 개찰 바깥에 설치되었다.
2003년 2월 1일부터 현재의 위치에 5·6번선이 설치됨에 따라 서쪽 끝에서 L자형으로 연장과 5·6번선으로 가는 계단, 에스컬레이터(이설 전)의 신설이 실시되었다.
2006년 4월 16일부터 2003년의 연장부에서 서쪽으로 한층 더 연장한 '서던테라스 출입구'(サザンテラス口) 신설이 실시되어 그 날부터 7-14번선(현 7-16번선)과의 직접 연결이 가능해졌다.
2010년 11월 28일, 중앙부에서 기존의 통로와 T자형으로 이어지는 형태로 과선교의 연장과 신 남쪽 출입구 및 5·6번선 승강장으로의 계단, 에스컬레이터의 이설, 화장실의 설치가 실시되면서 동쪽 끝의 구 신 남쪽 출입구는 폐쇄되었다. 구 신 남쪽 출입구는 JR 고속 버스 터미널로의 접근 외에 개찰구에서도 가장 가까웠다.
또한, 2011년 2월 27일, 3·4번선의 계단이 이설되며 5·6번선의 특급 승강장 계단과 나란한 형태가 되었다.
2012년, 1·2번선의 계단도 이전되었다. 이것에 따라 1991년과 2003년에 설치된 구 신 남쪽 출입구 과선교는 그 역할을 마쳤다.
2013년, 서던테라스 출입구가 7·8번선 승강장 계단과 9·10번선 승강장 계단의 사이에 신 남쪽 출입구와 일직선으로 이어진 위치로 이전하였다(신주쿠 서던테라스 직결에서 고슈 가도에 접하게 되었다. 남쪽 출입구의 비스듬한 앞이 되었다). 또한, 화장실은 구 서던테라스 출입구 개찰이 있던 곳의 정면의 13-16번선 계단 인접지로 이전하였다.
이 후에도 수 차례 1-6번선의 계단 배치 등이 변경되었으며, 1·2번선 계단 통로를 제외하고 각 계단, 에스컬레이터, 엘리베이터가 하나의 통로 상에 모여 환승하기 쉽게 되었다(2016년 3월 시점).
2016년 3월 7일, 1·2번선 쪽(구 신 남쪽 출입구에 가까운 곳)에 JR 신주쿠 미라이나 타워 입구에서 가장 가까운 미라이나 타워 개찰을 신설하고, 동시에 신 남쪽 출입구를 신 남쪽 개찰(新南改札)로, 서던테라스 출입구를 고슈 가도 개찰(甲州街道改札)로 개칭하였다. 같은 해 3월 25일에는 JR 신주쿠 미라이나 타워와 상층 및 JR 미라이나 타워 내에 전개한 상업 시설 'NEWoMan'이 개업하였고, 같은 해 4월 15일에는 'NEWoMan'의 에키나카(역 안) 에리어가 개업하였다.
2018년 11월 28일부터 약 3개월간, 에키나카(역 안) 셰어 오피스 'STATION WORK'의 사업 전개를 위한 실증 실험을 고슈 가도 개찰 내에서 실시하였다. 그 후, 2019년 8월 1일부터 본격 개시하고 있다.

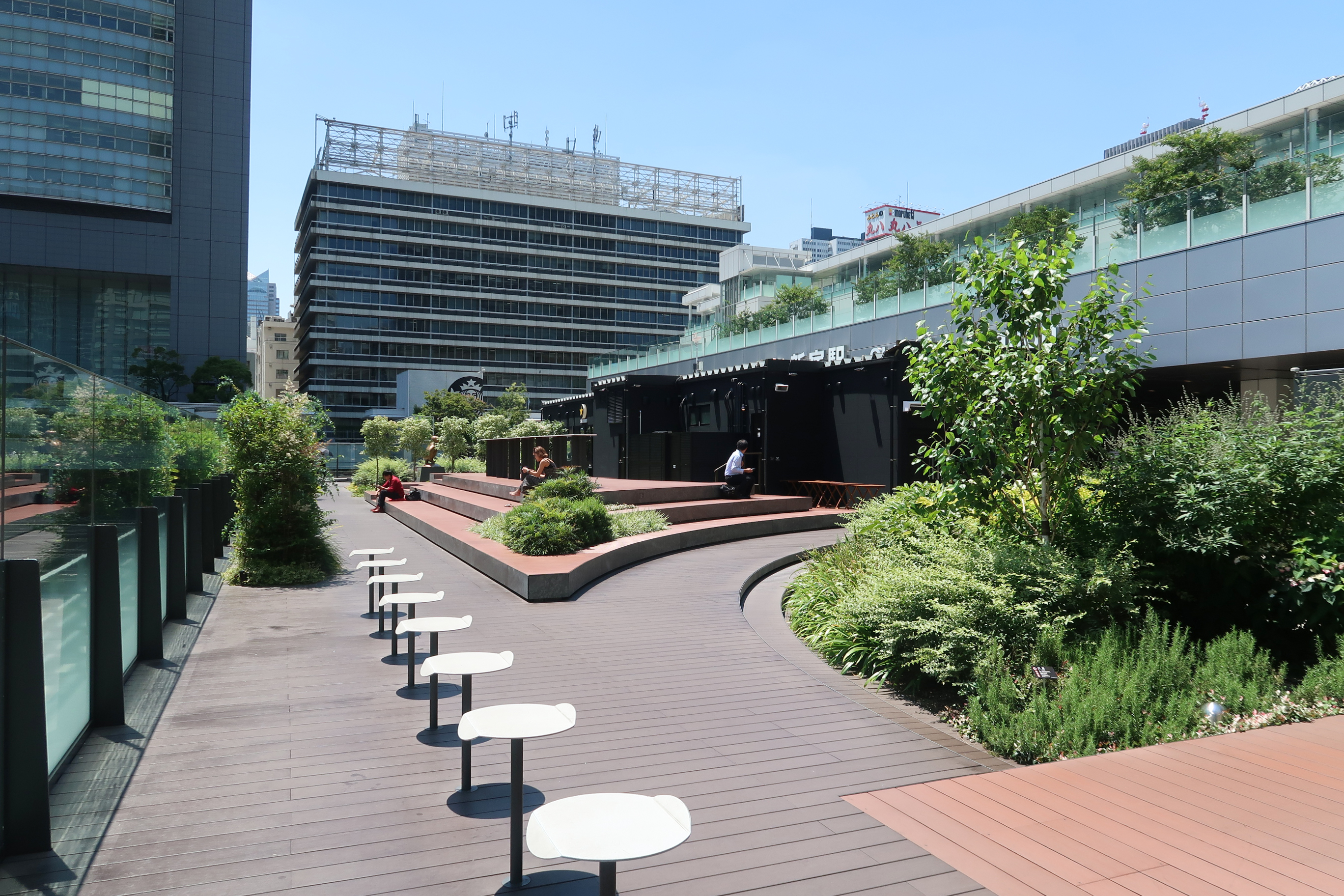
Suica의 펭귄 광장 (2018년 5월)
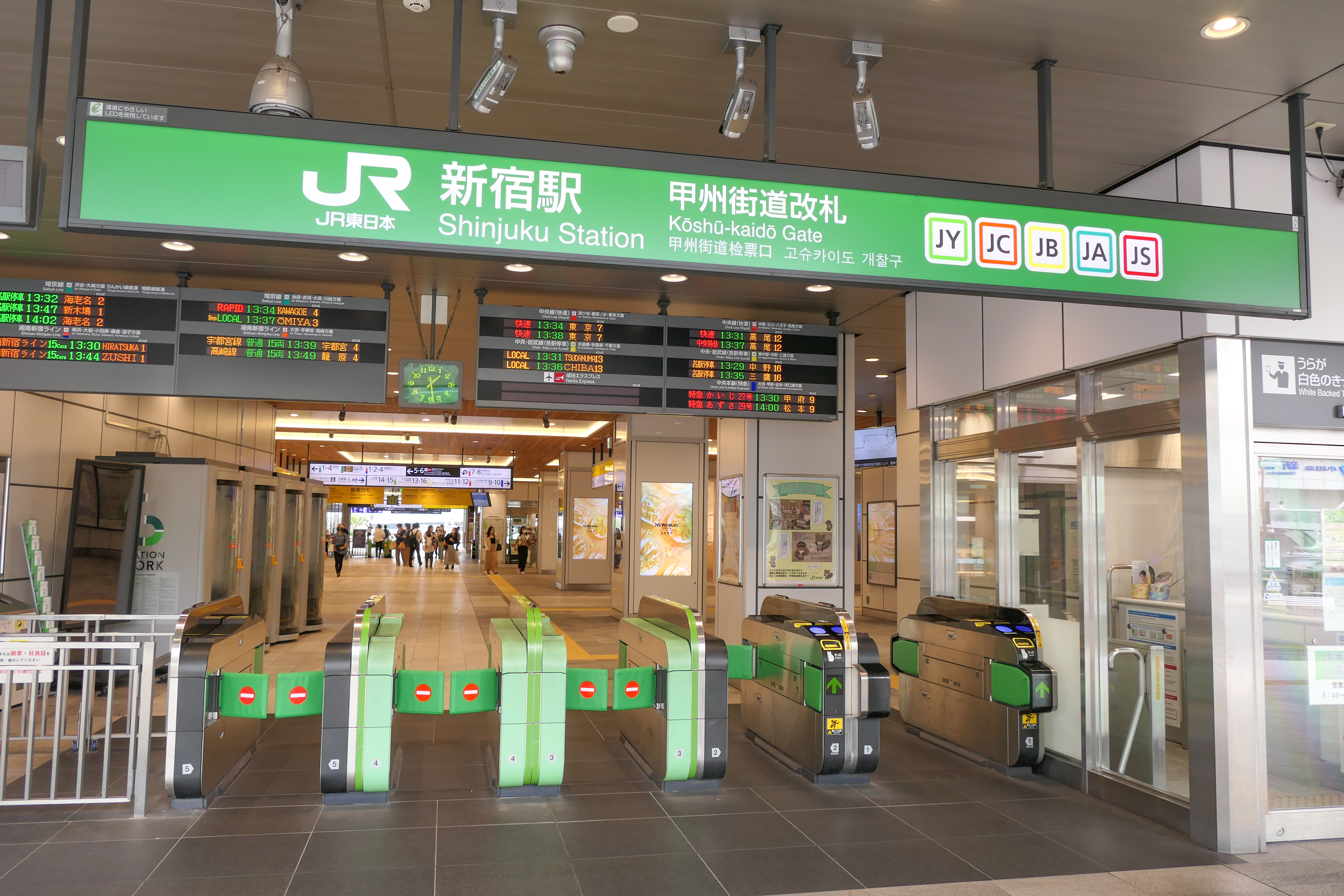
고슈 가도 개찰 (2021년 9월)
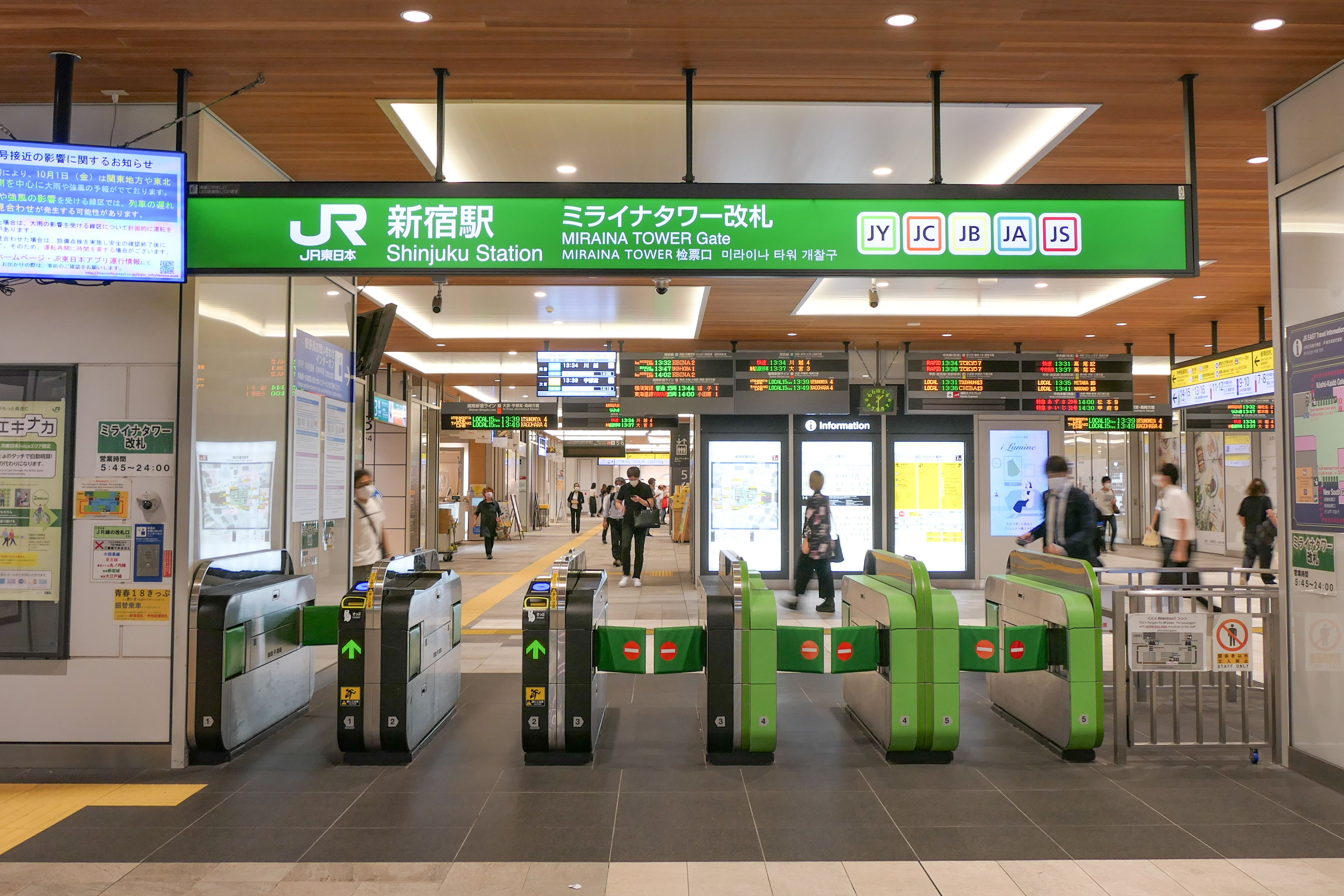
미라이나 타워 개찰 (2021년 9월)
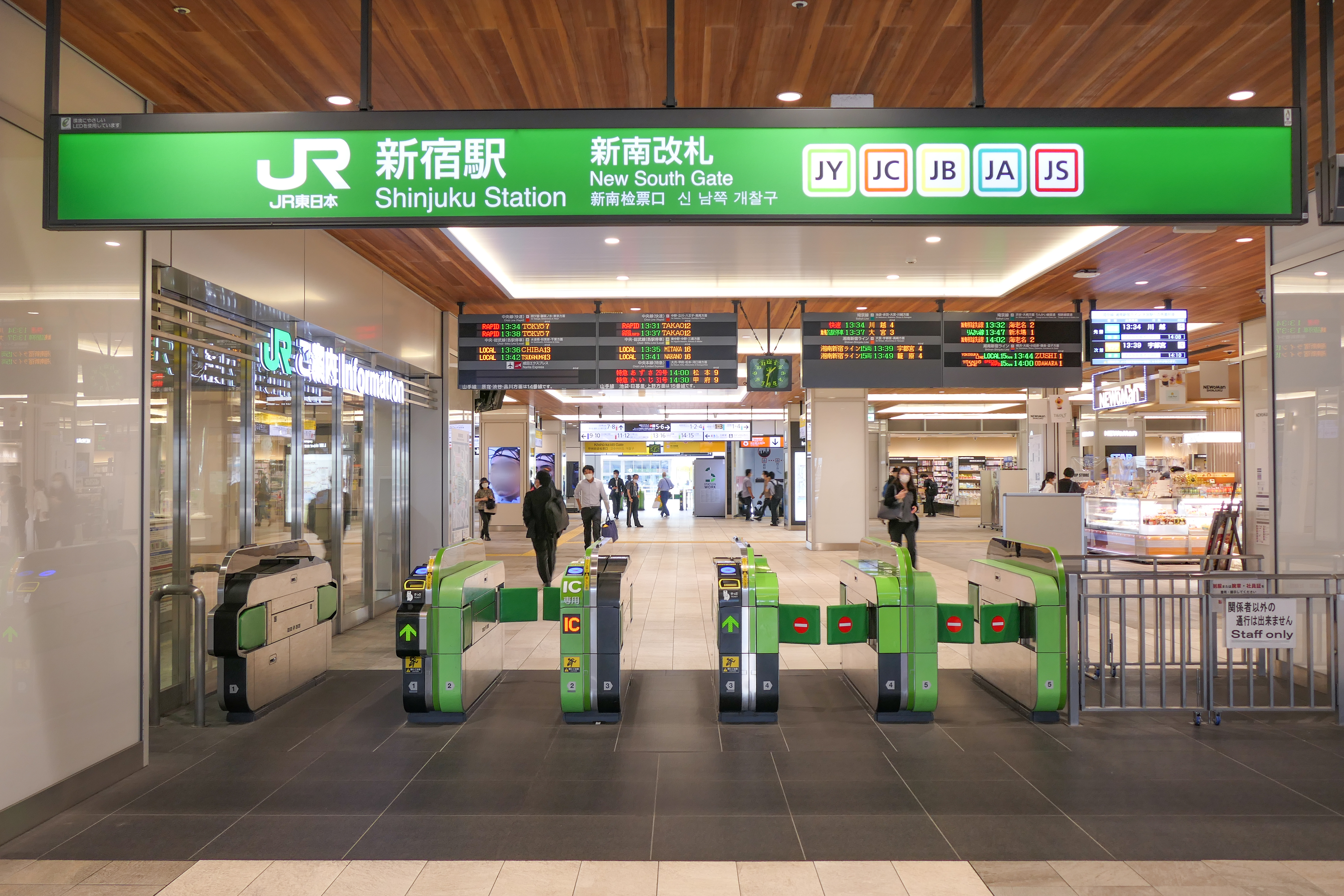
신 남쪽 개찰 (2021년 9월)

구 신 남쪽 출입구 및 서던테라스 출입구 과선교의 모습

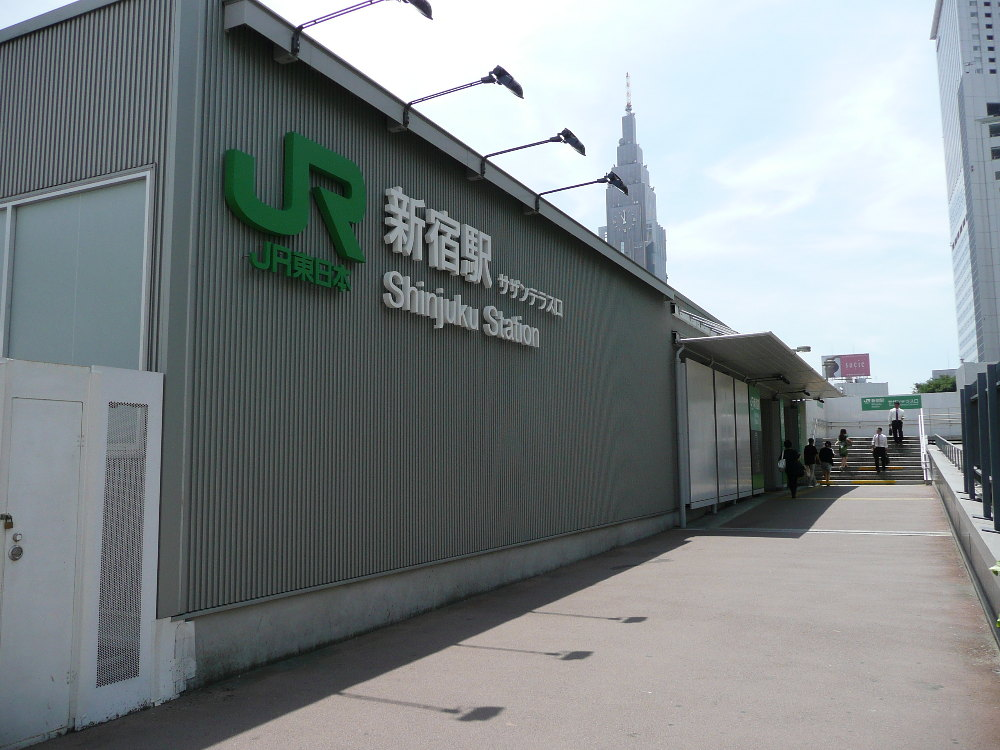
구 서던테라스 출구(2007년 8월 7일)
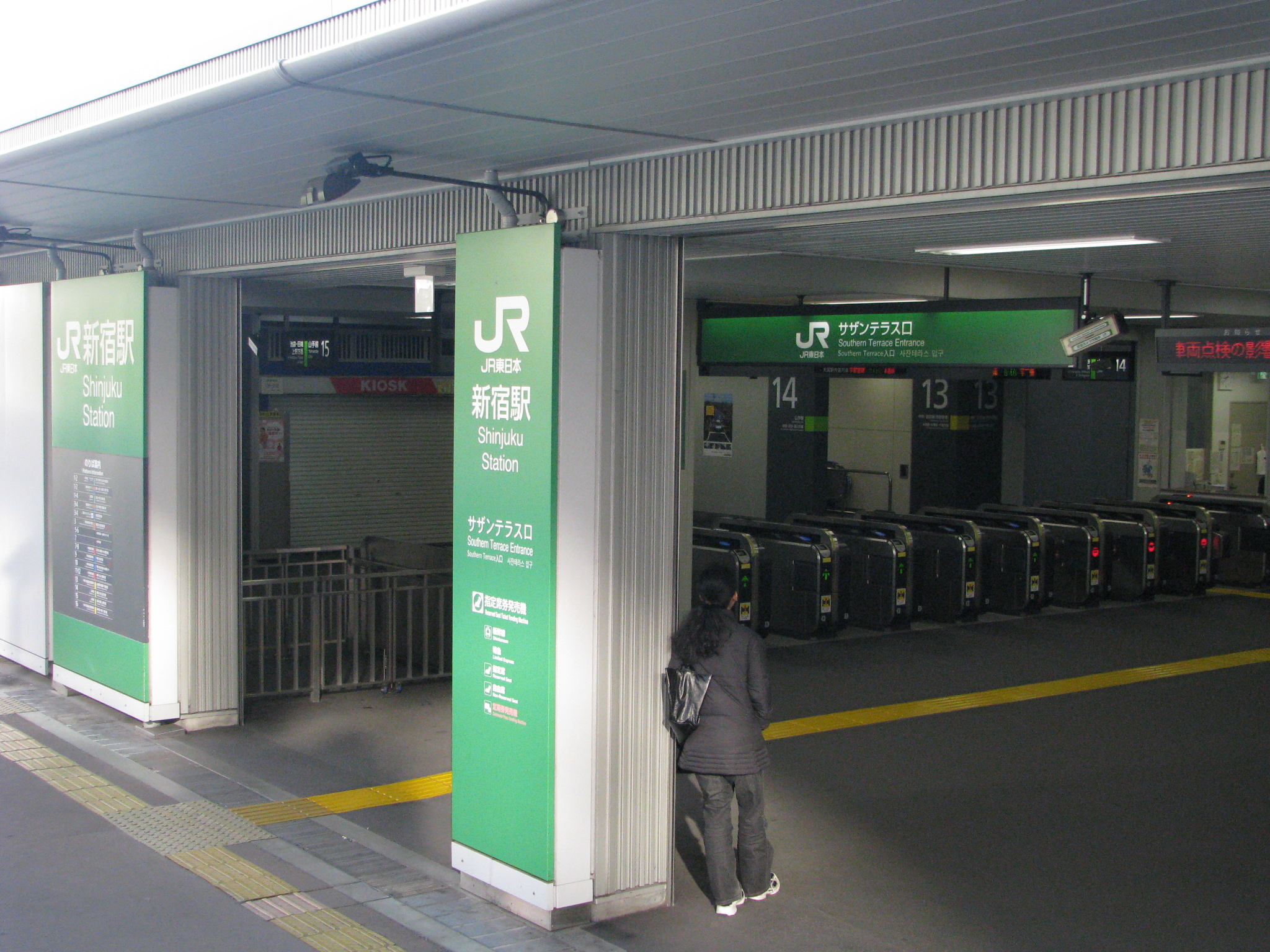
구 서던테라스 출구(2008년 1월 27일)
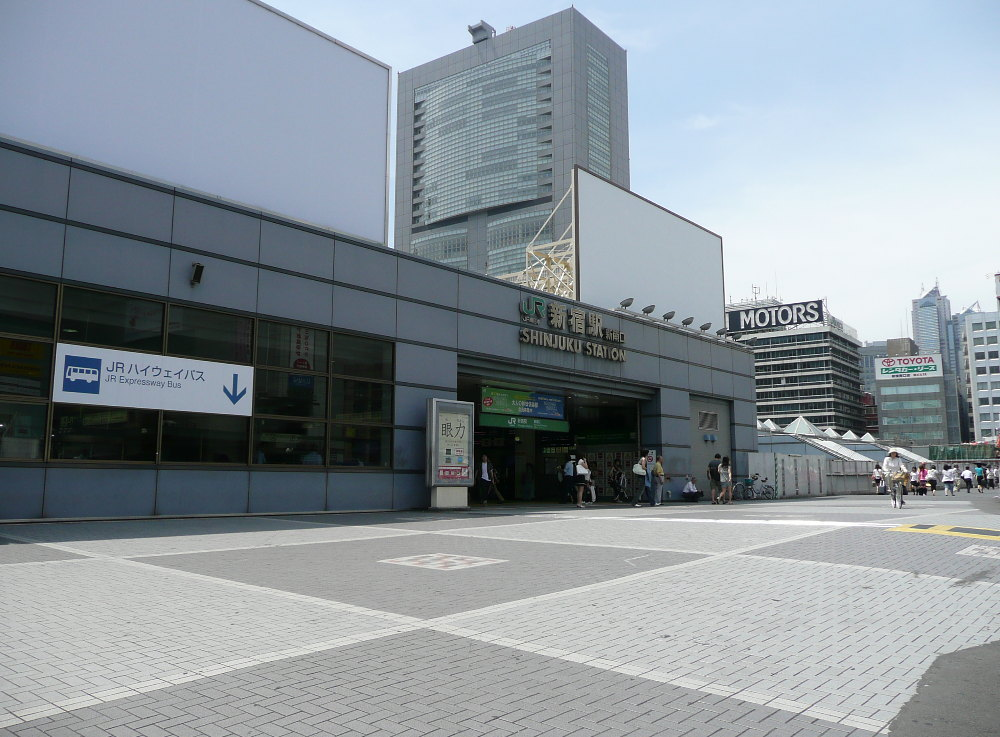
구 신 남쪽 출구(2007년 8월 7일. 2010년 11월 27일 영업 종료)

### 게이오 전철 (게이오선)
후술하는 신선 신주쿠역(新線新宿駅)과는 동일 역 취급으로 개찰 내에서 오가는 것이 가능하지만, 거리가 떨어져 있으며 개찰구도 별도로 있는 등의 이유로 여객 안내에서는 게이오선 신주쿠역(京王線新宿駅)으로 안내된다.
오다큐 전철의 서쪽 옆, 게이오 백화점 신주쿠점의 지하 2층 상당 및 신주쿠 루미네 1의 지하 3층 상당에 3면 3선의 두단식 승강장이 있다. 남북으로 선로가 뻗어 있고, 역 끝단에서 서쪽으로 구부러져 있다. 동쪽부터 1-3번선으로 1번선을 제외하면 양측에 승강장이 있다. 3면 승강장 중 중앙의 승강장은 하차 전용이며, 3번선 승차 승강장의 북쪽에 휠체어 등의 이용에 대응한 화장실이 있다.
관구장 소재역으로 '신주쿠 관구'(新宿管区)로서 당역과 신선 신주쿠역을 관리한다.
당역에서 발차하는 모든 열차가 하쓰다이역, 하타가야역을 통과한다. 해당 두 역으로는 타는곳이 다른 장소에 있는 게이오 신선을 이용한다. 또한, 당역의 막차 이후에도 신선 신주쿠역에서는 출발하는 열차가 남아 있으며, 첫차도 신선 신주쿠역이 당역보다 30분 이상 빨리 출발한다. 막차 시간대에는 역무원이 '막차는 신선입니다!'(終電は新線です!! 슈덴와 신센데스!![*])라고 외치는 경우도 있다.
예전에 발매하였던 패스넷(パスネット)으로 서쪽 출입구에서 승하차할 때 승차역 표시가 '게이오 신주쿠 (최저 금액, 2007년(헤이세이 19년) 현행 120엔이므로 12)'(京王新宿（最低金額、2007年（平成19年）現行120円のため12）), 하차역 표시는 'KO주쿠'(KO宿)로 되어 있었다.
2011년 상반기부터 스크린도어 설치 공사를 개시하여 2012년에 3번선에서, 2013년에 1번선과 2번선에서 각각 사용을 개시하였다. 단, 하차 전용 승강장에는 스크린도어 대신 난간이 설치되어 있다.

#### 타는 곳
| 번선 | 종별                                                                              | 행선지                                        | 비고                                     |
| ---- | --------------------------------------------------------------------------------- | --------------------------------------------- | ---------------------------------------- |
| 1    | □게이오 라이너 (평일) ■특급 ■급행 ■구간급행 ■쾌속 ■각역정차                       | 게이오하치오지 · 다카오산구치 · 하시모토 방면 |                                          |
| 2    | □게이오 라이너 (주말 및 공휴일) □Mt.TAKAO호 ■특급 ■급행 ■구간급행 ■쾌속 ■각역정차 | 게이오하치오지 · 다카오산구치 · 하시모토 방면 | 2번선 · 3번선 공용의 하차 승강장이 있다. |
| 3    | ■특급 ■급행 ■구간급행 ■쾌속                                                       | 게이오하치오지 · 다카오산구치 · 하시모토 방면 | 2번선 · 3번선 공용의 하차 승강장이 있다. |

(출처: 게이오: 역 안내 맵)
- 낮에는 1번선에서 각역정차 게이오하치오지행 또는 각역정차 다카오산구치행(일부는 다카하타후도까지만 운행), 2번선에서 특급 하시모토행, 3번선에서 특급 게이오하치오지행과 특급 다카오산구치행이 출발한다. 후추 방면으로 향하는 특급은 사사즈카 또는 메이다이마에에서 게이오 신선의 구간급행 하시모토행 또는 쾌속 하시모토행(일부는 게이오 다마센터까지만 운행)으로 갈아탈 수 있다.
- 복선 구간에 지상 신호등이 있었을 때는 2선 동시에 진로가 개통된 상태[주 27]가 빈번하게 보였다. 이것은 제2 출발 신호기가 당역에서 떨어진 시저 크로싱(scissors crossing)[주 8] 바로 앞에 있으므로 그곳까지는 진행할 수 있다는 의미이다. 종종 다이어 혼란 등이 일어났을 때 이루어지는데 1·2번선과 3번선에서 동시 발차가 가능하다. 또한 반대로 1번선 또는 2번선으로 열차가 완전히 도착하기 전에 3번선에서 특급이나 준특급을 발차시킬 수 있는 등 배선 변경에 의한 메리트도 생겨나고 있다.
- 게이오 라이너는 평일 다이어가 1번선, 주말 및 공휴일 다이어는 2번선에서 출발한다. 한때 도쿄 경마장에서의 중앙경마 개최 시에 운행된 후추케이바세이몬마에 시발의 임시 준특급도 게이오 라이너로서 회차(오리카에시)하기 때문에 2번선에 도착하였다. 현재는 Mt.TAKAO호로 충당된 열차가 회차(오리카에시) 게이오 라이너가 된다.
- 2번선 · 3번선에 입선한 열차는 하차 승강장측, 승차 승강장측의 순서로 양쪽 출입문이 열린다.

#### 콩코스
게이오선의 개찰구는 모두 지하에 있다. 당역에는 대형 사철의 터미널역에 흔히 있는 두단식 승강장을 갖추고 있지만, 일반적으로 두단부의 차막이 정면에 승강장 전체 폭에 걸쳐 개찰구가 늘어서 있는 것과 달리, 정면이 벽으로 막혀 있다. 두단부에서 계단을 올라가면 서쪽 출입구 지하 광장으로 이어지는 출구 전용의 광장 출입구 개찰구가 있는 구조이다. 또 다른 계단에서는 아침 러시아워 전용의 출구 전용 출입구 개찰로 이어진다(계단 앞 셔터의 개폐에 의해 7시 10분부터 9시까지만 이용 가능하며, C&C 신주쿠 본점 앞으로 나온다). 이 두단부에서 하차 전용을 포함한 1-3번선 각 승강장 상호간에 단차 없이 이동이 가능하다.
중앙의 계단을 오르면 남북으로 나뉘어 북쪽은 게이오 서쪽 출입구(분홍색), 남쪽은 게이오 백화점 출입구(남색)이며, 양쪽을 구별하기 위해 게이오의 기업 컬러 2색으로 구분하여 표시하고 있다. 이 두 색은 게이오선 낸의 행선 이미지 컬러이기도 한데 차막이 측에 가까운 서쪽 출입구의 이미지 컬러인 분홍색은 상행, 사사즈카역 측의 게이오 백화점 출입구의 이미지 컬러인 남색을 하행으로 하고 있다. 게이오 백화점 출입구는 JR 중앙 서쪽 출입구에 인접해 있고, 동쪽 옆에 JR 연락 출입구가 있다. 그곳에서 오다큐의 지하 콩코스의 아래를 지나는 JR 연락 통로를 지나면 JR의 중앙 통로로 나온다. JR의 중앙 동쪽 출입구에서의 출입장은 JR 연락 출입구의 전용 개찰(노란색의 자동 개찰)을 이용할 필요가 있었지만, 2020년 7월 19일의 동서 자유 통로 운영 개시에 따라 취급을 종료하였다.
남쪽 계단을 올라가면 루미네 출입구 개찰구로 신주쿠 루미네 1의 지하 2층으로 나온다. 신주쿠 루미네 2와는 다른 건물로 1층 이외에는 연결되어 있지 않다. 영업 시간은 6시 30분부터 22시까지이다. 계단을 올라가면 건물에서 나오지 않고 JR과 오다큐의 남쪽 출입구로 갈 수 있다. 또한, 루미네 출입구와 승강장을 잇는 계단과 에스컬레이터는 승차 승강장에만 있지만, 각각 1대씩 밖에 없어 17시까지는 상행, 17시 이후에는 하행이 된다. 루미네 출입구의 발차표는 리뉴얼 공사 때 사용되었던 액정형의 것이 계속 사용되고 있었지만, 2012년에 LED식의 발차표가 개찰구 앞에 없는 역과 같은 액정 패널식의 것으로 갱신되고 있다.
3번선 남쪽 끝에서 연락 통로를 지나면 신선 신주쿠역으로 이어진다. 이 연락 통로에는 계단이 있으며, 내려갔다가 올라가는 형태로 되어 있다.
화장실은 3번선의 승차 승강장 북쪽에 전통적인 남녀 화장실에 더하여 '누구라도 화장실'(だれでもトイレ)이 같이 설치되어 있다. 남성용과 여성용, 누구라도 화장실의 입구는 떨어진 위치에 설치되어 있다.
엘리베이터는 게이오 서쪽 출입구, 게이오 백화점 출입구 층과 1·2번선의 승차 승강장을 잇는 엘리베이터(2018년경 신설), 3번선의 승차 승강장과를 잇는 엘리베이터가 각각 설치되어 있으며, 엘리베이터가 설치되어 있지 않은 하차 승강장에서는 두단부를 경유하여 1·2번선 또는 3번선의 승차 승강장으로 이동하여 이용한다. 또한, 각 승강장에서 루미네 출입구, 게이오 신선 신주쿠역 연락 통로로의 엘리베이터는 설치되어 있지 않다. 개찰 밖에는 게이오 백화점 출입구에 가까운 지하 통로와 지상을 잇는 엘리베이터가 설치되어 있다.
에스컬레이터는 각 승차 승강장과 북측이 게이오 서쪽 출입구, 게이오 백화점 출입구 층, 남측이 루미네 출입구를 잇는다. 북측은 각 승강장 단방향 1개씩으로 두 승강장을 합해 총 4개(단, 아침 러시아워에는 개찰층→3번선 승차 승강장 방향은 운전하지 않고, 3번선 승차 승강장→개찰층 방향으로만 2개 운전한다), 남측은 각 승강장 1개씩 시간대에 따라 방향을 바꾸는 단방향 운전을 실시한다.
이전에는 출입문의 수나 열차 량수에 따라 승차 위치를 '노란색의 8번', '초록색의 7번'과 같이 안내하였지만, 당역에 발착하는 대부분의 열차가 4비차가 되었을 무렵의 역 리뉴얼로 먼저 출발하는 열차에 기준하는 등으로 바뀌었다. 현재 하차 전용 승강장에는 4비차 출입문 위치를 제외하고는 난간이 설치되어 있다.
개찰층의 발차표는 1-3번선의 가장 먼저 출발하는 열차부터 5번째 열차까지의 발차 시각, 종별, 행선지, 타는곳, 비고를 표시하고 있다. 게이오의 대부분의 역에서 볼 수 있는 LED식의 것을 사용하였으나 2020년 3월에 디지털 사이니지 설치를 위해 철거되었고 개찰구 바로 위에 LCD형 발차표가 설치되었다. 이 발차표는 일본어와 영어뿐만 아니라 중국어와 한국어도 표시하고 있다. 2002년 이전의 플랩식 발차표는 1·2번선용과 3번선용이 분리되어 있었으며, 각각 가장 먼저 출발하는 열차부터 3번째 열차까지의 종별, 행선 등을 표시하였고, 그 아래에는 램프식 노선도가 있어 각각의 승강장에서 가장 먼저 출발하는 열차의 정차역을 램프 점등하여 표시하였다. 하시모토행 특급(초대)가 있었을 때에는 정차역의 아래에 '특급 하시모토행은 2번선에서 발차합니다'(特急橋本ゆきは2番線から発車します)라는 안내가 쓰여 있었다.
하차 전용 승강장에 있었던 열차 접근 장치에는 다른 역에서는 잘 볼 수 없는 '열차에 주의해 주십시오'(電車にご注意ください)라는 표시가 있었다.
승강장의 발차표는 지금의 LED식이 되기 전에는 가장 먼저 출발하는 열차와 그 다음으로 출발하는 열차를 표시하는 검은 바탕에 세로 방향으로 회전하는 플랩식 발차표가 각 승차 승강장에 있었으며, 더 이전에는 가장 먼저 출발하는 열차만을 표시하는 하얀 바탕에 가로로 회전하는 1글자 1칸의 솔라리식 발차표가 1·2번선의 승차 승강장과 3·구4번선의 승차 승강장에 각각 설치되어 있었다.
예전에는 서쪽에도 중간 지하층 통로가 있었지만, 역 리뉴얼로 폐쇄되었다.

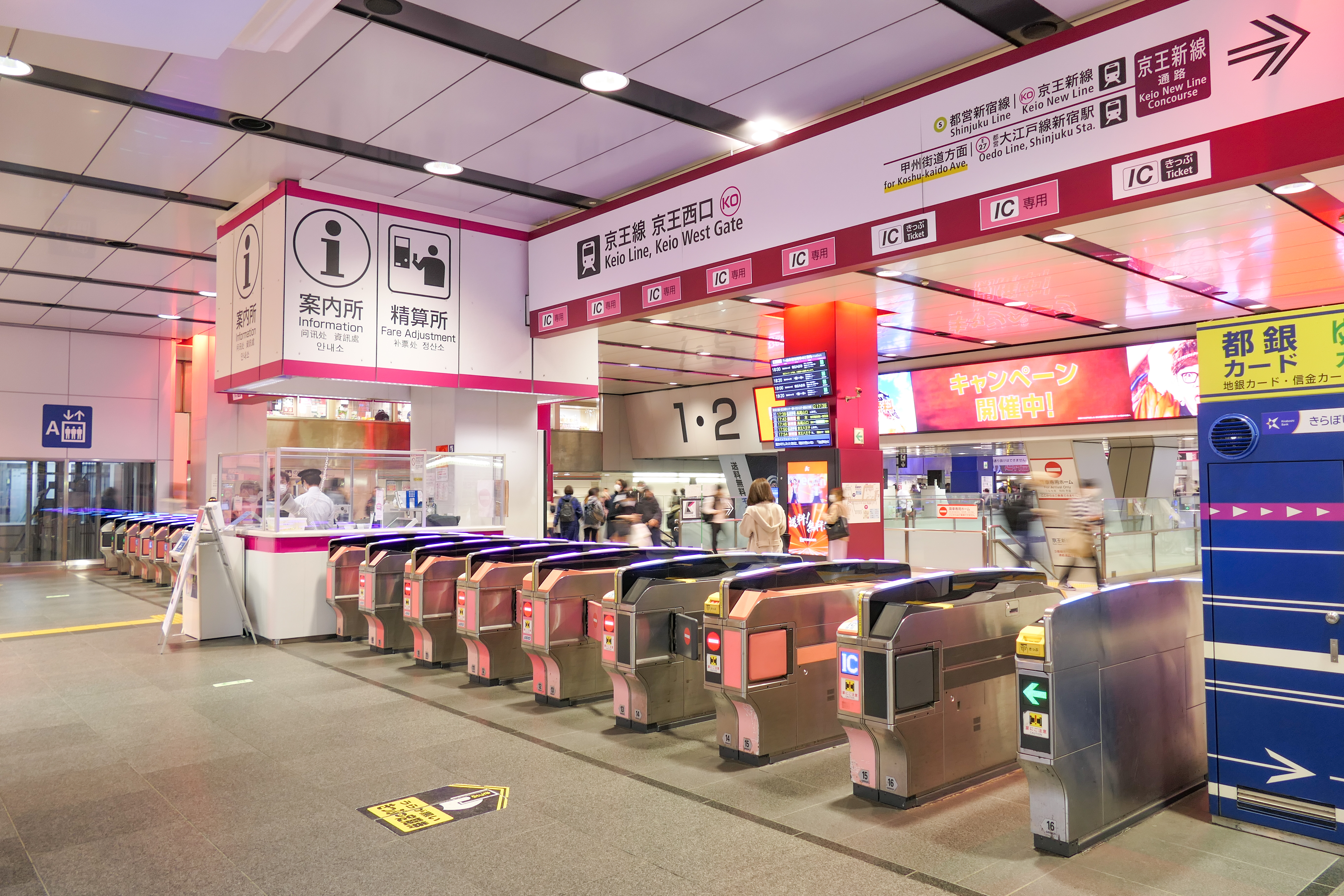
게이오 서쪽 출입구 개찰 (2021년 11월)
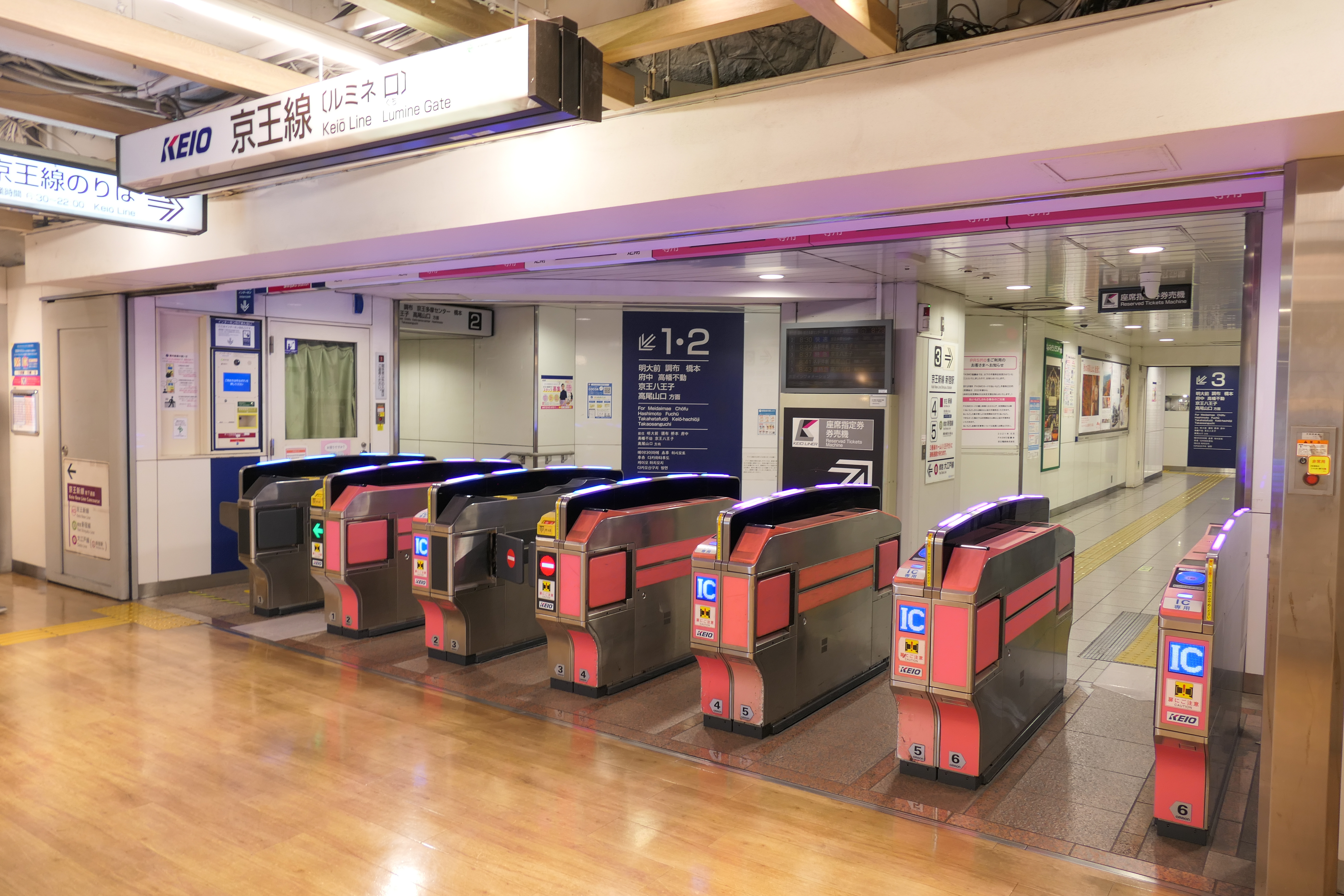
루미네 출입구 (2021년 11월)
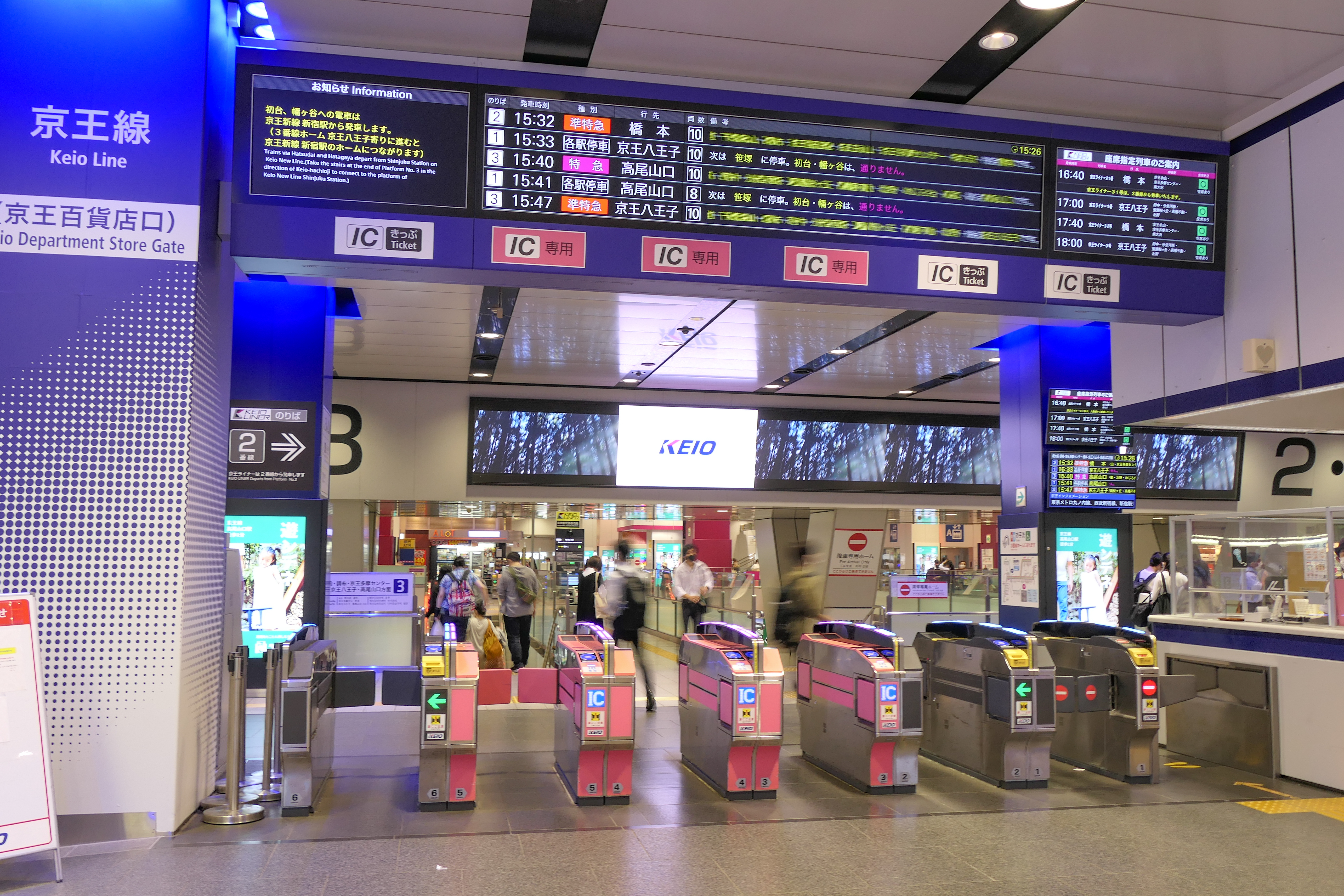
게이오 백화점 출입구 개찰 (2021년 9월)
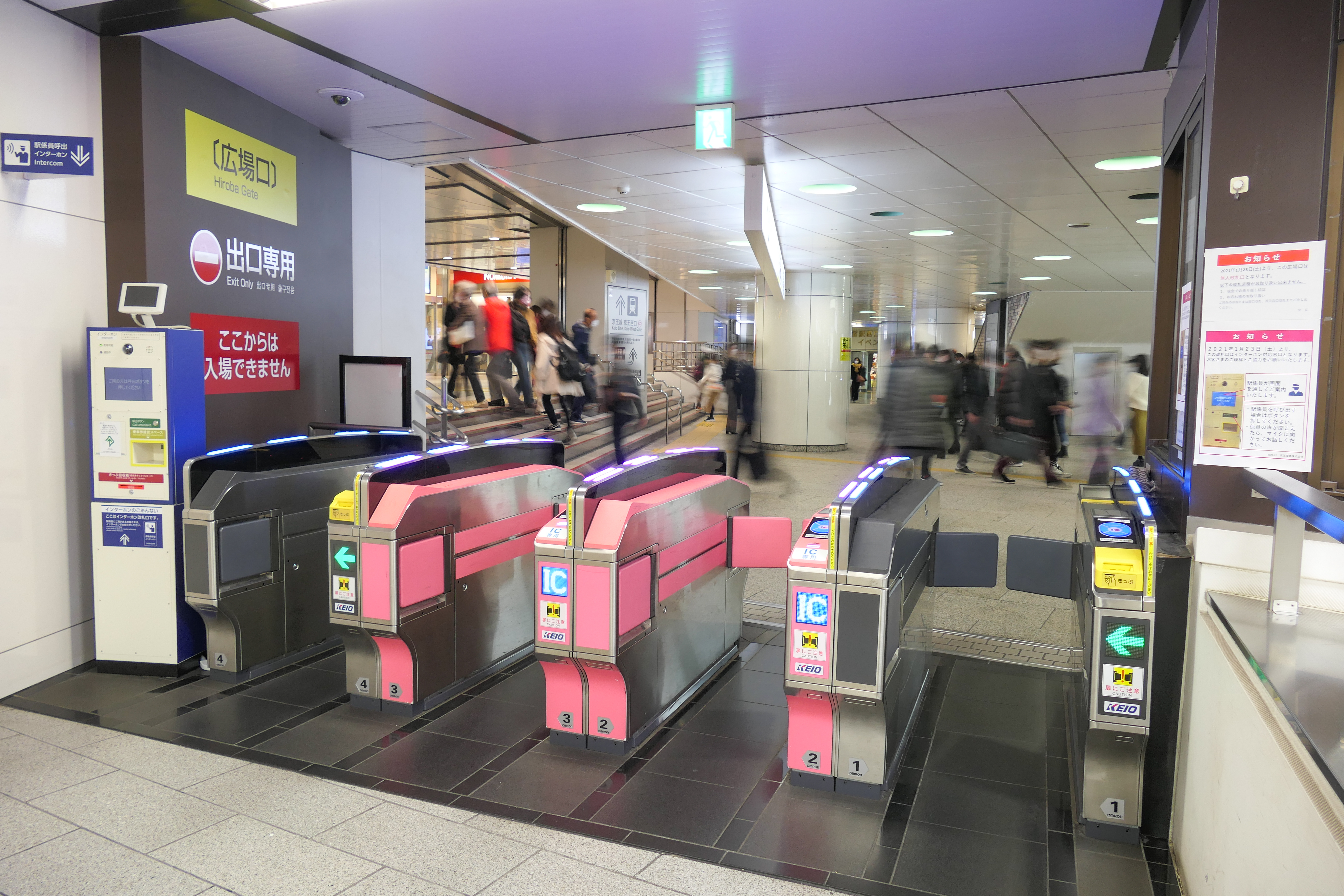
광장 출입구 (2021년 11월)
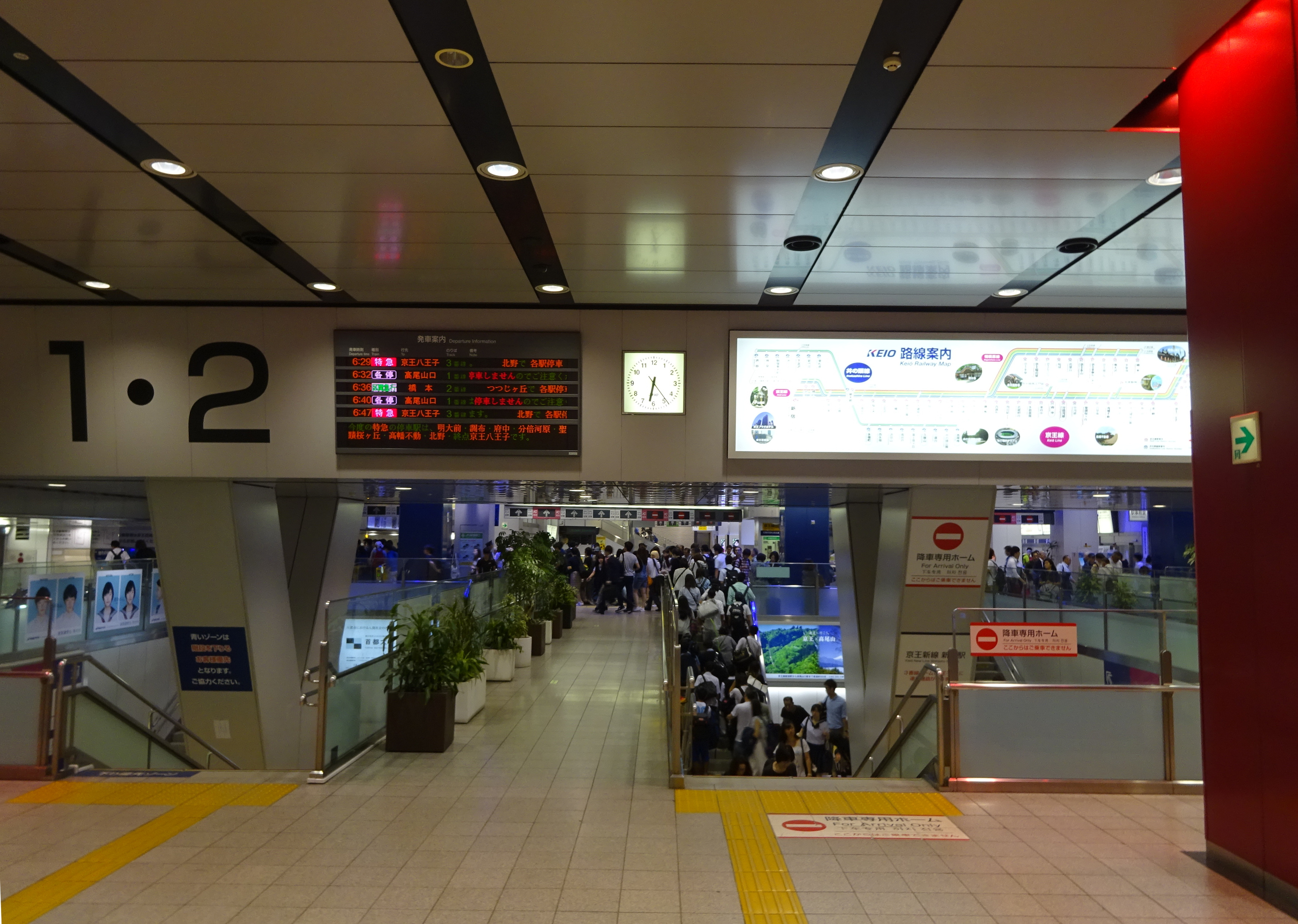
콩코스 (2016년 6월)
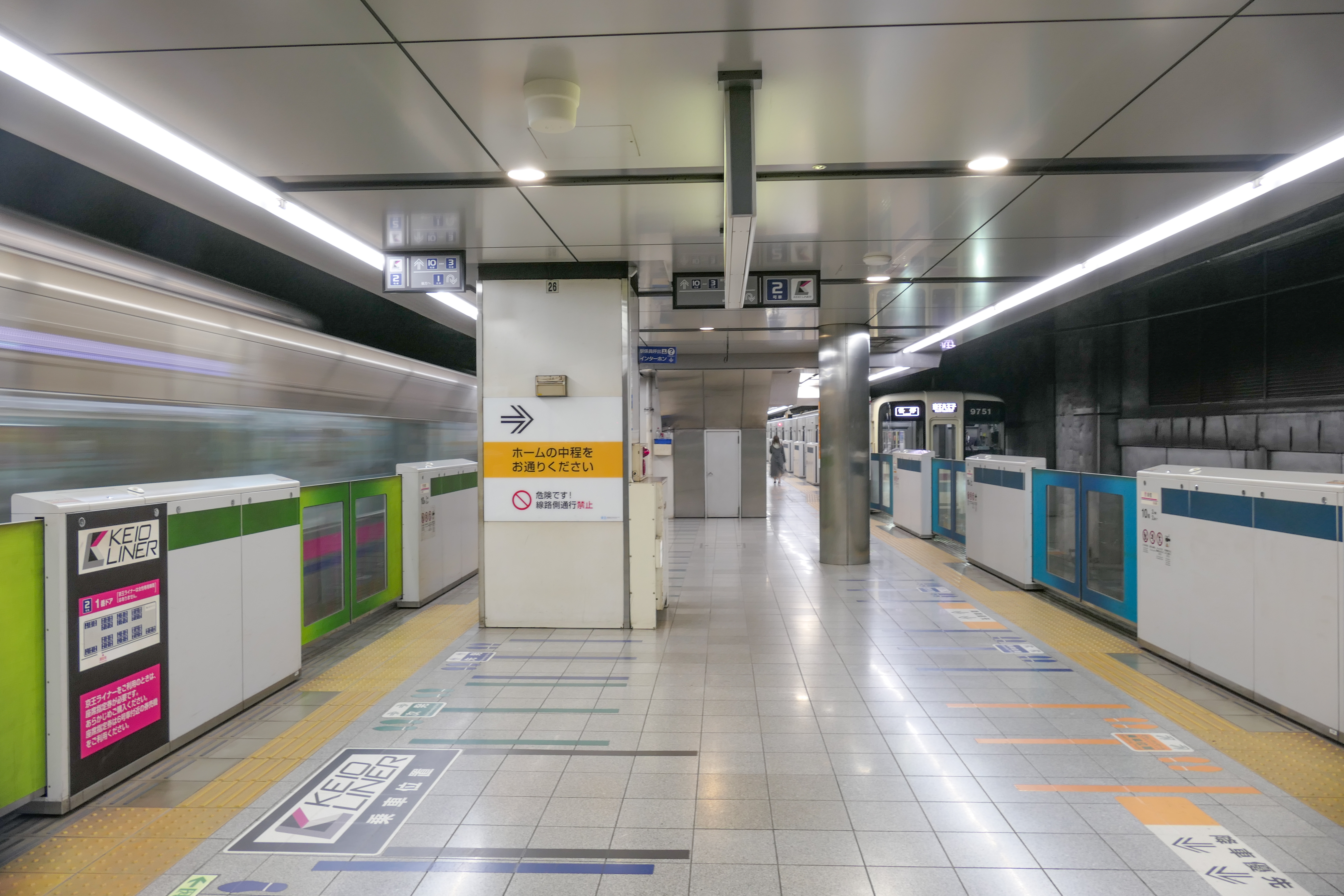
1·2번선 승강장 (2021년 11월)
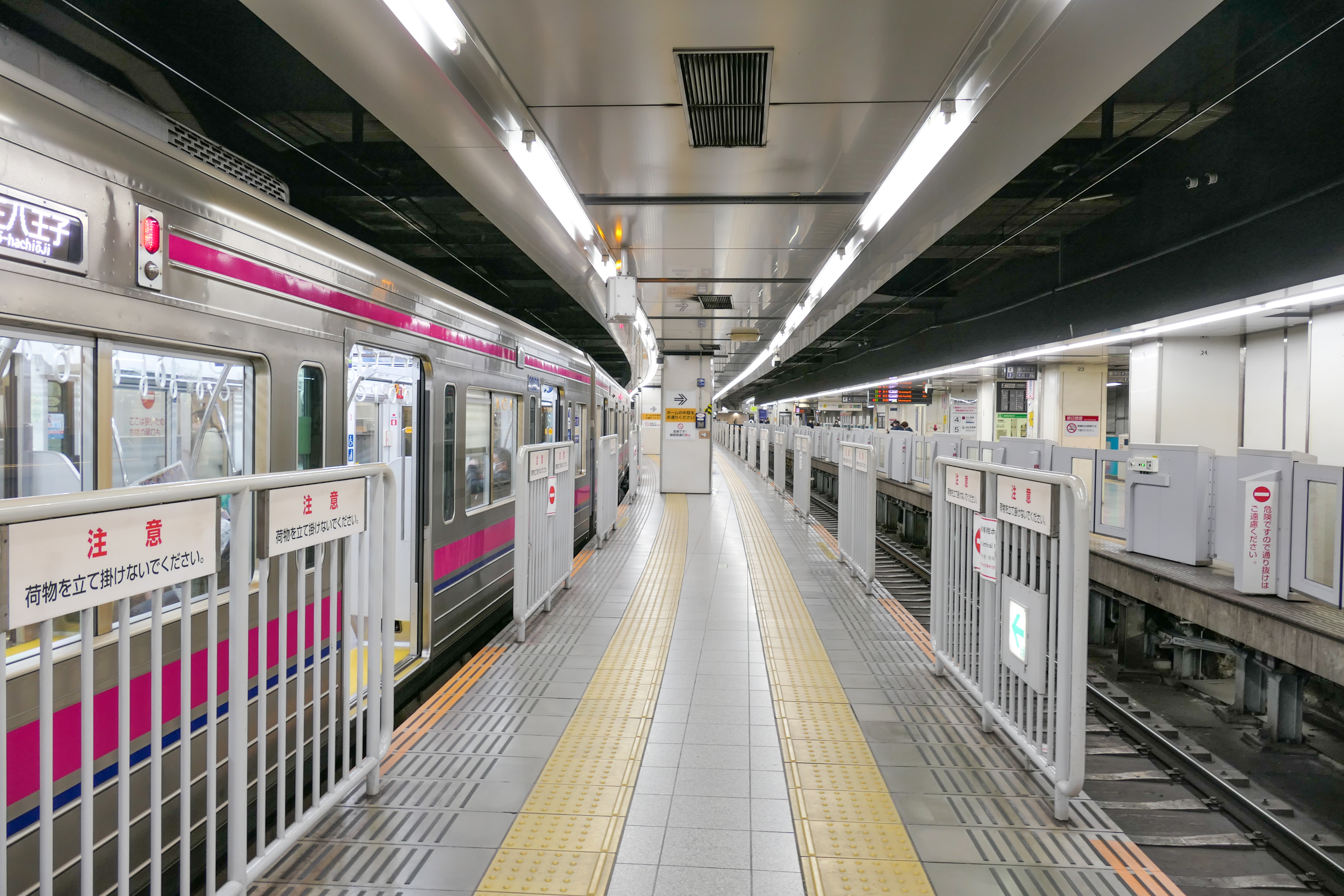
하차 전용 승강장 (2021년 11월)
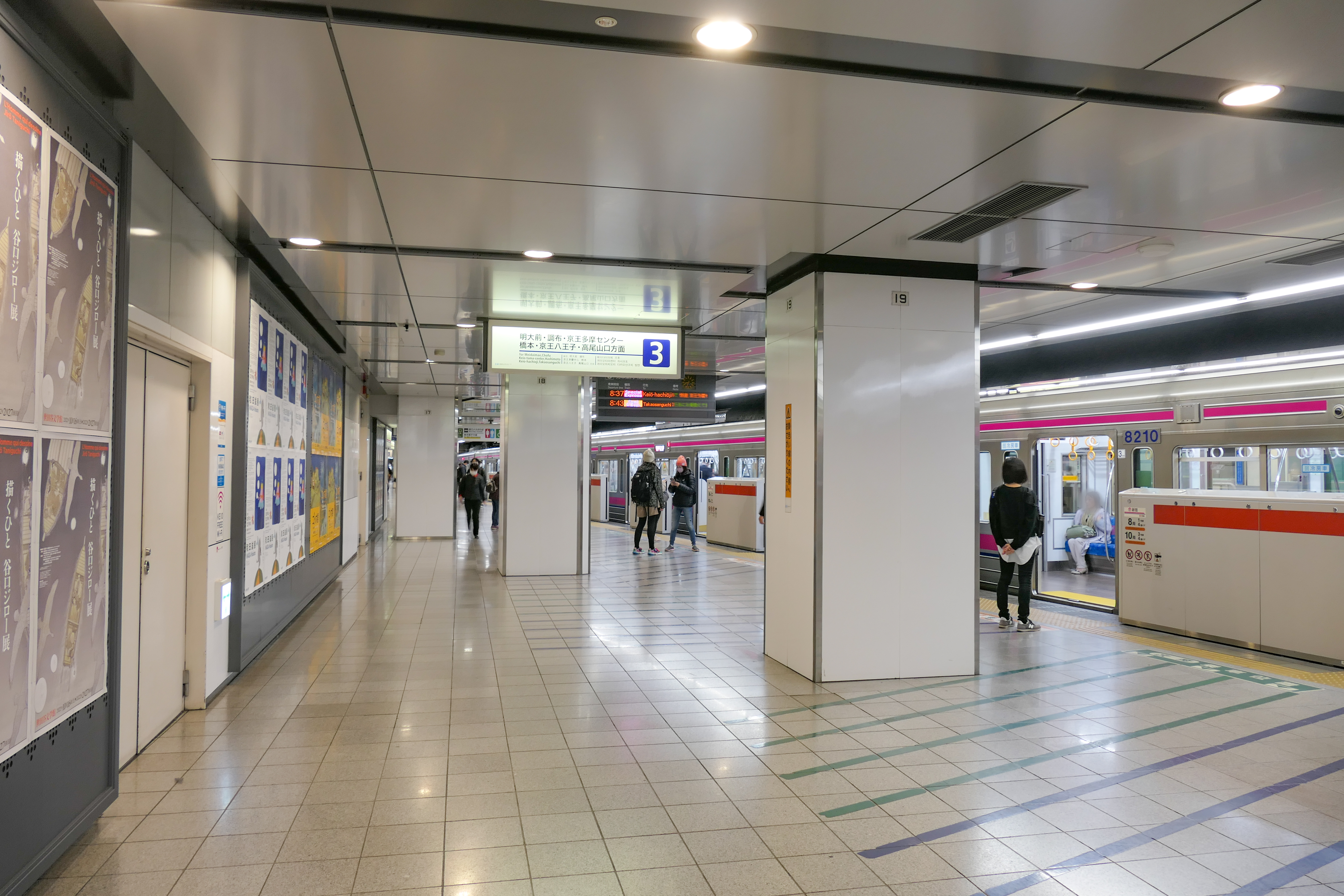
3번선 승강장 (2021년 11월)
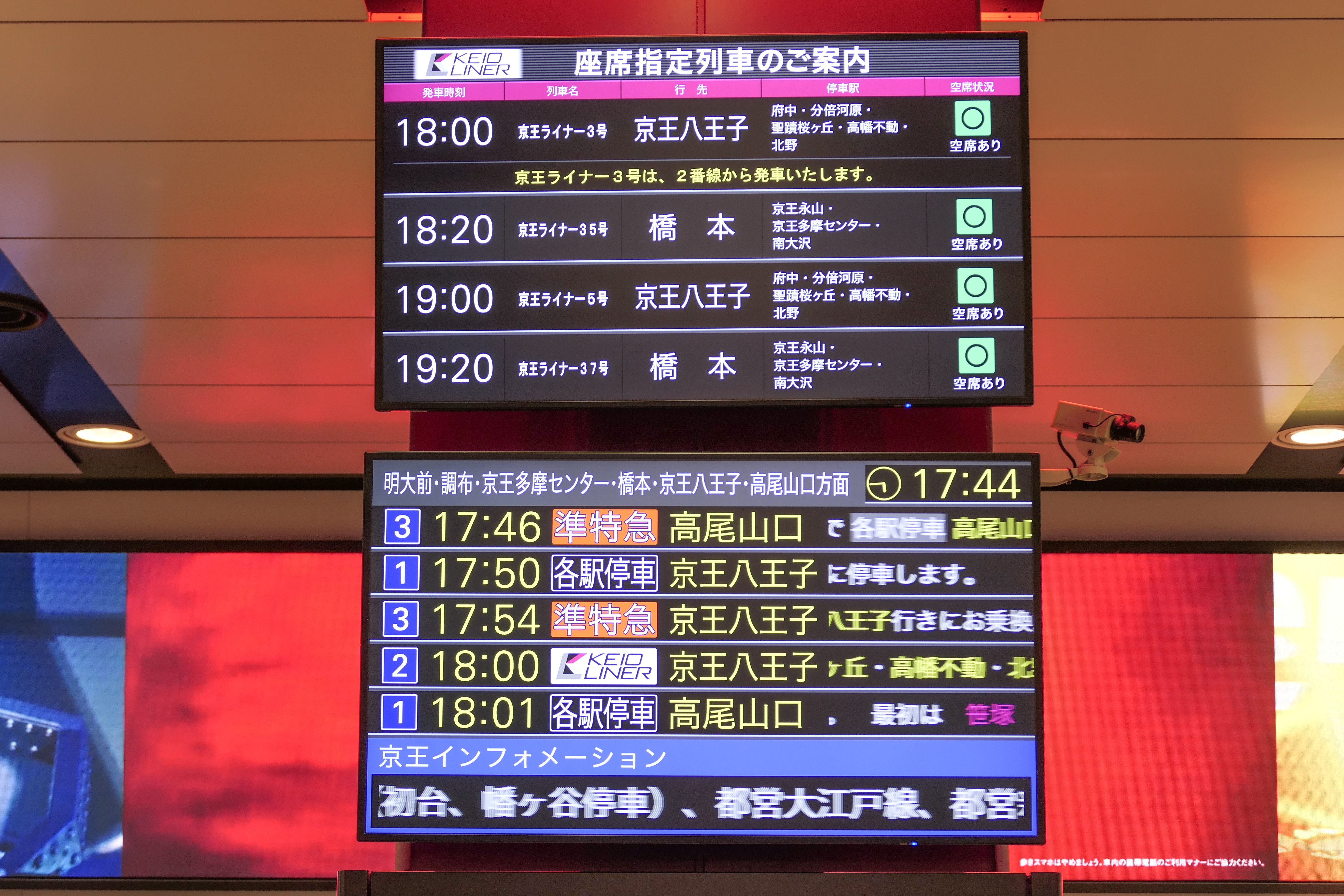
LCD형 발차표 (2021년 11월)

### 게이오 전철 (게이오 신선), 도쿄도 교통국 (도에이 지하철 신주쿠선)
당역에는 게이오 신선과 도에이 지하철 신주쿠선의 열차가 발착한다. 상술한 게이오선 신주쿠역(京王線新宿駅)과는 동일 역 취급으로 개찰 내에서 오가는 것이 가능하지만, 게이오선 신주쿠역과는 다소 떨어진 국도 20호선(고슈 가도)의 바로 아래에 승강장이 있고 개찰구도 별도로 있는 등의 이유로 여객 안내에서는 신선 신주쿠역(新線新宿駅)으로 안내된다. 도에이 지하철 측에서는 간단히 '신주쿠역'(新宿駅)으로 안내하지만 도쿄도 교통국 직접 관할인 오에도선의 역과 구별하여 신주쿠선 신주쿠역(新宿線新宿駅)으로 표기되는 경우도 있다. 도쿄도 교통국에서 당역은 도초마에 역무관구 이치가야 역무구 소관이다.
게이오 전철과 도쿄도 교통국의 공동 사용역으로 역 자체는 게이오 전철이 관할하고 있기 때문에 역의 방송이나 발매기, 정산기, 개찰기의 기기나 표지판 등은 게이오 사양으로 되어 있으나 역 구내의 구조는 대체로 다른 도에이 신주쿠선의 역들과 유사하다. 또한, 개찰 내에 도쿄도 교통국 계열의 매점인 '메르시'(メルシー)가, 개찰 밖에는 도쿄도 교통국의 정기권 파는 곳이 있다.
그러나 도에이 오에도선의 역과는 달리 발매기가 게이오 관할이기 때문에 도에이 지하철의 기획 승차권을 구입하는 것은 불가능하다(마루고토 깃푸와 도에이-메트로 1일권은 구입 가능). 오에도선 단독 개찰구에서 구입한 기획 승차권을 사용하는 것은 가능하다. 또한, 당역에서 PASMO, Suica 등의 교통계 IC 카드로 입장할 때, 잔액이 도에이 지하철의 기본 운임인 178엔 미만이라도 게이오선, 게이오 신선의 기본 운임인 140엔 이상이면 입장할 수 있다(SF 승차의 경우).
동서로 뻗은 1면 2선의 섬식 승강장을 가지고 있으며, 게이오선의 역과 오에도선의 역과는 개찰 내에서 이어지지만, 도쿄 메트로의 역과는 연결되어 있지 않다(#지하철 각 노선과의 연락 참조). 당역의 전체 구조 폭은 약 21m, 구조 높이는 약 26m(지하 5층 구조)로 구조의 가장 깊은 부분은 지하 약 30m에 달한다(도쿄도 교통국에 의한 공식적인 역 깊이는 26.5m이다. 도쿄도 교통국의 자료에서 '깊이'(深さ)는 역 중심 위치의 지표에서 승강장 면까지의 거리를 의미한다). 역 승강장 부분과 인상선을 합친 구조 연장은 556m로 역 승강장 중심에서 사사즈카 쪽 절반은 게이오, 모토야와타 쪽 절반(111.6m)과 사사즈카역 쪽의 인상선은 도쿄도(교통국)의 재산 구분이 된다.
당역의 구조가 깊은 이유는 도에이 신주쿠선 계획 당시 신주쿠 화물역(1984년 2월 폐지) 바로 아래에 지하 3층 구조의 조에쓰 신칸센 신주쿠역을 건설하는 계획이 있었고, 이 경우 신칸센의 터널이 깊은 위치를 지나갈 것이기 때문에 당역도 이에 맞추어졌기 때문이다.
상술한대로 게이오의 막차 2편(사쿠라조스이행)과 첫차부터의 몇 편(다카오산구치행)은 여기에서 출발한다.

#### 타는 곳
| 번선 | 노선            | 행선지                                        | 비고              |
| ---- | --------------- | --------------------------------------------- | ----------------- |
| 4    | 게이오 신선     | 게이오하치오지 · 다카오산구치 · 하시모토 방면 | 일부 열차는 5번선 |
| 5    | 도에이 신주쿠선 | 모토야와타 방면                               |                   |

(출처: 게이오: 역 구내 맵)

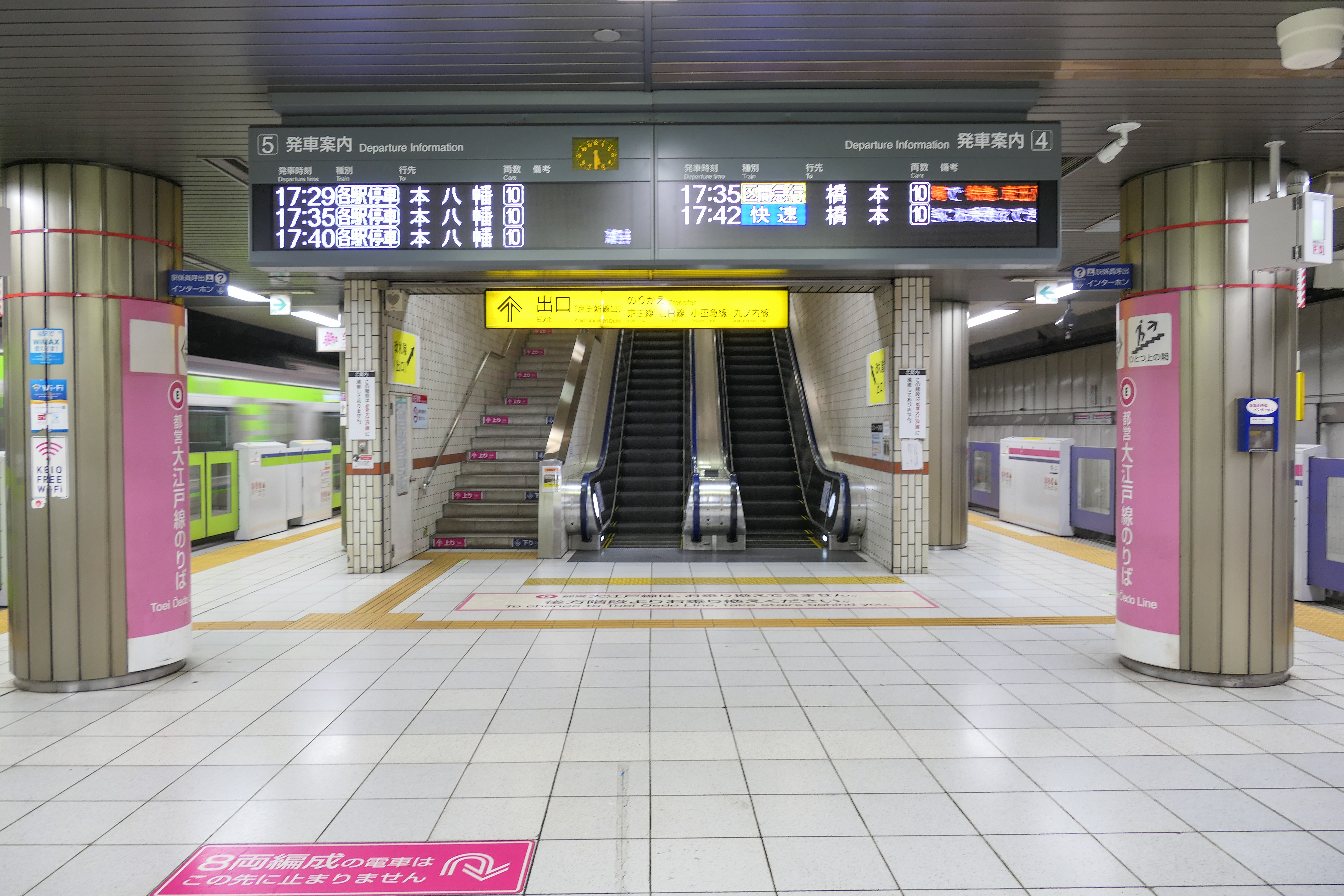
게이오 신선 승강장 (2022년 11월)
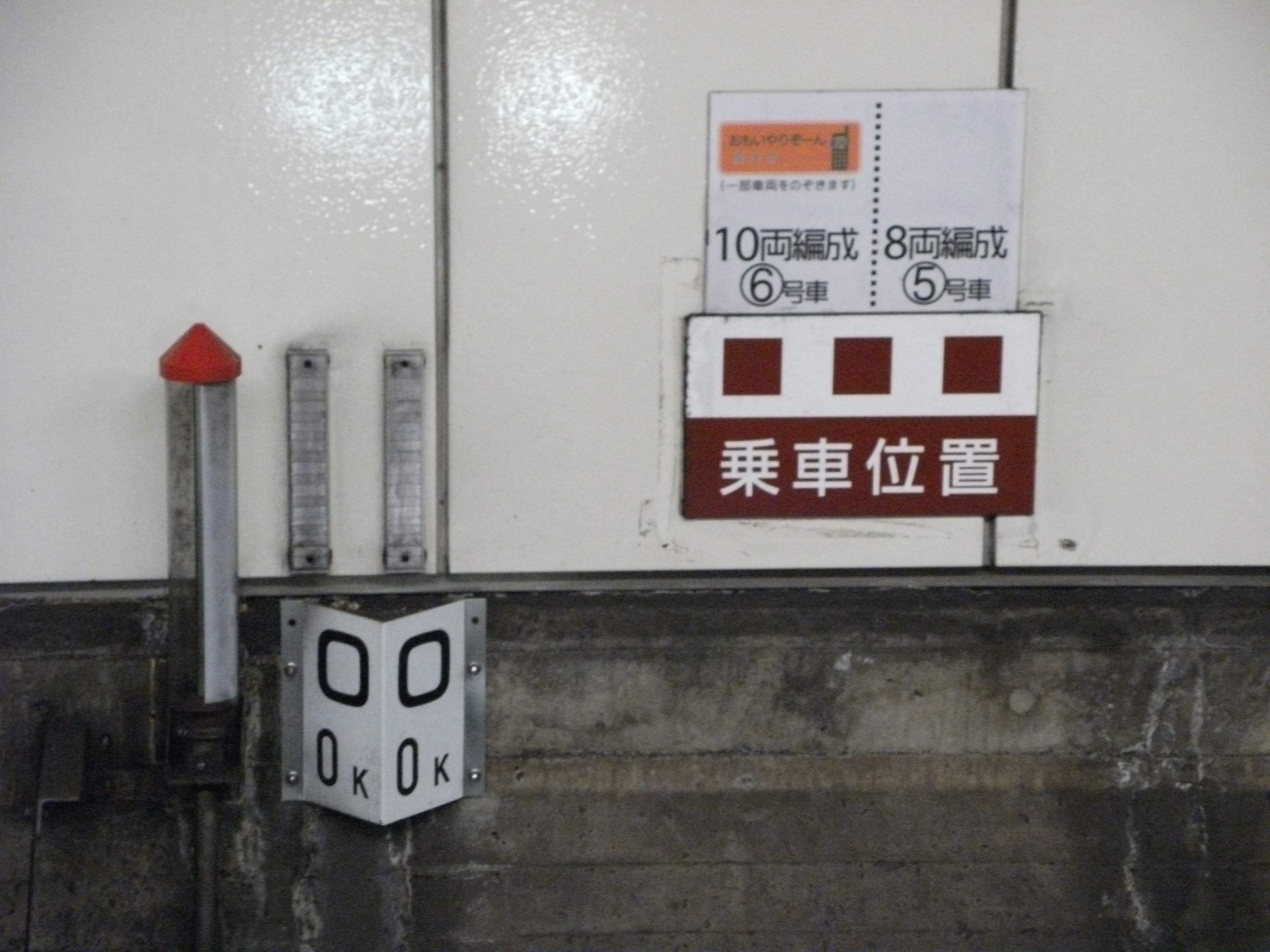
게이오 신선 승강장의 0km 포스트 (2011년 7월)

- 도에이 신주쿠선의 신주쿠역 시발, 종착 열차는 4번선 도착 후 인상선으로 회차하여 5번선에 입선한다. 즉 게이오 신선에서의 직통과 신주쿠역 시발 열차는 동일한 승강장에서 출발한다. 덧붙여, 게이오 신선의 신선 신주쿠역 시발, 종착 열차는 5번선에서 회차(오리카에시)하며 인상선에는 들어가지 않는다.
- 게이오선 내에서 우등 운전하고 도에이 신주쿠선 내에서 각역정차가 되는 열차는[주 31] 모두 당역을 경계로 종별이 변경된다. 2013년 2월 22일 실시된 다이어그램 개정 전에는 사사즈카 방향에서 모토야와타 방면(실질상 사사즈카부터 각역정차하는 열차)과 도에이선 내 각역정차, 게이오선 내만 급행에 해당하는 조후 방면 열차가 당역에서 종별을 변경하고 있었다. 모토야와타 방향에서 사사즈카 방향으로 운행하는 게이오선 내 구간급행, 쾌속 열차는 시발의 모토야와타부터 게이오선 내의 종별로 안내되었다(도에이선 내에서는 겉보기로는 게이오선 내에서만 급행인 열차가 그것들보다도 하위 종별인 것처럼 안내되고 있었다).
- 승차 위치 표시는 게이오 타입과 도에이 타입을 융합시킨 스타일이다. 또한, 오승 방지를 위하여 스크린도어의 개폐부(문 부분)는 4번선 쪽이 남색, 5번선 쪽이 황록색으로 되어 있고, 문막 부분에는 각각의 라인 컬러가 그려져 있다.

#### 콩코스
승강장 중앙 또는 신주쿠 3초메 측의 계단, 에스컬레이터를 타고 가면 지하 1층으로 여기에 게이오 신선 출입구 개찰구가 있고 게이오 몰의 남쪽 지하 광장으로 나온다. JR의 역 빌딩 '루미네 1'의 지하 2층 플로어 인접해 있으며, JR 각 노선 및 오다큐선과의 환승은 양사의 남쪽 개찰구가 가깝다. 신선 출입구 개찰은 고슈 가도의 니시신주쿠 1초메 교차로 바로 아래에 위치하고 있어 게이오선 각 역에서 바스타 신주쿠를 이용할 때는 신선 신주쿠역을 이용하는 것이 편리하다.
신선 출입구 개찰 층 콩코스 내에는 게이오선의 3번선 승차 승강장으로 빠져나가는 통로와 화장실이 있다. 지하 4층에는 오에도선 콩코스로 이어지는 연락 통로가 있다. 또한, 승강장 하쓰다이측 선두의 계단을 올라가면 지하 1층에 신토신 출입구 개찰구(영업시간 6:45-22:00, 종일 인터폰으로 원격 대응)가 있다.
화장실은 게이오 신선 출입구 역사무실과 게이오선 3번선 승차 승강장 연락 통로 사이에 있으며, 휠체어 등의 이용에 대응한 다기능 화장실이 같이 설치되어 있다.
엘리베이터는 개찰 내와 바깥을 직결하는 것과 승강장, 오에도선 연락 통로(후술), 게이오 신선 출입구를 개찰 내에서 연결하는 두 개가 있다. 이중 전자는 업무용으로 일반 승객은 이용할 수 없다. 또한, 개찰 밖에는 개찰 층과 지상을 연결하는 것(6시-23시)과 개찰 층과 중간 지하층을 연결하는 엘리베이터(첫차-23시)가 있다. 후자의 엘리베이터를 이용하여 지상으로 나가면 JR의 역 빌딩 '루미네 1' 내의 엘리베이터 및 지상 출입구의 단차 해소기(휠체어 리프트)를 지나가야 하며, 이에 따라 역 빌딩의 영업 시간 외에는 지상으로 나가는 것이 불가능하다.
에스컬레이터는 승강장에서 오에도선 연락층으로 가는 상행 에스컬레이터가 1대, 오에도선 연락층에서 게이오 신선 출입구 개찰 층으로 가는 에스컬레이터가 6대, 승강장에서 게이오 신선 출입구 개찰 층으로 가는 것이 2대, 승강장에서 후쿠토신 출입구를 잇는 통로 상에 3대가 있다.
정기권 파는곳은 2006년 6월까지 게이오와 도에이가 공용하였지만, 7월부터 따로 나누어졌다. 이후 게이오측의 정기권 파는곳은 2009년 말에 폐지되었다.

#### 기타
- 게이오선 내의 각 역 방송과 표시, 차내 방송 등에서는 게이오선 신주쿠(京王線新宿)와 신선 신주쿠(新線新宿)를 명확하게 구별하여 안내하고 있다. 그러나 열차가 신선 신주쿠역에 도착할 때의 차내 방송에서는 '신선 신주쿠' 대신 단순히 신주쿠(新宿)라고 안내한다. 신선 신주쿠역 승강장의 역명판도 신주쿠(新宿)로 표기되어 있다. 영어 표기는 노선 내 역의 대부분 안내에서는 'Keiō New Line Shinjuku', 당역에서의 통일 사인을 채용한 안내에서는 'Keio New Line Shinjuku'이지만, 과거의 안내에서는 신선 신주쿠를 그대로 로마자화한 'Shinsen-shinjuku'를 사용하기도 했다. 또한, 방향막(열차 측면의 행선 표시기)에서는 신선 신주쿠(新線新宿), 영어로는 단순히 'Shinjuku'라고 표기하기도 한다.

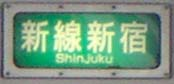
신주쿠행과 구별된 신선 신주쿠행의 방향막(열차 측면의 행선 표시기). 영어로는 단순히 'Shinjuku'라고 표기되어 있다.
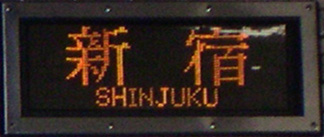
도쿄도 교통국의 10-000형에서는 게이오선 신선 신주쿠행이라도 단순히 '신주쿠'(新宿)라고 표시한다.

- 현재는 게이오 몰 아넥스(京王モールアネックス)로 되어 있는 게이오 신선 출입구와 후쿠토신 출입구 사이의 통로에는 1990년대 전반에는 다수의 노숙자들이 골판지 하우스를 만들어 살고 있었다. 1996년 1월 24일에 도쿄도가 신주쿠역에서 도청으로 이어지는 지하 통로에 무빙워크를 건설한다는 이유로 노숙자들을 강제 배제한 후, 그곳에서의 유입으로 인하여 게이오 제도전철(당시)은 같은해 2월 10일에 이 통로에 바리게이트를 설치하여 노숙자들을 차단하였다.[신문 11] 현재도 이 통로에는 '신주쿠역 구내에서의 질서 유지 및 방화 대책을 위해 아래의 행위를 한 경우는(눕거나 흡연, 음주, 배회, 골판지 등 가연성 물품 반입 등.) 역 구내 이용을 제한하는 경우가 있으니 양해 바랍니다'(新宿駅構内における秩序維持及び防火対策のため、以下の行為を行った場合は（寝ころびや喫煙、飲酒、徘徊、ダンボールなど可燃物の持ち込みなど。）、駅構内の利用を制限させて頂く場合がありますのでご了承下さい)라고 쓰인 경고판이 게시되어 있다.

### 도쿄도 교통국 (도에이 지하철 오에도선)
게이오 신선과 도에이 신주쿠선의 역에서 더 남쪽에 있는 도도(都道)의 지하 7층에 섬식 승강장 1면 2선을 갖춘 지하역이다. 역명판의 하부에는 게이오 백화점 앞(京王百貨店前)이라는 표시가 있다(부역명 취급은 아니며, 노선도 등에는 표기되어 있지 않다). 직영역이지만 도초마에 역무관구 도초마에 역무구의 피관리역으로 되어 있다.
건설에 있어서 승강장 층은 쉴드 터널로, 상층 층은 개삭 공법으로 시공되었다.
1997년 12월 19일에 네리마역에서 당역까지 연장 개통한 때는 도초마에역에서 단선 병행 운전을 하고 있었지만, 2000년 4월 20일의 고쿠리쓰쿄기조역 연장 시에 복선 운전으로 이행되었다.

#### 타는 곳
| 번선 | 노선            | 행선지                       |
| ---- | --------------- | ---------------------------- |
| 6    | 도에이 오에도선 | 롯폰기 · 다이몬 방면         |
| 7    | 도에이 오에도선 | 도초마에 · 히카리가오카 방면 |

(출처: 도쿄도 교통국: 구내 입체도)

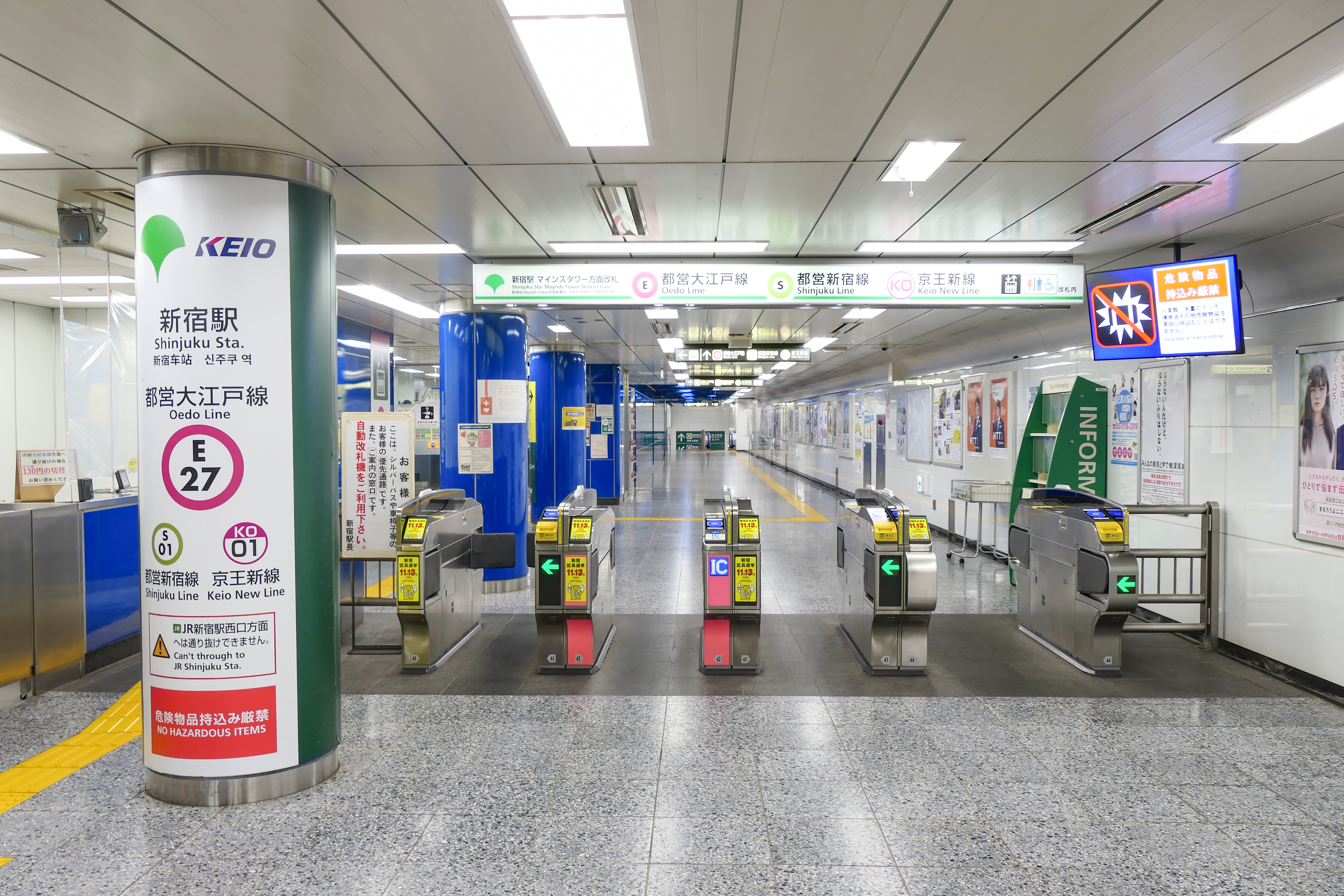
마인즈 타워 방면 개찰 (2022년 11월)
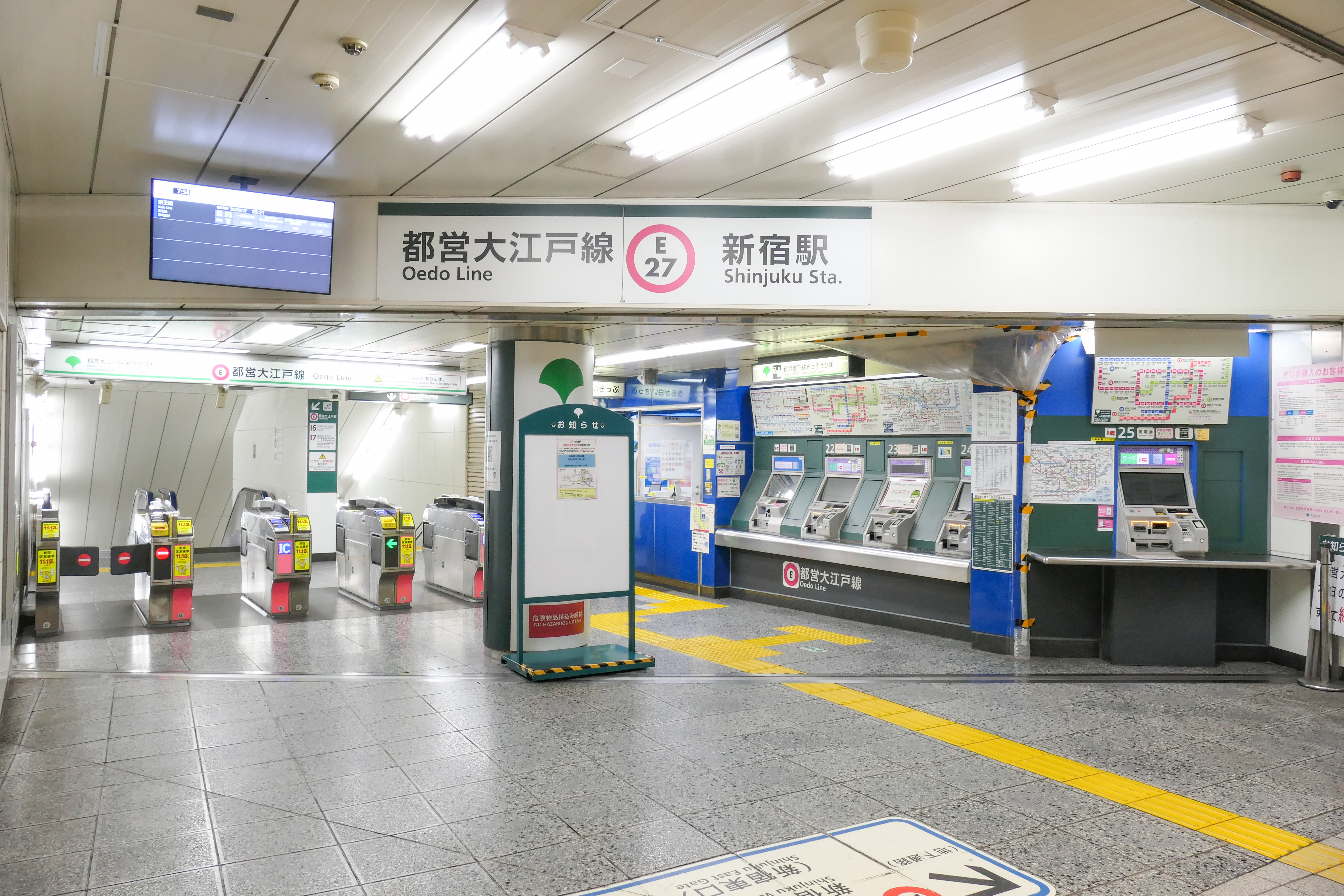
JR 신주쿠역 방면 개찰 (2022년 11월)
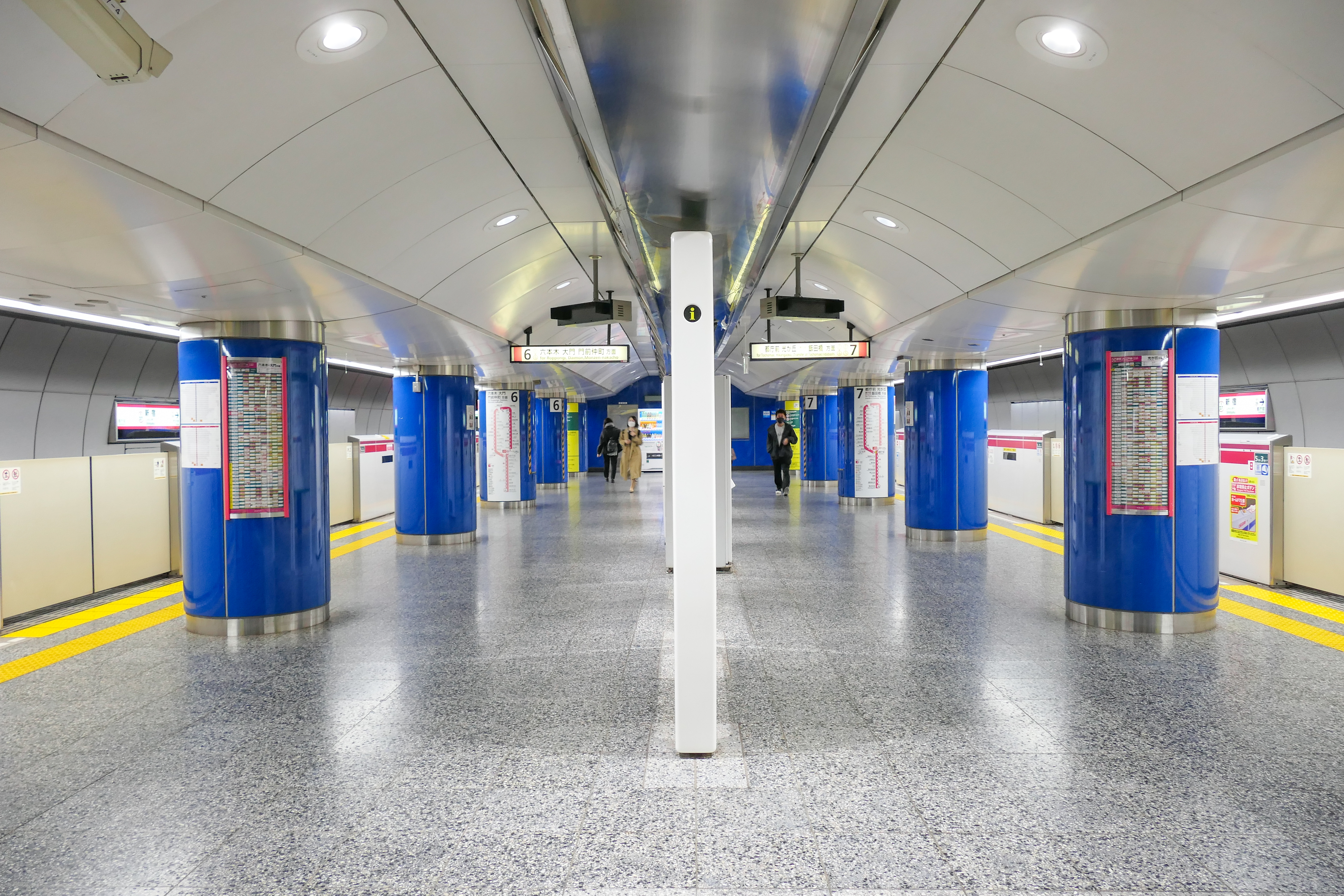
오에도선 승강장 (2022년 11월)

#### 콩코스
승강장의 북측에서 계단이나 에스컬레이터로 올라가면 지하 1층에 개찰 B가 있으며 게이오 신선 출입구와 마주본다. 그곳에서 남쪽에도 에스컬레이터가 있으며 지하 4층에서 도에이 신주쿠선과 게이오 신선의 승강장으로 연결된다.
승강장 중앙에서 계단, 또는 승강장 끝(롯폰기 방면)에서 엘리베이터로 올라가면 지하 3층에 개찰 C가 있으며 신주쿠 마인즈 타워 등으로의 출구가 있다. 지상으로 향하는 엘리베이터도 설치되어 있으며 호텔 선 루트 프라자 신주쿠 앞으로 나온다.
개찰 밖과 오에도선 승강장 사이의 이동은 '오에도선 타는곳'(大江戸線のりば)이라고 쓰인 개찰 B를 경유하거나 그것과 마주보고 있는 게이오 신선 출입구 개찰을 지나 개찰 내 지하 4층에 있는 '오에도선 연락 통로'(大江戸線連絡通路)를 사용하는 것도 가능하다. JR 방면에서 엘리베이터를 이용하고 싶은 경우 등에 편리하다.
이 연락 통로에는 중간 개찰이 설치 가능한 구조이고 자동 정산기 등을 설치할 수 있는 공간도 마련되어 있으나 도에이선끼리의 환승을 고려하여 미설치 상태로 있다. 이 공간에는 1998년 말 IC 카드 시스템의 실증 실험 당시 IC 카드 충전기를 설치하였다.
개찰 내에서 오가는 것이 가능하기 때문에 오에도선 측의 개찰구로 들어가 게이오선을 타는 것도 가능하다. 그 때문에 예전에 발매했던 패스넷(パスネット)으로 승하차했을 때, 승차역 표시는 '도 신주쿠12'(都 新宿12, 도에이 지하철의 기본 운임이 아니라 게이오의 기본 운임이 차감), 하차역 표시는 'TO주쿠'(TO宿)로 되어 있었다.
오에도선 단독 개찰구의 발매기에서도 게이오선의 승차권은 발매되지만 모든 발매기가 도에이 사양으로 게이오선(신선 포함)의 발매기와는 달라 입장권 메뉴가 설정되어 있지 않지만(게이오선의 기본 운임의 승차권으로 대용할 수 있다. 출장(집표) 시에는 유인 개찰구를 이용한다), 도에이의 모든 개찰구에서 다른 게이오선 발매기에서 구입한 입장권을 사용하는 것은 가능하다. 단, 정산권은 도에이에서 정산한 표로 게이오의 개찰구로 나갈 수는 없다(그 반대는 가능).
화장실은 지하 4층에 있다. 엘리베이터는 승강장(지하 7층) - 지하 4층 - 개찰 C층을 연결한다. 에스컬레이터만으로 승강장 층과 개찰 C 사이를 이동할 수 있다.

### 오다큐 전철
JR의 신주쿠역의 서쪽에 위치하며 위층에는 오다큐 백화점 신주쿠점 본관과 신주쿠 미로드가 있다. 오다와라선의 기점이며 오다큐 전철의 도쿄측 터미널역이다. 관구장, 역장 소재역이며 '신주쿠 관구'(新宿管区)로서 당역 - 히가시키타자와역 간의 모든 역을, '신주쿠 관구 신주쿠 관내'(新宿管区新宿管内)로서 당역과 미나미신주쿠역을 관리하고 있다.
1964년 2월에 입체화되어 현재와 같은 지상 4면 3선과 지하 3면 2선의 2층 구조의 역이 되었다. 남북으로 선로가 뻗어 있으며 각 층 모두 북쪽 끝이 두단식 구조로 되어 있어 열차는 남쪽으로 발착한다. 지상 동쪽부터 1-6번 승강장, 지하 동쪽부터 7-10번 승강장으로 호칭되어 있다. 2·3번 승강장과 7번 승강장, 4·5번 승강장과 8·9번 승강장, 6번 승강장과 10번 승강장과 남쪽 출입구 개찰의 사이에는 연락 계단 및 엘리베이터가 있다(2·3번 승강장에서는 엘리베이터도 존재한다).
1996년 2월경, 지상 · 지하 승강장, 각 콩코스에 있는 발차 안내 표시기가 반전 플랩식에서 3색 LED식으로 변경되었고, 2007년 1월경에는 풀 컬러 LED식으로 변경되었다.
1번 승강장은 오랜 기간 동안 하차 전용 승강장과 대기 공간으로서의 기능을 가지고 2번 승강장에서의 탑승객과의 분산 기능을 보완하는 것 이외에 1·2번선에 입선하는 로망스카 각 차종의 촬영지 중 하나로도 인기 있었다. 안전 면에서의 영향이나 여객 상황의 변화 등도 있어 2005-2006년경에 사용을 중지하였고, 이후 승하차는 모두 2번 승강장으로 통합되었다. 사용 중지 후에는 서쪽 출입구 중앙 개찰구 쪽 입구에 울타리가 설치되어 출입 금지로 되어 있지만, 기념식 등에 승강장을 사용하는 경우가 있다.
2011년 철도 사업 설비 투자 계획에 따르면, 지상 4·5번 승강장으로의 스크린도어의 설치 공사가 예정되었고, 2012년 9월 2일에 완성되어 9월 30일부터 사용을 개시하였다. 2021년에는 지하 8·9번 승강장에도 스크린도어가 설치되어 2022년 1월 30일부터 사용을 개시하였다.

#### 역 구조
기본적으로 지하 승강장은 8·10량 편성(각역정차)가, 지상 승강장은 로망스카와 10량 편성(급행·쾌속급행)이 시발로서 운행한다. 당역에 도착할 때는 모든 열차가 량수에 관계없이 가장 안쪽(차막이측, 가장 서쪽 출입구 지상/지하 개찰에 가까운 곳)의 일정한 장소에 정차·도착한다.
로망스카를 제외하고는 승차와 하차에서 별도로 승강장을 사용하지만, 평일과 휴일 관계없이 아침 시간대에는 승차 승강장 측에도 승객을 하차시킨다. 특급 로망스카는 승객을 하차시킨 후 차내 청소와 점검을 실시하고, 같은 승강장에서 승차시킨다. 회송 운전에서 도착한 경우는 도착 후 바로 승차할 수 있다.
지상 승강장에서 출발하는 열차는 특급 로망스카·쾌속급행·급행이며, 특급 로망스카를 제외하고는 다음 정차역이 요요기우에하라이기 때문에 지상 승강장 역명판에는 인접역으로 미나미신주쿠가 아닌 요요기우에하라를 표시하고 있다. 지하 승강장 역명판에는 인접역으로 각역정차의 정차역인 미나미신주쿠가 기재되어 있다. 또한, 예전에 구간준급이 운행되었을 때는 지하 승강장 역명판에 미나미신주쿠와 요요기우에하라를 병기하기도 하였다.
승강장의 타는곳 안내에서는 타는곳의 번호와 종별(또는 하차전용)이 표기되어 있으며 구체적인 역명은 기재되어 있지 않다.
지상선과 지하선의 분기점(합류점)은 요쓰야쓰노하즈선 건널목을 건너면 바로 옆에 있는 미나미신주쿠역 바로 근처에 있으며, 그곳까지가 신주쿠역의 구내가 된다. 즉 4선이 병주하는 부분을 최대한 길게 취함으로써 종일 끊임없이 열차가 발착할 수 있다.

#### 타는 곳
| 승강장(홈)  | 종별                                         | 행선지                                       | 비고 |
| ----------- | -------------------------------------------- | -------------------------------------------- | --- |
| 지상 승강장 |                                              |                                              | |
| 1           | (미사용)                                     | (미사용)                                     | 1번 승강장은 2번 승강장 발차 열차 도착 시의 하차 승강장이었으나 현재 사용 중지 중                                     |
| 2           | □특급 로망스카                               | 오다와라 · 가타세에노시마 · 가라키다 방면    | 1번 승강장은 2번 승강장 발차 열차 도착 시의 하차 승강장이었으나 현재 사용 중지 중                                     |
| 3           | □특급 로망스카                               | 오다와라 · 가타세에노시마 · 가라키다 방면    | 3번 승강장 발차 열차용의 하차 승강장은 별도로 없다. 3번 승강장은 4번 승강장 발차 열차 도착 시의 하차 승강장을 겸한다. |
| 4           | ■쾌속급행 · ■급행                            | 오다와라 · 가타세에노시마 · 가라키다 방면    | 3번 승강장 발차 열차용의 하차 승강장은 별도로 없다. 3번 승강장은 4번 승강장 발차 열차 도착 시의 하차 승강장을 겸한다. |
| 5           | ■쾌속급행 · ■급행                            | 오다와라 · 가타세에노시마 · 가라키다 방면    | |
| 6           | (5번 승강장 발차 열차 도착 시의 하차 승강장) | (5번 승강장 발차 열차 도착 시의 하차 승강장) | |
| 지하 승강장 |                                              |                                              | |
| 7           | (8번 승강장 발차 열차 도착 시의 하차 승강장) | (8번 승강장 발차 열차 도착 시의 하차 승강장) | |
| 8           | ■각역정차                                    | 오다와라 · 가타세에노시마 · 가라키다 방면    | |
| 9           | ■각역정차                                    | 오다와라 · 가타세에노시마 · 가라키다 방면    | |
| 10          | (9번 승강장 발차 열차 도착 시의 하차 승강장) | (9번 승강장 발차 열차 도착 시의 하차 승강장) | |

(출처: 오다큐: 역 구내도)
다이어 혼란 때는 상기의 발착 번선이 변경되는 경우가 있다.
5·6번 승강장에 10량 편성이, 9·10번 승강장에 8량 편성이 야간 유치(주박)된다.

##### 배선도
| | 오다큐 신주쿠역 철도 배선 약도 | → 오다와라·가라키다 ·가타세에노시마 방면 |
| 범례 출처 : * 아래를 참고로 작성. ** “小田急電鉄線路配線略図” [오다큐 전철 선로 배선 약도]. 《鉄道ピクトリアル(철도 픽토리얼)》 (일본어) (전기차연구회) 70 (제8호 (통권 976호)): 권말. 2020년 8월 10일. ISSN 0040-4047. ** 소다 게이스케. “特集 山手線電車100周年” [특집 야마노테선 전차 100주년]. 《鉄道ファン (철도 팬)》 (일본어). 제50권 2호 (통권 제586호)호 (고유샤). 소다 게이스케. “図18 小田急 新宿駅の配線” [도18 오다큐 신주쿠역의 배선]. 《鉄道ファン (철도 팬)》 (일본어). 2010년 2월호 (고유샤). 39쪽. ** “新宿駅急行ホームに可動式ホーム柵を設置します。〜より安全な駅を目指して、7月より工事に着手します〜” [신주쿠역 급행 승강장에 가동식 승강장 난간(스크린도어)를 설치합니다. ~보다 안전한 역을 목표로, 7월부터 공사에 착수합니다~] (PDF) (보도 자료) (일본어). 오다큐 전철. 2011년 6월 30일. 2021년 2월 15일에 원본 문서 (PDF)에서 보존된 문서. 2025년 6월 15일에 확인함. ※ 위가 지상·아래가 지하의 배선. 크로스 하얀선은 하차용, 단방향 사선으로 그려진 1번 승강장은 현재 미사용. 보라색은 특급용 승강장 (3번 승강장은 4번 승강장 입선 열차의 하차용을 겸한다), 승강장 위의 숫자(작은 글씨)는 여객 안내상의 승강장 번호, 차막이 부근의 숫자(기울임꼴) 는 운행 관리상의 배선 번호. 모든 승강장이 10량 편성에 대응하고 있다. |                                |                                          |

#### 콩코스
각 층의 두단부에 서쪽 출입구 지상 개찰구와 서쪽 출입구 지하 개찰구가 있다. 서쪽 출입구 지하 개찰구의 동쪽에는 JR로의 중앙 지하 연락 출입구와 중앙 동쪽 출입구로의 중간 개찰구(자동 개찰기의 색이 노란색)가 있으며, JR 개찰 내에 있는 중앙 통로를 지나 중앙 동쪽 출입구에서 출입할 수 있는 서쪽 출입구 지하 개찰 및 중앙 지하 연락 출입구는 지상 승강장에서는 서쪽 출입구 지상 개찰구 쪽에 있는 계단(10량 편성의 8·9호차 부근) 아래가 된다.
승강장의 남쪽에 과선교가 있으며 지상 승강장에서 연결되어 있다. 이곳을 남쪽으로 나오면 남쪽 출입구로 JR 남쪽 출입구에 인접해 있다. 그 동쪽에 JR로의 남쪽 출입구 연락 출입구가 있다.
화장실은 서쪽 출입구 지하 개찰 내외와 남쪽 출입구 개찰 내(모두 출구 개찰구를 향해 왼쪽, 개찰구 내)에 있다. 다목적 화장실은 서쪽 출입구 지하 개찰 밖과 남쪽 출입구 개찰 안에 설치되어 있고, 모두 오스트메이트(인공 방광 및 인공 항문)에 대응하고 있다. 남쪽 출입구 쪽에는 오스토메이트용 급탕 설비를 갖추고 있다. 서쪽 출입구 지하 개찰구 밖의 화장실에는 비장애인용 서양식 변기는 설치되어 있지 않다.
개찰 내의 엘리베이터는 남쪽 출입구 개찰구와 각 승강장(남쪽 출입구 개찰 - 2·3번 승강장 - 7번 승강장 / 남쪽 출입구 개찰 - 4·5번 승강장 - 8·9번 승강장 / 남쪽 출입구 개찰 - 6번 승강장 - 10번 승강장)을 연결하고 있으며, 모두 2005년에 완성되었다. 지상 승강장에서의 VSE 이외의 10량 편성 기준으로 5-6호차 부근이 되며, 지하 승강장(7-10번 승강장)에서의 10량 편성 기준으로는 7-8호차 부근이 된다.
개찰 밖의 엘리베이터로는 개찰을 나와서 오른쪽에 오다큐 백화점의 엘리베이터가 있다. 이것은 서쪽 출입구 지상 개찰구가 2006년에 변경됨에 따라 동 개찰구에 인접한 오다큐 백화점의 엘리베이터가 1층에도 정지하도록 하여 동시에 서쪽 출입구 지하 개찰구가 있는 지하 1층에서는 첫차부터 막차까지 이용 가능하게 된 것이다. 또한, 서쪽 출입구 지상 개찰구 부근과 서쪽 출입구 지하 개찰구 바깥쪽의 화장실 부근을 연결하는 업무용 엘리베이터가 설치되어 있으나 역무원의 동행이 없으면 이용할 수 없다.
에스컬레이터는 2·3번 승강장에서 남쪽 출입구 개찰로 가는 상행만 있으며 폭이 좁은 타입이다. VSE 이외의 10량 편성 기준으로 3호차 부근이다.
4·5번 승강장의 뒤(서쪽 출입구 지상 개찰구 쪽) 4·5량째의 사이(10량 편성 기준 6·7호차의 사이)에는 분할 안내판 A가 있으며, 분할역과 분할 후의 열차의 종별, 행선지를 표시할 수 있도록 되어 있다. 이전에는 분할 안내판 A에서 오다와라 쪽으로 2량 간 지점(6량 편성이 정차하는 오다와라 쪽 끝 부분)에 동일한 사양의 표시가 가능한 분할 안내판 B도 존재하였다.
지상 승강장 바닥의 승차 위치 안내판은 현재는 먼저 출발하는 열차가 빨간 동그라미 표시, 다음이 파란색 삼각형 표시로 안내되고 있지만, 이전에는 발밑에 내장된 램프를 사용하여 안내하고 있었다(먼저 출발하는 열차는 깜박임, 다음 출발 열차는 연속 점등). 승차 위치 안내가 램프였을 때에는 6량 편성 등의 경우는 승강장 전체가 아닌 열차가 멈추는 위치에만 램프가 깜박임·연속 점등하였지만, 현재는 스티커가 부착되어 있기 때문에 구별되지 않고 있다. 또한, 6량 편성의 경우 오다와라 쪽 끝의 안내는 존재하지 않는다.
지하 승강장에는 4·6·8량 편성(그 중 영업 운전이 있는 것은 8량 편성뿐)의 오다와라 쪽 끝이라고 안내하는 램프가 천장에 걸려 있다.
당역을 출발하는 열차는 발차 시에 발차 벨을 울린다.
2006년 3월 31일, 서쪽 출입구 지상 개찰구 옆 1·2번 승강장 두단부에 있던 찻집 '로망스카 카페'(ロマンスカーカフェ)가 개점했다. 서쪽 출입구 지하 개찰구 앞의 7·8번 승강장 앞에는 주스 스탠드 '오아시스 스테이션'(신주쿠점)이 입주해 있으며, 영업 주체는 모두 오다큐 레스토랑 시스템이다. 또한, 7번 승강장 두단부에는 예전에 서점인 분쿄도(컬처 에이전트 분쿄도 오다큐 신주쿠점)가 입주해 있었다. 1·2번선 승강장 두단부에는 예전에는 특급권 발매기 1대만이 설치되어 있던 공간으로 그 이전 2000년경까지는 개찰 내 전매(사전 발매) 특급권 판매 창구 '오다큐 신주쿠 인포메이션 센터'(小田急新宿インフォメーションセンター)가 설치되어 있었다.

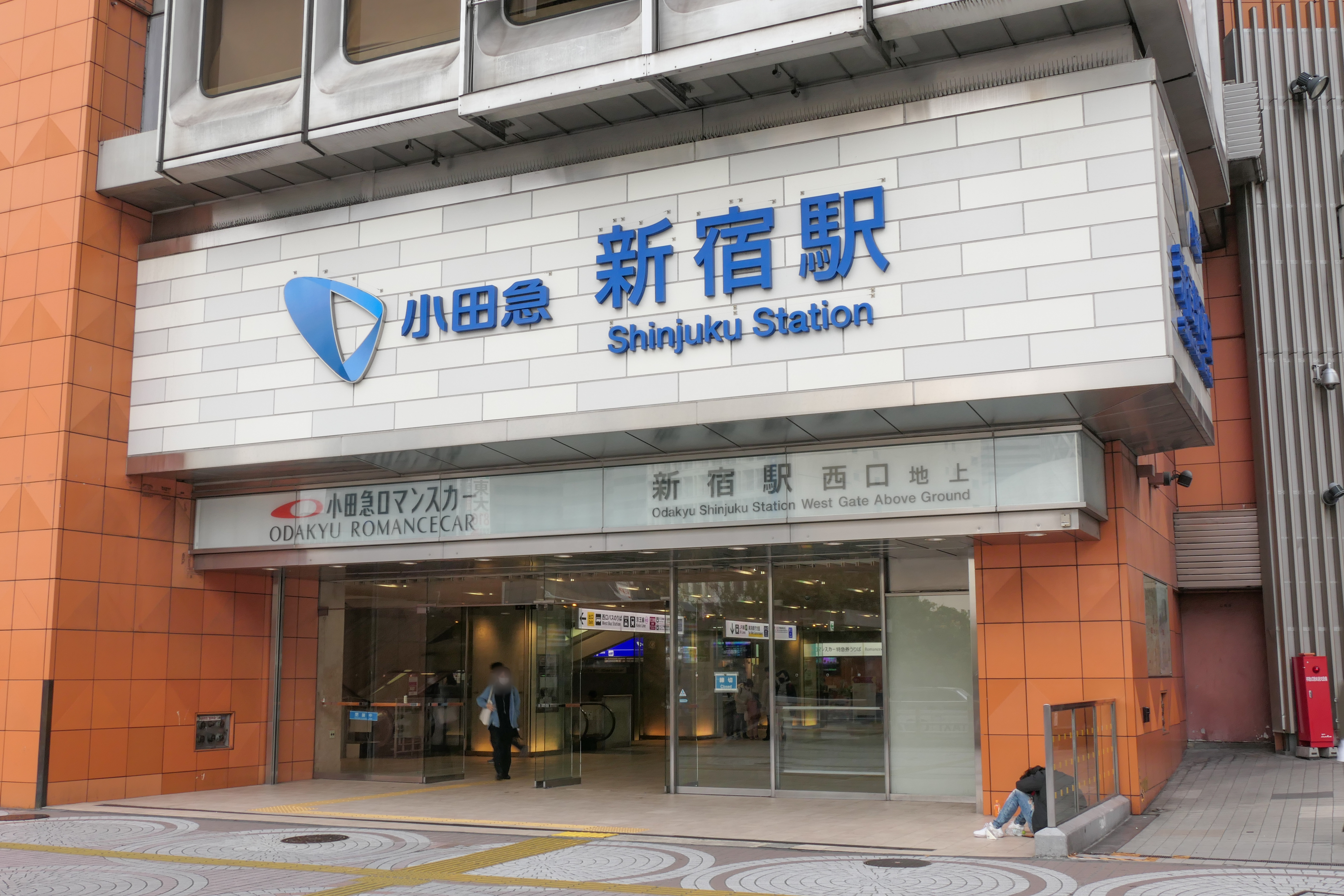
지상 서쪽 출입구 (2021년 11월)
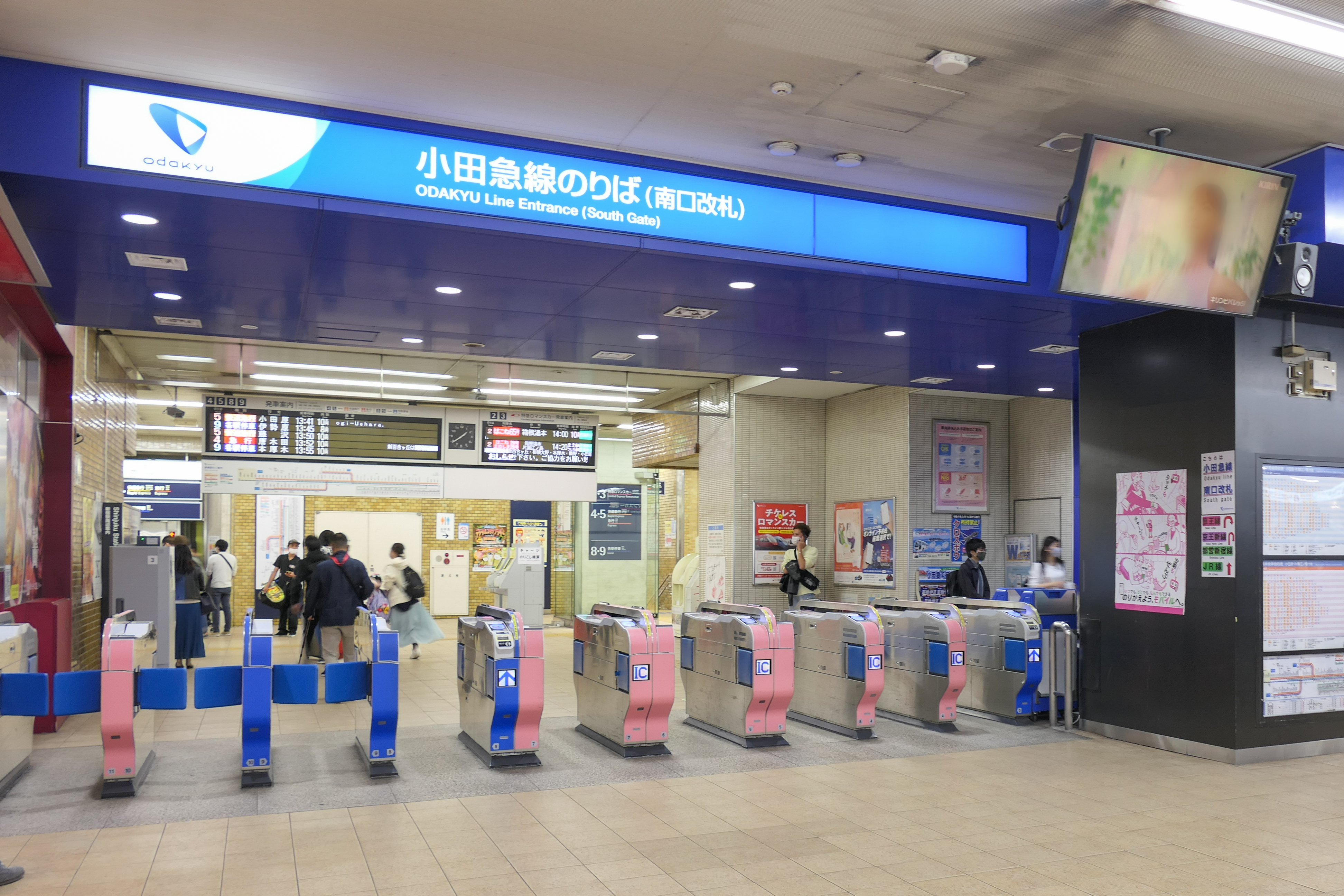
남쪽 출입구 개찰 (2022년 11월)
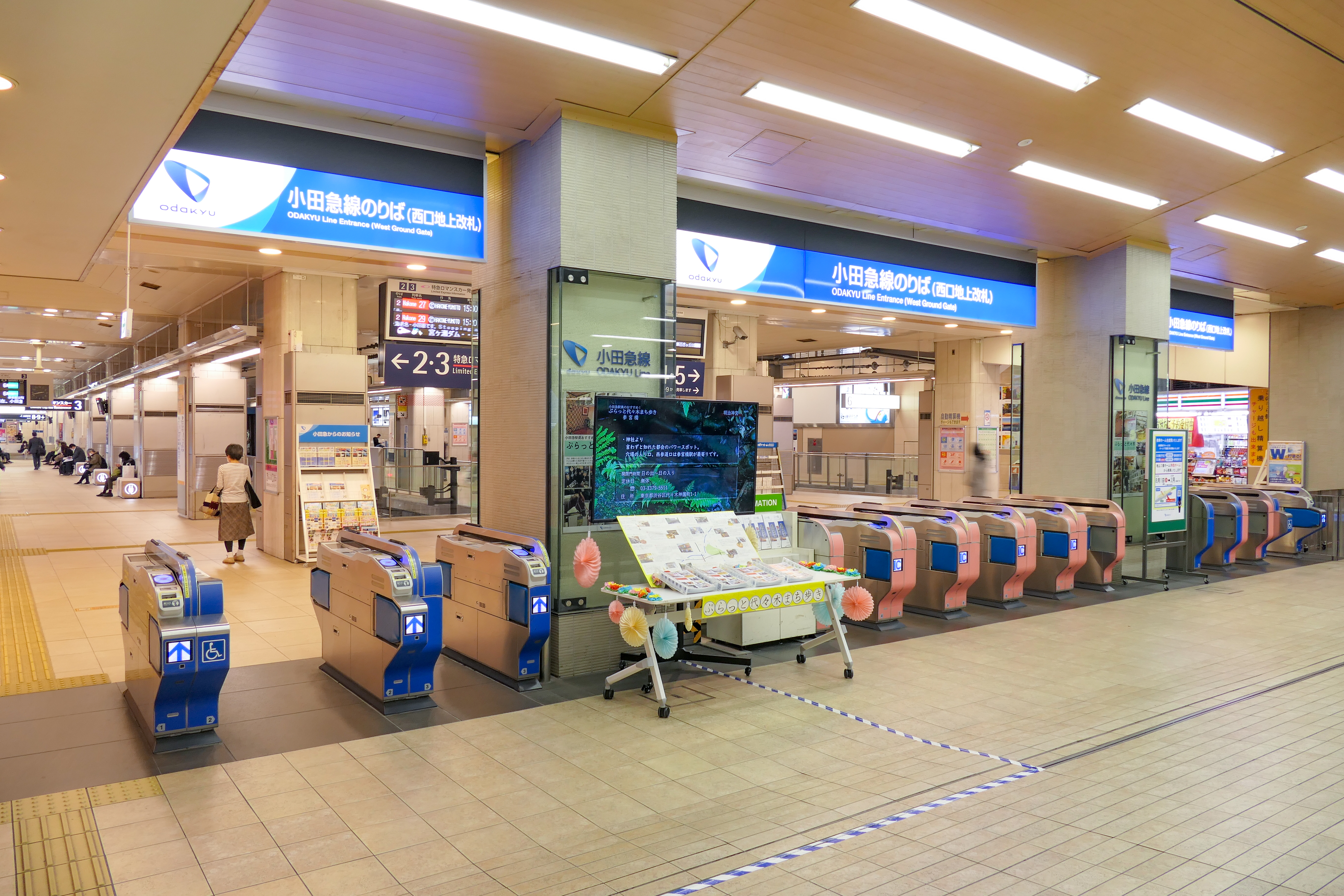
서쪽 출입구 지상 개찰 (2021년 11월)
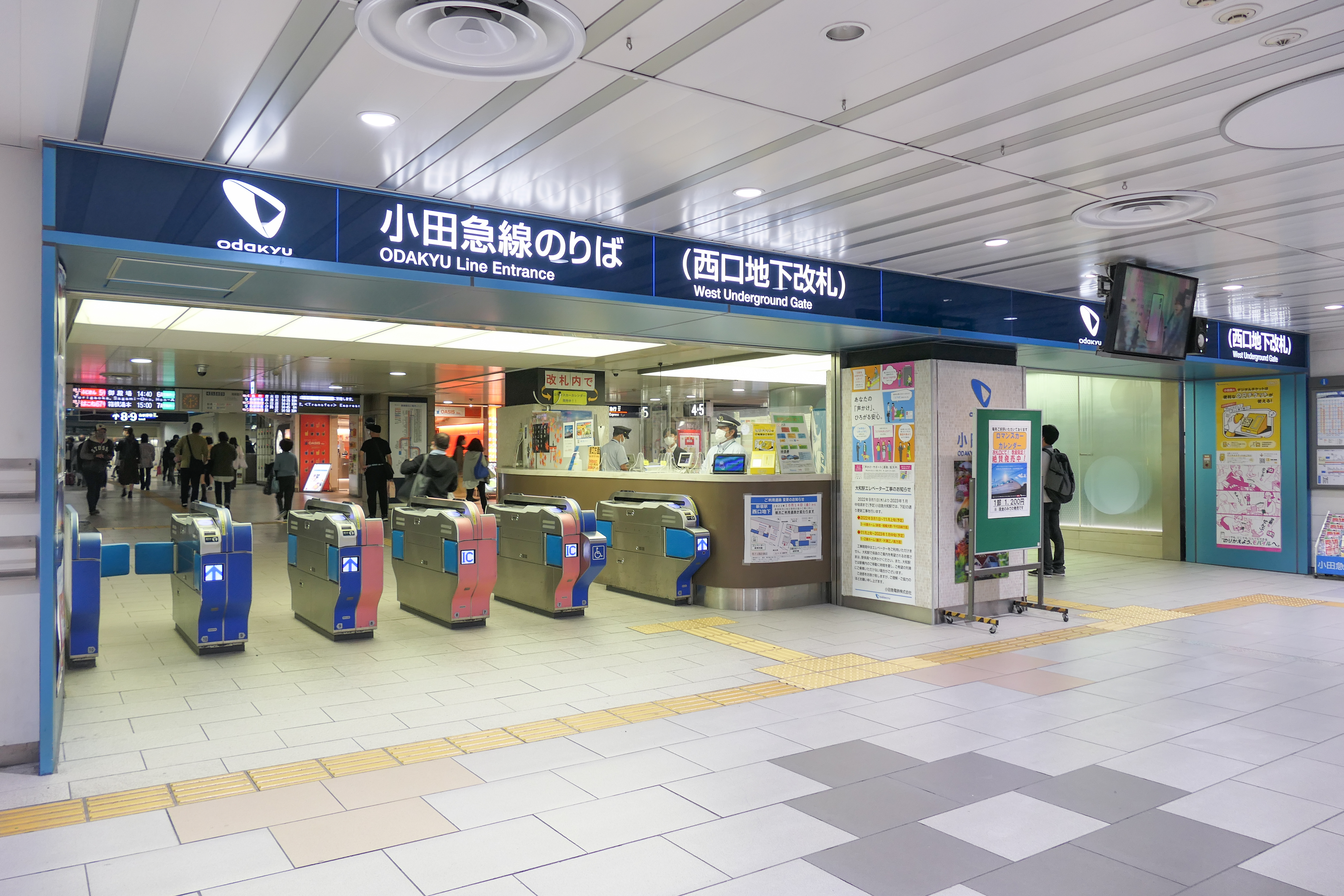
서쪽 출입구 지하 개찰 (2022년 11월)
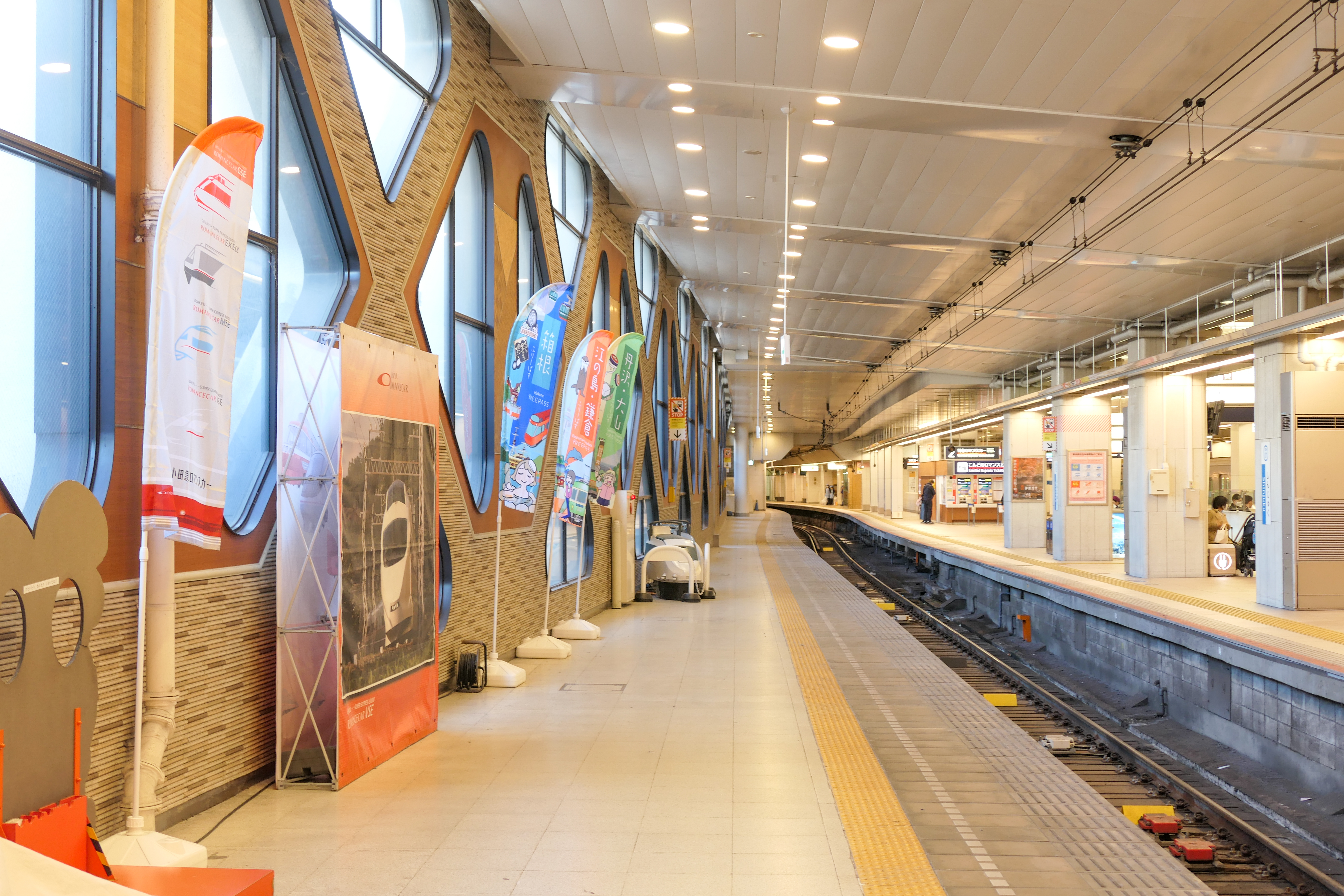
지상 1번 승강장 (사용 정지중, 2021년 11월)
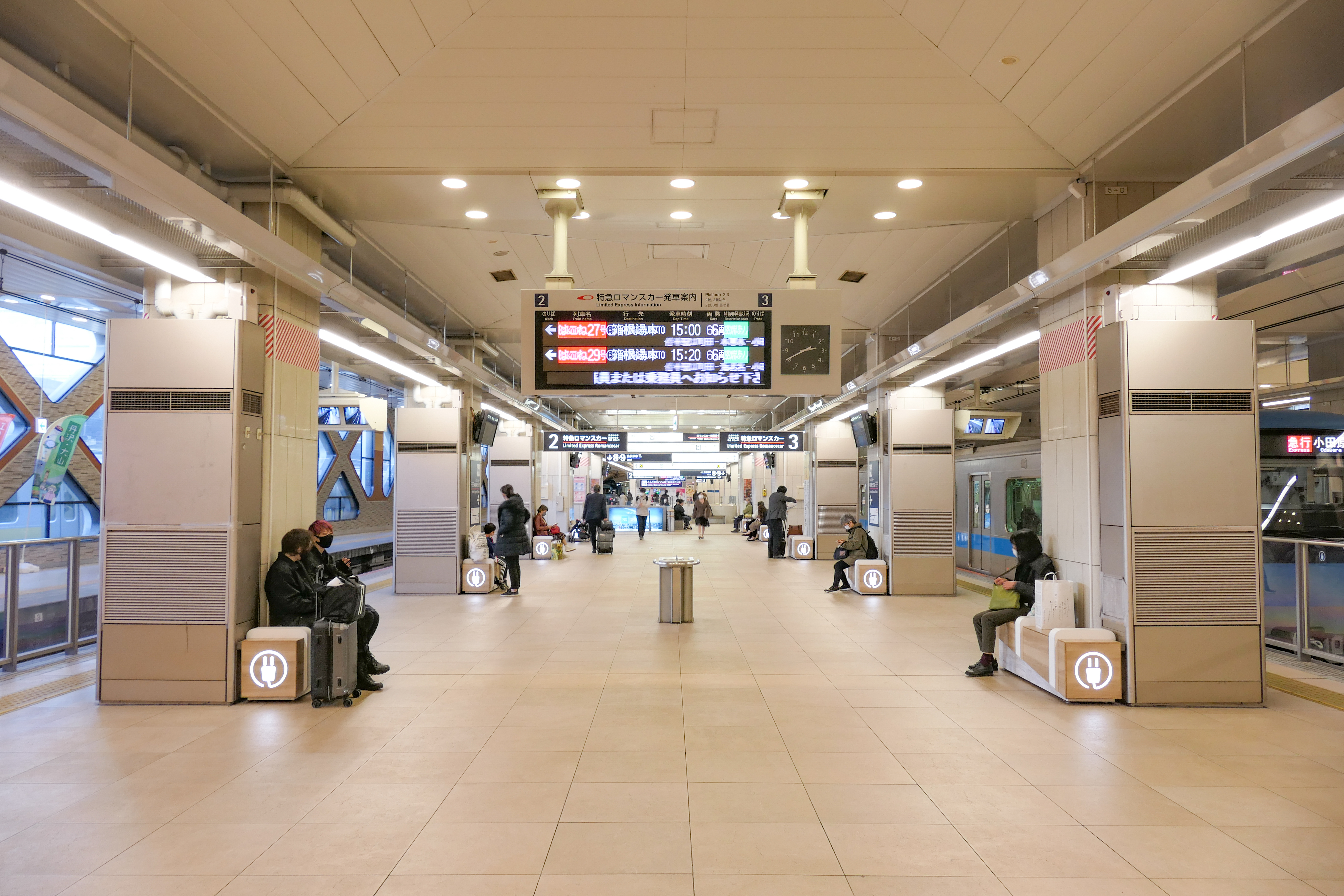
지상 2·3번 승강장 (2021년 11월)
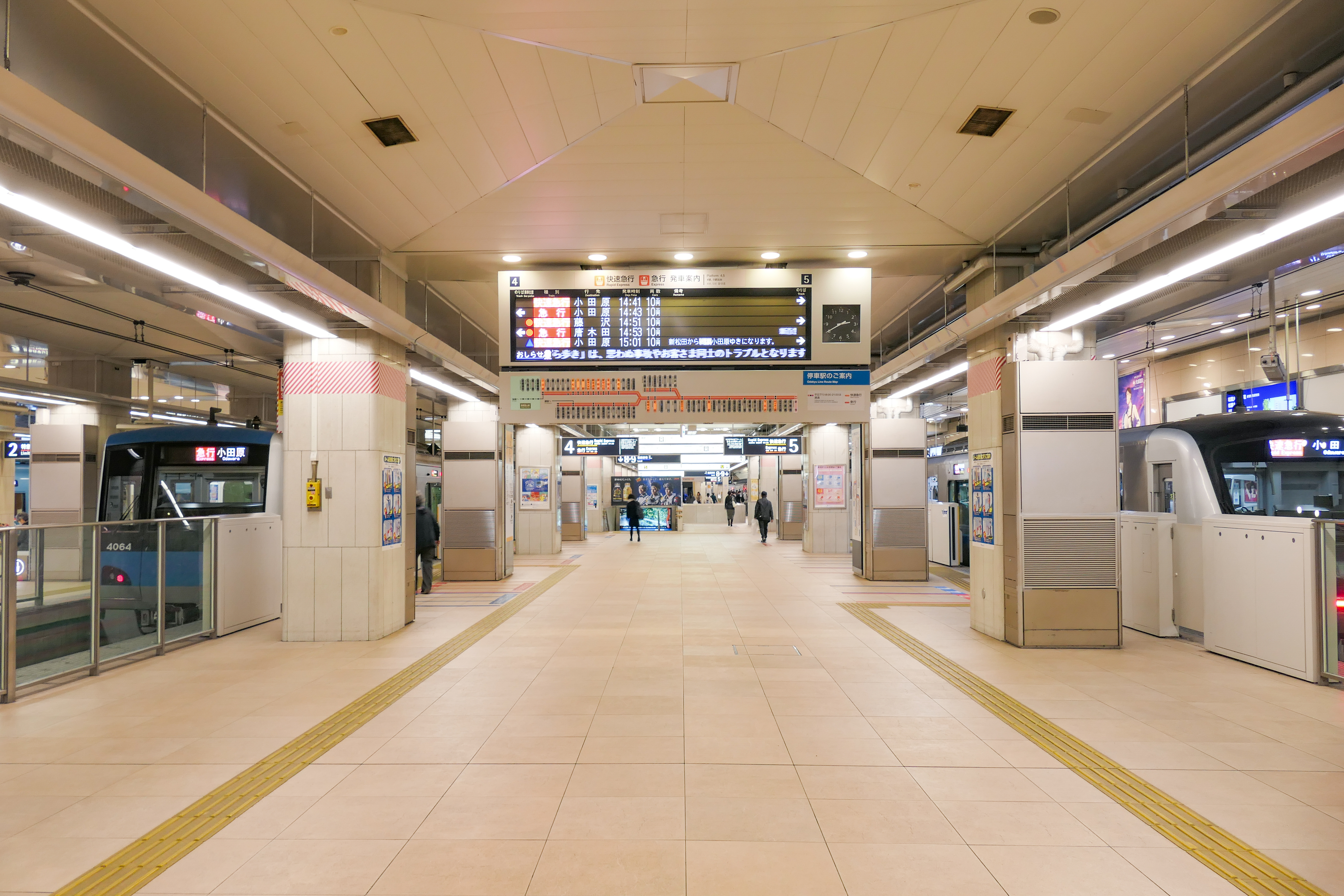
지상 4·5번 승강장 (2021년 11월)
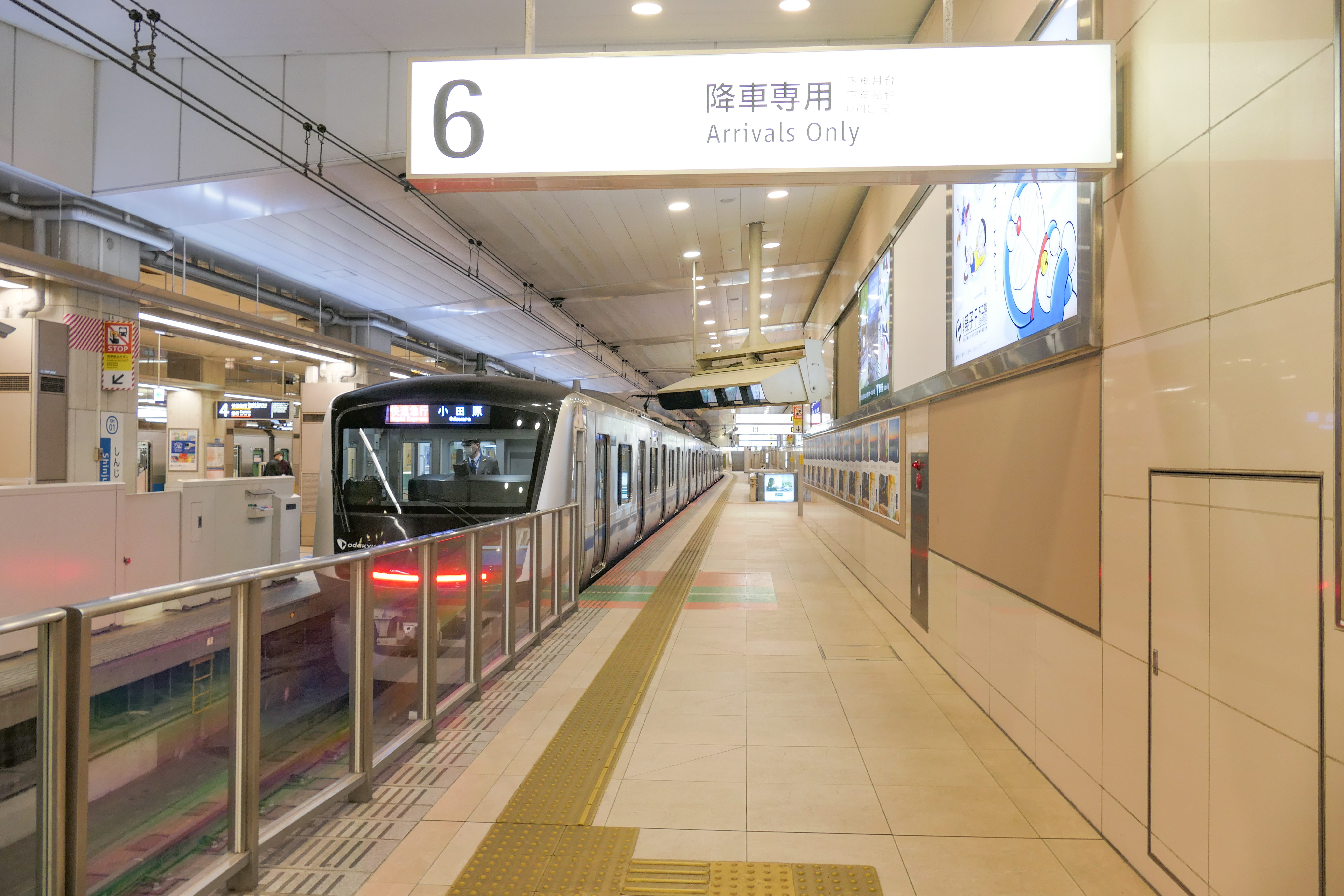
지상 6번 승강장 (2021년 11월)
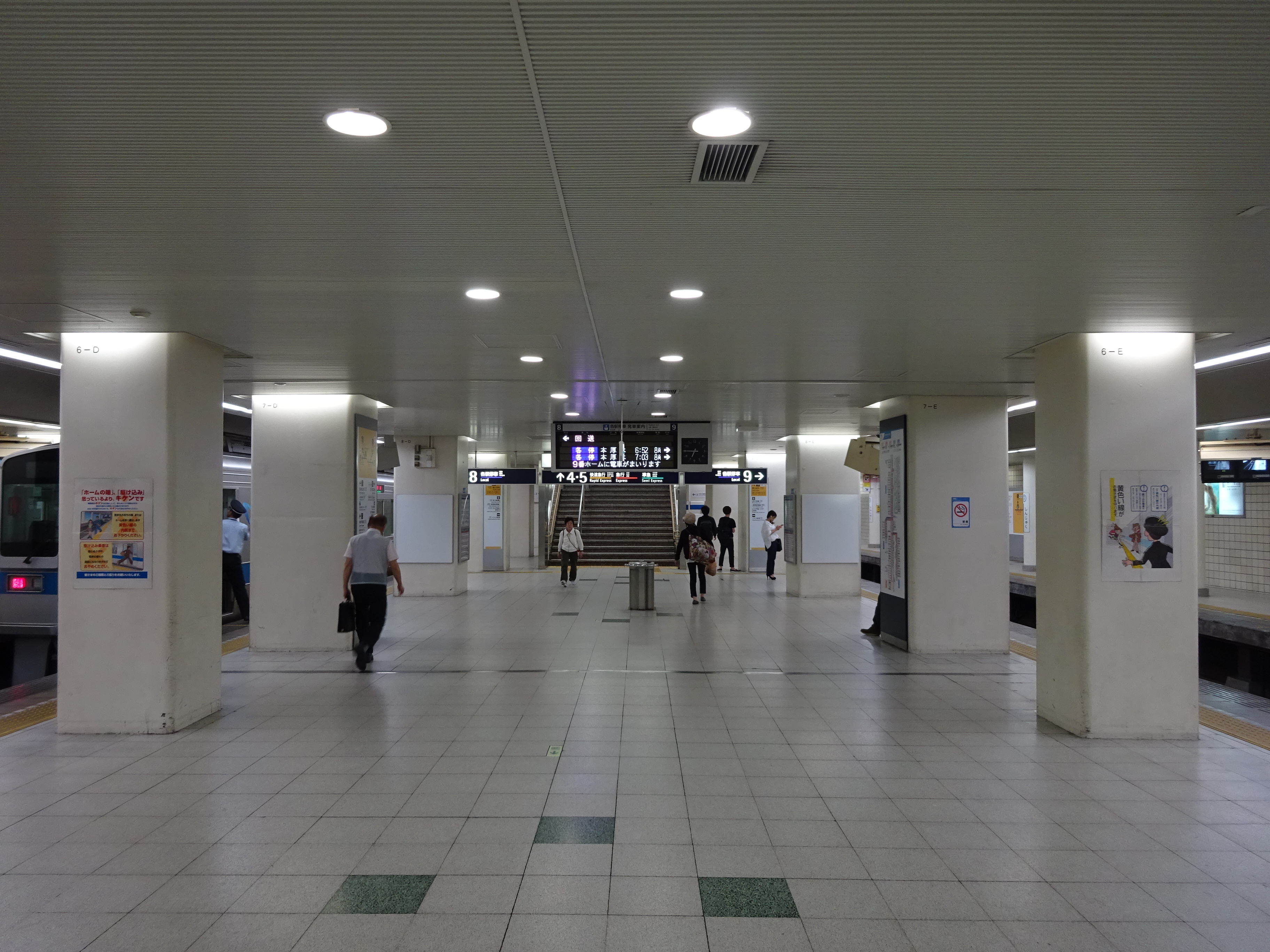
지하 승강장 (2016년 6월)
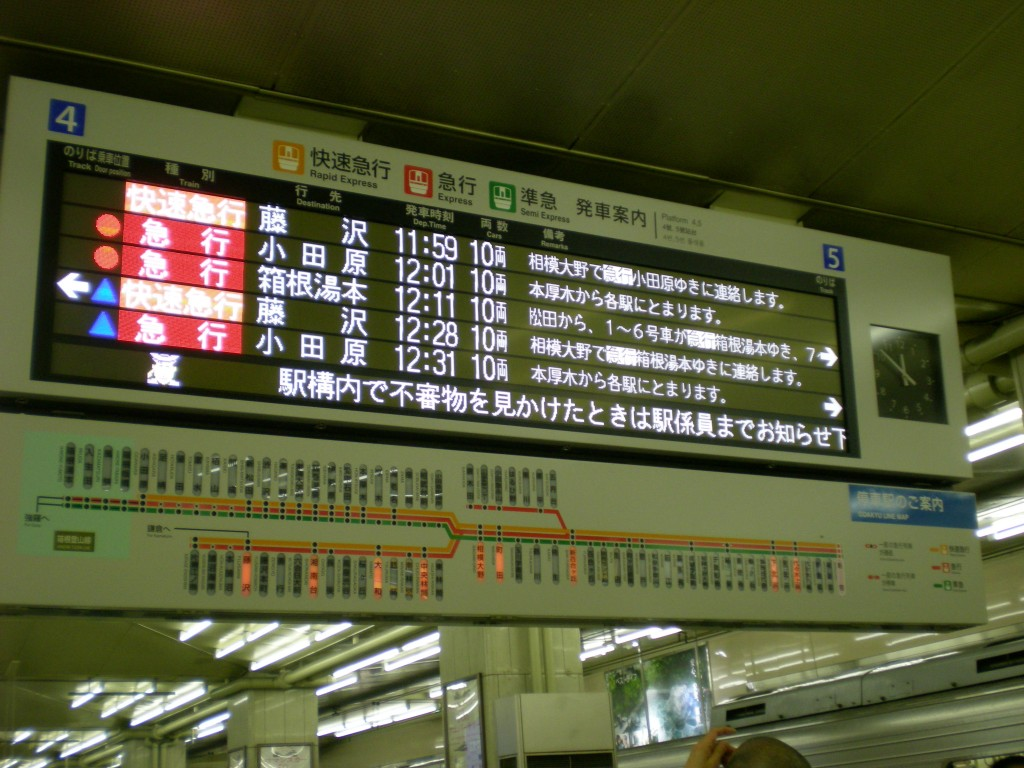
지상 승강장의 발차 안내판 (2007년 7월)
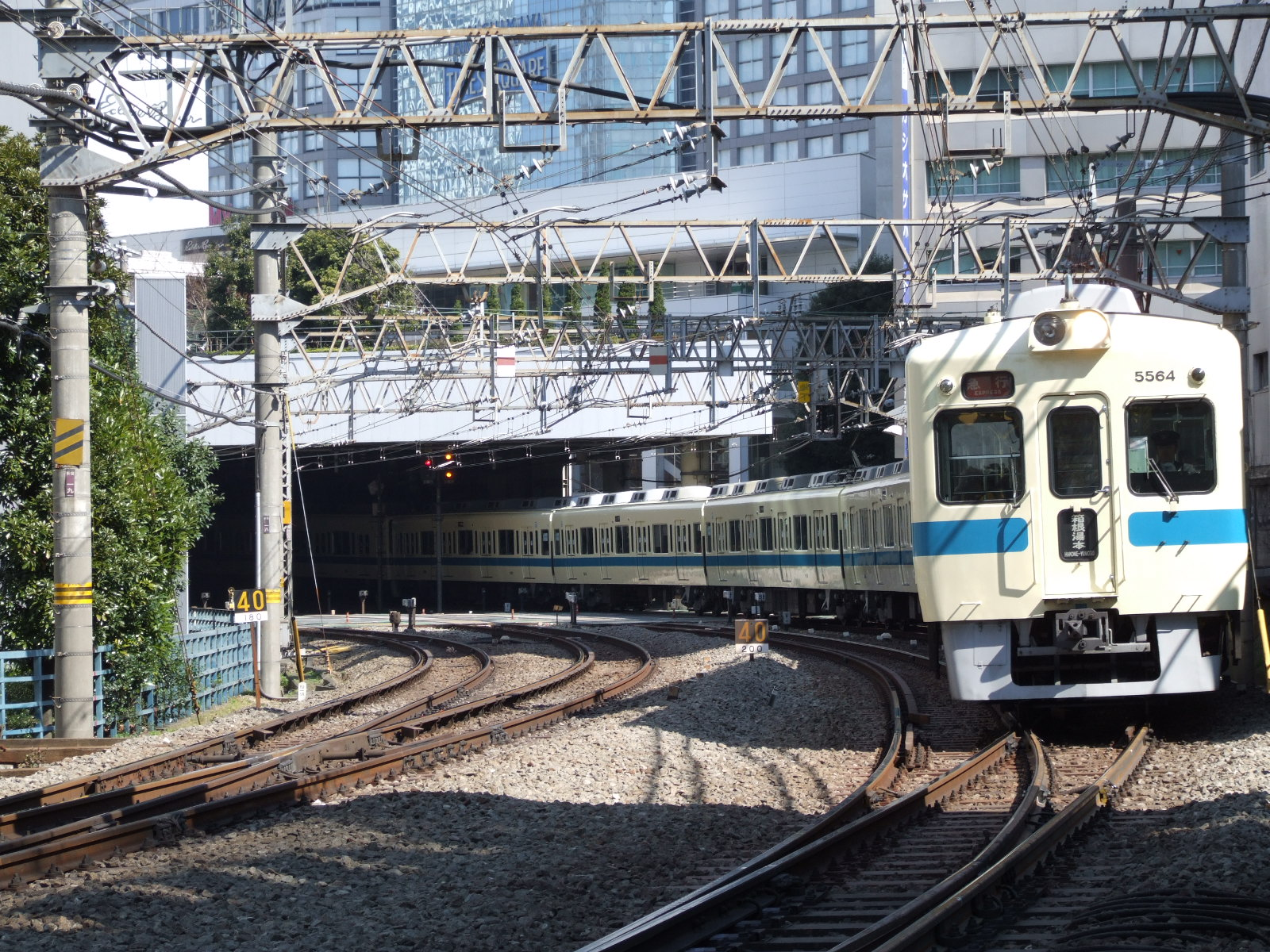
지상선과 지하선의 분기점. 바로 남쪽에 인접역인 미나미신주쿠역이 있지만, 여기까지는 당역의 구내로 되어 있다.

### 도쿄 메트로
JR의 북측 부근에서 신주쿠도리에 걸쳐 있는 지하 2층에 동서로 뻗은 섬식 승강장 1면 2선을 갖춘 지하역이다.
니시신주쿠 방향에 인상선이 있다. 예전에는 이케부쿠로 방면으로의 회차(오리카에시) 열차가 많이 설정되어 있었으나 2019년 7월 5일 다이어그램 개정에서 대부분이 호난초역 발착으로 변경되었고 이후에는 감축이 진행되어 현행 다이어에서는 평일 다이어와 주말 및 공휴일 다이어 모두 첫차 2편(첫차·6시대)·종착 1편(막차)만 있다. 또한 인상선에서의 야간 유치(주박)가 설정되어 있다.
JR, 게이오, 오다큐의 신주쿠역과 신주쿠니시구치역(도에이 지하철 오에도선), 세이부신주쿠역(세이부 신주쿠선)과 연결되어 있다. 그러나 도에이 지하철 신주쿠선, 도에이 지하철 오에도선의 신주쿠역과는 연락 취급으로 되어 있지 않다.
역무관구 소재역으로 신주쿠 역무관구(新宿駅務管区)로서 신주쿠 지역, 오기쿠보 지역, 요쓰야 지역, 나카노사카우에 지역을 관리한다.

#### 타는 곳
| 번선 | 노선         | 행선지                 |
| ---- | ------------ | ---------------------- |
| 1    | 마루노우치선 | 오기쿠보 · 호난초 방면 |
| 2    | 마루노우치선 | 이케부쿠로 방면        |

(출처: 도쿄 메트로: 구내 입체도)

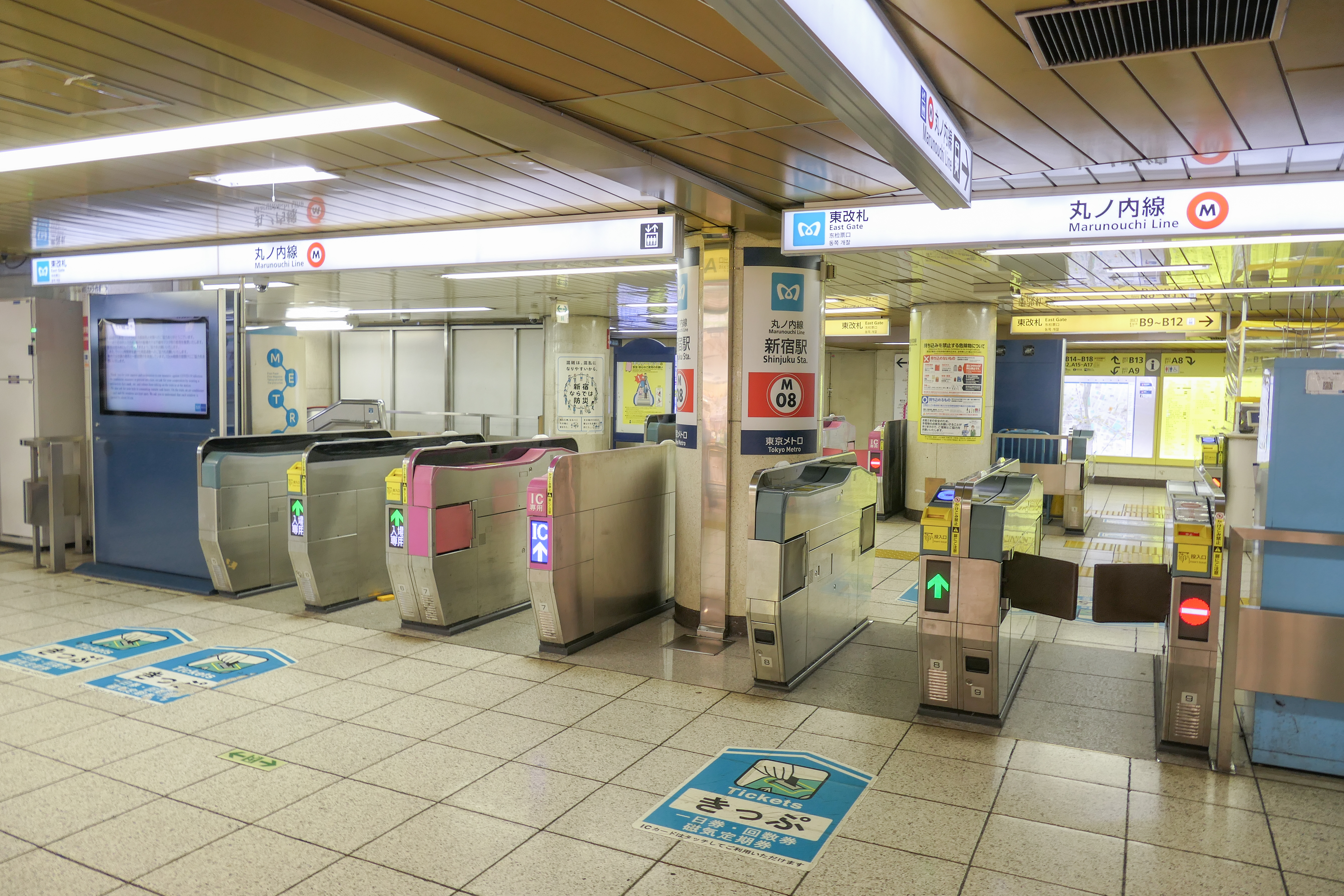
동쪽 개찰 (2022년 10월)
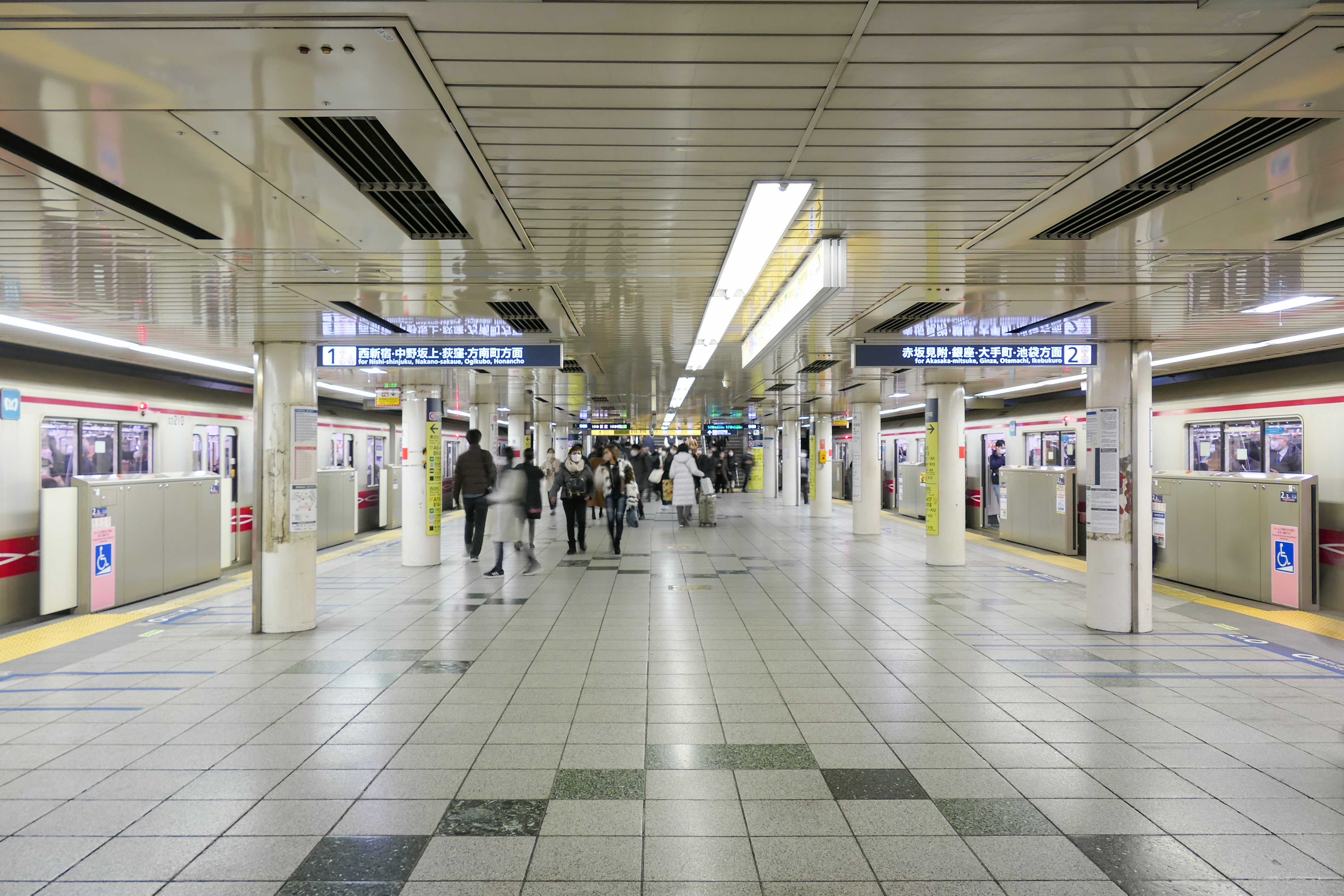
마루노우치선 승강장 (2022년 12월)

#### 비고
1번선에 오기쿠보행이 도착할 때, '나카노후지미초 · 호난초 방면은 나카노사카우에에서 환승입니다'(中野富士見町・方南町方面は、中野坂上でお乗り換えです)라는 안내방송이 흐르며, 이는 당역에서만 실시되는 방송이다. 니시신주쿠역 개업 이전까지는 '나카노후지미초 · 호난초 방면은 다음의 나카노사카우에에서 환승입니다'(中野富士見町・方南町方面は、次の中野坂上でお乗り換えです)라는 구문을 사용했는데 동역의 개업 후 생략되었고 발차 안내판이 갱신될 때 현재의 방송 양식이 되었다.
도에이 지하철 오에도선의 신주쿠니시구치역이 개업한 이후에는 '신주쿠니시구치역 접속 도에이 오에도선은 환승입니다'(新宿西口駅接続都営大江戸線はお乗り換えです)라는 안내방송이 있었는데, 2018년의 역 방송 갱신 이후에는 단순히 '도에이 오에도선'(都営大江戸線)으로 방송하고 있다.
2006년 10월에 스크린도어를 설치함과 동시에 발차 부저를 선로 측으로 이설하였다. 2008년 6월부터 발차 멜로디(발차 사인음)를 도입하고 있다. 혼잡 시에는 발차 멜로디 도입 전부터 사용하고 있었던 발차 부저를 울리며, 그때 스크린도어도 차량의 문과는 별도로 닫혔으나 마루노우치선이 원맨 운전을 개시하면서 발차 부저 사용은 중지되었다. 평일 아침 러시아워에는 특수 취급을 하고 있어 부저가 울리는 동시에 문을 닫는다. 그때 열차 출입문과 스크린도어는 연동되지 않으며, 처음에 열차 출입문이 닫히면 나중에 역 직원이 스크린도어를 닫는 2단계 방식을 채택하고 있다. 이러한 방식은 이케부쿠로역에서도 마찬가지이다.

#### 발차 멜로디
상술한대로 원맨 운전 개시에 따라 스위치에서 제작한 발차 멜로디(발차 사인음)가 도입되었다.
곡은 1번선은 《꿀벌의 형제》(ミツバチの兄弟, 시오즈카 히로시 작곡), 2번선은 《반짝이는 시냇물》(きらめく小川, 구마키 리나 작곡)이다.

#### 콩코스
승강장의 동서의 끝에 지하 1층으로 가는 계단이 있으며, 각각에 개찰구가 있다. 개찰구를 나오면 자유 통로(메트로 프롬나드)이며, 동쪽은 신주쿠산초메역까지 이어진다. 동쪽의 개찰구는 JR 동쪽 출입구와 신주쿠 서브나드에 가깝고, 서쪽의 개찰구는 JR, 게이오선, 오다큐선의 서쪽 출입구, 서쪽 출입구 지하 광장과 버스 터미널로 연결된다. 동쪽의 개찰 부근과 서쪽의 개찰 부근 사이는 이른 아침과 심야 시간대에는 지나갈 수 없다.
엘리베이터와 에스컬레이터는 동쪽에 있으며, 개찰 층과 승강장 층을 연결한다. 에스컬레이터는 개찰 층 방향으로만 운행한다.
화장실은 개찰 밖에 2개소가 있다.

## 이용 현황
2017년도의 각사 국의 1일 평균 승강 인원을 합하면 약 353만명으로 전세계 1위이다. 그러나 이 값은 게이오 신선, 도에이 신주쿠선 사이의 상호 직통 인원 및 도에이 지하철 노선 사이의 환승 인원을 포함한 값이다. 당역의 개업 당시 승차 인원이 하루 평균 36명이었기 때문에 (하차 인원도 동일하게 36명으로 가정한다면) 약 5만 배까지 부풀어 오른 셈이다.
2008년, 도쿄 메트로 후쿠토신선이 개통한 영향으로 일부 승객이 신주쿠산초메역으로 분산되었기 때문에 2007년을 정점으로 JR 동일본과 도쿄 메트로를 중심으로 이용객이 감소하는 추세였으나 2011년을 바닥으로 현재는 회복 기조에 있다.

### 하루 평균 승객 수
- JR 동일본 - 2023년도의 1일 평균 승차 인원은 650,602명이다.[이용객 수 1]
- 게이오 전철 - 2023년도의 1일 평균 승하차 인원은 654,492명이다(게이오선 신주쿠역과 신선 신주쿠역의 합산).[이용객 수 2]
게이오 전철의 역들 중 1위이다. 전체 사철의 역 중에서도 도큐 전철 시부야역에 이은 2위이다. 그러나 신선 신주쿠역의 이용자 수 외에도 도에이 신주쿠과의 직통 인원도 포함한 값이다. 2008년도까지는 증가 경향이 계속 보이고 있었다. 그 후 2011년도까지 감소 추세였고, 2012년도부터는 다시 증가 추세에 있으며, 2015년도의 승강 인원은 사상 최고치를 기록하였다.
- 오다큐 전철 - 2023년도의 1일 평균 승하차 인원은 439,840명이다.[오다큐 1]
오다큐 전철 역 70개 중에서 1위이다. 1988년도의 최대 피크에는 1일 평균 승하차 인원이 55만명까지 치솟았지만 이후 완만하게 감소 추세를 보여, 2014년 이후에는 49만명 전후가 되었으나 2015년부터 증가세로 전환되어 2017년에는 1일 평균 승하차 인원이 50만명을 넘었다.
- 도쿄 메트로 - 2023년도의 1일 평균 승하차 인원은 193,170명이다.[메트로 1]
도쿄 메트로 역 130개 중에서 신바시역에 이어 7위(다른 철도와의 직결 연락 역 및 공유하는 역의 승하차 인원은 순위에서 제외되었다). 1972년도와 1988년도의 피크에는 1일 평균 승하차 인원이 30만명까지 치솟았다가 그 이후 2011년도까지 감소 추세를 보였으나 2012년도부터 다시 증가하기 시작하였다.
- 도쿄도 교통국 - 아래의 값은 도에이 지하철 노선 간의 환승 인원을 포함한 값이다.[도에이 1]
  - 신주쿠선 - 2023년도의 1일 평균 승하차 인원은 247,955명이다(승차인원 137,949명, 하차인원 135,674명).
도에이 신주쿠선 역 21개 중 1위. 단, 게이오선과의 직통 인원을 포함한 값이다.
  - 오에도선 - 2023년도의 1일 평균 승하차 인원은 122,382명이다(승차인원 59,425명, 하차인원 62,957명).
도에이 오에도선 역 38개 중 1위.

### 연도별 1일 평균 승하차 인원
각 연도의 1일 평균 승하차 인원은 아래와 같다(단, JR 제외).
| 연도   | 오다큐 전철        | 오다큐 전철 | 게이오 전철        | 게이오 전철     | 에이단/도쿄 메트로 | 에이단/도쿄 메트로 | 도에이 지하철      | 도에이 지하철 | 도에이 지하철      | 도에이 지하철 |
| 연도   | 오다와라선         | 오다와라선  | 게이오선 / 신선    | 게이오선 / 신선 | 마루노우치선       | 마루노우치선       | 신주쿠선           | 신주쿠선      | 오에도선           | 오에도선      |
| 연도   | 1일 평균 승강 인원 | 증가율      | 1일 평균 승강 인원 | 증가율          | 1일 평균 승강 인원 | 증가율             | 1일 평균 승강 인원 | 증가율        | 1일 평균 승강 인원 | 증가율        |
| ------ | ------------------ | ----------- | ------------------ | --------------- | ------------------ | ------------------ | ------------------ | ------------- | ------------------ | ------------- |
| 1997년 |                    |             | 689,061            |                 |                    |                    |                    |               |                    |               |
| 1998년 |                    |             | 690,026            | 0.1%            |                    |                    |                    |               |                    |               |
| 1999년 | 496,860            |             | 689,548            | −0.1%           | 270,972            |                    |                    |               |                    |               |
| 2000년 | 495,438            | −0.3%       | 690,687            | 0.2%            | 266,409            | −1.7%              | 235,227            |               | 61,348             |               |
| 2001년 | 491,863            | −0.7%       | 699,395            | 1.3%            | 255,994            | −3.9%              | 231,421            | −1.6%         | 88,336             | 44.0%         |
| 2002년 | 486,186            | −1.2%       | 699,801            | 0.6%            | 251,209            | −1.9%              | 231,837            | 0.2%          | 93,193             | 5.5%          |
| 2003년 | 486,474            | 0.1%        | 707,222            | 1.1%            | 246,988            | −1.7%              | 232,412            | 0.2%          | 104,989            | 12.7%         |
| 2004년 | 486,118            | −0.1%       | 710,903            | 0.5%            | 240,808            | −2.5%              | 231,376            | −0.4%         | 107,869            | 2.7%          |
| 2005년 | 486,765            | 0.1%        | 719,946            | 1.3%            | 238,421            | −1.0%              | 234,847            | 1.5%          | 112,716            | 4.5%          |
| 2006년 | 490,081            | 0.7%        | 726,653            | 0.9%            | 238,494            | 0.0%               | 242,909            | 3.4%          | 117,494            | 4.2%          |
| 2007년 | 498,918            | 1.8%        | 747,407            | 2.9%            | 240,984            | 1.0%               | 262,688            | 8.1%          | 130,800            | 11.3%         |
| 2008년 | 491,631            | −1.5%       | 748,803            | 0.2%            | 232,044            | −3.7%              | 267,477            | 1.8%          | 130,128            | −0.5%         |
| 2009년 | 482,818            | −1.8%       | 739,138            | −1.3%           | 219,606            | −5.4%              | 266,441            | −0.4%         | 128,637            | −1.1%         |
| 2010년 | 476,773            | −1.3%       | 724,012            | −2.0%           | 215,468            | −1.9%              | 263,982            | −1.0%         | 127,690            | −0.7%         |
| 2011년 | 474,552            | −0.5%       | 711,892            | −1.7%           | 212,024            | −1.6%              | 257,455            | −2.5%         | 124,413            | −2.6%         |
| 2012년 | 483,150            | 1.8%        | 714,949            | 0.4%            | 220,154            | 3.8%               | 260,458            | 1.2%          | 129,492            | 4.1%          |
| 2013년 | 494,184            | 2.3%        | 730,849            | 2.2%            | 227,366            | 3.3%               | 266,869            | 2.5%          | 133,075            | 2.8%          |
| 2014년 | 488,021            | −1.2%       | 734,578            | 0.5%            | 226,734            | −0.3%              | 270,969            | 1.5%          | 133,700            | 0.5%          |
| 2015년 | 492,234            | 0.9%        | 757,823            | 3.2%            | 231,340            | 2.0%               | 280,183            | 3.4%          | 137,096            | 2.5%          |
| 2016년 | 499,919            | 1.6%        | 770,072            | 1.6%            | 233,555            | 1.0%               | 289,786            | 3.4%          | 139,794            | 2.0%          |
| 2017년 | 506,229            | 1.3%        | 786,052            | 2.1%            | 236,657            | 1.3%               | 302,124            | 4.3%          | 142,296            | 1.8%          |
| 2018년 | 521,160            | 2.9%        | 797,378            | 1.4%            | 239,794            | 1.3%               | 312,312            | 3.4%          | 145,334            | 2.1%          |
| 2019년 | 516,876            | −0.8%       | 788,567            | −1.1%           | 237,552            | −0.9%              | 313,339            | 0.3%          | 143,843            | −1.0%         |
| 2020년 | 317,845            | −38.5%      | 506,932            | −35.7%          | 155,619            | −34.5%             | 205,908            | −34.3%        | 89,533             | −37.8%        |
| 2021년 | 355,563            | 11.9%       | 548,622            | 8.2%            | 160,781            | 3.3%               | 219,197            | 6.5%          | 95,507             | 6.7%          |
| 2022년 | 410,970            | 15.6%       | 613,639            | 11.9%           | 180,278            | 12.1%              | 247,955            | 13.1%         | 108,458            | 13.6%         |
| 2023년 | 439,840            | 7.0%        |                    |                 | 193,170            | 7.2%               | 273,623            | 10.4%         | 122,382            | 12.8%         |

### 게이오 전철의 연도별 1일 평균 승강 인원
| 연도   | 게이오 전철 | 게이오선 - 도에이 신주쿠선 직통 |
| ------ | ----------- | ------------------------------- |
| 1948년 | 85,900      |                                 |
| 1955년 | 146,525     |                                 |
| 1960년 | 219,890     |                                 |
| 1965년 | 328,777     |                                 |
| 1970년 | 421,910     |                                 |
| 1975년 | 469,264     |                                 |
| 1978년 | 502,559     |                                 |
| 1980년 | 524,186     | 51,627                          |
| 1985년 | 583,170     | 87,275                          |
| 1990년 | 660,765     | 107,101                         |
| 1995년 | 684,406     | 107,666                         |

### 연도별 1일 평균 승차 인원 (1880년대 ~ 1930년대)
각 연도의 1일 평균 승차(승하차 아님) 인원은 아래와 같다.
| 연도   | 일본철도   | 고부철도 | 출처               |
| ------ | ---------- | -------- | ------------------ |
| 1884년 | [ 비고 5 ] | 미개업   |                    |
| 1885년 | 36         | 미개업   | [ 도쿄부 통계 1 ]  |
| 1886년 | 36         | 미개업   | [ 도쿄부 통계 2 ]  |
| 1888년 | 118        | 미개업   | [ 도쿄부 통계 3 ]  |
| 1889년 | 118        | 118      | [ 도쿄부 통계 4 ]  |
| 1891년 | 385        | 385      | [ 도쿄부 통계 5 ]  |
| 1893년 | 600        | 600      | [ 도쿄부 통계 6 ]  |
| 1895년 | 393        | 610      | [ 도쿄부 통계 7 ]  |
| 1896년 | 595        | 850      | [ 도쿄부 통계 8 ]  |
| 1897년 | 749        | 992      | [ 도쿄부 통계 9 ]  |
| 1898년 | 847        | 1,074    | [ 도쿄부 통계 10 ] |
| 1899년 | 764        | 1,101    | [ 도쿄부 통계 11 ] |
| 1900년 | 774        | 1,154    | [ 도쿄부 통계 12 ] |
| 1901년 | 804        | 1,180    | [ 도쿄부 통계 13 ] |
| 1902년 | 774        | 1,226    | [ 도쿄부 통계 14 ] |
| 1903년 | 763        | 1,238    | [ 도쿄부 통계 15 ] |
| 1904년 | 829        | 1,448    | [ 도쿄부 통계 16 ] |
| 1905년 | 777        | 2,038    | [ 도쿄부 통계 17 ] |

| 연도   | 국철   | 오다와라 급행 철도 | 출처               |
| ------ | ------ | ------------------ | ------------------ |
| 1907년 | 3,474  | 미개업             | [ 도쿄부 통계 18 ] |
| 1908년 | 3,620  | 미개업             | [ 도쿄부 통계 19 ] |
| 1909년 | 3,672  | 미개업             | [ 도쿄부 통계 20 ] |
| 1911년 | 4,435  | 미개업             | [ 도쿄부 통계 21 ] |
| 1912년 | 4,882  | 미개업             | [ 도쿄부 통계 22 ] |
| 1913년 | 5,052  | 미개업             | [ 도쿄부 통계 23 ] |
| 1914년 | 5,017  | 미개업             | [ 도쿄부 통계 24 ] |
| 1915년 | 4,684  | 미개업             | [ 도쿄부 통계 25 ] |
| 1916년 | 5,612  | 미개업             | [ 도쿄부 통계 26 ] |
| 1919년 | 10,984 | 미개업             | [ 도쿄부 통계 27 ] |
| 1920년 | 14,358 | 미개업             | [ 도쿄부 통계 28 ] |
| 1922년 | 21,543 | 미개업             | [ 도쿄부 통계 29 ] |
| 1923년 | 29,507 | 미개업             | [ 도쿄부 통계 30 ] |
| 1924년 | 35,368 | 미개업             | [ 도쿄부 통계 31 ] |
| 1925년 | 40,061 | 미개업             | [ 도쿄부 통계 32 ] |
| 1926년 | 46,740 | 미개업             | [ 도쿄부 통계 33 ] |
| 1927년 | 57,388 | 7,563              | [ 도쿄부 통계 34 ] |
| 1928년 | 67,348 | 10,701             | [ 도쿄부 통계 35 ] |
| 1929년 | 72,667 | 14,184             | [ 도쿄부 통계 36 ] |
| 1930년 | 71,555 | 15,200             | [ 도쿄부 통계 37 ] |
| 1931년 | 72,261 | 15,785             | [ 도쿄부 통계 38 ] |
| 1932년 | 71,494 | 16,484             | [ 도쿄부 통계 39 ] |
| 1933년 | 62,430 | 16,211             | [ 도쿄부 통계 40 ] |
| 1934년 | 65,119 | 15,142             | [ 도쿄부 통계 41 ] |
| 1935년 | 66,230 | 15,801             | [ 도쿄부 통계 42 ] |

### 연도별 1일 평균 승차 인원 (1953년 ~ 2000년)
도쿄도 통계 연감을 출처로 하고 있는 수치들은 원래의 데이터가 1,000명 단위로 게재되어 있기 때문에 (원래 데이터) x 1000/365(또는 366)으로 계산된 것이다.
| 연도   | 국철 / JR 동일본 | 에이단  | 도에이 지하철 | 도에이 지하철 | 오다큐 전철 | 게이오 제도전철 / 게이오 전철 | 출처 · 비고        |
| 연도   | 국철 / JR 동일본 | 에이단  | 신주쿠선      | 오에도선      | 오다큐 전철 | 게이오 제도전철 / 게이오 전철 | 출처 · 비고        |
| ------ | ---------------- | ------- | ------------- | ------------- | ----------- | ----------------------------- | ------------------ |
| 1953년 | 133,435          | 미개업  | 미개업        | 미개업        |             |                               | (국철만)           |
| 1954년 | 159,193          | 미개업  | 미개업        | 미개업        |             |                               | (국철만)           |
| 1955년 | 153,313          | 미개업  | 미개업        | 미개업        |             |                               | (국철만)           |
| 1956년 | 236,315          | 미개업  | 미개업        | 미개업        | 74,728      | 81,807                        | [ 도쿄도 통계 4 ]  |
| 1957년 | 248,955          | 미개업  | 미개업        | 미개업        | 80,827      | 86,945                        | [ 도쿄도 통계 5 ]  |
| 1958년 | 264,151          | 36,761  | 미개업        | 미개업        | 88,503      | 36,364                        | [ 도쿄도 통계 6 ]  |
| 1959년 | 276,755          | 55,633  | 미개업        | 미개업        | 98,444      | 99,944                        | [ 도쿄도 통계 7 ]  |
| 1960년 | 296,817          | 57,741  | 미개업        | 미개업        | 107,958     | 110,536                       | [ 도쿄도 통계 8 ]  |
| 1961년 | 299,467          | 85,416  | 미개업        | 미개업        | 120,584     | 122,503                       | [ 도쿄도 통계 9 ]  |
| 1962년 | 317,123          | 117,513 | 미개업        | 미개업        | 133,555     | 132,051                       | [ 도쿄도 통계 10 ] |
| 1963년 | 332,268          | 90,760  | 미개업        | 미개업        | 147,660     | 139,273                       | [ 도쿄도 통계 11 ] |
| 1964년 | 365,196          | 98,560  | 미개업        | 미개업        | 163,944     | 151,058                       | [ 도쿄도 통계 12 ] |
| 1965년 | 389,700          | 109,093 | 미개업        | 미개업        | 175,854     | 166,165                       | [ 도쿄도 통계 13 ] |
| 1966년 | 418,182          | 112,762 | 미개업        | 미개업        | 186,226     | 175,565                       | [ 도쿄도 통계 14 ] |
| 1967년 | 437,139          | 121,926 | 미개업        | 미개업        | 198,813     | 189,575                       | [ 도쿄도 통계 15 ] |
| 1968년 | 475,599          | 134,846 | 미개업        | 미개업        | 210,100     | 198,100                       | [ 도쿄도 통계 16 ] |
| 1969년 | 468,433          | 148,219 | 미개업        | 미개업        | 222,566     | 208,686                       | [ 도쿄도 통계 17 ] |
| 1970년 | 472,841          | 157,466 | 미개업        | 미개업        | 232,915     | 214,115                       | [ 도쿄도 통계 18 ] |
| 1971년 | 614,421          | 162,372 | 미개업        | 미개업        | 241,525     | 220,242                       | [ 도쿄도 통계 19 ] |
| 1972년 | 633,164          | 166,060 | 미개업        | 미개업        | 246,230     | 230,644                       | [ 도쿄도 통계 20 ] |
| 1973년 | 642,647          | 161,512 | 미개업        | 미개업        | 242,011     | 231,951                       | [ 도쿄도 통계 21 ] |
| 1974년 | 670,438          | 159,112 | 미개업        | 미개업        | 250,386     | 232,203                       | [ 도쿄도 통계 22 ] |
| 1975년 | 652,642          | 161,391 | 미개업        | 미개업        | 247,508     | 234,686                       | [ 도쿄도 통계 23 ] |
| 1976년 | 669,258          | 160,416 | 미개업        | 미개업        | 246,110     | 236,364                       | [ 도쿄도 통계 24 ] |
| 1977년 | 662,926          | 164,162 | 미개업        | 미개업        | 249,058     | 243,729                       | [ 도쿄도 통계 25 ] |
| 1978년 | 664,005          | 151,721 | 미개업        | 미개업        | 235,293     | 248,795                       | [ 도쿄도 통계 26 ] |
| 1979년 | 657,678          | 152,721 | 21,000        | 미개업        | 231,907     | 256,189                       | [ 도쿄도 통계 27 ] |
| 1980년 | 625,707          | 145,627 | 59,392        | 미개업        | 234,123     | 257,112                       | [ 도쿄도 통계 28 ] |
| 1981년 | 620,447          | 147,981 | 72,079        | 미개업        | 235,975     | 262,395                       | [ 도쿄도 통계 29 ] |
| 1982년 | 614,562          | 147,537 | 78,137        | 미개업        | 239,148     | 265,164                       | [ 도쿄도 통계 30 ] |
| 1983년 | 628,276          | 149,847 | 82,355        | 미개업        | 242,139     | 265,653                       | [ 도쿄도 통계 31 ] |
| 1984년 | 648,660          | 151,940 | 88,408        | 미개업        | 244,123     | 273,038                       | [ 도쿄도 통계 32 ] |
| 1985년 | 663,855          | 152,096 | 89,838        | 미개업        | 249,660     | 284,690                       | [ 도쿄도 통계 33 ] |
| 1986년 | 698,318          | 157,173 | 95,616        | 미개업        | 259,156     | 296,359                       | [ 도쿄도 통계 34 ] |
| 1987년 | 706,910          | 157,940 | 101,158       | 미개업        | 266,956     | 304,885                       | [ 도쿄도 통계 35 ] |
| 1988년 | 665,030          | 159,890 | 104,658       | 미개업        | 274,192     | 314,485                       | [ 도쿄도 통계 36 ] |
| 1989년 | 681,205          | 158,405 | 113,241       | 미개업        | 270,805     | 315,038                       | [ 도쿄도 통계 37 ] |
| 1990년 | 709,490          | 158,332 | 117,910       | 미개업        | 272,110     | 325,795                       | [ 도쿄도 통계 38 ] |
| 1991년 | 741,421          | 156,801 | 123,828       | 미개업        | 277,257     | 335,180                       | [ 도쿄도 통계 39 ] |
| 1992년 | 735,192          | 153,101 | 58,208        | 미개업        | 273,762     | 336,800                       | [ 도쿄도 통계 40 ] |
| 1993년 | 741,342          | 148,608 | 126,540       | 미개업        | 270,726     | 337,868                       | [ 도쿄도 통계 41 ] |
| 1994년 | 740,063          | 144,507 | 126,068       | 미개업        | 267,526     | 337,438                       | [ 도쿄도 통계 42 ] |
| 1995년 | 743,710          | 141,552 | 121,970       | 미개업        | 262,689     | 336,511                       | [ 도쿄도 통계 43 ] |
| 1996년 | 767,800          | 141,263 | 122,715       | 미개업        | 264,627     | 340,553                       | [ 도쿄도 통계 44 ] |
| 1997년 | 765,518          | 140,819 | 119,901       | 15,942        | 260,058     | 339,471                       | [ 도쿄도 통계 45 ] |
| 1998년 | 756,551          | 137,786 | 115,063       | 19,364        | 257,866     | 344,490                       | [ 도쿄도 통계 46 ] |
| 1999년 | 756,772          | 134,030 | 112,486       | 20,740        | 254,842     | 338,904                       | [ 도쿄도 통계 47 ] |
| 2000년 | 753,791          | 131,953 | 113,178       | 23,345        | 254,638     | 340,216                       | [ 도쿄도 통계 48 ] |

참고 자료 · 서적
- 1일 평균 승차 인원 418,182명(1966년도). 출처: 1966年度（昭和41年度）東京都統計年鑑 (1966년도(쇼와 41년도) 도쿄도 통계 연감), 6쪽. 자료원: 일본국유철도간토지사심사통계. 연간 승차 인원 156,632,365를 365로 나눈 값.
- 1일 평균 승차 인원 410,069명(1966년도). 출처: 하라 다케시 (2009), 《探究この世界》(탐구 이 세계), 2009년 6~7월(NHK 아는 락(樂)/월). 출판사: 일본방송출판협회, 122쪽.

### 연도별 1일 평균 승차 인원 (2001년 이후)
| 연도   | JR 동일본 | JR 동일본 | JR 동일본 | 에이단/ 도쿄 메트로 | 도에이 지하철 | 도에이 지하철 | 오다큐 전철 | 게이오 전철 | 출처               |
| 연도   | 정기 외   | 정기      | 합계      | 에이단/ 도쿄 메트로 | 신주쿠선      | 오에도선      | 오다큐 전철 | 게이오 전철 | 출처               |
| ------ | --------- | --------- | --------- | ------------------- | ------------- | ------------- | ----------- | ----------- | ------------------ |
| 2001년 |           |           | 745,153   | 127,529             | 109,737       | 36,293        | 252,781     | 344,718     | [ 도쿄도 통계 49 ] |
| 2002년 |           |           | 748,515   | 124,145             | 110,375       | 38,822        | 249,036     | 345,173     | [ 도쿄도 통계 50 ] |
| 2003년 |           |           | 746,293   | 121,773             | 110,577       | 43,809        | 248,082     | 347,833     | [ 도쿄도 통계 51 ] |
| 2004년 |           |           | 742,183   | 119,904             | 110,296       | 45,227        | 246,134     | 350,340     | [ 도쿄도 통계 52 ] |
| 2005년 |           |           | 747,930   | 118,458             | 111,896       | 47,285        | 246,126     | 355,000     | [ 도쿄도 통계 53 ] |
| 2006년 |           |           | 757,013   | 118,400             | 124,940       | 58,830        | 247,605     | 358,274     | [ 도쿄도 통계 54 ] |
| 2007년 |           |           | 785,801   | 119,287             | 133,508       | 64,034        | 252,787     | 367,885     | [ 도쿄도 통계 55 ] |
| 2008년 | 358,392   | 407,627   | 766,020   | 114,143             | 135,366       | 63,682        | 249,189     | 369,778     | [ 도쿄도 통계 56 ] |
| 2009년 | 350,176   | 398,345   | 748,522   | 108,103             | 134,356       | 62,633        | 244,693     | 365,084     | [ 도쿄도 통계 57 ] |
| 2010년 | 341,067   | 395,648   | 736,715   | 106,213             | 133,104       | 62,083        | 241,651     | 357,975     | [ 도쿄도 통계 58 ] |
| 2011년 | 341,238   | 392,915   | 734,154   | 104,310             | 129,676       | 60,580        | 240,638     | 351,306     | [ 도쿄도 통계 59 ] |
| 2012년 | 346,974   | 395,859   | 742,833   | 108,467             | 130,976       | 62,933        | 245,066     | 353,608     | [ 도쿄도 통계 60 ] |
| 2013년 | 349,980   | 401,038   | 751,018   | 112,061             | 134,185       | 64,701        | 250,718     | 361,243     | [ 도쿄도 통계 61 ] |
| 2014년 | 351,211   | 396,945   | 748,157   | 111,916             | 136,228       | 65,182        | 248,102     | 363,386     | [ 도쿄도 통계 62 ] |
| 2015년 | 355,987   | 404,056   | 760,043   | 114,255             | 140,967       | 66,765        | 250,263     | 374,183     | [ 도쿄도 통계 63 ] |
| 2016년 | 360,977   | 408,329   | 769,307   | 115,134             | 146,002       | 68,002        | 254,255     | 380,825     | [ 도쿄도 통계 64 ] |
| 2017년 | 365,982   | 412,635   | 778,618   | 116,496             | 152,275       | 69,110        | 257,433     | 388,841     | [ 도쿄도 통계 65 ] |
| 2018년 | 372,401   | 416,965   | 789,366   | 118,282             | 157,187       | 70,232        | 264,299     | 394,526     | [ 도쿄도 통계 66 ] |
| 2019년 | 355,778   | 419,608   | 775,386   | 117,418             | 157,357       | 69,812        | 261,781     | 389,391     | [ 도쿄도 통계 67 ] |
| 2020년 | 185,107   | 291,966   | 477,073   | 77,464              | 103,385       | 44,007        | 160,238     | 250,721     | [ 도쿄도 통계 68 ] |
| 2021년 | 231,486   | 290,692   | 522,178   | 79,922              | 110,104       | 46,742        | 179,454     | 273,783     | [ 도쿄도 통계 69 ] |
| 2022년 | 293,190   | 309,367   | 602,558   |                     | 124,758       | 52,782        |             |             |                    |
| 2023년 | 326,731   | 323,870   | 650,602   |                     | 137,949       | 59,425        |             |             |                    |

### 비고
1. ↑  1978년도 이후의 수치는 게이오선 및 게이오 신선의 합산 값이다.
2. ↑  게이오선, 도에이 신주쿠선 상호 직통 운전은 1979년도부터이지만, 1980년 3월 16일에 시작했기 때문에 1979년도 수치는 산출되지 않는다.
3. ↑  게이오 제도전철 출범 연도.
4. ↑  게이오 신선 개업 연도.
5. ↑  1885년 3월 1일 개업.
6. ↑  1889년 4월 11일 개업.
7. ↑  1927년 4월 1일 개업
8. ↑  오에도선은 1997년 12월 19일에 개통되었고, 2000년 4월 20일에 신주쿠역 ~ 구니타치쿄기조(국립경기장) 역 구간이 개통되었으며, 같은 해 12월 12일에 전 구간이 개통되었다.
9. ↑  1959년 3월 15일 개업. 개업일부터 같은 해 3월 31일까지의 총 17일을 집계한 데이터.
10. ↑  〈하라 다케시 (2009) 探究この世界(탐구, 이 세계) 2009년 6~7월 (NHK 아는 락(楽)/월)〉에는 1966년도의 1일 평균 승차 인원이 410,069명이라고 기재되어 있지만 여기에서는 도쿄 도 통계 연감의 자료를 바탕으로 기술한다.
11. ↑  1980년 3월 16일 개업. 개업일부터 같은 해 3월 31일까지 총 16일 간을 집계한 데이터.
12. ↑  1997년 12월 19일 개업. 개업일부터 1988년 3월 31일까지 총 103일 간을 집계한 데이터.
13. ↑  2006년도 이후의 승차 인원은 오에도선과의 환승 인원을 포함한 수치이다.
14. ↑  2006년도 이후의 승차 인원은 신주쿠선과의 환승 인원을 포함한 수치이다.

## 에키벤
JR 역에서 판매 중인 주요 에키벤은 아래와 같다.
- 히라이즈미 성게 가리비 중(平泉うにほたて重)
- 파 소금 규탄과 규탄 가쿠니 도시락(ネギ塩牛たんと牛たん角煮弁当)
- 참치 연어알 도시락(まぐろいくら弁当)
- 마쿠노우치 도시락(幕之内弁当)
- 소·돼지·닭의 니쿠즈쿠시(牛・豚・鶏の肉づくし)
- 야마유리규 시구레니 도시락(やまゆり牛しぐれ煮弁当)
- 산겐돈 돈까스 도시락(三元豚とんかつ弁当)
- 시라스(어린 치어) 도시락(しらす弁当)
- 소고기 도시락(牛肉弁当)
- 소 스키 도시락(牛すき弁当)
- 엄선된 돈까스 도시락(こだわりのとんかつ弁当)
- 후카가와메시(深川めし)
- 미야기현산 굴과 아부리니 붕장어 도시락(宮城県産牡蠣と炙り煮あなご弁当)
- 30 품목 밸런스 도시락(30品目バランス弁当)
- 도리메시(とりめし)
- 치킨 도시락(チキン弁当)

JR 역 이외에도 오다큐 전철의 신주쿠 역 구내 매점에서도 특급 로망스카 승객들을 위한 에키벤이 판매되고 있다. 남쪽 출입구 콩코스에 있는 '에키벤야' 신주쿠점은 일반적으로 매주 토요일과 휴일에 미니 에키벤 대회(ミニ駅弁大会)를 개최한다.

## 역 주변
역 주변은 번화가, 환락가, 오피스가 · 비즈니스가, 게이 타운 등 다양한 것들이 집중되어 있으며 도쿄역 주변 등과 비교했을 때 더 잡다하고 화려한 분위기를 가진다. 밤낮을 가리지 않고 인파가 많다. 들어오는 노선도 도쿄도 다마 지역, 가나가와현 북서부, 사이타마현 남부 등 베드타운 등으로 연결되기 때문에 종일 이용자는 끊이지 않는다.
고슈 가도(국도 20호)의 과선교의 교체 공사 종료 후 교통 터미널 바스타 신주쿠와 JR 신주쿠 미라이나 타워가 건설되었다. 이외에 2018년에는 도쿄도가 신주쿠역 주변을 일체적으로 정비하여 신주쿠 그랜드 터미널을 형성하는 방침을 정했다. 그 일환으로서 현재 동쪽 출입구의 루미네 이스트 신주쿠 빌딩과 오다큐 백화점 신주쿠점, 게이오 백화점 신주쿠점의 재건축에 따른 200m급 초고층 빌딩의 건설 계획이 있다.

### 동쪽

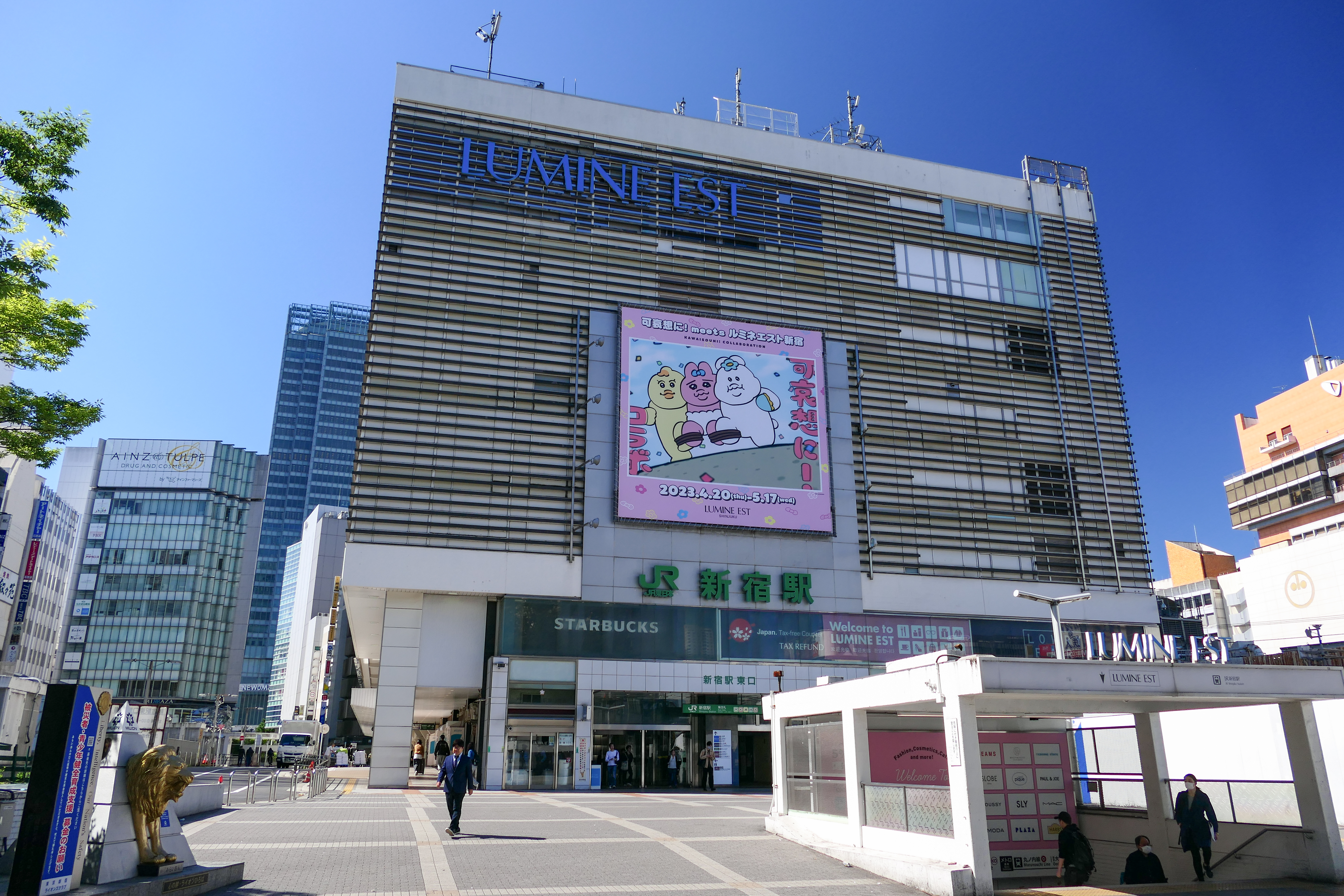
동쪽 출구 역 빌딩 '루미네 이스트 신주쿠'(ルミネエスト新宿, 2023년 5월)

동쪽 개찰(東改札, JR), 중앙 동쪽 개찰(中央東改札, JR), A8 - A9 · B12 - B13(도쿄 메트로) 등
출구나 개찰구의 명칭에 관계없이 흔히 '동쪽 출입구'(東口)로 불리는 경우가 많다. 서쪽 출입구와 동일하게 동서 자유 통로의 운영에 따라 동쪽 출입구가 동쪽 개찰로, 중앙 동쪽 출입구 개찰이 중앙 동쪽 개찰로 명칭이 변경되었다. 신주쿠 서브나드(지하상가)를 지나가면 세이부신주쿠역으로 이어진다.
신주쿠 3초메를 중심으로 노포 백화점이나 대규모 전문점, 다양한 음식점 등이 들어서 신주쿠 지역 최대의 번화가를 형성하고 있다. 야스쿠니도리(靖国通り, 도쿄 도도 302호)의 북쪽에는 일본 최대의 환락가인 가부키초가 펼쳐져 있다.
2020년 7월 19일에는 동서 자유 통로의 운영 개시에 따라 동쪽 출입구 역 광장이 퍼블릭 아트를 중심으로 한 장소로 리뉴얼되었다.
신주쿠 3초메 방면
- 루미네 이스트 신주쿠 (ルミネエスト新宿, 역 빌딩) - 동쪽 출입구 직결
- 이세탄 신주쿠점 본관 · 맨즈관
- 신주쿠타카노(新宿高野) 본점
- 기노쿠니야 쇼텐(서점) 신주쿠 본점
- 나카무라야(中村屋) 신주쿠 본점
- 빅카메라 신주쿠 동쪽 출입구점 / 신주쿠 동쪽 출입구 역전점 (전자는 구 신관 미쓰코시 알코트 · 구 빅클로, 후자는 구 사쿠라야)
- 마루이
  - 신주쿠 마루이 본관
  - 신주쿠 마루이 아넥스 · 신주쿠 발트 9
  - 신주쿠 마루이 맨
- 요도바시 카메라 멀티미디어 신주쿠 동쪽 출입구
- 메트로 프롬나드 (신주쿠산초메역 방면)
- 신주쿠산초메역 (도쿄 메트로 마루노우치선 · 후쿠토신선, 도에이 지하철 신주쿠선)
- 메이지도리
- 신주쿠 서브나드 (지하상가)
- 도쿄 도도 430호 신주쿠테이샤조마에선 (신주쿠도리)
- 신주쿠 2초메
- 무사시노도리

가부키초 방면
- 신주쿠 구역소
- 하나조노 신사
- 신주쿠 골든가이
- 세이부신주쿠역 (세이부 신주쿠선)
  - 신주쿠 프린스 호텔 - 2021년 1월 5일부터 에키나카(역 안) 셰어 오피스 '「STATION WORK'와의 제휴가 시작되었다(사전예약제).[92]
  - 세이부 신주쿠 PePe
- 야스쿠니도리(靖国通り, 도도 302호)
- 도쿄도 건강 플라자 하이지아(東京都健康プラザハイジア)
  - 도쿄도 보건의료공사 오쿠보 병원
- 히가시신주쿠역(도에이 지하철 오에도선, 도쿄 메트로 후쿠토신선)
- 쓰노하즈 가드(角筈ガード)

#### 동쪽 출입구 역 빌딩에 대하여
신주쿠역 동쪽 출입구의 역 빌딩은 재건축 공사가 1962년 말부터 시작되어 1964년 5월 20일에 오픈하였다. 오픈 당시 역 빌딩의 명칭은 신주쿠 민영역 빌딩(新宿民衆駅ビル)이었고, 이후 신주쿠 스테이션 빌딩(新宿ステーションビル)으로 명칭이 변경되었다. 그 이후에는 MyCity(マイ・シティ 마이 시티[*])를 거쳐 현재는 패션 빌딩인 루미네 이스트 신주쿠(ルミネエスト新宿, LUMINE EST)가 되었다. 세이부 신주쿠선이 동쪽 출입구 역 빌딩의 2층 부분에 들어올 예정이었지만, 섬식 승강장 1개로 6량 편성 열차 2개 공간밖에 되지 않는다는 제약으로 인하여 원래 임시역으로 개업했던 세이부신주쿠역을 그대로 현재까지 사용하고 있다.

### 서쪽

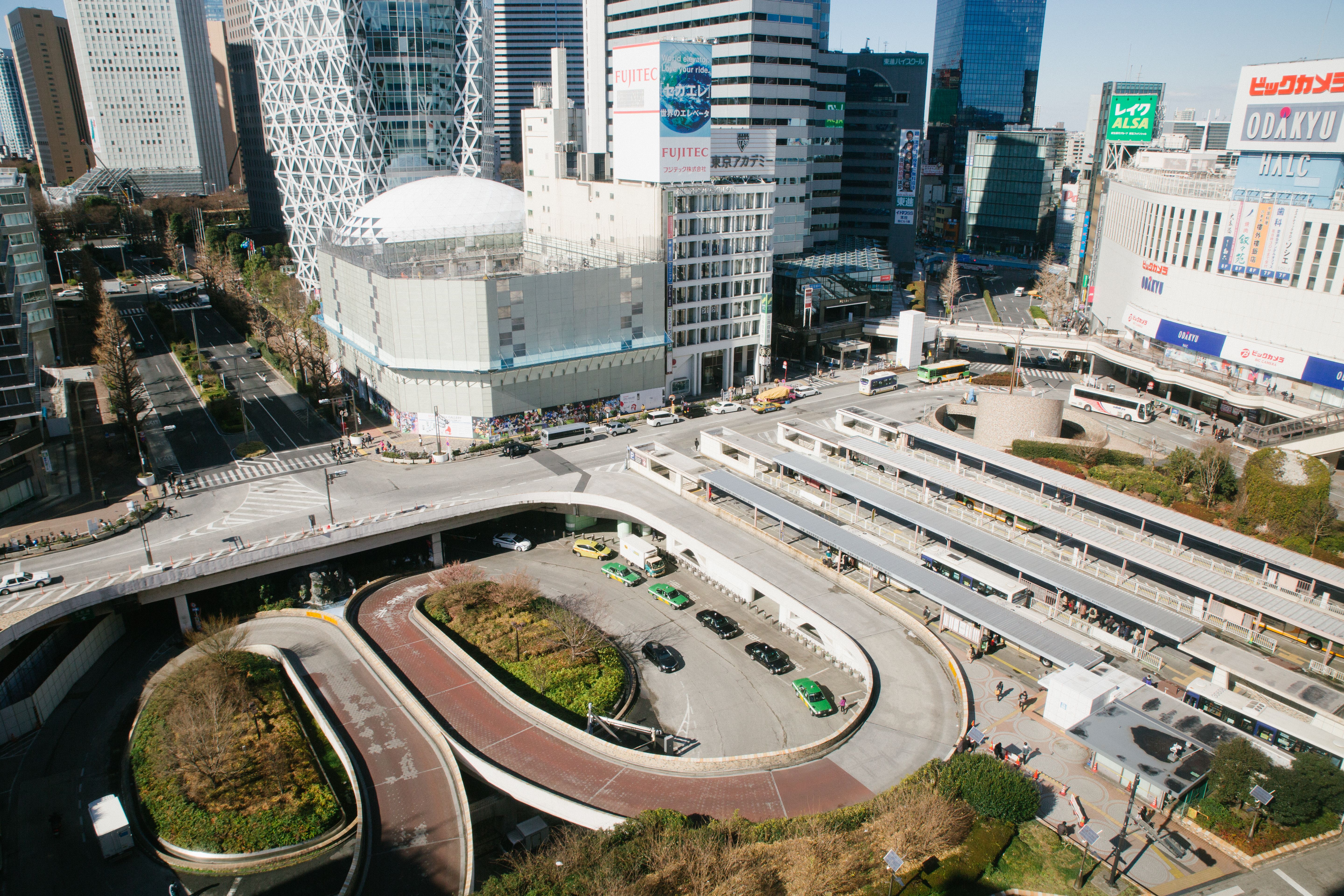
서쪽 출입구 로터리 (2019년 2월)

서쪽 개찰(西改札, JR), 중앙 서쪽 개찰(中央西改札, JR·게이오·오다큐), 게이오 백화점 출입구(京王百貨店口, 게이오), 광장 출입구(広場口, 게이오), 서쪽 출입구 지상 개찰(西口地上改札, 오다큐), 서쪽 출입구 지하 개찰(西口地下改札, 오다큐), A10 - A18 · B14 - B18(도쿄 메트로) 등
출구나 개찰구의 명칭과 관계없이 흔히 '서쪽 출입구'(西口)로 불리는 경우가 많다. 2020년 7월 19일의 동서 자유 통로의 운영 개시에 따라 서쪽 출입구 개찰은 서쪽 개찰로, 중앙 서쪽 출입구 개찰은 중앙 서쪽 개찰로 명칭이 변경되었다. 중앙 서쪽 개찰은 게이오 및 오다큐와의 환승 개찰이기도 하다. 터미널 데파트인 게이오 백화점과 오다큐 백화점이 역과 직결되어 있다. 개찰에서 북쪽의 신주쿠 오가드(新宿大ガード)에 걸쳐 술집 거리 '오모이데 요코초'(思い出横丁)라는 이름으로 잘 알려진 신주쿠 서쪽 출입구 상점가(新宿西口商店街)가 펼쳐져 있다.
원래 서쪽 출입구(니시신주쿠)는 동쪽 출입구에 비해 개발이 뒤쳐져 있었지만, 1970년대 이후 요도바시 정수장 터가 대규모로 재개발되어 현재와 같은 초고층 빌딩이 즐비한 오피스가를 형성하고 있다.
서쪽 출입구의 역전 버스 터미널 근처에서는 종종 정당이나 정치 단체 등에 의한 가두 연설이 이루어지고 있다. 예전에는 서쪽 출입구에 신주쿠 스바루 빌딩도 있었지만 오다큐 백화점 본관과 오다큐 하르크 등과 함께 재개발이 검토되어 2018년 8월부터 해체 공사가 시작되었고 이듬해인 2019년 5월에 완료되었다.
- 신주쿠역 서쪽 출입구 지하 광장(新宿駅西口地下広場)
  - 신주쿠 서쪽 출입구 헌혈 룸
- 신주쿠니시구치역 (도에이 지하철 오에도선)
- 니시신주쿠역 (도쿄 메트로 마루노우치선)
- 신주쿠 서쪽 출입구 상점가(新宿西口商店街) (오모이데 요코초(思い出横丁))
- 게이오 백화점 신주쿠점 - 게이오선의 역과 일체
- 오다큐 백화점 신주쿠점 - 오다큐와 JR 동일본의 서쪽 출입구와 일체
- 오다큐 하르크(小田急ハルク)
  - 빅카메라 신주쿠 서쪽 출입구점
- 요도바시 카메라 신주쿠 서쪽 출입구 본점
- 유니클로 신주쿠 서쪽 출입구점 (신주쿠 팔렛트 내, 사쿠라야 터)
- 신주쿠 우체국
- 신주쿠 고층 빌딩군, 신주쿠 부도심
  - 도쿄도청사
  - 게이오 플라자 호텔
  - 신주쿠 엘타워
  - 신주쿠 노무라 빌딩
  - 모드 학원 코쿤 타워
  - 고가쿠인 대학
- 신주쿠 구립 신주쿠 주오(중앙) 공원
- 오메 가도(青梅街道) (도쿄도도 · 사이타마현도 4호 도쿄 도코로자와선, 도쿄도도 5호 신주쿠 오메선)

### 남쪽
동남쪽 출입구(東南口, JR)
- Flags (타워 레코드 등)

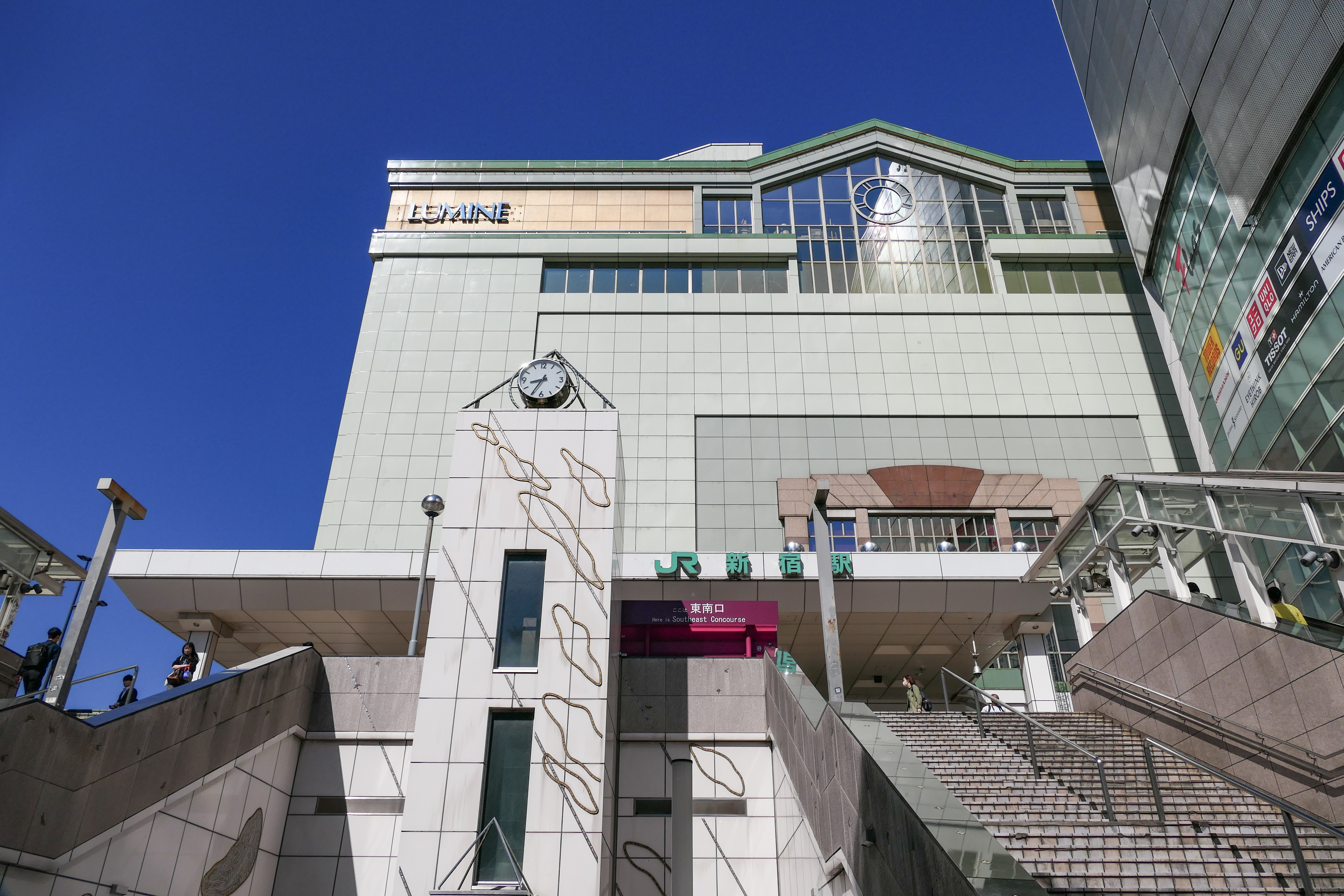
동남쪽 출입구 (2023년 5월)

- 루미네 신주쿠 루미네 2(ルミネ2)
  - 루미네 the 요시모토 (ルミネtheよしもと)
- 오쓰카 가구 신주쿠 쇼룸

남쪽 출입구(南口, JR·오다큐),루미네 출입구(ルミネ口, 게이오)

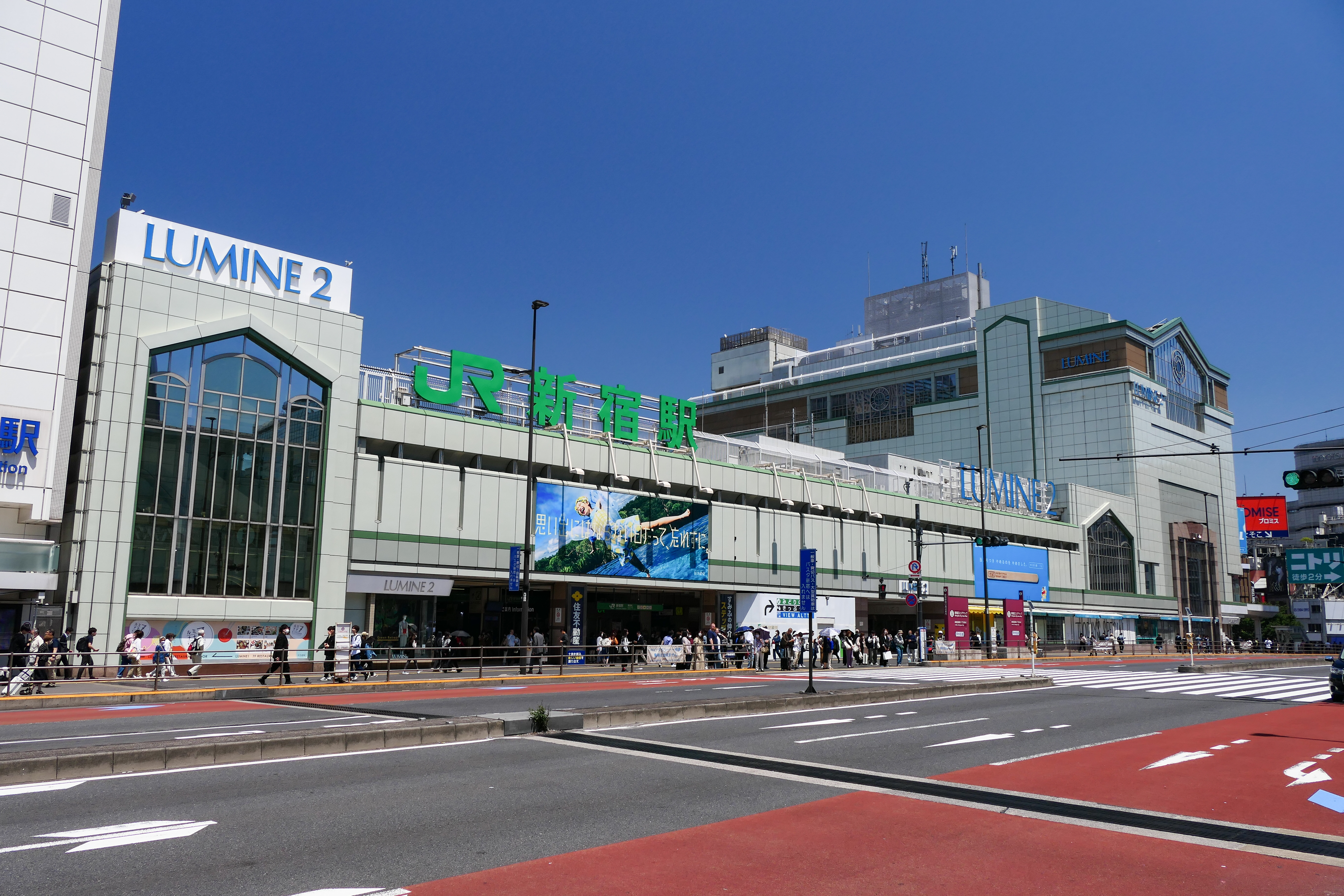
남쪽 출입구 (2023년 5월)

고슈 가도 신주쿠 과선교 위에 있는 JR 동일본과 오다큐의 출입구로 동서로 나갈 수 있다. 게이오의 루미네 출입구는 루미네 1 내의 계단을 지나면 JR·오다큐의 남쪽 출입구로 연결된다. 이 계단 도중에는 게이오 백화점 출입구로 가는 통로가 있으며, 루미네 출입구가 폐쇄되는 시간대에는 그 통로만이 게이오선과 남쪽 출입구를 연결하게 된다.
- 루미네 신주쿠 루미네 1(ルミネ1)
- 오다큐 미로드(小田急ミロード) - 오다큐 남쪽 출입구 직결
  - 모자이크도리(モザイク通り)
- 야마다 전기 LABI 신주쿠 서쪽 출입구관
- 고슈 가도(甲州街道) (국도 20호)

고슈 가도 개찰

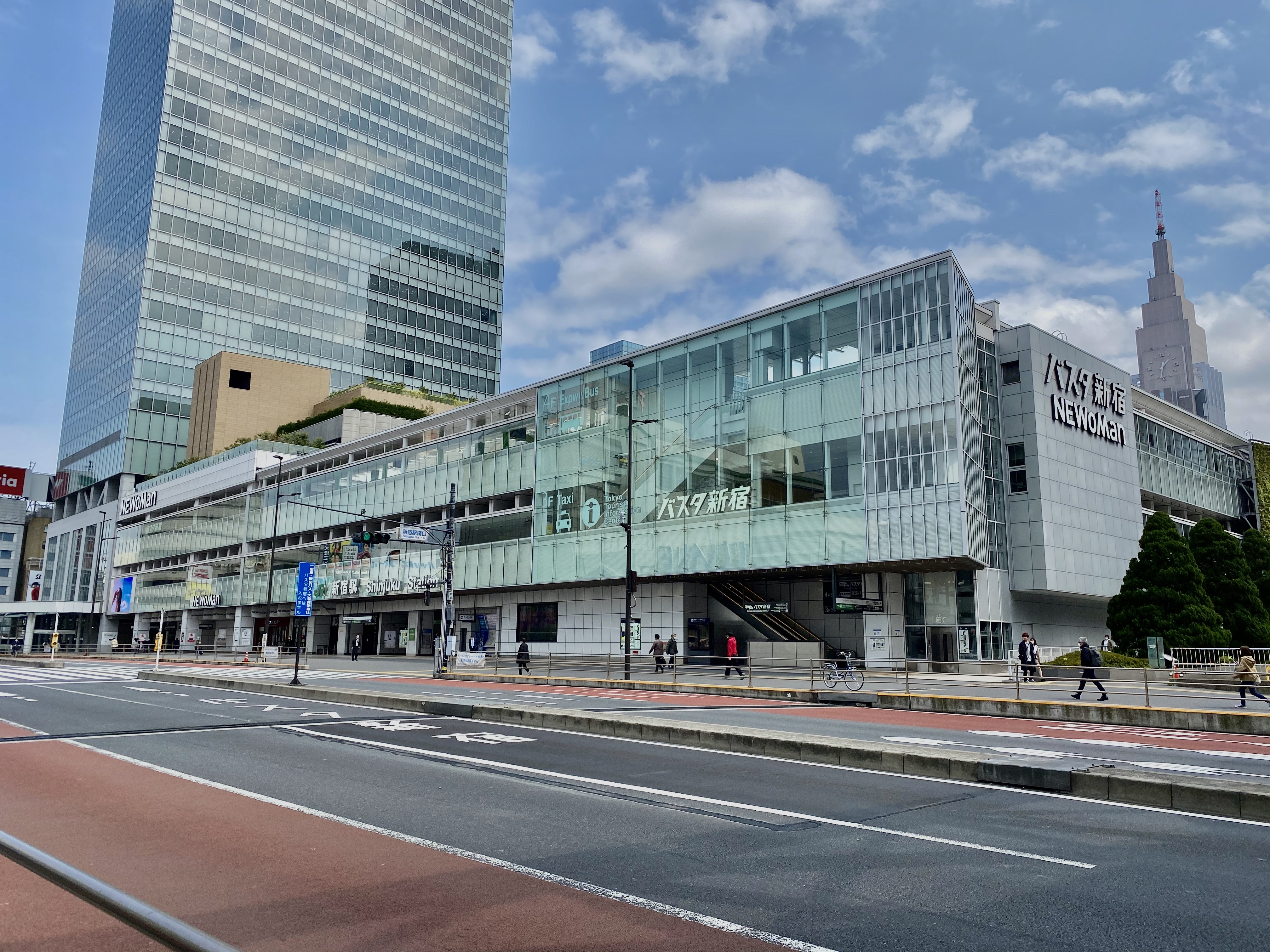
'바스타 신주쿠'와 일체화되어 있는 고슈 가도 개찰 (2020년 4월)

JR 동일본 전용의 개찰구 및 출입구로 남쪽 출입구와는 신주쿠 과선교(고슈 가도)를 사이에 두고 남쪽의 인공 지반 위에 있다. 고슈 가도의 남쪽의 대부분은 신주쿠가 아닌 시부야구 센다가야 · 요요기이다.
- 바스타 신주쿠 (택시 승강장, 고속버스 터미널)
- NEWoMan 신주쿠
- 윈즈 신주쿠(ウインズ新宿)
- JR 큐슈 호텔 블라썸 신주쿠(JR九州ホテル ブラッサム新宿) - 2021년 3월 10일부터 에키나카(역 안) 셰어 오피스 'STATION WORK'와의 제휴가 시작되었다(사전 예약제).[94][보도 31]
- 도쿄도립 신주쿠 고등학교
- 신주쿠역 남쪽 출입구 우체국
- 고슈 가도(甲州街道) (국도 20호)

신 남쪽 개찰(新南改札), 미라이나 타워 개찰(ミライナタワー改札)
이쪽도 JR 동일본 전용의 개찰구 및 출입구로 신 남쪽 개찰구는 인공 지반의 중앙부 부근에, 미라이나 타워 개찰구는 동쪽 끝에 위치해 있다. 다카시마야 타임스 스퀘어와 신주쿠 서던 테라스와 연결되어 있다.
- 바스타 신주쿠 (택시 승강장, 고속버스 터미널)
- JR 신주쿠 미라이나 타워 - 2021년 3월 18일부터 에키나카(역 안) 셰어 오피스 'STATION WORK'의 부스형 'STATION BOOTH'를 이용할 수 있다.[95][보도 32]
- 다카시마야 타임스 스퀘어
  - 다카시마야 신주쿠점 (신주쿠 다카시마야)
  - 핸즈(ハンズ) 신주쿠점
  - 유니클로 신주쿠 다카시마야점
- 사우스 게이트 신주쿠(サウスゲート新宿)
  - 일본화물철도(JR 화물) 본사
  - HIS 신주쿠 본사 영업소 - 여행사 카운터로는 일본 최대급 점포
- 신주쿠 서던테라스
  - 오다큐 서던 타워(小田急サザンタワー)
  - JR 동일본 본사 빌딩
- JR 도쿄 종합 병원
- JR 미나미신주쿠 빌딩[보도 33]
  - 젝서·피트니스&스파24 신주쿠(ジェクサー・フィットネス&スパ24 新宿) - 2021년 3월 18일부터 에키나카(역 안) 셰어 오피스 'STATION WORK'의 부스형 'STATION BOOTH'를 이용할 수 있다.[95][보도 32]
- 신주쿠 마인즈 타워(新宿マインズタワー) - 도에이 지하철 오에도선 A1 출구로 직결
- 선루트 플라자 신주쿠(サンルートプラザ新宿) - 2021년 3월 5일부터 에키나카(역 안) 셰어 오피스 'STATION WORK'의 제휴가 시작되었다(사전 예약제).[96]
- 국민공제(こくみん共済) coop 회관 (전국노동자공제생활협동조합회연합)
  - 스페이스 제로(スペース・ゼロ) (국민공제 coop 홀)
- 요요기 세미나 본부교(代々木ゼミナール本部校) (약칭 '요제미 타워'(代ゼミタワー))
- 오다큐 전철 본점
- 요요기역

### 도쿄 메트로 마루노우치선 출입구
지하철 마루노우치선의 역의 지상 출입구는 JR선의 북측에 있다. 동서에 각각 마루노우치선 개찰구가 있으며, 동쪽의 각 출입구(신주쿠도리)와 서쪽의 각 출입구(서쪽 출입구 광장)로 크게 나눌 수 있다. 동서의 각 출입구 사이는 지하 통로 '메트로 프롬나드'를 통해 개찰구 바깥 구역끼리 이어진다. 각 출입구는 JR, 게이오, 오다큐의 각 노선의 서쪽 출입구와 중앙 동쪽 출입구 및 JR의 중앙 서쪽 출입구와 동쪽 출입구 개찰구를 개찰구 바깥 구역끼리 연결하기 때문에 사실상 JR, 게이오, 오다큐의 각 노선의 역의 지상 출입구로서도 사용될 수 있다.
신주쿠산초메역과 지하도(메트로 프롬나드)로 연결되어 있기 때문에 신주쿠산초메역과 출구 번호가 연결되어 있다. 기노쿠니야 쇼텐(서점) 방면(B9·B8·B7·B6 등)은 신주쿠산초메역의 출입구이다.
또한, 도에이 지하철 오에도선의 신주쿠니시구치역과도 개찰구 바깥 구역끼리 이어져 있는데 서쪽의 개찰구가 가깝고 신주쿠니시구치역에 속하는 지상 출입구도 공통으로 이용할 수 있다. 또한, 세이부신주쿠역과 지하상가 '신주쿠 서브나드'를 통해 연결되어 있지만, A9, B13 출입구 등에서 지상으로 나가는 편이 빠를 수 있다.
신주쿠도리의 출입구 (JR선 동쪽)
- A6 나카무라야(中村屋)
- A7 다카노(タカノ)
- A8 루미네 이스트 신주쿠, JR선 동쪽 출입구 방면
- A9 루미네 이스트 신주쿠, JR선 동쪽 출입구 방면
- B9 마루이 카렌(マルイカレン)
- B10 신주쿠 서브나드 (세이부신주쿠역 방면)
- B11 신주쿠 후지 빌딩 (미즈호 은행), 가부키초 방면
- B12 미쓰이스미토모 은행 신주쿠 빌딩 (미쓰이스미토모 은행), 양복의 아오야마(洋服の青山)
- B13 신주쿠 알타(新宿アルタ), 하토 버스 동쪽 출입구 타는곳, 가부키초, 세이부신주쿠역, 신주쿠 프린스 호텔, 세이부 신주쿠 PePe 방면
  - C 출입구들은 신주쿠산초메역 소속

서쪽 출입구 광장 부근의 출입구 (JR선 서쪽)
- A10 메트로 식당가, 오다큐 백화점 방면
- A11 메트로 식당가
- A12 JR 서쪽 출입구, 게이오 서쪽 출입구, 오다큐 서쪽 출입구 방면
- A13 신주쿠역 지하 주차장
- A14 JR 서쪽 출입구, 게이오 서쪽 출입구, 오다큐 서쪽 출입구 방면
- A15 오다큐 백화점
- A16 신주쿠역 서쪽 출입구 지하 광장, 오다큐 백화점
- A17 신주쿠역 서쪽 출입구 지하 광장
- A18 신주쿠 엘타워、SBI 신세이 은행, 손보 재팬 본사 빌딩, 이요 은행 방면
- B14 메트로 식당가
- B15 JR 서쪽 출입구, 게이오 서쪽 출입구, 오다큐 서쪽 출입구 방면, 신주쿠 팔레트
- B16 오다큐 백화점 별관 하르크 (오다큐 하르크)
- B17 신주쿠역 서쪽 출입구 35(일부 편이 발착하는 오다큐 하르크 앞의 오다큐계 버스 타는곳) · 36번 버스 타는곳
- B18 오다큐 백화점 별관 하르크 (오다큐 하르크)

### 게이오 신선, 도에이 지하철의 출입구
지하역인 게이오 신선과 도에이 지하철의 지상 출입구는 고슈 가도의 JR선보다 서쪽, JR과 오다큐의 역의 남서쪽에 있다(단, A1 출입구는 고슈 가도 니시신주쿠 1초메 교차로보다 약 200m 남쪽의 마인즈 타워 지하에 있다). 게이오선 - 게이오 신선 · 도에이 신주쿠선 - 도에이 오에도선 간은 개찰 내 이동이 가능하다.
게이오 신선과 도에이 지하철의 2-8 출입구는 JR, 오다큐의 서쪽 출입구 개찰 밖과 '루미네 1'을 통해 연결되어 있다. 또한, 오에도선 C 개찰구를 제외한 개찰 밖 플로어는 '게이오 몰'을 통해 JR, 게이오, 오다큐의 각 노선의 서쪽 출입구, 중앙 지하 서쪽 출입구와 연결된다.
고슈 가도의 JR선보다 서쪽에 있는 출입구
- 1 루미네, 신주쿠 미로드
- 2 신주쿠 서던테라스, JR 신주쿠 빌딩
- 3 퍼스트 키친
- 4 신주쿠역 남쪽 출입구 우체국 방면
- 5 야마다 전기 LABI 신주쿠 서쪽 출입구관, 소프맵(ソフマップ) 방면
- 6 토크라스(トクラス) 신주쿠 쇼룸 방면
- 7 혼마 골프, 국민생활금융공고 방면
- 8 원데이 스트리트(ワンデーストリート) 방면
  - 원데이 스트리트는 도쿄도청, 게이오 플라자 호텔 방면으로 연결된다.

마인즈 타워 방면
- A1 (오에도선 C 개찰구 전용 출입구) 신주쿠 마인즈 타워, JR 도쿄 종합 병원, JR 동일본 본사 빌딩, 호텔 센추리 서던타워 방면

## 기타
- 1991년 3월 16일부터 2012년 3월 17일의 다이어그램 개정까지 오다큐 전철과 도카이 여객철도(JR 도카이)가 특급열차의 상호 직통('아사기리'(あさぎり))을 실시하여 사철의 승강장에 JR의 열차가 들어서는 광경을 볼 수 있었다. 차표에서도 오다큐 신주쿠역은 야마노테선 내의 역이 아니기 때문에, 야마노테선 내 또는 도쿄도구 내의 발착이 아닌 '오가키→신주쿠'와 같은 발권이 가능했던 시기도 있었다. 한편 2002년 12월 1일의 다이어그램 개정부터 JR 동일본과 도쿄 임해 고속 철도가 상호 직통을 개시하여 JR의 승강장에 타 회사 열차가 들어서는 광경도 볼 수 있게 되었다. 2006년 3월 18일의 다이어그램 개정에서 JR 동일본과 도부 철도가 특급열차의 상호 직통('닛코'(日光), '기누가와'(きぬがわ), '스페시아 닛코'(スペーシア日光), '스페시아 기누가와'(スペーシアきぬがわ))을 개시[보도 5][보도 6]하였다. 이후 2019년 11월 30일의 사이쿄선과 소테쓰선의 직통 운전 개시로 사가미 철도의 열차도 볼 수 있게 되었다. 현재는 오다큐 오다와라선과 요요기우에하라역에서 직통하고 있는 도쿄 메트로 지요다선에서 큰 다이어 혼란이 발생하였을 때, 조반 완행선 소속의 E233계 2000번대나 지요다선 소속의 16000계가 오다큐선 승강장에 입선하는 경우가 있다.
- 2006년 7월 31일부터 당역 한정으로 Suica 포스터 'SuiPo'[주 35]의 서비스가 개시되었다.[보도 34] 이용할 때는 사전에 광고 옆에 있는 등록기로 등록을 할 필요가 있다. 2007년 4월 2일부터 이케부쿠로역, 우에노역, 도쿄역, 신바시역, 시부야역을 더해 총 6개역으로 설치가 확대되었다. SuiPo는 이후 2010년에 서비스를 종료하였다.
- 당초 계획에서는 조에쓰 신칸센의 기점은 신주쿠역으로 하고, 여기에서 오미야역까지 건설할 계획이었다.[97] 철도종합기술연구소의 오노다 시게루는 '이 루트는 공사비가 거액이 되기 때문에 현실적이지 않다고 판단되어 중단되었다'라고 말했다.[97] 또한, 예전에는 리니어 주오 신칸센의 기점역으로 하는 등의 구상 등도 제시되었으나 2000년대에 들어서는 관련된 논의는 나오지 않고 있다.[신문 12]

## 작품

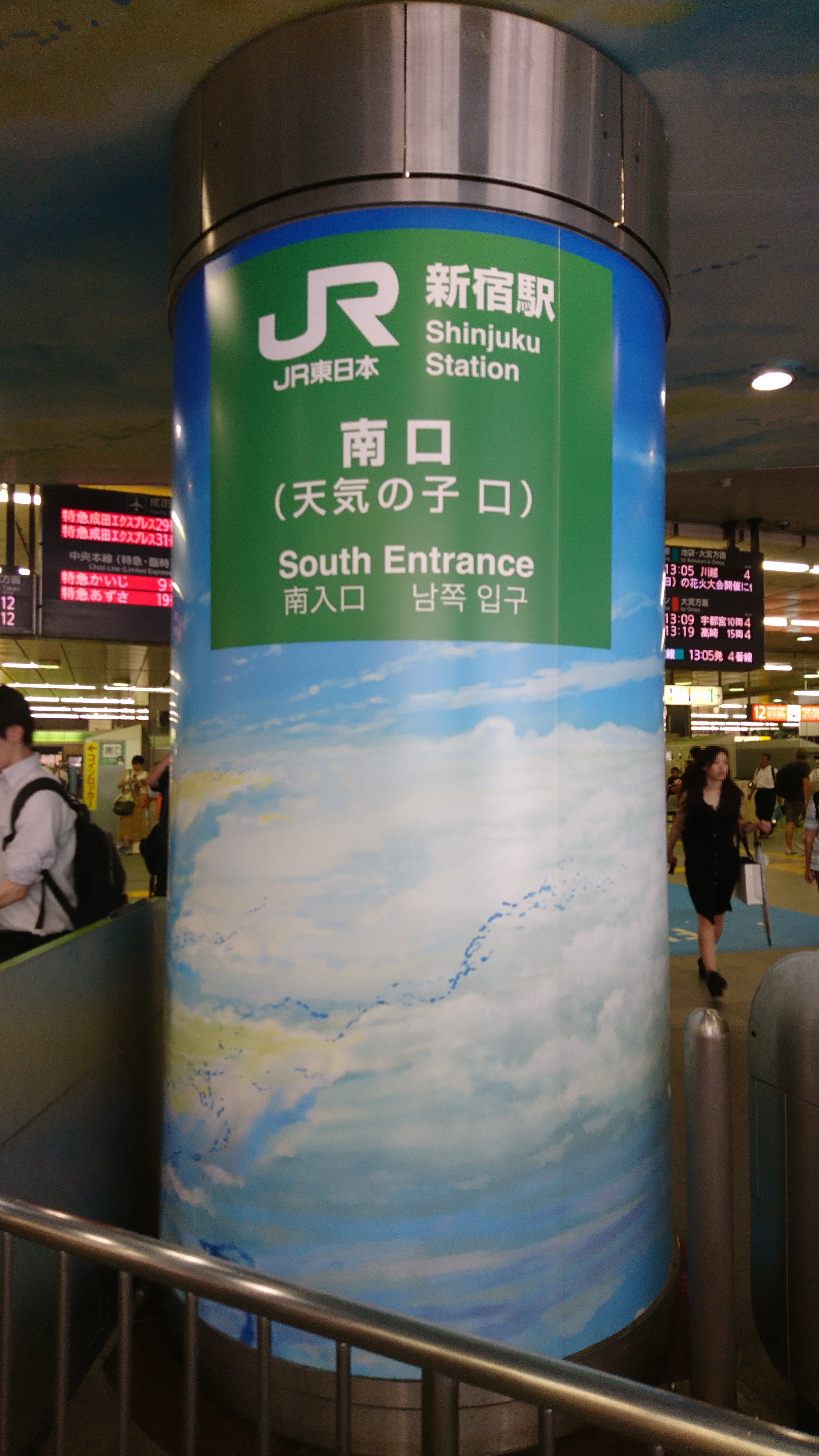
《날씨의 아이》 특별 장식이 적용된 JR 신주쿠역 남쪽 출입구 (2019년 7월 19일 - 2019년 9월 1일)

- 비밀전대 고레인저 (1975년)
특촬 텔레비전 드라마. 신주쿠역 서쪽 출입구에 고레인저 비밀 기지가 있다는 설정으로 대형 VTOL기가 서쪽 출입구 지하 주차장의 배기 덕트에서 발진한다. 또한, 고레인저들 멤버 5명이나 적·흑십자군의 가면 괴인이 신주쿠역 주변에서 활동하고 있는 묘사도 많다.
- CITY HUNTER (1985년)
호조 츠카사의 만화 작품. 신주쿠역 동쪽 출입구에 있는 게시판에 'XYZ'라는 암어와 연락 방법을 적어 주인공에게 의뢰한다.
- STATION (1995년, 텔레비전 드라마 방영 기준. 만화 게재 시기는 불명)
신주쿠역을 모델로 한 '신신주쿠역'(新新宿駅)을 무대로 한 만화 작품과 신주쿠역을 무대로 하여 촬영이 이루어진 닛폰 테레비계 텔레비전 드라마(드라마에서는 'JTR 신주쿠역'(JTR 新宿駅)이라는 이름을 가지고 있다).
- 고지라 2000 밀레니엄 (1999년)
고지라 시리즈의 제23작. 거대 UFO와의 결판을 내기 위해 신주쿠에 도착한 고지라가 지나가며 파괴된다.
- 날씨의 아이 (2019년)
신카이 마코토 감독의 애니메이션 영화. JR 신주쿠역 남쪽 출입구가 등장한다. 2019년 7월 19일부터 9월 1일까지의 기간 한정으로 야마노테선 주변의 관광 정보를 알리는 JR 동일본의 "FUN! TOKYO!"와의 타이업(컬래버레이션) 기획 'FUN! TOKYO! 날씨의 아이 STATION'(FUN! TOKYO! 天気の子 STATION)으로서 JR 남쪽 출입구에 특별 장식을 적용하고, 포토 스팟 설치, Instagram 연동 캠페인이 전개되었다. 또한, 타이업 기간 중에는 JR 남쪽 출입구의 애칭으로 날씨의 아이 출입구(天気の子 口)를 사용하였다.[보도 35][98]

## 인접한 역
| 동일본여객철도 | 동일본여객철도 | 동일본여객철도                              |
| --- | --- | ------------------------------------------- |
| JY 18 요요기 내선 순환 | 야마노테선 | 신오쿠보 JY 16 외선 순환                    |
| JA 10 시부야 오사키 · 린카이선 · 소테쓰선 방면 | 사이쿄선 ( 소테쓰선 직통 포함) · ■통근쾌속 · ■쾌속 · ■각역정차 | 이케부쿠로 JA 12 가와고에 방면              |
| JS 19 시부야 오다와라 · 즈시 방면 | 쇼난 신주쿠 라인 특급 '오도리코' (임시) 정차역, '나리타 익스프레스', '스페시아 닛코', '기누가와', '쇼난' 발착역, '사피르 오도리코' (임시) 시발역, '아카기' 종착역 ■특별쾌속 · ■쾌속 · ■보통 | 이케부쿠로 JS 21 다카사키 · 우쓰노미야 방면 |
| JC 01 도쿄 방면 | 주오선 (쾌속) 특급 '아즈사', '가이지' 정차역, '신주쿠 사자나미', '신주쿠 와카시오' 발착역                                                                                                   | 다치카와 JC 19 다카오 방면                  |
| JC 04 요쓰야 도쿄 방면 | 주오선 (쾌속) ■통근특쾌(평일 상행만 운행) | 고쿠분지 JC 16 다카오 방면                  |
| JC 04 요쓰야 도쿄 방면 | 주오선 (쾌속) ■특별쾌속 '홀리데이 쾌속 오쿠타마' (주말 및 공휴일만 운행) · ■주오특쾌 · ■오메특쾌 · ■통근쾌속(평일 하행만 운행) · ■쾌속                                                      | 나카노 JC 06 다카오 방면                    |
| JB 11 요요기 지바 방면 | 주오·소부선 각역정차 | 오쿠보 JB 09 미타카 방면                    |
| 게이오 전철 | |                                             |
| 시·종착역 | 게이오선 □'게이오 라이너', □'Mt. TAKAO호' 발착역 ■특급 · ■급행 · ■구간급행 · ■쾌속 · ■각역정차                                                                                              | 사사즈카 KO 04 게이오하치오지 방면          |
| (도에이 신주쿠선) | 게이오 신선 ■급행 · ■구간급행 · ■쾌속 · ■각역정차 신선 신주쿠역 | 하쓰다이 KO 02 게이오하치오지 방면          |
| 도쿄도 교통국 | |                                             |
| (게이오 신선) | 신주쿠선 ■급행 신선 신주쿠역 | 이치가야 S 04 모토야와타 방면               |
| (게이오 신선) | 신주쿠선 ■각역정차 신선 신주쿠역 | 신주쿠산초메 S 02 모토야와타 방면           |
| E-26 요요기 도초마에 방면 | 도에이 오에도선 | 도초마에 E-28 히카리가오카 방면             |
| 오다큐 전철 | |                                             |
| 시·종착역 | 오다와라선 □특급 로망스카 '슈퍼 하코네', '하코네', '사가미', '모닝 웨이', '홈 웨이', '에노시마', '후지산' 발착역 ■쾌속급행 · □통근급행(상행 도착 열차만) · ■급행                            | 요요기우에하라 OH 05 오다와라 방면          |
| 시·종착역 | 오다와라선 ■각역정차 | 미나미신주쿠 OH 02 오다와라 방면            |
| 도쿄 지하철 (도쿄 메트로) | |                                             |
| M 07 니시신주쿠 오기쿠보 방면 | 마루노우치선 | 신주쿠산초메 M 09 이케부쿠로 방면           |
| *게이오 신선과 도에이 신주쿠선은 신선 신주쿠역을 통해 직통 운행하지만, 양 사업자의 노선에 걸쳐 '급행', '각역정차'로 운행되는 열차를 제외하고, 신선 신주쿠역에 도착할 때 직통처 사업자의 종별로 변경한다. - 마루노우치선의 본역 - 신주쿠산초메 구간의 역간 거리 0.3km는 도쿄 메트로로서는 최단이다. - 오다큐 오다와라선의 준급은 2018년 3월 17일 다이어 개정으로 신주쿠 발착 설정이 없어져, 통근 준급 모두 원칙적으로 지요다선 직통만 운행하며, 본 역 발착의 운행은 다이어 혼란 때에 한한다. 이 경우, 신주쿠역의 다음 정차역은 요요기우에하라역이 된다. | |                                             |

### 내용주
1. ↑  노후화된 시설물을 폐기하고(scrap) 새로운 시설이나 설비를 다시 세우는(build) 것을 의미하는 일본식 영어.
2. ↑  23구 내에서 다른 사례로는 스이도바시역(JR 주오·소부선 각역정차가 지요다구, 도에이 지하철 미타선이 분쿄구), 오차노미즈역(JR 주오선 쾌속 및 주오·소부선이 지요다구, 도쿄 메트로 마루노우치선이 분쿄구), 이다바시역(JR 주오·소부선과 도쿄 메트로 도자이선이 지요다구, 도쿄 메트로 유라쿠초선 및 도쿄 메트로 난보쿠선이 신주쿠구, 도에이 지하철 오에도선이 분쿄구), 이치가야역(JR 주오·소부선과 도에이 지하철 신주쿠선이 지요다구, 도쿄 메트로 유라쿠초선 및 도쿄 메트로 난보쿠선이 신주쿠구)이 있다. 이중 이다바시역은 지요다구, 신주쿠구, 분쿄구의 3개 구에 소재지를 둔 유일한 역이다.
3. ↑  행선지마다 복수 설치되어 같은 행선지의 화물차를 일시 수용하는 선이다.
4. ↑  이외에 야마노테선 내(야마노테 화물선)에서는 오사키역, 에비스역, 시부야역, 하라주쿠역, 메지로역, 이케부쿠로역, 오쓰카역, 스가모역에서 화물 취급을 하고 있었다.
5. ↑  공사의 진척에 따라 모두 이전 · 개칭하고 있다.
6. ↑  요요기역 동쪽에 주오 본선 특급 열차용의 인상선이 있다.
7. ↑  일부 열차는 다른 승강장에서 발차하는 경우도 있다.
8. 1 2 3  양쪽 방향으로의 분기기를 같은 곳에 X자로 겹쳐서 배치한 것.
9. ↑  아카바네, 이케부쿠로, 시부야, 에비스, 오사키역에서도 동일.
10. ↑  이러한 다이어 혼란에 대비해 5·6번선 승강장에는 사이쿄선용의 승강구 안내가 표기되어 있다.
11. ↑  2019년 다이어그램 개정 이전에는 미타카역이었으므로 인접역이 미타카로 표기되어 있었다. 또한, 도쿄 방면에서의 중거리 열차가 없는 것이 아님에도 불구하고 상행 인접역의 이름은 표기되어 있지 않다.
12. ↑  단, 개찰 바깥 구역도 포함하면 도쿄역 마루노우치 지하 북쪽 출입구의 그랜스타 마루노우치 부근도 해당한다.
13. ↑  단, 다카오 이서(以西)를 중거리 열차로 운행하는 쾌속, 통근쾌속, 중앙쾌속, 통근특별쾌속 제외.
14. ↑  동서 자유 통로의 공용 이전에는 중앙 동쪽 출입구 개찰에서 게이오선, 오다큐선의 개찰 업무를 하였으며(JR이 개찰 업무를 위탁), 중앙 동쪽 출입구 개찰에서 중앙 통로를 지나 양 노선의 이용이 가능하였고 양사의 동쪽 출입구로서의 기능을 대체하고 있었다(그 밖의 JR 개찰에서의 출입장은 불가능하였다). 중앙 동쪽 출입구 개찰에 인접해 JR 이외에 게이오선과 오다큐선의 운임표와 자동 매표기가 설치되어 있었다. 또한, 게이오선용 매표기는 통상적인 사철 공통의 무늬가 인쇄됀 표를 발행했지만, 오다큐선용 매표기는 JR 동일본의 무늬가 들어간 표를 발행하였다. 여기서 구입한 표는 중앙 동쪽 출입구에서만 사용할 수 있다는 내용의 공지가 있었지만, 그것은 다른 JR의 개찰구에서 사용할 수 없다는 의미일 뿐 실제로는 해당 표를 각사의 개찰구에서 사용할 수 있었고, 반대로 각사 개찰 매표기의 표(도에이 오에도선 개찰 C에서 발매한 도에이 무늬로 된 게이오선 승차권 포함)를 중앙 동쪽 출입구에서 사용하는 것도 가능하였다. 참고로, 게이오선 및 오다큐선의 입장권으로 입장(개표)할 수도 있었지만, 다른 JR의 개찰구나 각사로의 연락 개찰구는 통과할 수 없었고, 중앙 동쪽 출입구로만 출장(집표)할 수 있었다. 또한, 게이오선에 대해서는 게이오선 신주쿠역에 준하고 있기 때문에 전술한 바와 같이 도에이 무늬로 된 게이오선 승차권으로 입장은 가능하지만, 자동 개찰기에서는 도에이선 무늬로 된 표로는 입출장 모두 불가능하였다. 출장(집표)의 경우 게이오선 및 오다큐선의 정산권 취급이 가능했기 때문에 도에이선의 표를 게이오의 정산기로 정산한 것을 들고 중앙 동쪽 출입구에서 나올 수 있었다(게이오선의 것에 대해서는 후술). 또한, Suica·PASMO로 입장한다면 JR 중앙 동쪽 출입구에서 게이오선 승강장을 경유하여 도에이선을 이용하는 것도 가능하였다.
15. ↑  단, 중앙 통로에 있는 오다큐선 연락 출입구와는 달리 JR과 오다큐 모두 환승용 정산기 및 창구가 없고, 유인 개찰 통로도 없다. 이 때문에 JR 및 오다큐 양쪽 다 유효한 승차권(자기권 한정)이나 Suica, PASMO 등의 IC 승차권(교통카드)을 소지한 승객만 이용할 수 있다. 그 이외에는 일단 개찰구 밖으로 나갈 필요가 있다.
16. ↑  7·8번선에서는 더 나아가 5·6번선으로의 지하 통로로 직결된다.
17. ↑  기존에는 남쪽 끝의 폭 거의 전체를 이용하여 계단을 만들었기 때문에, 통로를 확보하기 위해 계단의 폭을 깎았다.
18. ↑  이쪽 맞은편에 구 서던테라스 출입구 개찰이 있었다.
19. ↑  7·8번선으로의 에스컬레이터의 위치에 해당한다.
20. ↑  덧붙여, 열차가 정차하지 않는 연장 지점에는 울타리가 설치되어 있다.
21. ↑  이 때문에, 크랭크 모양이 되어 있었다.
22. ↑  이설 후 한동안은 남쪽 출입구 과선교 동남쪽 출입구 개찰구에서가 가장 최단이었지만, 그 후 2011년 5월 11일에 고속버스 승차장이 요요기역 근처로 이전했기 때문에, 신주쿠역에서 갈 경우에는 다시 신 남쪽 출입구 쪽이 가깝게 되었다.
23. ↑  1963년의 지하 역 완성 당초에는 18m 열차 6량 편성 대응의 두단식 승강장 5면 4선의 구조였으나 서쪽 출입구 지하 광장 아래에 있는 서쪽 출입구 주차장 등의 존재로 두단 방향의 승강장 연장이 불가능하였기 때문에 이후 이루어진 승강장 연장 공사에서 일부 승강장과 선로가 폐쇄, 이설되었다. 1968년의 18m 열차 7량 대응 공사 당시 승강장을 게이오하치오지 방면으로 연장하고, 1975년의 20m급 차량 8량 편성 대응 공사 당시 4번선 승차 승강장, 하차 승강장(당시 기준. 현재 신선 신주쿠역에 있는 4번선과 다름) 및 선로의 폐쇄를 진행하여 4면 3선 구조가 되었다. 이후 1982년의 10량 편성 대응 공사에 따라 1번선 하차 승강장(당시 기준)의 철거 및 선로의 이설, 게이오하치오지 방향의 시저스 크로싱(scissors crossing)[주 8]의 이설이 이루어져 현재의 3면 3선 구조가 되었다. 현재도 승강장 아래에 약간 레일이 남아 있으며, 승강장의 기둥 배치 등에서도 그 흔적을 찾아볼 수 있다.
24. ↑  1978년의 신주쿠 - 사사즈카 간 복복선화 당시에 해당 두 역을 신선으로 이전시켰기 때문이다.
25. 1 2  스토어드 페어 카드(SF 카드)의 일종으로, 운임으로 미리 지불된 금액을 기록하고 자동 개찰기에서 승차 구간에 따라 운임을 카드 잔액에서 차감해 나가는 방식이다. 현대의 IC 카드(교통카드)와 달리 입장 기록이 카드의 뒷면 등에 물리적으로 기록된다.
26. ↑  연말연시(12월 30일 - 1월 3일) 포함.
27. ↑  열차가 지정된 궤도를 진행할 수 있도록 분기기 등의 레일이 적절하게 배치되어 안전한 상태가 갖추어진 상태.
28. 1 2  실제 역의 표기로는 'ルミネ口'(루미네 출입구)로 후리가나가 포함된 표기로 되어 있다. 이것은 口(한자 '구치')를 ロ(가타카나 '로')로 착각하여 'ルミネロ'(루미네로)와 같이 오독하지 않게 하기 위함이다.
29. ↑  현재의 신주쿠역 남쪽에 위치한 1-6번선 승강장, 다카시마야 타임스 스퀘어, JR 신주쿠 미라이나 타워 빌딩 등의 일대가 예전의 신주쿠 화물역의 자리이다.
30. ↑  조에쓰 신칸센의 당초 계획에서는 도호쿠 신칸센은 도쿄역에, 조에쓰 신칸센은 신주쿠역에 터미널을 두고, 오미야역에서 합류하는 것을 상정하고 있었다. 그러나 개통부터 당분간은 수송 수요가 적기 때문에 도쿄-오미야 구간에서는 양 신칸센이 선로를 공용하기로 했다.
31. ↑  즉 게이오선 내를 급행, 구간급행, 쾌속 중 하나의 종별로 운행하고, 도에이 신주쿠선 내에서 각역정차가 되는 열차.
32. ↑  실제로 업무용 엘리베이터이므로 여객용 엘리베이터를 이용하라는 안내가 붙어 있다.
33. ↑  통근급행은 상행만 설정.
34. ↑  예전의 후지 중공업(현 SUBARU) 본사. 2010년에 오다큐 전철로 소유권이 이전되어 2014년 8월 18일에 후지 중공업(현 SUBARU) 본사는 시부야구 에비스의 에비스 스바루 빌딩(신)으로 이전하였다.
35. ↑  포스터에 있는 리더에 Suica, 모바일 Suica, PASMO를 터치하면 사전에 등록한 휴대전화 메일 주소로 캠페인 정보 등의 메일이 전송되어 상품의 상세 정보를 웹사이트에서 열람하거나 선물 추첨 등을 할 수 있는 것.

#### 보도 발표 자료
1. ↑  “Suicaご利用可能エリアマップ（2001年11月18日当初）” [Suica 이용 가능 에리어 맵 (2001년 11월 18일 당초)] (PDF) (일본어). 동일본여객철도. 2019년 7월 27일에 원본 문서 (PDF)에서 보존된 문서. 2025년 6월 11일에 확인함.
2. ↑  “平成14年3月23日（土）にダイヤ改正を実施します 江ノ島線沿線から新宿への「湘南急行」、多摩線沿線から千代田線直通の「多摩急行」が登場” [헤이세이 14년 3월 23일 (토)에 다이어 개정을 실시합니다 에노시마선 연선에서 신주쿠로의 '쇼난 급행', 다마선 연선에서 지요다선 직통의 '다마 급행'이 등장] (보도 자료) (일본어). 오다큐 전철. 2002년 2월 14일. 2004년 12월 5일에 원본 문서에서 보존된 문서. 2025년 6월 11일에 확인함.
3. ↑  “「営団地下鉄」から「東京メトロ」へ” ['에이단 지하철'에서 '도쿄 메트로'로] (보도 자료) (일본어). 에이단 지하철. 2004년 1월 27일. 2006년 7월 8일에 원본 문서에서 보존된 문서. 2025년 6월 11일에 확인함.
4. ↑  “12月11日（土）、小田急線のダイヤ改正を実施 -複々線化区間の延伸、新種別の導入で所要時間が短縮します-” [12월 11일 (토), 오다큐선의 다이어 개정을 실시 -복복선화 구간의 연장, 신 종별의 도입으로 소요 시간이 단축합니다-] (보도 자료) (일본어). 오다큐 전철. 2004년 10월 6일. 2005년 3월 8일에 원본 문서에서 보존된 문서. 2025년 6월 11일에 확인함.
5. 1 2  ““より便利に” “より快適に” 3月18日 伊勢崎線・日光線でダイヤ改正を実施” ["보다 편리하게" "보다 쾌적하게" 3월 18일 이세사키선 ・ 닛코선에서 다이어 개정을 실시] (PDF) (보도 자료) (일본어). 도부 철도. 2005년 12월 16일. 2005년 12월 29일에 원본 문서 (PDF)에서 보존된 문서. 2025년 6월 11일에 확인함.
6. 1 2  “2006年3月ダイヤ改正について” [2006년 3월 다이어 개정에 대하여] (PDF) (보도 자료) (일본어). 동일본여객철도. 2005년 12월 22일. 2020년 7월 6일에 원본 문서 (PDF)에서 보존된 문서. 2025년 6월 11일에 확인함.
7. ↑  “PASMOは3月18日（日）サービスを開始します ー鉄道23事業者、バス31事業者が導入し、順次拡大してまいりますー” [PASMO는 3월 18일 (일) 서비스를 개시합니다 -철도 23 사업자, 버스 31 사업자가 도입하여, 순차 확대하겠습니다-] (PDF) (보도 자료) (일본어). PASMO 협의회／파스모. 2006년 12월 21일. 2020년 5월 1일에 원본 문서 (PDF)에서 보존된 문서. 2025년 6월 11일에 확인함.
8. ↑  “代々木上原 - 登戸間の「複々線化」により小田急の通勤が変わる! 2018年3月、新ダイヤでの運行開始 〜ラッシュピーク混雑率150%、町田〜新宿間の最大12分短縮を実現〜 〜快速急行の登戸停車や列車種別の新設で、都心へのアクセス向上〜” [요요기우에하라 - 노보리토 간의 '복복선화'에 따라 오다큐선의 통근이 바귄다! 2018년 3월, 신 다이어로의 운행 개시 ~러시 피크 혼잡률 150%, 마치다 ~ 신주쿠 간의 최대 12분 단축을 실현~ ~쾌속급행의 노보리토 정차와 열차 종별의 신설로, 도심으로의 액세스 향상~] (PDF) (보도 자료) (일본어). 오다큐 전철. 2017년 11월 1일. 2019년 4월 15일에 원본 문서 (PDF)에서 보존된 문서. 2025년 6월 11일에 확인함.
9. 1 2  “シェアオフィスの事業展開を目指し、実証実験を開始します” [셰어 오피스의 사업 전개를 목표로, 실증 실험을 개시합니다] (PDF) (보도 자료) (일본어). 동일본여객철도. 2018년 11월 6일. 2020년 3월 18일에 원본 문서 (PDF)에서 보존된 문서. 2020년 3월 18일에 확인함.
10. 1 2  “駅ナカシェアオフィス事業「STATION WORK」を本格開始します ～東京駅・新宿駅・池袋駅・立川駅よりスタート、順次拠点開業～” [에키나카 셰어 오피스 사업 'STATION WORK'를 본격 개시합니다 ~도쿄역 ・ 신주쿠역 ・ 이케부쿠로역 ・ 다치카와역부터 스타트, 순차 거점 개업~] (PDF) (보도 자료) (일본어). 東日本旅客鉄道. 2019년 7월 3일. 2020년 3월 17일에 원본 문서 (PDF)에서 보존된 문서. 2025년 6월 11일에 확인함.
11. ↑  “相鉄・JR直通線用車両「12000系」試運転列車が本日（9月2日）、JR線新宿駅に初めて乗り入れ” [소테쓰 ・ JR 직통선용 차량 '12000계' 시운전 열차가 오늘(9월 2일), JR선 신주쿠역에 처음 진입] (PDF) (보도 자료) (일본어). 사가미 철도. 2019년 9월 2일. 2020년 3월 3일에 원본 문서 (PDF)에서 보존된 문서. 2025년 6월 11일에 확인함.
12. 1 2  “2019年11月ダイヤ改正について” [2019년 11월 다이어 개정에 대하여] (PDF) (보도 자료) (일본어). 동일본여객철도. 2019년 9월 6일. 2019년 9월 6일에 원본 문서 (PDF)에서 보존된 문서. 2025년 6월 11일에 확인함.
13. 1 2 3 4 5 6 7 8 9 10 11 12  “新宿駅東西自由通路の供用開始および東口駅前広場の歩行者空間整備等について” [신주쿠역 동서 자유 통로의 공용 개시 및 동쪽 출입구 역전 광장의 보행자 공간 정비 등에 대하여] (PDF) (보도 자료) (일본어). 동일본여객철도 도쿄지사. 2020년 6월 2일. 2020년 6월 2일에 원본 문서 (PDF)에서 보존된 문서. 2025년 6월 11일에 확인함.
14. ↑  “JR東日本 駅たびコンシェルジュ（東京支社エリア内）開業日のお知らせ” [JR 동일본 에키타비 컨시어지(도쿄 지사 에리어 내) 개업일의 안내] (PDF) (보도 자료) (일본어). 동일본여객철도 도쿄지사. 2021년 7월 27일. 2021년 7월 27일에 원본 문서 (PDF)에서 보존된 문서. 2025년 6월 11일에 확인함.
15. ↑  “小田急百貨店新宿店本館は、2022年10月2日（日）を最終営業日とし、新宿店は、新宿西口ハルクにて営業を継続します。〜5月25日（水）から『新宿店［本館→ハルク］お引っ越し前の売りつくし!』をスタート〜” [오다큐 백화점 신주쿠점 본관은, 2022년 10월 2일 (일)을 최종 영업일로 하여, 신주쿠점은, 신주쿠 서쪽 출입구 하르크에서 영업을 계속합니다. ~5월 25일 (수)부터 "신주쿠점 [본관 → 하르크] 이사 전의 매진!"을 스타트~] (PDF) (보도 자료) (일본어). 오다큐 전철. 2022년 5월 18일. 2022년 5월 18일에 원본 문서 (PDF)에서 보존된 문서. 2025년 6월 11일에 확인함.
16. ↑  “小田急百貨店は新宿駅西口再開発工事に伴い 2022年9月末（予定）をもって新宿店本館での営業を終了します。” [오다큐 백화점은 신주쿠역 서쪽 출입구 재개발 공사에 따라 2022년 9월 말(예정)을 끝으로 신주쿠점 본관에서의 영업을 종료합니다.] (PDF) (보도 자료) (일본어). 오다큐 전철. 2021년 7월 16일. 2021년 7월 16일에 원본 문서 (PDF)에서 보존된 문서. 2025년 6월 11일에 확인함.
17. 1 2  “新宿駅東西自由通路に新たな情報発信拠点を創造します!” [신주쿠역 동서 자유 통로에 새로운 정보 발신 거점을 창조합니다!] (PDF) (보도 자료) (일본어). 동일본여객철도. 2020년 12월 16일. 2020년 12월 16일에 원본 문서 (PDF)에서 보존된 문서. 2025년 6월 13일에 확인함.
18. ↑  “新宿駅東西自由通路開通に伴う小田急線から新宿駅東口方面へのご通行ルートの変更のお知らせ” [신주쿠역 동서 자유 통로 개통에 따른 오다큐선에서 신주쿠역 동쪽 출입구 방면으로의 운행 루트의 변경의 안내] (PDF) (보도 자료) (일본어). 오다큐 전철. 2020년 6월 19일. 2020년 6월 19일에 원본 문서 (PDF)에서 보존된 문서. 2025년 6월 13일에 확인함.
19. ↑  “新宿駅東西自由通路開通に伴う京王線から新宿駅東口方面へのご通行ルートの変更のお知らせ” [신주쿠역 동서 자유 통로 개통에 따른 게이오선에서 신주쿠역 동쪽 출입구 방면으로의 운행 루트의 변경의 안내] (PDF) (보도 자료) (일본어). 게이오 전철. 2020년 6월 19일. 2020년 6월 19일에 원본 문서 (PDF)에서 보존된 문서. 2025년 6월 13일에 확인함.
20. ↑  “新宿駅新南改札前に「Suica のペンギン広場」がオープンします ～新たな待ち合わせスポットとして「Suica のペンギン」ブロンズ像が登場～” [신주쿠역 신 남쪽 개찰 앞에 'Suica의 펭귄 광장'이 오픈합니다 ~새로운 만남의 스팟으로서 'Suica의 펭귄' 브론즈 상이 등장~] (PDF) (보도 자료) (일본어). 동일본여객철도 도쿄지사. 2016년 7월 6일. 2020년 7월 25일에 원본 문서 (PDF)에서 보존된 문서. 2025년 6월 13일에 확인함.
21. ↑  “「JR新宿ミライナタワー」前に新設する改札口の名称が決定しました” ['JR 신주쿠 미라이나 타워' 앞에 신설하는 개찰구의 명칭이 결정하였습니다] (PDF) (보도 자료) (일본어). 동일본여객철도 도쿄지사. 2016년 2월 16일. 2020년 6월 2일에 원본 문서 (PDF)에서 보존된 문서. 2025년 6월 13일에 확인함.
22. 1 2 3  “新宿の新ランドマーク「JR新宿ミライナタワー」が3月25日いよいよ開業 線路上空には「トレインビュー」が楽しめる約 2,000 ㎡の広場が出現 オープンを記念してさまざまなイベントを開催します!!” [신주쿠의 신 랜드마크 'JR 신주쿠 미라이나 타워'가 3월 25일 드디어 개업  선로 상공에는 '트레인 뷰'를 즐길 수 있는 약 2,000 ㎡의 광장이 출현  오픈을 기념하여 다양한 이벤트를 개최합니다!!] (PDF) (보도 자료) (일본어). 동일본여객철도. 2016년 3월 18일. 2016년 3월 27일에 원본 문서 (PDF)에서 보존된 문서. 2025년 6월 13일에 확인함.
23. 1 2  “3月25日（第一期）、4月15日（第二期）、新宿新南口に開業 「NEWoMan」ショップラインナップの詳細が決定” [3월 25일(제1기), 4월 15일(제2기), 신주쿠 신 남쪽 출입구에 개업 'NEWoMan' 숍 라인업의 상세가 결정] (PDF) (보도 자료) (일본어). 루미네. 2015년 12월 7일. 2020년 7월 23일에 원본 문서 (PDF)에서 보존된 문서. 2025년 6월 13일에 확인함.
24. ↑  “4月15日「NEWoMan」エキナカに「ココルミネ ストア」オープン! ルミネがプロデュースする、日本のものづくりの発信拠点” [4월 15일 'NEWoMan' 역 안에 '코코(여기) 루미네 스토어' 오픈! 루미네가 프로듀스하는, 일본의 모노즈쿠리의 발신 거점] (PDF) (보도 자료) (일본어). 루미네. 2016년 3월 15일. 2020년 7월 23일에 원본 문서 (PDF)에서 보존된 문서. 2025년 6월 13일에 확인함.
25. ↑  “4月15日（第二期）新宿駅新南エリアに開業「NEWoMan」出店ショップの渾身の逸品が決定!” [4월 15일(제2기) 신주쿠역 신 남쪽 에리어에 개업 'NEWoMan' 출점 숍의 혼신의 일품이 결정!] (PDF) (보도 자료) (일본어). 루미네. 2016년 4월 6일. 2020년 7월 23일에 원본 문서 (PDF)에서 보존된 문서. 2025년 6월 13일에 확인함.
26. ↑  “新宿駅1番線ホームドアの使用開始について（10月末）” [신주쿠역 1번선 스크린도어의 이용 개시에 대하여 (10월 말)] (보도 자료) (일본어). 게이오 전철. 2013년 9월 13일. 2013년 9월 15일에 원본 문서에서 보존된 문서. 2025년 6월 13일에 확인함.
27. ↑  “京王電鉄ニュースリリース「２０１８年度の鉄道事業設備投資に総額２３７億円」” [게이오 전철 뉴스 릴리스 '2018년도의 철도 사업 설비 투자에 총액 237억엔'] (PDF). 《www.keio.co.jp》 (보도 자료) (일본어). 게이오 전철. 2018년 5월 8일. 2021년 3월 9일에 원본 문서 (PDF)에서 보존된 문서. 2025년 6월 13일에 확인함.
28. ↑  “新宿駅急行ホームで可動式ホーム柵の使用を開始 〜9月30日（日）からホームでの安全性が向上します〜” [신주쿠역 급행 승강장에서 가동식 홈 울타리(스크린도어)의 사용을 개시 ~9월 30일(일)부터 승강장에서의 안전성이 향상합니다~] (PDF) (보도 자료) (일본어). 오다큐 전철. 2012년 9월 11일. 2020년 6월 21일에 원본 문서 (PDF)에서 보존된 문서. 2025년 6월 15일에 확인함.
29. ↑  “2021年度 鉄道事業設備投資計画 〜「サービスの向上」「安全対策の強化」を重点に総額254億円を投資〜” [2021년도 철도사업설비투자계획 ~'서비스의 향상' '안전 대책의 강화'를 중점으로 총액 254억엔을 투자~] (PDF) (보도 자료) (일본어). 오다큐 전철. 2021년 4월 28일. 2021년 4월 28일에 원본 문서 (PDF)에서 보존된 문서. 2025년 6월 15일에 확인함.
30. ↑  “ルミネが世界中から訪れる人々と地元との共生を目指し、グローカルな文化体験の場を提供 新宿東口駅前広場が大規模パブリックアートで刷新 7mを超えるモニュメントを象徴とし、アートに彩られたコミュニティスペースが新たに誕生 NYで活躍する新進気鋭のアーティスト松山智一氏を起用 開業日:2020年7月19日(日) 場所:新宿東口駅前広場” [루미네가 전세계에서 방문하는 사람들과 현지와의 공생을 목표로, 글로컬한 문화 체험의 장을 제공, 신주쿠 동쪽 출입구 역전 광장이 대규모 퍼블릭 아트로 쇄신  7m가 넘는 모뉴먼트를 상징으로 하여, 아트로 장식된 커뮤니티 스페이스가 새롭게 탄생 NY에서 활약하는 신진 아티스트 마쓰야마 도모이치씨를 기용  개업일: 2020년 7월 19일(일)  장소: 신주쿠 동쪽 출입구 역전 광장] (PDF) (보도 자료) (일본어). 루미네. 2020년 7월 15일. 2020년 7월 23일에 원본 문서 (PDF)에서 보존된 문서. 2020년 7월 23일에 확인함.
31. ↑  “STATION WORKが九州・沖縄エリアに拡大します!! ～JR九州ホテルズ等13館と連携開始、北海道から沖縄まで122カ所のネットワークへ～” [STATION WORK가 큐슈 · 오키나와 에리어에 확대합니다!! ~JR 큐슈 호텔즈 등 13관과 제휴 개시, 홋카이도에서 오키나와까지 122개소의 네트워크로~] (PDF) (보도 자료) (일본어). 동일본여객철도, JR 큐슈 호텔즈, JR 큐슈 스테이션 호텔 고쿠라. 2021년 3월 4일. 2021년 3월 4일에 원본 문서 (PDF)에서 보존된 문서. 2025년 6월 17일에 확인함.
32. 1 2  “STATION WORKは2020年度100カ所ネットワークへ ～東日本エリア全域へ一挙拡大。ホテルワーク・ジムワークなどの新たなワークスタイルを提案します～” [STATION WORK는 2020년도 100개소 네트워크로 ~동일본 에리어 전역으로 일거 확대. 호텔 워크, 짐 워크 등의 새로운 워크 스타일을 제안합니다~] (PDF) (보도 자료) (일본어). 동일본여객철도. 2021년 2월 8일. 2021년 2월 8일에 원본 문서 (PDF)에서 보존된 문서. 2025년 6월 17일에 확인함.
33. ↑  “「JR南新宿ビル」が 6月末に竣工します ～JR新宿駅徒歩4分にオフィスを中心とした複合ビルが誕生します～” ['JR 미나미신주쿠 빌딩'이 6월 말에 준공합니다 ~JR 신주쿠역 도보 4분에 오피스를 중심으로 한 복합 빌딩이 탄생합니다~] (PDF) (보도 자료) (일본어). 동일본여객철도. 2012년 3월 1일. 2020년 7월 25일에 원본 문서 (PDF)에서 보존된 문서. 2025년 6월 17일에 확인함.
34. ↑  “”Suicaポスター”7月31日にいよいよデビュー!!” ["Suica 포스터" 7월 31일에 드디어 데뷔!!] (PDF) (보도 자료) (일본어). 동일본여객철도. 2006년 7월 25일. 2020년 7월 25일에 원본 문서 (PDF)에서 보존된 문서. 2025년 6월 18일에 확인함.
35. ↑  “映画『天気の子』公開記念 新宿駅が期間限定で「FUN!TOKYO! 天気の子 STATION」になります!” [영화 "날씨의 아이" 공개 기념 신주쿠역이 기간 한정으로 'FUN!TOKYO! 날씨의 아이 STATION'이 됩니다!] (PDF) (보도 자료) (일본어). 동일본여객철도 도쿄 지사. 2019년 7월 12일. 2020년 3월 11일에 원본 문서 (PDF)에서 보존된 문서. 2025년 6월 18일에 확인함.

#### 신문 기사
1. ↑  “生まれ変わる新宿駅 東西結ぶデッキ、広場整備へ” [다시 태어나는 신주쿠역 동서 잇는 데크, 광장 정비로]. 《산케이 신문》 (일본어). 2019년 6월 18일. 2019년 6월 18일에 원본 문서에서 보존된 문서. 2025년 6월 8일에 확인함.
2. ↑  “新宿南口、線路上に巨大ターミナル“大新宿駅”が実現” [신주쿠 남쪽 출구, 선로상에 거대 터미널 "대 신주쿠 역"이 실현]. 《일본경제신문 전자판》 (일본어). 2012년 10월 26일.
3. ↑  “中央地下道口が完成” [주오 지하도 출입구가 완성]. 《고쓰 신문》 (일본어) (교통협력회). 1958년 4월 27일. 2면.
4. ↑  “小田急新宿駅に冷房装置” [오다큐선 신주쿠역에 냉방 장치]. 《고쓰 신문》 (일본어) (교통협력회). 1968년 5월 28일. 2면.
5. ↑  “「ルミネ2口」オープン” ['루미네 2 출입구' 오픈]. 《고쓰 신문》 (일본어) (고쓰 신문사). 1988년 10월 21일. 2면.
6. ↑  “増発・2階建て、長距離通勤すこ～し楽に JRあす新ダイヤ” [증발・2층, 장거리 통근 조~금 편하게 JR 내일 신 다이어]. 《아사히 신문》 (일본어) 도쿄 석간판 (아사히 신문사). 1991년 3월 15일. 23면.
7. 1 2  “500円 自由席利用好調” [500엔 자유석 이용 호조]. 《고쓰 신문》 (일본어) (고쓰 신문사). 2007년 12월 7일. 3면.
8. ↑  “相鉄とJR東日本、直通線車両が新宿駅に初乗り入れ” [소테쓰와 JR 동일본, 직통선 차량이 신주쿠역에 처음 진입]. 《니혼게이자이신문》 (일본어). 2019년 9월 2일. 2019년 12월 27일에 원본 문서에서 보존된 문서. 2025년 6월 11일에 확인함.
9. 1 2  “JR新宿駅の「迷路」ついに解消 東口と西口の行き来、自由に” [JR 신주쿠역의 '미로' 드디어 해소 동쪽 출입구와 서쪽 출입구의 오고 감, 자유롭게]. 《교도 통신》 (일본어). 2020년 7월 19일. 2020년 7월 19일에 원본 문서에서 보존된 문서. 2025년 6월 11일에 확인함.
10. ↑  “新宿西口再開発「一大プロジェクト」が本格化…小田急百貨店は48階ビルに” [신주쿠 서쪽 출입구 재개발 '일대 프로젝트'가 본격화… 오다큐 백화점은 48층 빌딩으로]. 《요미우리 신문》 (일본어) (요미우리 신문사). 2022년 9월 29일. 2022년 10월 23일에 원본 문서에서 보존된 문서. 2025년 6월 11일에 확인함.
11. ↑  “ホームレス京王も「ノー」” [홈리스 게이오도 '노'(No)]. 《아사히 신문 석간》 (일본어). 1996년 2월 10일.
12. ↑  “始発は品川か東京 JR東海社長、表明” [시발은 시나가와나 도쿄  JR 도카이 사장, 표명]. 《마이니치 신문 도쿄 석간》 (일본어). 2008년 3월 6일. 2009년 3월 30일에 원본 문서에서 보존된 문서. 2025년 6월 18일에 확인함.

#### 이용 상황에 관한 자료
JR, 사철, 지하철의 1일 평균 이용객 수
1. ↑  各駅の乗車人員(각 역의 승차 인원) - JR 동일본
2. ↑  1日の駅別乗降人員(1일의 역별 승강 인원) - 게이오 전철

JR 동일본의 1999년도 이후의 승차 인원
1. ↑  各駅の乗車人員（1999年度）(각역의 승차 인원 (1999년도)) - JR 동일본
2. ↑  各駅の乗車人員（2000年度）(각역의 승차 인원 (2000년도)) - JR 동일본
3. ↑  各駅の乗車人員（2001年度）(각 역의 승차 인원 (2001년도)) - JR 동일본
4. ↑  各駅の乗車人員（2002年度）(각 역의 승차 인원 (2002년도)) - JR 동일본
5. ↑  各駅の乗車人員（2003年度）(각 역의 승차 인원 (2003년도)) - JR 동일본
6. ↑  各駅の乗車人員（2004年度）(각 역의 승차 인원 (2004년도)) - JR 동일본
7. ↑  各駅の乗車人員（2005年度）(각 역의 승차 인원 (2005년도)) - JR 동일본
8. ↑  各駅の乗車人員（2006年度）(각 역의 승차 인원 (2006년)) - JR 동일본
9. ↑  各駅の乗車人員（2007年度）(각 역의 승차 인원 (2007년도)) - JR 동일본
10. ↑  各駅の乗車人員（2008年度）(각 역의 승차 인원 (2008년도)) - JR 동일본
11. ↑  各駅の乗車人員（2009年度）(각 역의 승차 인원 (2009년도)) - JR 동일본
12. ↑  各駅の乗車人員（2010年度）(각 역의 승차 인원 (2010년도)) - JR 동일본
13. ↑  各駅の乗車人員（2011年度）(각 역의 승차 인원 (2011년도)) - JR 동일본
14. 1 2 3  各駅の乗車人員（2012年度）(각 역의 승차 인원 (2012년도)) - JR 동일본
15. 1 2 3  各駅の乗車人員（2013年度）(각 역의 승차 인원 (2013년도)) - JR 동일본
16. 1 2 3  各駅の乗車人員（2014年度）(각 역의 승차 인원 (2014년도)) - JR 동일본
17. 1 2 3  各駅の乗車人員（2015年度）(각 역의 승차 인원 (2015년도)) - JR 동일본
18. 1 2 3  各駅の乗車人員（2016年度）(각 역의 승차 인원 (2016년도)) - JR 동일본
19. 1 2 3  各駅の乗車人員（2017年度）(각 역의 승차 인원 (2017년도) - JR 동일본
20. 1 2 3  各駅の乗車人員（2018年度）(각 역의 승차 인원 (2018년도) - JR 동일본
21. 1 2 3  各駅の乗車人員（2019年度）(각 역의 승차 인원 (2019년도) - JR 동일본
22. 1 2 3  各駅の乗車人員（2020年度）(각 역의 승차 인원 (2020년도) - JR 동일본
23. 1 2 3  各駅の乗車人員（2021年度）(각 역의 승차 인원 (2021년도) - JR 동일본
24. 1 2 3  各駅の乗車人員（2022年度）(각 역의 승차 인원 (2022년도) - JR 동일본
25. 1 2 3  各駅の乗車人員（2023年度）(각 역의 승차 인원 (2023년도) - JR 동일본

게이오 전철 각 역 승하차 인원
1. ↑  게이오 전철 주식회사. “1日の駅別乗降人員” [1일의 역별 승하차 인원] (일본어). 2023년 6월 10일에 원본 문서에서 보존된 문서. 2025년 6월 16일에 확인함.

오다큐 전철 각 역 승하차 인원
1. 1 2 3  “鉄道部門：駅別乗降人員・輸送人員ほか” [철도 부문: 역별 승강 인원 · 수송 인원 외] (일본어). 오다큐 전철. 2023년 7월 1일에 원본 문서에서 보존된 문서. 2025년 6월 16일에 확인함.

도쿄 지하철 각 역 승하차 인원
1. 1 2 3  “各駅の乗降人員ランキング” [각 역의 승강 인원 랭킹] (일본어). 도쿄 지하철. 2025년 6월 16일에 확인함.
2. ↑  “各駅の乗降人員ランキング(2022年度)” [각 역의 승강 인원 랭킹 (2022년도)] (일본어). 도쿄 지하철. 2025년 6월 16일에 확인함.

도쿄도 교통국 각 역 승하차 인원
1. 1 2 3 4 5 6 7  “事業概要（令和6年度版）” [사업 개요 (레이와 6년도판)] (PDF) (일본어). 도쿄도 교통국. 79-81쪽. 2025년 1월 19일에 원본 문서 (pdf)에서 보존된 문서. 2025년 1월 19일에 확인함.
2. 1 2 3 4  “各駅乗降人員一覧｜東京都交通局” [각 역 승강 인원 일람 | 도쿄도 교통국] (일본어). 도쿄도 교통국. 2021년 11월 4일에 원본 문서에서 보존된 문서. 2025년 6월 16일에 확인함.
3. 1 2 3 4  “各駅乗降人員一覧｜東京都交通局” [각 역 승강 인원 일람 | 도쿄도 교통국] (일본어). 도쿄도 교통국. 2022년 11월 12일에 원본 문서에서 보존된 문서. 2025년 6월 16일에 확인함.
4. 1 2 3 4  令和4年度 運輸統計年報 [레이와 4년도 운수 통계 연보] (PDF) (보고서) (일본어). 도쿄도 교통국. 2023년 11월 3일에 원본 문서 (pdf)에서 보존된 문서. 2025년 6월 16일에 확인함.

JR, 사철, 지하철의 통계 데이터
1. ↑  レポート(리포트) - 간토교통광고협의회
2. 1 2  新宿区の概況(신주쿠 구의 개황) - 신주쿠 구

도쿄부 통계서
1. ↑  明治18年(메이지 18년)
2. ↑  明治19年(메이지 19년)
3. ↑  明治21年(메이지 21년)
4. ↑  明治22年(메이지 22년)
5. ↑  明治24年(메이지 24년)
6. ↑  明治26年(메이지 26년)
7. ↑  明治28年(메이지 28년)
8. ↑  明治29年(메이지 29년)
9. ↑  明治30年(메이지 30년)
10. ↑  明治31年(메이지 31년)
11. ↑  明治32年(메이지 32년)
12. ↑  明治33年(메이지 33년)
13. ↑  明治34年(메이지 34년)
14. ↑  明治35年(메이지 35년)
15. ↑  明治36年(메이지 36년)
16. ↑  明治37年(메이지 37년)
17. ↑  明治38年(메이지 38년)
18. ↑  明治40年(메이지 40년)
19. ↑  明治41年(메이지 41년)
20. ↑  明治42年(메이지 42년)
21. ↑  明治44年(메이지 44년)
22. ↑  大正元年(다이쇼 원년)
23. ↑  大正2年(다이쇼 2년)
24. ↑  大正3年(다이쇼 3년)
25. ↑  大正4年(다이쇼 4년)
26. ↑  大正5年(다이쇼 5년)
27. ↑  大正8年(다이쇼 8년)
28. ↑  大正10年(다이쇼 10년)
29. ↑  大正11年(다이쇼 11년)
30. ↑  大正12年(다이쇼 12년)
31. ↑  大正13年(다이쇼 13년)
32. ↑  大正14年(다이쇼 14년)
33. ↑  昭和元年(쇼와 원년)
34. ↑  昭和2年(쇼와 2년)
35. ↑  昭和3年(쇼와 3년)
36. ↑  昭和4年(쇼와 4년)
37. ↑  昭和5年(쇼와 5년)
38. ↑  昭和6年(쇼와 6년)
39. ↑  昭和7年(쇼와 7년)
40. ↑  昭和8年(쇼와 8년)
41. ↑  昭和9年(쇼와 9년)
42. ↑  昭和10年(쇼와 10년)

도쿄도 통계 연감
1. ↑  昭和28年(쇼와 28년), 13쪽.
2. ↑  昭和29年(쇼와 29년), 10쪽.
3. ↑  昭和30年(쇼와 30년), 10쪽.
4. ↑  昭和31年(쇼와 31년)
5. ↑  昭和32年(쇼와 32년)
6. ↑  昭和33年(쇼와 33년)
7. ↑  “昭和34年(쇼와 34년)”. 2016년 3월 5일에 원본 문서에서 보존된 문서. 2017년 12월 17일에 확인함.
8. ↑  “昭和35年(쇼와 35년)”. 2016년 3월 5일에 원본 문서에서 보존된 문서. 2017년 12월 17일에 확인함.
9. ↑  “昭和36年(쇼와 36년)”. 2015년 6월 29일에 원본 문서에서 보존된 문서. 2017년 12월 17일에 확인함.
10. ↑  “昭和37年(쇼와 37년)”. 2015년 6월 29일에 원본 문서에서 보존된 문서. 2017년 12월 17일에 확인함.
11. ↑  “昭和38年(쇼와 38년)”. 2015년 6월 29일에 원본 문서에서 보존된 문서. 2017년 12월 17일에 확인함.
12. ↑  “昭和39年(쇼와 39년)”. 2015년 6월 29일에 원본 문서에서 보존된 문서. 2017년 12월 17일에 확인함.
13. ↑  “昭和40年(쇼와 40년)”. 2016년 3월 5일에 원본 문서에서 보존된 문서. 2017년 12월 17일에 확인함.
14. ↑  “昭和41年(쇼와 41년)”. 2016년 3월 5일에 원본 문서에서 보존된 문서. 2017년 12월 17일에 확인함.
15. ↑  “昭和42年(쇼와 42년)”. 2016년 3월 5일에 원본 문서에서 보존된 문서. 2017년 12월 17일에 확인함.
16. ↑  “昭和43年(쇼와 43년)”. 2016년 3월 5일에 원본 문서에서 보존된 문서. 2017년 12월 17일에 확인함.
17. ↑  “昭和44年(쇼와 44년)”. 2016년 3월 5일에 원본 문서에서 보존된 문서. 2017년 12월 17일에 확인함.
18. ↑  “昭和45年(쇼와 45년)”. 2016년 3월 5일에 원본 문서에서 보존된 문서. 2017년 12월 17일에 확인함.
19. ↑  “昭和46年(쇼와 46년)”. 2015년 6월 29일에 원본 문서에서 보존된 문서. 2017년 12월 17일에 확인함.
20. ↑  “昭和47年(쇼와 47년)”. 2015년 6월 29일에 원본 문서에서 보존된 문서. 2017년 12월 17일에 확인함.
21. ↑  “昭和48年(쇼와 48년)”. 2015년 6월 29일에 원본 문서에서 보존된 문서. 2017년 12월 17일에 확인함.
22. ↑  “昭和49年(쇼와 49년)”. 2016년 3월 5일에 원본 문서에서 보존된 문서. 2017년 12월 17일에 확인함.
23. ↑  “昭和50年(쇼와 50년)”. 2016년 6월 2일에 원본 문서에서 보존된 문서. 2017년 12월 17일에 확인함.
24. ↑  “昭和51年(쇼와 51년)”. 2015년 6월 29일에 원본 문서에서 보존된 문서. 2017년 12월 17일에 확인함.
25. ↑  “昭和52年(쇼와 52년)”. 2016년 3월 5일에 원본 문서에서 보존된 문서. 2017년 12월 17일에 확인함.
26. ↑  “昭和53年(쇼와 53년)”. 2015년 6월 29일에 원본 문서에서 보존된 문서. 2017년 12월 17일에 확인함.
27. ↑  “昭和54年(쇼와 54년)”. 2016년 3월 5일에 원본 문서에서 보존된 문서. 2017년 12월 17일에 확인함.
28. ↑  “昭和55年(쇼와 55년)”. 2016년 3월 5일에 원본 문서에서 보존된 문서. 2017년 12월 17일에 확인함.
29. ↑  “昭和56年(쇼와 56년)”. 2016년 3월 5일에 원본 문서에서 보존된 문서. 2017년 12월 17일에 확인함.
30. ↑  “昭和57年(쇼와 57년)”. 2015년 6월 29일에 원본 문서에서 보존된 문서. 2017년 12월 17일에 확인함.
31. ↑  “昭和58年(쇼와 58년)”. 2015년 6월 29일에 원본 문서에서 보존된 문서. 2017년 12월 17일에 확인함.
32. ↑  “昭和59年(쇼와 59년)”. 2015년 6월 29일에 원본 문서에서 보존된 문서. 2017년 12월 17일에 확인함.
33. ↑  “昭和60年(쇼와 60년)”. 2016년 3월 5일에 원본 문서에서 보존된 문서. 2017년 12월 17일에 확인함.
34. ↑  “昭和61年(쇼와 61년)”. 2016년 3월 5일에 원본 문서에서 보존된 문서. 2017년 12월 17일에 확인함.
35. ↑  “昭和62年(쇼와 62년)”. 2015년 6월 29일에 원본 문서에서 보존된 문서. 2017년 12월 17일에 확인함.
36. ↑  “昭和63年(쇼와 63년)”. 2016년 3월 5일에 원본 문서에서 보존된 문서. 2017년 12월 17일에 확인함.
37. ↑  “平成元年(헤이세이 원년)”. 2016년 3월 5일에 원본 문서에서 보존된 문서. 2017년 12월 17일에 확인함.
38. ↑  “平成2年(헤이세이 2년)”. 2016년 3월 5일에 원본 문서에서 보존된 문서. 2017년 12월 17일에 확인함.
39. ↑  “平成3年(헤이세이 3년)”. 2016년 3월 5일에 원본 문서에서 보존된 문서. 2017년 12월 17일에 확인함.
40. ↑  “平成4年(헤이세이 4년)”. 2013년 8월 15일에 원본 문서에서 보존된 문서. 2017년 12월 17일에 확인함.
41. ↑  “平成5年(헤이세이 5년)”. 2013년 2월 3일에 원본 문서에서 보존된 문서. 2017년 12월 17일에 확인함.
42. ↑  “平成6年(헤이세이 6년)”. 2013년 2월 3일에 원본 문서에서 보존된 문서. 2017년 12월 17일에 확인함.
43. ↑  “平成7年(헤이세이 7년)”. 2013년 2월 3일에 원본 문서에서 보존된 문서. 2017년 12월 17일에 확인함.
44. ↑  “平成8年(헤이세이 8년)”. 2013년 2월 3일에 원본 문서에서 보존된 문서. 2017년 12월 17일에 확인함.
45. ↑  “平成9年(헤이세이 9년)”. 2016년 3월 4일에 원본 문서에서 보존된 문서. 2017년 12월 17일에 확인함.
46. ↑  平成10年(헤이세이 10년)
47. ↑  平成11年(헤이세이 11년)
48. ↑  平成12年(헤이세이 12년)
49. ↑  平成13年(헤이세이 13년)
50. ↑  平成14年(헤이세이 14년)
51. ↑  平成15年(헤이세이 15년)
52. ↑  平成16年(헤이세이 16년)
53. ↑  平成17年(헤이세이 17년)
54. ↑  平成18年(헤이세이 18년)
55. ↑  平成19年(헤이세이 19년)
56. ↑  平成20年(헤이세이 20년)
57. ↑  平成21年(헤이세이 21년)
58. ↑  平成22年(헤이세이 22년)
59. ↑  平成23年(헤이세이 23년)
60. ↑  平成24年(헤이세이 24년)
61. ↑  平成25年(헤이세이 25년)
62. ↑  平成26年(헤이세이 26년)
63. ↑  平成27年(헤이세이 27년)
64. ↑  平成28年(헤이세이 28년)
65. ↑  平成29年(헤이세이 29년)
66. ↑  平成30年(헤이세이 30년)
67. ↑  平成31年・令和元年(헤이세이 31년 · 레이와 원년)
68. ↑  令和2年(레이와 2년)
69. ↑  令和3年(레이와 3년)

## 참고 문헌
- 〈国道20号新宿跨線橋架替にともなう新宿駅改修工事〉(국도 20호 신주쿠 과선교 가체에 따른 신주쿠 역 개수 공사)
  - 철도저널 사, 《鉄道ジャーナル》(철도 저널) 2001년 11월호, No. 421, p.58-63.
- 〈国道20号新宿跨線橋架替にともなう新宿駅支障改修工事〉(국도 20호 신주쿠 과선교 가체에 따른 신주쿠 역 지장 개수 공사)
  - 철도저널 사, 《鉄道ジャーナル》(철도 저널) 2007년 11월호, No. 493, p.56-63.
- 〈JR東日本 国道20号新宿跨線橋架替工事と新宿駅改修工事〉(JR 동일본 국도 20호 신주쿠 과선교 가체 공사와 신주쿠 역 개수 공사)
  - 전기차연구회, 《鉄道ピクトリアル》(철도 픽토리얼) 2006년 1월호, No. 770, p.64-69.
- 《新宿駅100年のあゆみ》 [신주쿠 역 100년의 발자취] (일본어). 일본국유철도 신주쿠 역. 1985년 3월.
- 《京王電気軌道株式会社三十年史》 [게이오 전기궤도 주식회사 삼십년사] (일본어). 게이오 전기궤도. 1941년 2월 20일.

## 같이 보기
- 신주쿠
- 세이부신주쿠역
- 신주쿠니시구치역